# Glossari de termes d'escacs
Aquesta pàgina conté els termes d'ús comú en els escacs en ordre alfabètic. Hi ha tant termes oficials del reglament dels escacs, com conceptes desenvolupats per la teoria dels escacs, així com termes freqüents d'argot en català.
| Índex A B C D E F G H I J K L M N O P Q R S T U V W X Y Z |

## A

### A
Símbol usat per a designar les jugades d'alfil en partides anotades en català

### Abandonar
Concedir una derrota en una partida. La rendició o abandonament s'indica normalment tot aturant el rellotge, i sovint oferint una encaixada de mans. També és tradicional per indicar la rendició inclinar el rei propi, tot i que això es veu cada cop més rarament. En partides publicades, l'abandonament s'indica amb un "1-0" (abandonament del negre) o bé amb "0-1" (abandonament del blanc); això pot indicar també que la partida es va decidir per alguna altra raó, com ara per haver excedit un jugador el control de temps. En partides entre mestres, o de competició entre aficionats, és molt més comú veure un abandonament que no pas un final de partida per escac i mat, ja que els jugadors són capaços de veure d'antuvi un mat inevitable.

### Activa
Descriu una peça que té la possibilitat de moure's a (o de controlar) moltes caselles. Vegeu també passiva.

### Activitat
Situació en la qual es troba el jugador amb peces actives.

### Actuació
Vegeu performance

### Adjudicació
Es produeix quan un fort jugador d'escacs decideix sobre el resultat d'una partida inacabada (jugada entre dos altres escaquistes). Aquesta pràctica és actualment poc comuna en partides sobre el tauler, però si que passa en els escacs online quan un jugador es nega a continuar després d'un ajornament.

### Aficionat
La distinció entre professional i amateur no és massa important en escacs, ja que els aficionats poden guanyar premis en torneigs, acceptar fixos per participar, i guanyar qualsevol títol, inclòs el de Campió del món. Al segle xix, el terme «aficionat» era de vegades fet servir en publicar partides de «mestre vs. Aficionat» per ocultar el nom del perdedor, ja que hom pensava que era de mala educació utilitzar el nom d'un jugador sense permís, i a més a més, el professional no es volia arriscar a perdre un client. Vegeu també NN o N.N.

### Agut
Arriscat, de doble tall, altament tàctic. Agut/da pot emprar-se per a descriure moviments, maniobres, posicions, o estils de joc.

### Aire
(concepte conegut també amb el terme alemany Luft) Espai que hom fa per al rei enrocat per donar-li una casella d'escapament que eviti el mat de la primera fila. Normalment, l'aire s'aconsegueix tot movent un peó dels de davant del rei a la segona fila.

### Ajornament

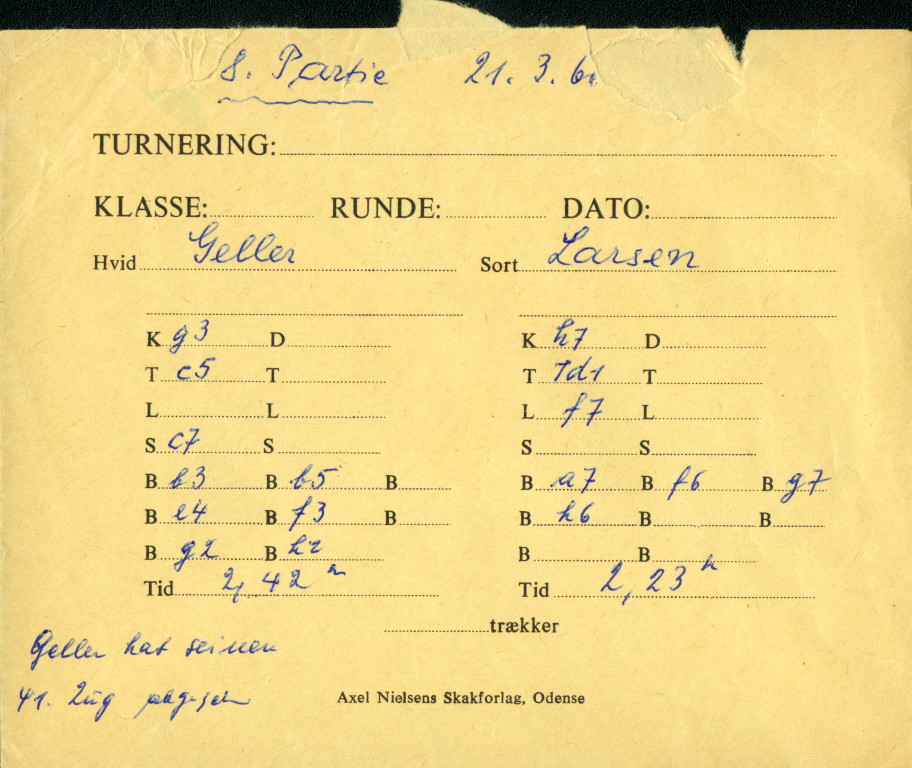
Sobre usat per l'ajornament de la partida Iefim Hèl·ler vs. Bent Larsen, Copenhagen 1966

Suspensió d'una partida amb la intenció de continuar-la posteriorment. Vegeu Jugada secreta.

### Ala
Vegeu flanc. L'ala de rei és el flanc de rei i l'ala de dama, el flanc de dama

### Alfil
vegeu alfil

### Alfil bo
Un alfil que té gran mobilitat, i és per tant una peça molt activa, normalment perquè els peons del mateix bàndol són en caselles del color contrari a l'alfil. (Vegeu alfil dolent.)

### Alfil de caselles clares
Un dels dos àlfils de cada bàndol, que es mou per les caselles blanques o clares; és el situat a f1 o a c8 en la posició inicial.

### Alfil de caselles negres
Cadascun dels dos alfils que corren per les caselles negres del tauler (un d'ells és del jugador de blanques, i l'altre és del jugador de negres. A la posició inicial, estan situats a les caselles c1 i f8, de manera que l'alfil blanc de caselles negres és l'alfil de dama, perquè és al flanc de dama de les blanques, i l'alfil negre de caselles negres és l'alfil de rei, perquè és al flanc de rei de les negres.

### Alfil de dama
L'alfil que és al flanc de dama al començament de la partida. Els termes Cavall de dama i Torre de dama també es fan servir. Sovint s'abreujen AD, CD, i TD respectivament.

### Alfils de diferent color
Situació en què a un bàndol li queda l'alfil de caselles blanques i a l'altre el de caselles negres. En els finals, això acaba sovint en taules, sobretot si no hi ha d'altres peces (només peons), fins i tot si un dels jugadors dé fins a dos peons de més, ja que els alfils controlen caselles diferents (vegeu final d'alfils de diferent color). En el mig joc, no obstant, la presència d'alfils de diferent color és un clar avantatge per al jugador que estigui atacant.

### Alfil de rei
L'alfil que comença la partida al flanc de rei. És l'alfil blanc de caselles blanques, i l'alfil negre de caselles negres.

### Alfil dolent
|   | a | b | c | d | e | f | g | h |   |
| 8 | f7 negres peó · g7 negres peó · d6 negres alfil · e6 negres peó · h6 negres peó · b5 negres peó · d5 negres peó · b4 blanques peó · d4 blanques peó · c3 blanques alfil · e3 blanques peó · h3 blanques peó · f2 blanques peó · g2 blanques peó | f7 negres peó · g7 negres peó · d6 negres alfil · e6 negres peó · h6 negres peó · b5 negres peó · d5 negres peó · b4 blanques peó · d4 blanques peó · c3 blanques alfil · e3 blanques peó · h3 blanques peó · f2 blanques peó · g2 blanques peó | f7 negres peó · g7 negres peó · d6 negres alfil · e6 negres peó · h6 negres peó · b5 negres peó · d5 negres peó · b4 blanques peó · d4 blanques peó · c3 blanques alfil · e3 blanques peó · h3 blanques peó · f2 blanques peó · g2 blanques peó | f7 negres peó · g7 negres peó · d6 negres alfil · e6 negres peó · h6 negres peó · b5 negres peó · d5 negres peó · b4 blanques peó · d4 blanques peó · c3 blanques alfil · e3 blanques peó · h3 blanques peó · f2 blanques peó · g2 blanques peó | f7 negres peó · g7 negres peó · d6 negres alfil · e6 negres peó · h6 negres peó · b5 negres peó · d5 negres peó · b4 blanques peó · d4 blanques peó · c3 blanques alfil · e3 blanques peó · h3 blanques peó · f2 blanques peó · g2 blanques peó | f7 negres peó · g7 negres peó · d6 negres alfil · e6 negres peó · h6 negres peó · b5 negres peó · d5 negres peó · b4 blanques peó · d4 blanques peó · c3 blanques alfil · e3 blanques peó · h3 blanques peó · f2 blanques peó · g2 blanques peó | f7 negres peó · g7 negres peó · d6 negres alfil · e6 negres peó · h6 negres peó · b5 negres peó · d5 negres peó · b4 blanques peó · d4 blanques peó · c3 blanques alfil · e3 blanques peó · h3 blanques peó · f2 blanques peó · g2 blanques peó | f7 negres peó · g7 negres peó · d6 negres alfil · e6 negres peó · h6 negres peó · b5 negres peó · d5 negres peó · b4 blanques peó · d4 blanques peó · c3 blanques alfil · e3 blanques peó · h3 blanques peó · f2 blanques peó · g2 blanques peó | 8 |
| 7 | f7 negres peó · g7 negres peó · d6 negres alfil · e6 negres peó · h6 negres peó · b5 negres peó · d5 negres peó · b4 blanques peó · d4 blanques peó · c3 blanques alfil · e3 blanques peó · h3 blanques peó · f2 blanques peó · g2 blanques peó | f7 negres peó · g7 negres peó · d6 negres alfil · e6 negres peó · h6 negres peó · b5 negres peó · d5 negres peó · b4 blanques peó · d4 blanques peó · c3 blanques alfil · e3 blanques peó · h3 blanques peó · f2 blanques peó · g2 blanques peó | f7 negres peó · g7 negres peó · d6 negres alfil · e6 negres peó · h6 negres peó · b5 negres peó · d5 negres peó · b4 blanques peó · d4 blanques peó · c3 blanques alfil · e3 blanques peó · h3 blanques peó · f2 blanques peó · g2 blanques peó | f7 negres peó · g7 negres peó · d6 negres alfil · e6 negres peó · h6 negres peó · b5 negres peó · d5 negres peó · b4 blanques peó · d4 blanques peó · c3 blanques alfil · e3 blanques peó · h3 blanques peó · f2 blanques peó · g2 blanques peó | f7 negres peó · g7 negres peó · d6 negres alfil · e6 negres peó · h6 negres peó · b5 negres peó · d5 negres peó · b4 blanques peó · d4 blanques peó · c3 blanques alfil · e3 blanques peó · h3 blanques peó · f2 blanques peó · g2 blanques peó | f7 negres peó · g7 negres peó · d6 negres alfil · e6 negres peó · h6 negres peó · b5 negres peó · d5 negres peó · b4 blanques peó · d4 blanques peó · c3 blanques alfil · e3 blanques peó · h3 blanques peó · f2 blanques peó · g2 blanques peó | f7 negres peó · g7 negres peó · d6 negres alfil · e6 negres peó · h6 negres peó · b5 negres peó · d5 negres peó · b4 blanques peó · d4 blanques peó · c3 blanques alfil · e3 blanques peó · h3 blanques peó · f2 blanques peó · g2 blanques peó | f7 negres peó · g7 negres peó · d6 negres alfil · e6 negres peó · h6 negres peó · b5 negres peó · d5 negres peó · b4 blanques peó · d4 blanques peó · c3 blanques alfil · e3 blanques peó · h3 blanques peó · f2 blanques peó · g2 blanques peó | 7 |
| 6 | f7 negres peó · g7 negres peó · d6 negres alfil · e6 negres peó · h6 negres peó · b5 negres peó · d5 negres peó · b4 blanques peó · d4 blanques peó · c3 blanques alfil · e3 blanques peó · h3 blanques peó · f2 blanques peó · g2 blanques peó | f7 negres peó · g7 negres peó · d6 negres alfil · e6 negres peó · h6 negres peó · b5 negres peó · d5 negres peó · b4 blanques peó · d4 blanques peó · c3 blanques alfil · e3 blanques peó · h3 blanques peó · f2 blanques peó · g2 blanques peó | f7 negres peó · g7 negres peó · d6 negres alfil · e6 negres peó · h6 negres peó · b5 negres peó · d5 negres peó · b4 blanques peó · d4 blanques peó · c3 blanques alfil · e3 blanques peó · h3 blanques peó · f2 blanques peó · g2 blanques peó | f7 negres peó · g7 negres peó · d6 negres alfil · e6 negres peó · h6 negres peó · b5 negres peó · d5 negres peó · b4 blanques peó · d4 blanques peó · c3 blanques alfil · e3 blanques peó · h3 blanques peó · f2 blanques peó · g2 blanques peó | f7 negres peó · g7 negres peó · d6 negres alfil · e6 negres peó · h6 negres peó · b5 negres peó · d5 negres peó · b4 blanques peó · d4 blanques peó · c3 blanques alfil · e3 blanques peó · h3 blanques peó · f2 blanques peó · g2 blanques peó | f7 negres peó · g7 negres peó · d6 negres alfil · e6 negres peó · h6 negres peó · b5 negres peó · d5 negres peó · b4 blanques peó · d4 blanques peó · c3 blanques alfil · e3 blanques peó · h3 blanques peó · f2 blanques peó · g2 blanques peó | f7 negres peó · g7 negres peó · d6 negres alfil · e6 negres peó · h6 negres peó · b5 negres peó · d5 negres peó · b4 blanques peó · d4 blanques peó · c3 blanques alfil · e3 blanques peó · h3 blanques peó · f2 blanques peó · g2 blanques peó | f7 negres peó · g7 negres peó · d6 negres alfil · e6 negres peó · h6 negres peó · b5 negres peó · d5 negres peó · b4 blanques peó · d4 blanques peó · c3 blanques alfil · e3 blanques peó · h3 blanques peó · f2 blanques peó · g2 blanques peó | 6 |
| 5 | f7 negres peó · g7 negres peó · d6 negres alfil · e6 negres peó · h6 negres peó · b5 negres peó · d5 negres peó · b4 blanques peó · d4 blanques peó · c3 blanques alfil · e3 blanques peó · h3 blanques peó · f2 blanques peó · g2 blanques peó | f7 negres peó · g7 negres peó · d6 negres alfil · e6 negres peó · h6 negres peó · b5 negres peó · d5 negres peó · b4 blanques peó · d4 blanques peó · c3 blanques alfil · e3 blanques peó · h3 blanques peó · f2 blanques peó · g2 blanques peó | f7 negres peó · g7 negres peó · d6 negres alfil · e6 negres peó · h6 negres peó · b5 negres peó · d5 negres peó · b4 blanques peó · d4 blanques peó · c3 blanques alfil · e3 blanques peó · h3 blanques peó · f2 blanques peó · g2 blanques peó | f7 negres peó · g7 negres peó · d6 negres alfil · e6 negres peó · h6 negres peó · b5 negres peó · d5 negres peó · b4 blanques peó · d4 blanques peó · c3 blanques alfil · e3 blanques peó · h3 blanques peó · f2 blanques peó · g2 blanques peó | f7 negres peó · g7 negres peó · d6 negres alfil · e6 negres peó · h6 negres peó · b5 negres peó · d5 negres peó · b4 blanques peó · d4 blanques peó · c3 blanques alfil · e3 blanques peó · h3 blanques peó · f2 blanques peó · g2 blanques peó | f7 negres peó · g7 negres peó · d6 negres alfil · e6 negres peó · h6 negres peó · b5 negres peó · d5 negres peó · b4 blanques peó · d4 blanques peó · c3 blanques alfil · e3 blanques peó · h3 blanques peó · f2 blanques peó · g2 blanques peó | f7 negres peó · g7 negres peó · d6 negres alfil · e6 negres peó · h6 negres peó · b5 negres peó · d5 negres peó · b4 blanques peó · d4 blanques peó · c3 blanques alfil · e3 blanques peó · h3 blanques peó · f2 blanques peó · g2 blanques peó | f7 negres peó · g7 negres peó · d6 negres alfil · e6 negres peó · h6 negres peó · b5 negres peó · d5 negres peó · b4 blanques peó · d4 blanques peó · c3 blanques alfil · e3 blanques peó · h3 blanques peó · f2 blanques peó · g2 blanques peó | 5 |
| 4 | f7 negres peó · g7 negres peó · d6 negres alfil · e6 negres peó · h6 negres peó · b5 negres peó · d5 negres peó · b4 blanques peó · d4 blanques peó · c3 blanques alfil · e3 blanques peó · h3 blanques peó · f2 blanques peó · g2 blanques peó | f7 negres peó · g7 negres peó · d6 negres alfil · e6 negres peó · h6 negres peó · b5 negres peó · d5 negres peó · b4 blanques peó · d4 blanques peó · c3 blanques alfil · e3 blanques peó · h3 blanques peó · f2 blanques peó · g2 blanques peó | f7 negres peó · g7 negres peó · d6 negres alfil · e6 negres peó · h6 negres peó · b5 negres peó · d5 negres peó · b4 blanques peó · d4 blanques peó · c3 blanques alfil · e3 blanques peó · h3 blanques peó · f2 blanques peó · g2 blanques peó | f7 negres peó · g7 negres peó · d6 negres alfil · e6 negres peó · h6 negres peó · b5 negres peó · d5 negres peó · b4 blanques peó · d4 blanques peó · c3 blanques alfil · e3 blanques peó · h3 blanques peó · f2 blanques peó · g2 blanques peó | f7 negres peó · g7 negres peó · d6 negres alfil · e6 negres peó · h6 negres peó · b5 negres peó · d5 negres peó · b4 blanques peó · d4 blanques peó · c3 blanques alfil · e3 blanques peó · h3 blanques peó · f2 blanques peó · g2 blanques peó | f7 negres peó · g7 negres peó · d6 negres alfil · e6 negres peó · h6 negres peó · b5 negres peó · d5 negres peó · b4 blanques peó · d4 blanques peó · c3 blanques alfil · e3 blanques peó · h3 blanques peó · f2 blanques peó · g2 blanques peó | f7 negres peó · g7 negres peó · d6 negres alfil · e6 negres peó · h6 negres peó · b5 negres peó · d5 negres peó · b4 blanques peó · d4 blanques peó · c3 blanques alfil · e3 blanques peó · h3 blanques peó · f2 blanques peó · g2 blanques peó | f7 negres peó · g7 negres peó · d6 negres alfil · e6 negres peó · h6 negres peó · b5 negres peó · d5 negres peó · b4 blanques peó · d4 blanques peó · c3 blanques alfil · e3 blanques peó · h3 blanques peó · f2 blanques peó · g2 blanques peó | 4 |
| 3 | f7 negres peó · g7 negres peó · d6 negres alfil · e6 negres peó · h6 negres peó · b5 negres peó · d5 negres peó · b4 blanques peó · d4 blanques peó · c3 blanques alfil · e3 blanques peó · h3 blanques peó · f2 blanques peó · g2 blanques peó | f7 negres peó · g7 negres peó · d6 negres alfil · e6 negres peó · h6 negres peó · b5 negres peó · d5 negres peó · b4 blanques peó · d4 blanques peó · c3 blanques alfil · e3 blanques peó · h3 blanques peó · f2 blanques peó · g2 blanques peó | f7 negres peó · g7 negres peó · d6 negres alfil · e6 negres peó · h6 negres peó · b5 negres peó · d5 negres peó · b4 blanques peó · d4 blanques peó · c3 blanques alfil · e3 blanques peó · h3 blanques peó · f2 blanques peó · g2 blanques peó | f7 negres peó · g7 negres peó · d6 negres alfil · e6 negres peó · h6 negres peó · b5 negres peó · d5 negres peó · b4 blanques peó · d4 blanques peó · c3 blanques alfil · e3 blanques peó · h3 blanques peó · f2 blanques peó · g2 blanques peó | f7 negres peó · g7 negres peó · d6 negres alfil · e6 negres peó · h6 negres peó · b5 negres peó · d5 negres peó · b4 blanques peó · d4 blanques peó · c3 blanques alfil · e3 blanques peó · h3 blanques peó · f2 blanques peó · g2 blanques peó | f7 negres peó · g7 negres peó · d6 negres alfil · e6 negres peó · h6 negres peó · b5 negres peó · d5 negres peó · b4 blanques peó · d4 blanques peó · c3 blanques alfil · e3 blanques peó · h3 blanques peó · f2 blanques peó · g2 blanques peó | f7 negres peó · g7 negres peó · d6 negres alfil · e6 negres peó · h6 negres peó · b5 negres peó · d5 negres peó · b4 blanques peó · d4 blanques peó · c3 blanques alfil · e3 blanques peó · h3 blanques peó · f2 blanques peó · g2 blanques peó | f7 negres peó · g7 negres peó · d6 negres alfil · e6 negres peó · h6 negres peó · b5 negres peó · d5 negres peó · b4 blanques peó · d4 blanques peó · c3 blanques alfil · e3 blanques peó · h3 blanques peó · f2 blanques peó · g2 blanques peó | 3 |
| 2 | f7 negres peó · g7 negres peó · d6 negres alfil · e6 negres peó · h6 negres peó · b5 negres peó · d5 negres peó · b4 blanques peó · d4 blanques peó · c3 blanques alfil · e3 blanques peó · h3 blanques peó · f2 blanques peó · g2 blanques peó | f7 negres peó · g7 negres peó · d6 negres alfil · e6 negres peó · h6 negres peó · b5 negres peó · d5 negres peó · b4 blanques peó · d4 blanques peó · c3 blanques alfil · e3 blanques peó · h3 blanques peó · f2 blanques peó · g2 blanques peó | f7 negres peó · g7 negres peó · d6 negres alfil · e6 negres peó · h6 negres peó · b5 negres peó · d5 negres peó · b4 blanques peó · d4 blanques peó · c3 blanques alfil · e3 blanques peó · h3 blanques peó · f2 blanques peó · g2 blanques peó | f7 negres peó · g7 negres peó · d6 negres alfil · e6 negres peó · h6 negres peó · b5 negres peó · d5 negres peó · b4 blanques peó · d4 blanques peó · c3 blanques alfil · e3 blanques peó · h3 blanques peó · f2 blanques peó · g2 blanques peó | f7 negres peó · g7 negres peó · d6 negres alfil · e6 negres peó · h6 negres peó · b5 negres peó · d5 negres peó · b4 blanques peó · d4 blanques peó · c3 blanques alfil · e3 blanques peó · h3 blanques peó · f2 blanques peó · g2 blanques peó | f7 negres peó · g7 negres peó · d6 negres alfil · e6 negres peó · h6 negres peó · b5 negres peó · d5 negres peó · b4 blanques peó · d4 blanques peó · c3 blanques alfil · e3 blanques peó · h3 blanques peó · f2 blanques peó · g2 blanques peó | f7 negres peó · g7 negres peó · d6 negres alfil · e6 negres peó · h6 negres peó · b5 negres peó · d5 negres peó · b4 blanques peó · d4 blanques peó · c3 blanques alfil · e3 blanques peó · h3 blanques peó · f2 blanques peó · g2 blanques peó | f7 negres peó · g7 negres peó · d6 negres alfil · e6 negres peó · h6 negres peó · b5 negres peó · d5 negres peó · b4 blanques peó · d4 blanques peó · c3 blanques alfil · e3 blanques peó · h3 blanques peó · f2 blanques peó · g2 blanques peó | 2 |
| 1 | f7 negres peó · g7 negres peó · d6 negres alfil · e6 negres peó · h6 negres peó · b5 negres peó · d5 negres peó · b4 blanques peó · d4 blanques peó · c3 blanques alfil · e3 blanques peó · h3 blanques peó · f2 blanques peó · g2 blanques peó | f7 negres peó · g7 negres peó · d6 negres alfil · e6 negres peó · h6 negres peó · b5 negres peó · d5 negres peó · b4 blanques peó · d4 blanques peó · c3 blanques alfil · e3 blanques peó · h3 blanques peó · f2 blanques peó · g2 blanques peó | f7 negres peó · g7 negres peó · d6 negres alfil · e6 negres peó · h6 negres peó · b5 negres peó · d5 negres peó · b4 blanques peó · d4 blanques peó · c3 blanques alfil · e3 blanques peó · h3 blanques peó · f2 blanques peó · g2 blanques peó | f7 negres peó · g7 negres peó · d6 negres alfil · e6 negres peó · h6 negres peó · b5 negres peó · d5 negres peó · b4 blanques peó · d4 blanques peó · c3 blanques alfil · e3 blanques peó · h3 blanques peó · f2 blanques peó · g2 blanques peó | f7 negres peó · g7 negres peó · d6 negres alfil · e6 negres peó · h6 negres peó · b5 negres peó · d5 negres peó · b4 blanques peó · d4 blanques peó · c3 blanques alfil · e3 blanques peó · h3 blanques peó · f2 blanques peó · g2 blanques peó | f7 negres peó · g7 negres peó · d6 negres alfil · e6 negres peó · h6 negres peó · b5 negres peó · d5 negres peó · b4 blanques peó · d4 blanques peó · c3 blanques alfil · e3 blanques peó · h3 blanques peó · f2 blanques peó · g2 blanques peó | f7 negres peó · g7 negres peó · d6 negres alfil · e6 negres peó · h6 negres peó · b5 negres peó · d5 negres peó · b4 blanques peó · d4 blanques peó · c3 blanques alfil · e3 blanques peó · h3 blanques peó · f2 blanques peó · g2 blanques peó | f7 negres peó · g7 negres peó · d6 negres alfil · e6 negres peó · h6 negres peó · b5 negres peó · d5 negres peó · b4 blanques peó · d4 blanques peó · c3 blanques alfil · e3 blanques peó · h3 blanques peó · f2 blanques peó · g2 blanques peó | 1 |
|   | a | b | c | d | e | f | g | h |   |

Un alfil que està constret per peons del propi bàndol. Vegeu passiva.

### Alfil equivocat
Vegeu peó de torre dolent.

### Alfil espanyol
L'alfil blanc de caselles blanques, quan a l'obertura és desenvolupat a la casella b5. Aquesta jugada és característica de la Ruy López, coneguda també com a "obertura espanyola". Per extensió, hom parla també d'"alfil espanyol" en d'altres obertures, sempre en referència a l'alfil blanc de caselles blanques, sobretot quan se situa al flanc de dama de les blanques, apuntant al flanc de rei de les negres.

### Alfil indi
Un alfil fianquetat, característic de les defenses índies, com ara la defensa índia de rei, i la defensa índia de dama.

### Alfil italià
|   | a | b | c | d | e | f | g | h |   |
| 8 | a8 negres torre · c8 negres alfil · d8 negres dama · e8 negres rei · g8 negres cavall · h8 negres torre · a7 negres peó · b7 negres peó · c7 negres peó · d7 negres peó · f7 negres peó · g7 negres peó · h7 negres peó · c6 negres cavall · c5 negres alfil · e5 negres peó · c4 blanques alfil · e4 blanques peó · f3 blanques cavall · a2 blanques peó · b2 blanques peó · c2 blanques peó · d2 blanques peó · f2 blanques peó · g2 blanques peó · h2 blanques peó · a1 blanques torre · b1 blanques cavall · c1 blanques alfil · d1 blanques dama · e1 blanques rei · h1 blanques torre | a8 negres torre · c8 negres alfil · d8 negres dama · e8 negres rei · g8 negres cavall · h8 negres torre · a7 negres peó · b7 negres peó · c7 negres peó · d7 negres peó · f7 negres peó · g7 negres peó · h7 negres peó · c6 negres cavall · c5 negres alfil · e5 negres peó · c4 blanques alfil · e4 blanques peó · f3 blanques cavall · a2 blanques peó · b2 blanques peó · c2 blanques peó · d2 blanques peó · f2 blanques peó · g2 blanques peó · h2 blanques peó · a1 blanques torre · b1 blanques cavall · c1 blanques alfil · d1 blanques dama · e1 blanques rei · h1 blanques torre | a8 negres torre · c8 negres alfil · d8 negres dama · e8 negres rei · g8 negres cavall · h8 negres torre · a7 negres peó · b7 negres peó · c7 negres peó · d7 negres peó · f7 negres peó · g7 negres peó · h7 negres peó · c6 negres cavall · c5 negres alfil · e5 negres peó · c4 blanques alfil · e4 blanques peó · f3 blanques cavall · a2 blanques peó · b2 blanques peó · c2 blanques peó · d2 blanques peó · f2 blanques peó · g2 blanques peó · h2 blanques peó · a1 blanques torre · b1 blanques cavall · c1 blanques alfil · d1 blanques dama · e1 blanques rei · h1 blanques torre | a8 negres torre · c8 negres alfil · d8 negres dama · e8 negres rei · g8 negres cavall · h8 negres torre · a7 negres peó · b7 negres peó · c7 negres peó · d7 negres peó · f7 negres peó · g7 negres peó · h7 negres peó · c6 negres cavall · c5 negres alfil · e5 negres peó · c4 blanques alfil · e4 blanques peó · f3 blanques cavall · a2 blanques peó · b2 blanques peó · c2 blanques peó · d2 blanques peó · f2 blanques peó · g2 blanques peó · h2 blanques peó · a1 blanques torre · b1 blanques cavall · c1 blanques alfil · d1 blanques dama · e1 blanques rei · h1 blanques torre | a8 negres torre · c8 negres alfil · d8 negres dama · e8 negres rei · g8 negres cavall · h8 negres torre · a7 negres peó · b7 negres peó · c7 negres peó · d7 negres peó · f7 negres peó · g7 negres peó · h7 negres peó · c6 negres cavall · c5 negres alfil · e5 negres peó · c4 blanques alfil · e4 blanques peó · f3 blanques cavall · a2 blanques peó · b2 blanques peó · c2 blanques peó · d2 blanques peó · f2 blanques peó · g2 blanques peó · h2 blanques peó · a1 blanques torre · b1 blanques cavall · c1 blanques alfil · d1 blanques dama · e1 blanques rei · h1 blanques torre | a8 negres torre · c8 negres alfil · d8 negres dama · e8 negres rei · g8 negres cavall · h8 negres torre · a7 negres peó · b7 negres peó · c7 negres peó · d7 negres peó · f7 negres peó · g7 negres peó · h7 negres peó · c6 negres cavall · c5 negres alfil · e5 negres peó · c4 blanques alfil · e4 blanques peó · f3 blanques cavall · a2 blanques peó · b2 blanques peó · c2 blanques peó · d2 blanques peó · f2 blanques peó · g2 blanques peó · h2 blanques peó · a1 blanques torre · b1 blanques cavall · c1 blanques alfil · d1 blanques dama · e1 blanques rei · h1 blanques torre | a8 negres torre · c8 negres alfil · d8 negres dama · e8 negres rei · g8 negres cavall · h8 negres torre · a7 negres peó · b7 negres peó · c7 negres peó · d7 negres peó · f7 negres peó · g7 negres peó · h7 negres peó · c6 negres cavall · c5 negres alfil · e5 negres peó · c4 blanques alfil · e4 blanques peó · f3 blanques cavall · a2 blanques peó · b2 blanques peó · c2 blanques peó · d2 blanques peó · f2 blanques peó · g2 blanques peó · h2 blanques peó · a1 blanques torre · b1 blanques cavall · c1 blanques alfil · d1 blanques dama · e1 blanques rei · h1 blanques torre | a8 negres torre · c8 negres alfil · d8 negres dama · e8 negres rei · g8 negres cavall · h8 negres torre · a7 negres peó · b7 negres peó · c7 negres peó · d7 negres peó · f7 negres peó · g7 negres peó · h7 negres peó · c6 negres cavall · c5 negres alfil · e5 negres peó · c4 blanques alfil · e4 blanques peó · f3 blanques cavall · a2 blanques peó · b2 blanques peó · c2 blanques peó · d2 blanques peó · f2 blanques peó · g2 blanques peó · h2 blanques peó · a1 blanques torre · b1 blanques cavall · c1 blanques alfil · d1 blanques dama · e1 blanques rei · h1 blanques torre | 8 |
| 7 | a8 negres torre · c8 negres alfil · d8 negres dama · e8 negres rei · g8 negres cavall · h8 negres torre · a7 negres peó · b7 negres peó · c7 negres peó · d7 negres peó · f7 negres peó · g7 negres peó · h7 negres peó · c6 negres cavall · c5 negres alfil · e5 negres peó · c4 blanques alfil · e4 blanques peó · f3 blanques cavall · a2 blanques peó · b2 blanques peó · c2 blanques peó · d2 blanques peó · f2 blanques peó · g2 blanques peó · h2 blanques peó · a1 blanques torre · b1 blanques cavall · c1 blanques alfil · d1 blanques dama · e1 blanques rei · h1 blanques torre | a8 negres torre · c8 negres alfil · d8 negres dama · e8 negres rei · g8 negres cavall · h8 negres torre · a7 negres peó · b7 negres peó · c7 negres peó · d7 negres peó · f7 negres peó · g7 negres peó · h7 negres peó · c6 negres cavall · c5 negres alfil · e5 negres peó · c4 blanques alfil · e4 blanques peó · f3 blanques cavall · a2 blanques peó · b2 blanques peó · c2 blanques peó · d2 blanques peó · f2 blanques peó · g2 blanques peó · h2 blanques peó · a1 blanques torre · b1 blanques cavall · c1 blanques alfil · d1 blanques dama · e1 blanques rei · h1 blanques torre | a8 negres torre · c8 negres alfil · d8 negres dama · e8 negres rei · g8 negres cavall · h8 negres torre · a7 negres peó · b7 negres peó · c7 negres peó · d7 negres peó · f7 negres peó · g7 negres peó · h7 negres peó · c6 negres cavall · c5 negres alfil · e5 negres peó · c4 blanques alfil · e4 blanques peó · f3 blanques cavall · a2 blanques peó · b2 blanques peó · c2 blanques peó · d2 blanques peó · f2 blanques peó · g2 blanques peó · h2 blanques peó · a1 blanques torre · b1 blanques cavall · c1 blanques alfil · d1 blanques dama · e1 blanques rei · h1 blanques torre | a8 negres torre · c8 negres alfil · d8 negres dama · e8 negres rei · g8 negres cavall · h8 negres torre · a7 negres peó · b7 negres peó · c7 negres peó · d7 negres peó · f7 negres peó · g7 negres peó · h7 negres peó · c6 negres cavall · c5 negres alfil · e5 negres peó · c4 blanques alfil · e4 blanques peó · f3 blanques cavall · a2 blanques peó · b2 blanques peó · c2 blanques peó · d2 blanques peó · f2 blanques peó · g2 blanques peó · h2 blanques peó · a1 blanques torre · b1 blanques cavall · c1 blanques alfil · d1 blanques dama · e1 blanques rei · h1 blanques torre | a8 negres torre · c8 negres alfil · d8 negres dama · e8 negres rei · g8 negres cavall · h8 negres torre · a7 negres peó · b7 negres peó · c7 negres peó · d7 negres peó · f7 negres peó · g7 negres peó · h7 negres peó · c6 negres cavall · c5 negres alfil · e5 negres peó · c4 blanques alfil · e4 blanques peó · f3 blanques cavall · a2 blanques peó · b2 blanques peó · c2 blanques peó · d2 blanques peó · f2 blanques peó · g2 blanques peó · h2 blanques peó · a1 blanques torre · b1 blanques cavall · c1 blanques alfil · d1 blanques dama · e1 blanques rei · h1 blanques torre | a8 negres torre · c8 negres alfil · d8 negres dama · e8 negres rei · g8 negres cavall · h8 negres torre · a7 negres peó · b7 negres peó · c7 negres peó · d7 negres peó · f7 negres peó · g7 negres peó · h7 negres peó · c6 negres cavall · c5 negres alfil · e5 negres peó · c4 blanques alfil · e4 blanques peó · f3 blanques cavall · a2 blanques peó · b2 blanques peó · c2 blanques peó · d2 blanques peó · f2 blanques peó · g2 blanques peó · h2 blanques peó · a1 blanques torre · b1 blanques cavall · c1 blanques alfil · d1 blanques dama · e1 blanques rei · h1 blanques torre | a8 negres torre · c8 negres alfil · d8 negres dama · e8 negres rei · g8 negres cavall · h8 negres torre · a7 negres peó · b7 negres peó · c7 negres peó · d7 negres peó · f7 negres peó · g7 negres peó · h7 negres peó · c6 negres cavall · c5 negres alfil · e5 negres peó · c4 blanques alfil · e4 blanques peó · f3 blanques cavall · a2 blanques peó · b2 blanques peó · c2 blanques peó · d2 blanques peó · f2 blanques peó · g2 blanques peó · h2 blanques peó · a1 blanques torre · b1 blanques cavall · c1 blanques alfil · d1 blanques dama · e1 blanques rei · h1 blanques torre | a8 negres torre · c8 negres alfil · d8 negres dama · e8 negres rei · g8 negres cavall · h8 negres torre · a7 negres peó · b7 negres peó · c7 negres peó · d7 negres peó · f7 negres peó · g7 negres peó · h7 negres peó · c6 negres cavall · c5 negres alfil · e5 negres peó · c4 blanques alfil · e4 blanques peó · f3 blanques cavall · a2 blanques peó · b2 blanques peó · c2 blanques peó · d2 blanques peó · f2 blanques peó · g2 blanques peó · h2 blanques peó · a1 blanques torre · b1 blanques cavall · c1 blanques alfil · d1 blanques dama · e1 blanques rei · h1 blanques torre | 7 |
| 6 | a8 negres torre · c8 negres alfil · d8 negres dama · e8 negres rei · g8 negres cavall · h8 negres torre · a7 negres peó · b7 negres peó · c7 negres peó · d7 negres peó · f7 negres peó · g7 negres peó · h7 negres peó · c6 negres cavall · c5 negres alfil · e5 negres peó · c4 blanques alfil · e4 blanques peó · f3 blanques cavall · a2 blanques peó · b2 blanques peó · c2 blanques peó · d2 blanques peó · f2 blanques peó · g2 blanques peó · h2 blanques peó · a1 blanques torre · b1 blanques cavall · c1 blanques alfil · d1 blanques dama · e1 blanques rei · h1 blanques torre | a8 negres torre · c8 negres alfil · d8 negres dama · e8 negres rei · g8 negres cavall · h8 negres torre · a7 negres peó · b7 negres peó · c7 negres peó · d7 negres peó · f7 negres peó · g7 negres peó · h7 negres peó · c6 negres cavall · c5 negres alfil · e5 negres peó · c4 blanques alfil · e4 blanques peó · f3 blanques cavall · a2 blanques peó · b2 blanques peó · c2 blanques peó · d2 blanques peó · f2 blanques peó · g2 blanques peó · h2 blanques peó · a1 blanques torre · b1 blanques cavall · c1 blanques alfil · d1 blanques dama · e1 blanques rei · h1 blanques torre | a8 negres torre · c8 negres alfil · d8 negres dama · e8 negres rei · g8 negres cavall · h8 negres torre · a7 negres peó · b7 negres peó · c7 negres peó · d7 negres peó · f7 negres peó · g7 negres peó · h7 negres peó · c6 negres cavall · c5 negres alfil · e5 negres peó · c4 blanques alfil · e4 blanques peó · f3 blanques cavall · a2 blanques peó · b2 blanques peó · c2 blanques peó · d2 blanques peó · f2 blanques peó · g2 blanques peó · h2 blanques peó · a1 blanques torre · b1 blanques cavall · c1 blanques alfil · d1 blanques dama · e1 blanques rei · h1 blanques torre | a8 negres torre · c8 negres alfil · d8 negres dama · e8 negres rei · g8 negres cavall · h8 negres torre · a7 negres peó · b7 negres peó · c7 negres peó · d7 negres peó · f7 negres peó · g7 negres peó · h7 negres peó · c6 negres cavall · c5 negres alfil · e5 negres peó · c4 blanques alfil · e4 blanques peó · f3 blanques cavall · a2 blanques peó · b2 blanques peó · c2 blanques peó · d2 blanques peó · f2 blanques peó · g2 blanques peó · h2 blanques peó · a1 blanques torre · b1 blanques cavall · c1 blanques alfil · d1 blanques dama · e1 blanques rei · h1 blanques torre | a8 negres torre · c8 negres alfil · d8 negres dama · e8 negres rei · g8 negres cavall · h8 negres torre · a7 negres peó · b7 negres peó · c7 negres peó · d7 negres peó · f7 negres peó · g7 negres peó · h7 negres peó · c6 negres cavall · c5 negres alfil · e5 negres peó · c4 blanques alfil · e4 blanques peó · f3 blanques cavall · a2 blanques peó · b2 blanques peó · c2 blanques peó · d2 blanques peó · f2 blanques peó · g2 blanques peó · h2 blanques peó · a1 blanques torre · b1 blanques cavall · c1 blanques alfil · d1 blanques dama · e1 blanques rei · h1 blanques torre | a8 negres torre · c8 negres alfil · d8 negres dama · e8 negres rei · g8 negres cavall · h8 negres torre · a7 negres peó · b7 negres peó · c7 negres peó · d7 negres peó · f7 negres peó · g7 negres peó · h7 negres peó · c6 negres cavall · c5 negres alfil · e5 negres peó · c4 blanques alfil · e4 blanques peó · f3 blanques cavall · a2 blanques peó · b2 blanques peó · c2 blanques peó · d2 blanques peó · f2 blanques peó · g2 blanques peó · h2 blanques peó · a1 blanques torre · b1 blanques cavall · c1 blanques alfil · d1 blanques dama · e1 blanques rei · h1 blanques torre | a8 negres torre · c8 negres alfil · d8 negres dama · e8 negres rei · g8 negres cavall · h8 negres torre · a7 negres peó · b7 negres peó · c7 negres peó · d7 negres peó · f7 negres peó · g7 negres peó · h7 negres peó · c6 negres cavall · c5 negres alfil · e5 negres peó · c4 blanques alfil · e4 blanques peó · f3 blanques cavall · a2 blanques peó · b2 blanques peó · c2 blanques peó · d2 blanques peó · f2 blanques peó · g2 blanques peó · h2 blanques peó · a1 blanques torre · b1 blanques cavall · c1 blanques alfil · d1 blanques dama · e1 blanques rei · h1 blanques torre | a8 negres torre · c8 negres alfil · d8 negres dama · e8 negres rei · g8 negres cavall · h8 negres torre · a7 negres peó · b7 negres peó · c7 negres peó · d7 negres peó · f7 negres peó · g7 negres peó · h7 negres peó · c6 negres cavall · c5 negres alfil · e5 negres peó · c4 blanques alfil · e4 blanques peó · f3 blanques cavall · a2 blanques peó · b2 blanques peó · c2 blanques peó · d2 blanques peó · f2 blanques peó · g2 blanques peó · h2 blanques peó · a1 blanques torre · b1 blanques cavall · c1 blanques alfil · d1 blanques dama · e1 blanques rei · h1 blanques torre | 6 |
| 5 | a8 negres torre · c8 negres alfil · d8 negres dama · e8 negres rei · g8 negres cavall · h8 negres torre · a7 negres peó · b7 negres peó · c7 negres peó · d7 negres peó · f7 negres peó · g7 negres peó · h7 negres peó · c6 negres cavall · c5 negres alfil · e5 negres peó · c4 blanques alfil · e4 blanques peó · f3 blanques cavall · a2 blanques peó · b2 blanques peó · c2 blanques peó · d2 blanques peó · f2 blanques peó · g2 blanques peó · h2 blanques peó · a1 blanques torre · b1 blanques cavall · c1 blanques alfil · d1 blanques dama · e1 blanques rei · h1 blanques torre | a8 negres torre · c8 negres alfil · d8 negres dama · e8 negres rei · g8 negres cavall · h8 negres torre · a7 negres peó · b7 negres peó · c7 negres peó · d7 negres peó · f7 negres peó · g7 negres peó · h7 negres peó · c6 negres cavall · c5 negres alfil · e5 negres peó · c4 blanques alfil · e4 blanques peó · f3 blanques cavall · a2 blanques peó · b2 blanques peó · c2 blanques peó · d2 blanques peó · f2 blanques peó · g2 blanques peó · h2 blanques peó · a1 blanques torre · b1 blanques cavall · c1 blanques alfil · d1 blanques dama · e1 blanques rei · h1 blanques torre | a8 negres torre · c8 negres alfil · d8 negres dama · e8 negres rei · g8 negres cavall · h8 negres torre · a7 negres peó · b7 negres peó · c7 negres peó · d7 negres peó · f7 negres peó · g7 negres peó · h7 negres peó · c6 negres cavall · c5 negres alfil · e5 negres peó · c4 blanques alfil · e4 blanques peó · f3 blanques cavall · a2 blanques peó · b2 blanques peó · c2 blanques peó · d2 blanques peó · f2 blanques peó · g2 blanques peó · h2 blanques peó · a1 blanques torre · b1 blanques cavall · c1 blanques alfil · d1 blanques dama · e1 blanques rei · h1 blanques torre | a8 negres torre · c8 negres alfil · d8 negres dama · e8 negres rei · g8 negres cavall · h8 negres torre · a7 negres peó · b7 negres peó · c7 negres peó · d7 negres peó · f7 negres peó · g7 negres peó · h7 negres peó · c6 negres cavall · c5 negres alfil · e5 negres peó · c4 blanques alfil · e4 blanques peó · f3 blanques cavall · a2 blanques peó · b2 blanques peó · c2 blanques peó · d2 blanques peó · f2 blanques peó · g2 blanques peó · h2 blanques peó · a1 blanques torre · b1 blanques cavall · c1 blanques alfil · d1 blanques dama · e1 blanques rei · h1 blanques torre | a8 negres torre · c8 negres alfil · d8 negres dama · e8 negres rei · g8 negres cavall · h8 negres torre · a7 negres peó · b7 negres peó · c7 negres peó · d7 negres peó · f7 negres peó · g7 negres peó · h7 negres peó · c6 negres cavall · c5 negres alfil · e5 negres peó · c4 blanques alfil · e4 blanques peó · f3 blanques cavall · a2 blanques peó · b2 blanques peó · c2 blanques peó · d2 blanques peó · f2 blanques peó · g2 blanques peó · h2 blanques peó · a1 blanques torre · b1 blanques cavall · c1 blanques alfil · d1 blanques dama · e1 blanques rei · h1 blanques torre | a8 negres torre · c8 negres alfil · d8 negres dama · e8 negres rei · g8 negres cavall · h8 negres torre · a7 negres peó · b7 negres peó · c7 negres peó · d7 negres peó · f7 negres peó · g7 negres peó · h7 negres peó · c6 negres cavall · c5 negres alfil · e5 negres peó · c4 blanques alfil · e4 blanques peó · f3 blanques cavall · a2 blanques peó · b2 blanques peó · c2 blanques peó · d2 blanques peó · f2 blanques peó · g2 blanques peó · h2 blanques peó · a1 blanques torre · b1 blanques cavall · c1 blanques alfil · d1 blanques dama · e1 blanques rei · h1 blanques torre | a8 negres torre · c8 negres alfil · d8 negres dama · e8 negres rei · g8 negres cavall · h8 negres torre · a7 negres peó · b7 negres peó · c7 negres peó · d7 negres peó · f7 negres peó · g7 negres peó · h7 negres peó · c6 negres cavall · c5 negres alfil · e5 negres peó · c4 blanques alfil · e4 blanques peó · f3 blanques cavall · a2 blanques peó · b2 blanques peó · c2 blanques peó · d2 blanques peó · f2 blanques peó · g2 blanques peó · h2 blanques peó · a1 blanques torre · b1 blanques cavall · c1 blanques alfil · d1 blanques dama · e1 blanques rei · h1 blanques torre | a8 negres torre · c8 negres alfil · d8 negres dama · e8 negres rei · g8 negres cavall · h8 negres torre · a7 negres peó · b7 negres peó · c7 negres peó · d7 negres peó · f7 negres peó · g7 negres peó · h7 negres peó · c6 negres cavall · c5 negres alfil · e5 negres peó · c4 blanques alfil · e4 blanques peó · f3 blanques cavall · a2 blanques peó · b2 blanques peó · c2 blanques peó · d2 blanques peó · f2 blanques peó · g2 blanques peó · h2 blanques peó · a1 blanques torre · b1 blanques cavall · c1 blanques alfil · d1 blanques dama · e1 blanques rei · h1 blanques torre | 5 |
| 4 | a8 negres torre · c8 negres alfil · d8 negres dama · e8 negres rei · g8 negres cavall · h8 negres torre · a7 negres peó · b7 negres peó · c7 negres peó · d7 negres peó · f7 negres peó · g7 negres peó · h7 negres peó · c6 negres cavall · c5 negres alfil · e5 negres peó · c4 blanques alfil · e4 blanques peó · f3 blanques cavall · a2 blanques peó · b2 blanques peó · c2 blanques peó · d2 blanques peó · f2 blanques peó · g2 blanques peó · h2 blanques peó · a1 blanques torre · b1 blanques cavall · c1 blanques alfil · d1 blanques dama · e1 blanques rei · h1 blanques torre | a8 negres torre · c8 negres alfil · d8 negres dama · e8 negres rei · g8 negres cavall · h8 negres torre · a7 negres peó · b7 negres peó · c7 negres peó · d7 negres peó · f7 negres peó · g7 negres peó · h7 negres peó · c6 negres cavall · c5 negres alfil · e5 negres peó · c4 blanques alfil · e4 blanques peó · f3 blanques cavall · a2 blanques peó · b2 blanques peó · c2 blanques peó · d2 blanques peó · f2 blanques peó · g2 blanques peó · h2 blanques peó · a1 blanques torre · b1 blanques cavall · c1 blanques alfil · d1 blanques dama · e1 blanques rei · h1 blanques torre | a8 negres torre · c8 negres alfil · d8 negres dama · e8 negres rei · g8 negres cavall · h8 negres torre · a7 negres peó · b7 negres peó · c7 negres peó · d7 negres peó · f7 negres peó · g7 negres peó · h7 negres peó · c6 negres cavall · c5 negres alfil · e5 negres peó · c4 blanques alfil · e4 blanques peó · f3 blanques cavall · a2 blanques peó · b2 blanques peó · c2 blanques peó · d2 blanques peó · f2 blanques peó · g2 blanques peó · h2 blanques peó · a1 blanques torre · b1 blanques cavall · c1 blanques alfil · d1 blanques dama · e1 blanques rei · h1 blanques torre | a8 negres torre · c8 negres alfil · d8 negres dama · e8 negres rei · g8 negres cavall · h8 negres torre · a7 negres peó · b7 negres peó · c7 negres peó · d7 negres peó · f7 negres peó · g7 negres peó · h7 negres peó · c6 negres cavall · c5 negres alfil · e5 negres peó · c4 blanques alfil · e4 blanques peó · f3 blanques cavall · a2 blanques peó · b2 blanques peó · c2 blanques peó · d2 blanques peó · f2 blanques peó · g2 blanques peó · h2 blanques peó · a1 blanques torre · b1 blanques cavall · c1 blanques alfil · d1 blanques dama · e1 blanques rei · h1 blanques torre | a8 negres torre · c8 negres alfil · d8 negres dama · e8 negres rei · g8 negres cavall · h8 negres torre · a7 negres peó · b7 negres peó · c7 negres peó · d7 negres peó · f7 negres peó · g7 negres peó · h7 negres peó · c6 negres cavall · c5 negres alfil · e5 negres peó · c4 blanques alfil · e4 blanques peó · f3 blanques cavall · a2 blanques peó · b2 blanques peó · c2 blanques peó · d2 blanques peó · f2 blanques peó · g2 blanques peó · h2 blanques peó · a1 blanques torre · b1 blanques cavall · c1 blanques alfil · d1 blanques dama · e1 blanques rei · h1 blanques torre | a8 negres torre · c8 negres alfil · d8 negres dama · e8 negres rei · g8 negres cavall · h8 negres torre · a7 negres peó · b7 negres peó · c7 negres peó · d7 negres peó · f7 negres peó · g7 negres peó · h7 negres peó · c6 negres cavall · c5 negres alfil · e5 negres peó · c4 blanques alfil · e4 blanques peó · f3 blanques cavall · a2 blanques peó · b2 blanques peó · c2 blanques peó · d2 blanques peó · f2 blanques peó · g2 blanques peó · h2 blanques peó · a1 blanques torre · b1 blanques cavall · c1 blanques alfil · d1 blanques dama · e1 blanques rei · h1 blanques torre | a8 negres torre · c8 negres alfil · d8 negres dama · e8 negres rei · g8 negres cavall · h8 negres torre · a7 negres peó · b7 negres peó · c7 negres peó · d7 negres peó · f7 negres peó · g7 negres peó · h7 negres peó · c6 negres cavall · c5 negres alfil · e5 negres peó · c4 blanques alfil · e4 blanques peó · f3 blanques cavall · a2 blanques peó · b2 blanques peó · c2 blanques peó · d2 blanques peó · f2 blanques peó · g2 blanques peó · h2 blanques peó · a1 blanques torre · b1 blanques cavall · c1 blanques alfil · d1 blanques dama · e1 blanques rei · h1 blanques torre | a8 negres torre · c8 negres alfil · d8 negres dama · e8 negres rei · g8 negres cavall · h8 negres torre · a7 negres peó · b7 negres peó · c7 negres peó · d7 negres peó · f7 negres peó · g7 negres peó · h7 negres peó · c6 negres cavall · c5 negres alfil · e5 negres peó · c4 blanques alfil · e4 blanques peó · f3 blanques cavall · a2 blanques peó · b2 blanques peó · c2 blanques peó · d2 blanques peó · f2 blanques peó · g2 blanques peó · h2 blanques peó · a1 blanques torre · b1 blanques cavall · c1 blanques alfil · d1 blanques dama · e1 blanques rei · h1 blanques torre | 4 |
| 3 | a8 negres torre · c8 negres alfil · d8 negres dama · e8 negres rei · g8 negres cavall · h8 negres torre · a7 negres peó · b7 negres peó · c7 negres peó · d7 negres peó · f7 negres peó · g7 negres peó · h7 negres peó · c6 negres cavall · c5 negres alfil · e5 negres peó · c4 blanques alfil · e4 blanques peó · f3 blanques cavall · a2 blanques peó · b2 blanques peó · c2 blanques peó · d2 blanques peó · f2 blanques peó · g2 blanques peó · h2 blanques peó · a1 blanques torre · b1 blanques cavall · c1 blanques alfil · d1 blanques dama · e1 blanques rei · h1 blanques torre | a8 negres torre · c8 negres alfil · d8 negres dama · e8 negres rei · g8 negres cavall · h8 negres torre · a7 negres peó · b7 negres peó · c7 negres peó · d7 negres peó · f7 negres peó · g7 negres peó · h7 negres peó · c6 negres cavall · c5 negres alfil · e5 negres peó · c4 blanques alfil · e4 blanques peó · f3 blanques cavall · a2 blanques peó · b2 blanques peó · c2 blanques peó · d2 blanques peó · f2 blanques peó · g2 blanques peó · h2 blanques peó · a1 blanques torre · b1 blanques cavall · c1 blanques alfil · d1 blanques dama · e1 blanques rei · h1 blanques torre | a8 negres torre · c8 negres alfil · d8 negres dama · e8 negres rei · g8 negres cavall · h8 negres torre · a7 negres peó · b7 negres peó · c7 negres peó · d7 negres peó · f7 negres peó · g7 negres peó · h7 negres peó · c6 negres cavall · c5 negres alfil · e5 negres peó · c4 blanques alfil · e4 blanques peó · f3 blanques cavall · a2 blanques peó · b2 blanques peó · c2 blanques peó · d2 blanques peó · f2 blanques peó · g2 blanques peó · h2 blanques peó · a1 blanques torre · b1 blanques cavall · c1 blanques alfil · d1 blanques dama · e1 blanques rei · h1 blanques torre | a8 negres torre · c8 negres alfil · d8 negres dama · e8 negres rei · g8 negres cavall · h8 negres torre · a7 negres peó · b7 negres peó · c7 negres peó · d7 negres peó · f7 negres peó · g7 negres peó · h7 negres peó · c6 negres cavall · c5 negres alfil · e5 negres peó · c4 blanques alfil · e4 blanques peó · f3 blanques cavall · a2 blanques peó · b2 blanques peó · c2 blanques peó · d2 blanques peó · f2 blanques peó · g2 blanques peó · h2 blanques peó · a1 blanques torre · b1 blanques cavall · c1 blanques alfil · d1 blanques dama · e1 blanques rei · h1 blanques torre | a8 negres torre · c8 negres alfil · d8 negres dama · e8 negres rei · g8 negres cavall · h8 negres torre · a7 negres peó · b7 negres peó · c7 negres peó · d7 negres peó · f7 negres peó · g7 negres peó · h7 negres peó · c6 negres cavall · c5 negres alfil · e5 negres peó · c4 blanques alfil · e4 blanques peó · f3 blanques cavall · a2 blanques peó · b2 blanques peó · c2 blanques peó · d2 blanques peó · f2 blanques peó · g2 blanques peó · h2 blanques peó · a1 blanques torre · b1 blanques cavall · c1 blanques alfil · d1 blanques dama · e1 blanques rei · h1 blanques torre | a8 negres torre · c8 negres alfil · d8 negres dama · e8 negres rei · g8 negres cavall · h8 negres torre · a7 negres peó · b7 negres peó · c7 negres peó · d7 negres peó · f7 negres peó · g7 negres peó · h7 negres peó · c6 negres cavall · c5 negres alfil · e5 negres peó · c4 blanques alfil · e4 blanques peó · f3 blanques cavall · a2 blanques peó · b2 blanques peó · c2 blanques peó · d2 blanques peó · f2 blanques peó · g2 blanques peó · h2 blanques peó · a1 blanques torre · b1 blanques cavall · c1 blanques alfil · d1 blanques dama · e1 blanques rei · h1 blanques torre | a8 negres torre · c8 negres alfil · d8 negres dama · e8 negres rei · g8 negres cavall · h8 negres torre · a7 negres peó · b7 negres peó · c7 negres peó · d7 negres peó · f7 negres peó · g7 negres peó · h7 negres peó · c6 negres cavall · c5 negres alfil · e5 negres peó · c4 blanques alfil · e4 blanques peó · f3 blanques cavall · a2 blanques peó · b2 blanques peó · c2 blanques peó · d2 blanques peó · f2 blanques peó · g2 blanques peó · h2 blanques peó · a1 blanques torre · b1 blanques cavall · c1 blanques alfil · d1 blanques dama · e1 blanques rei · h1 blanques torre | a8 negres torre · c8 negres alfil · d8 negres dama · e8 negres rei · g8 negres cavall · h8 negres torre · a7 negres peó · b7 negres peó · c7 negres peó · d7 negres peó · f7 negres peó · g7 negres peó · h7 negres peó · c6 negres cavall · c5 negres alfil · e5 negres peó · c4 blanques alfil · e4 blanques peó · f3 blanques cavall · a2 blanques peó · b2 blanques peó · c2 blanques peó · d2 blanques peó · f2 blanques peó · g2 blanques peó · h2 blanques peó · a1 blanques torre · b1 blanques cavall · c1 blanques alfil · d1 blanques dama · e1 blanques rei · h1 blanques torre | 3 |
| 2 | a8 negres torre · c8 negres alfil · d8 negres dama · e8 negres rei · g8 negres cavall · h8 negres torre · a7 negres peó · b7 negres peó · c7 negres peó · d7 negres peó · f7 negres peó · g7 negres peó · h7 negres peó · c6 negres cavall · c5 negres alfil · e5 negres peó · c4 blanques alfil · e4 blanques peó · f3 blanques cavall · a2 blanques peó · b2 blanques peó · c2 blanques peó · d2 blanques peó · f2 blanques peó · g2 blanques peó · h2 blanques peó · a1 blanques torre · b1 blanques cavall · c1 blanques alfil · d1 blanques dama · e1 blanques rei · h1 blanques torre | a8 negres torre · c8 negres alfil · d8 negres dama · e8 negres rei · g8 negres cavall · h8 negres torre · a7 negres peó · b7 negres peó · c7 negres peó · d7 negres peó · f7 negres peó · g7 negres peó · h7 negres peó · c6 negres cavall · c5 negres alfil · e5 negres peó · c4 blanques alfil · e4 blanques peó · f3 blanques cavall · a2 blanques peó · b2 blanques peó · c2 blanques peó · d2 blanques peó · f2 blanques peó · g2 blanques peó · h2 blanques peó · a1 blanques torre · b1 blanques cavall · c1 blanques alfil · d1 blanques dama · e1 blanques rei · h1 blanques torre | a8 negres torre · c8 negres alfil · d8 negres dama · e8 negres rei · g8 negres cavall · h8 negres torre · a7 negres peó · b7 negres peó · c7 negres peó · d7 negres peó · f7 negres peó · g7 negres peó · h7 negres peó · c6 negres cavall · c5 negres alfil · e5 negres peó · c4 blanques alfil · e4 blanques peó · f3 blanques cavall · a2 blanques peó · b2 blanques peó · c2 blanques peó · d2 blanques peó · f2 blanques peó · g2 blanques peó · h2 blanques peó · a1 blanques torre · b1 blanques cavall · c1 blanques alfil · d1 blanques dama · e1 blanques rei · h1 blanques torre | a8 negres torre · c8 negres alfil · d8 negres dama · e8 negres rei · g8 negres cavall · h8 negres torre · a7 negres peó · b7 negres peó · c7 negres peó · d7 negres peó · f7 negres peó · g7 negres peó · h7 negres peó · c6 negres cavall · c5 negres alfil · e5 negres peó · c4 blanques alfil · e4 blanques peó · f3 blanques cavall · a2 blanques peó · b2 blanques peó · c2 blanques peó · d2 blanques peó · f2 blanques peó · g2 blanques peó · h2 blanques peó · a1 blanques torre · b1 blanques cavall · c1 blanques alfil · d1 blanques dama · e1 blanques rei · h1 blanques torre | a8 negres torre · c8 negres alfil · d8 negres dama · e8 negres rei · g8 negres cavall · h8 negres torre · a7 negres peó · b7 negres peó · c7 negres peó · d7 negres peó · f7 negres peó · g7 negres peó · h7 negres peó · c6 negres cavall · c5 negres alfil · e5 negres peó · c4 blanques alfil · e4 blanques peó · f3 blanques cavall · a2 blanques peó · b2 blanques peó · c2 blanques peó · d2 blanques peó · f2 blanques peó · g2 blanques peó · h2 blanques peó · a1 blanques torre · b1 blanques cavall · c1 blanques alfil · d1 blanques dama · e1 blanques rei · h1 blanques torre | a8 negres torre · c8 negres alfil · d8 negres dama · e8 negres rei · g8 negres cavall · h8 negres torre · a7 negres peó · b7 negres peó · c7 negres peó · d7 negres peó · f7 negres peó · g7 negres peó · h7 negres peó · c6 negres cavall · c5 negres alfil · e5 negres peó · c4 blanques alfil · e4 blanques peó · f3 blanques cavall · a2 blanques peó · b2 blanques peó · c2 blanques peó · d2 blanques peó · f2 blanques peó · g2 blanques peó · h2 blanques peó · a1 blanques torre · b1 blanques cavall · c1 blanques alfil · d1 blanques dama · e1 blanques rei · h1 blanques torre | a8 negres torre · c8 negres alfil · d8 negres dama · e8 negres rei · g8 negres cavall · h8 negres torre · a7 negres peó · b7 negres peó · c7 negres peó · d7 negres peó · f7 negres peó · g7 negres peó · h7 negres peó · c6 negres cavall · c5 negres alfil · e5 negres peó · c4 blanques alfil · e4 blanques peó · f3 blanques cavall · a2 blanques peó · b2 blanques peó · c2 blanques peó · d2 blanques peó · f2 blanques peó · g2 blanques peó · h2 blanques peó · a1 blanques torre · b1 blanques cavall · c1 blanques alfil · d1 blanques dama · e1 blanques rei · h1 blanques torre | a8 negres torre · c8 negres alfil · d8 negres dama · e8 negres rei · g8 negres cavall · h8 negres torre · a7 negres peó · b7 negres peó · c7 negres peó · d7 negres peó · f7 negres peó · g7 negres peó · h7 negres peó · c6 negres cavall · c5 negres alfil · e5 negres peó · c4 blanques alfil · e4 blanques peó · f3 blanques cavall · a2 blanques peó · b2 blanques peó · c2 blanques peó · d2 blanques peó · f2 blanques peó · g2 blanques peó · h2 blanques peó · a1 blanques torre · b1 blanques cavall · c1 blanques alfil · d1 blanques dama · e1 blanques rei · h1 blanques torre | 2 |
| 1 | a8 negres torre · c8 negres alfil · d8 negres dama · e8 negres rei · g8 negres cavall · h8 negres torre · a7 negres peó · b7 negres peó · c7 negres peó · d7 negres peó · f7 negres peó · g7 negres peó · h7 negres peó · c6 negres cavall · c5 negres alfil · e5 negres peó · c4 blanques alfil · e4 blanques peó · f3 blanques cavall · a2 blanques peó · b2 blanques peó · c2 blanques peó · d2 blanques peó · f2 blanques peó · g2 blanques peó · h2 blanques peó · a1 blanques torre · b1 blanques cavall · c1 blanques alfil · d1 blanques dama · e1 blanques rei · h1 blanques torre | a8 negres torre · c8 negres alfil · d8 negres dama · e8 negres rei · g8 negres cavall · h8 negres torre · a7 negres peó · b7 negres peó · c7 negres peó · d7 negres peó · f7 negres peó · g7 negres peó · h7 negres peó · c6 negres cavall · c5 negres alfil · e5 negres peó · c4 blanques alfil · e4 blanques peó · f3 blanques cavall · a2 blanques peó · b2 blanques peó · c2 blanques peó · d2 blanques peó · f2 blanques peó · g2 blanques peó · h2 blanques peó · a1 blanques torre · b1 blanques cavall · c1 blanques alfil · d1 blanques dama · e1 blanques rei · h1 blanques torre | a8 negres torre · c8 negres alfil · d8 negres dama · e8 negres rei · g8 negres cavall · h8 negres torre · a7 negres peó · b7 negres peó · c7 negres peó · d7 negres peó · f7 negres peó · g7 negres peó · h7 negres peó · c6 negres cavall · c5 negres alfil · e5 negres peó · c4 blanques alfil · e4 blanques peó · f3 blanques cavall · a2 blanques peó · b2 blanques peó · c2 blanques peó · d2 blanques peó · f2 blanques peó · g2 blanques peó · h2 blanques peó · a1 blanques torre · b1 blanques cavall · c1 blanques alfil · d1 blanques dama · e1 blanques rei · h1 blanques torre | a8 negres torre · c8 negres alfil · d8 negres dama · e8 negres rei · g8 negres cavall · h8 negres torre · a7 negres peó · b7 negres peó · c7 negres peó · d7 negres peó · f7 negres peó · g7 negres peó · h7 negres peó · c6 negres cavall · c5 negres alfil · e5 negres peó · c4 blanques alfil · e4 blanques peó · f3 blanques cavall · a2 blanques peó · b2 blanques peó · c2 blanques peó · d2 blanques peó · f2 blanques peó · g2 blanques peó · h2 blanques peó · a1 blanques torre · b1 blanques cavall · c1 blanques alfil · d1 blanques dama · e1 blanques rei · h1 blanques torre | a8 negres torre · c8 negres alfil · d8 negres dama · e8 negres rei · g8 negres cavall · h8 negres torre · a7 negres peó · b7 negres peó · c7 negres peó · d7 negres peó · f7 negres peó · g7 negres peó · h7 negres peó · c6 negres cavall · c5 negres alfil · e5 negres peó · c4 blanques alfil · e4 blanques peó · f3 blanques cavall · a2 blanques peó · b2 blanques peó · c2 blanques peó · d2 blanques peó · f2 blanques peó · g2 blanques peó · h2 blanques peó · a1 blanques torre · b1 blanques cavall · c1 blanques alfil · d1 blanques dama · e1 blanques rei · h1 blanques torre | a8 negres torre · c8 negres alfil · d8 negres dama · e8 negres rei · g8 negres cavall · h8 negres torre · a7 negres peó · b7 negres peó · c7 negres peó · d7 negres peó · f7 negres peó · g7 negres peó · h7 negres peó · c6 negres cavall · c5 negres alfil · e5 negres peó · c4 blanques alfil · e4 blanques peó · f3 blanques cavall · a2 blanques peó · b2 blanques peó · c2 blanques peó · d2 blanques peó · f2 blanques peó · g2 blanques peó · h2 blanques peó · a1 blanques torre · b1 blanques cavall · c1 blanques alfil · d1 blanques dama · e1 blanques rei · h1 blanques torre | a8 negres torre · c8 negres alfil · d8 negres dama · e8 negres rei · g8 negres cavall · h8 negres torre · a7 negres peó · b7 negres peó · c7 negres peó · d7 negres peó · f7 negres peó · g7 negres peó · h7 negres peó · c6 negres cavall · c5 negres alfil · e5 negres peó · c4 blanques alfil · e4 blanques peó · f3 blanques cavall · a2 blanques peó · b2 blanques peó · c2 blanques peó · d2 blanques peó · f2 blanques peó · g2 blanques peó · h2 blanques peó · a1 blanques torre · b1 blanques cavall · c1 blanques alfil · d1 blanques dama · e1 blanques rei · h1 blanques torre | a8 negres torre · c8 negres alfil · d8 negres dama · e8 negres rei · g8 negres cavall · h8 negres torre · a7 negres peó · b7 negres peó · c7 negres peó · d7 negres peó · f7 negres peó · g7 negres peó · h7 negres peó · c6 negres cavall · c5 negres alfil · e5 negres peó · c4 blanques alfil · e4 blanques peó · f3 blanques cavall · a2 blanques peó · b2 blanques peó · c2 blanques peó · d2 blanques peó · f2 blanques peó · g2 blanques peó · h2 blanques peó · a1 blanques torre · b1 blanques cavall · c1 blanques alfil · d1 blanques dama · e1 blanques rei · h1 blanques torre | 1 |
|   | a | b | c | d | e | f | g | h |   |

Alfil blanc desenvolupat a la casella c4 o alfil negre desenvolupat a la casella c5. Aquesta mena de desenvolupament és característic de l'obertura italiana, 1.e4 e5 2.Cf3 Cc6 3.Ac4, particularment del Giuoco Piano, 1.e4 e5 2.Cf3 Cc6 3.Ac4 Ac5, en què ambdós jugadors tindrien alfils italians. D'aquesta manera, "italià" pot usar-se com a adjectiu que qualifica una obertura en què un o ambdós jugadors tenen un alfil italià, com ara 1.e4 e5 2.Cf3 Cc6 3.Cc3 Cf6 4.Ac4, l'obertura italiana dels quatre cavalls.

### Allau de peons
Tècnica d'atac que consisteix en avançar un grup de peons, normalment en un flanc, per trencar la defensa.

### Allumwandlung
Terme en alemany que pot traduir-se per "promoció completa" (o "sencera"); és un problema d'escacs en què, en algun moment de la solució, un peó és promocionat en cavall, alfil, torre o dama. Vegeu també promoció

### Amateur
Vegeu aficionat

### Amenaça
Un pla, o una jugada, que si és desatès per l'oponent, podria provocar un immediat empitjorament en la seva posició.

### Anàlisi
Estudi d'una posició per tal de determinar quines són les millors jugades per als dos bàndols.

### Antiposicional
Una jugada, o un pla, que no concorda amb els principis del joc posicional. El terme "antipositional" s'usa per qualificar jugades que formen part d'un pla incorrecte, més que per un error fet mentre s'intenta trobar el pla correcte. Les jugades antiposicionals són sovint jugades de peó, ja que els peons no poden retrocedir per cobrir les caselles que han deixat enrere, i per tant, avançar peons implica sovint crear debilitats irreparables. Vegeu també casella feble.

### Anti-siciliana
Una variant d'obertura que les blanques empren contra la defensa siciliana (1.e4 c5) en lloc del pla més comú que comença amb 2.Cf3 seguit de 3.d4 cxd4 4.Cxd4 (l'anomenada "siciliana oberta"). Entre les anti-sicilianes més rellevants hi ha la variant Alapin (2.c3), la variant Moscou (2.Cf3 d6 3.Ab5+), la variant Rossolimo (2.Cf3 Cc6 3.Ab5), l'atac Grand Prix (2.Cc3 Cc6 3.f4 g6 4.Cf3 Ag7 i ara 5.Ac4 o 5.Ab5), siciliana tancada (2.Cc3 seguit de g3 i Ag2), el gambit Smith-Morra (2.d4 cxd4 3.c3), i el gambit de l'ala (2.b4).

### Anunciar mat
Pràctica comuna al segle xix, però inusual actualment en partides de competició, que consisteix en el fet que un jugador anuncia en veu alta una seqüència de jugades (que considera com les millors per ambdós bàndols) i que porta a un escac i mat inevitable de banda del jugador que anuncia el mat, i a més a més, en un determinat nombre de jugades (es diu, per exemple, "mat en cinc", per indicar que, contra la millor defensa possible, el jugador a qui s'anuncia mat el rebrà en aquest nombre de jugades).

### Apretar
- Incrementar gradualment la pressió en una posició tipus bind.
- De vegades, sinònim de zugzwang quan el zugzwang no és mutu.

### Arma de taules
Una línia d'obertura que un jugador fa amb la intenció de fer taules en la partida. Pot ser, o no, una línia considerada en general taulífera. En escacs d'alt nivell i en escacs per correspondència, un jugador amb molts coneixements teòrics pot usar com a arma de taules una línia aguda d'obertura analitzada fins a posicions de taules en algunes línies, com ara l'Atac Marshall de la Ruy López, o la Sveshnikov i la variant del peó enverinat de la defensa siciliana. Un exemple d'ús reeixit d'una arma de taules fou el matx del Campionat del món de 2000 entre Garri Kaspàrov i Vladímir Kràmnik. En aquell matx, Kràmnik va emprar la defensa berlinesa de la Ruy López com a arma de taules, amb gran efecte. Kràmnik va empatar totes quatre partides disputades amb aquella defens, va empatar la resta de les seves partides amb negres, i en va guanyar dues amb blanques, sense cap derrota.

### Armageddon
Una partida en què les blanques estan obligades a guanyar per tal de guanyar el matx, mentre que les negres només necessiten taules per guanyar el matx. En aquesta mena de partida, les blanques disposen de més temps de reflexió que les negres; la diferència de temps pot variar, però en els Campionats del món de la FIDE, les blanques tenen sis minuts, i les negres, cinc. El sistema armageddon s'usa principalment en desempats de playoff, quan les partides de desempat a ràpides estàndard no han desfet l'empat en el marcador global del matx.

### Atac
Amenaça o successió d'amenaces, ja sigui immediata (per exemple, després de 1.e4 Cf6, les negres estan atacant el peó blanc de e4) o a llarg termini, per exemple, en forma d'atac de mat contra el rei rival, o d'atac de minories contra l'estructura de peons del flanc de dama. Vegeu [[#Defensa |defensa]].

### Atac a la descoberta
Vegeu descoberta

### Atac de mat
Qualsevol seqüència de jugades que generen amenaces contra el rei rival i condueixen al mat. En general, però el concepte atac de mat va lligat a un atac en el qual hi ha implicats sacrificis.

### Atac de minories
Avanç de peons al flanc en què el jugador hi té menys peons que l'oponent. L'atac de minories es fa normalment per provocar debilitats en la posició rival.

### Atac doble
Dos atacs fets amb un mateix moviment: aquests atacs es poden fer amb la mateixa peça (cas en el qual és una forquilla); o per peces diferents (una situació que es pot produir via atac a la descoberta en el qual la peça moguda també genera una amenaça). Els atacs poden directament amenaçar peces rivals, o crear altra mena d'amenaces: per exemple, capturar la dama o fer mat.

### Atracció
En anglès: Decoy. Jugada tàctica, (normalment un sacrifici) fet per atraure una peça rival a una casella determinada, que resulti més desavantatjosa per al rival que la casella d'origen. És el contrari de la desviació. Vegeu també «extracció»

### Autòmat
Una màquina de jugar a escacs automàtica. Foren atraccions populars durant els segles xviii i xix, tot i que en aquesta època es tractava de màquines fraudulentes, que jugaven sotra el control d'un jugador humà, tot i que es presentaven com a automàtiques. La més famosa d'aquestes màquines fou El Turc.

### Avantatge d'espai
Vegeu espai

### Avantatge material
El concepte indica la diferència en el valor del còmput de les peces d'un dels bàndols respecte de l'altre. Vegeu material

## B

### B
Símbol usat per a designar l'alfil (bishop) en partides anotades en anglès.

### Bandera
Part d'un rellotge d'escacs analògic, (normalment vermella) per indicar quan el minuter ha passat de l'hora. Quan cau la bandera d'un jugador, això indica que ha superat el temps màxim de reflexió permès i, per tant, perd la partida degut al control de temps.

### Bateria
Formació de dues peces en línia contra el rei en una fila, columna, o diagonal de tal manera que si la peça del mig belluga, es fa un escac a la descoberta. El terme s'usa també en casos en què moure la peça del mig provoca una amenaça al llarg de la línia descoberta, encara que no sigui un escac.

### BCO
Acrònim emprat per denominar l'obra Batsford Chess Openings, de Raymond Keene i Garri Kaspàrov, de 1982, un llibre de referència sobre obertures. La segona edició (1989) és sovint citada com a BCO-2. Vegeu també ECO i MCO.

### Bind
Terme en anglès de vegades traduït com a mur o anell, que es refereix a una posició molt sòlida, dominant, o que permet tenir molt controlada la posició, de manera que és molt difícil pel rival de canviar el signe de la partida. Normalment deriva d'un avantatge d'espai generat per peons avançats. El Mur de Maróczy n'és un exemple ben conegut. Vegeu també apretar.

### Blanc
La denominació del jugador que mou en prmier lloc, fins i tot encara que les seves peces, sempre anomenades "les peces blanques" siguin de vegades d'un altre color (normalment, clar). De manera similar, les caselles clares de l'escaquer són anomenades "les caselles blanques", a despit del fet que normalment no són pas literalment blanques, però sí clares. Vegeu també negre, i avantatge de la primera jugada en escacs.

### Bloqueig
Emplaçament estratègic d'una peça directament al davant d'un peó rival, lloc des d'on evita l'avança del peó. Les peces bloquejadores són sovint sobreprotegides.

### Blunder
Vegeu Greu errada

### Breakthrough
Terme en anglès molt comú en literatura d'escacs, i que es refereix a la destrucció d'una defensa aparentment forta, sovint mitjançant un sacrifici.

### Brilliancy
Vegeu Dibuix

### Bust
Terme col·loquial en anglès que es refereix a una refutació d'obertura, o d'unes anàlisis prèviament publicades. Un exemple conegut és l'article de Bobby Fischer de 1961 "A Bust to the King's Gambit" en el qual va escriure, "In my opinion, the King's Gambit is busted. It loses by force." (en la meva opinió, el gambit de rei està refutat, i perd per força) American Chess Quarterly, estiu de 1961 (Vol. 1, No. 1), a 3, 4.

### Bye
Una ronda de torneig en què un jugador no disputa la seva partida, normalment perquè hi ha un nombre imparell de jugadors. Un bye significa normalment una victòria a la taula de classificació (1 punt), tot i que en alguns torneigs és permès que un jugador demani un bye, cas en el qual puntua només ½ punt.

## C

### C
Símbol usat per a designar les jugades de cavall en partides anotades en català

### Cadena de peons
|   | a | b | c | d | e | f | g | h |   |
| 8 | a8 negres torre · b8 negres cavall · c8 negres alfil · d8 negres dama · e8 negres rei · f8 negres alfil · g8 negres cavall · h8 negres torre · a7 negres peó · b7 negres peó · f7 negres peó · g7 negres peó · h7 negres peó · e6 negres peó · d5 negres peó · e5 blanques peó · c4 negres peó · d4 blanques peó · c3 blanques peó · a2 blanques peó · b2 blanques peó · f2 blanques peó · g2 blanques peó · h2 blanques peó · a1 blanques torre · b1 blanques cavall · c1 blanques alfil · d1 blanques dama · e1 blanques rei · f1 blanques alfil · g1 blanques cavall · h1 blanques torre | a8 negres torre · b8 negres cavall · c8 negres alfil · d8 negres dama · e8 negres rei · f8 negres alfil · g8 negres cavall · h8 negres torre · a7 negres peó · b7 negres peó · f7 negres peó · g7 negres peó · h7 negres peó · e6 negres peó · d5 negres peó · e5 blanques peó · c4 negres peó · d4 blanques peó · c3 blanques peó · a2 blanques peó · b2 blanques peó · f2 blanques peó · g2 blanques peó · h2 blanques peó · a1 blanques torre · b1 blanques cavall · c1 blanques alfil · d1 blanques dama · e1 blanques rei · f1 blanques alfil · g1 blanques cavall · h1 blanques torre | a8 negres torre · b8 negres cavall · c8 negres alfil · d8 negres dama · e8 negres rei · f8 negres alfil · g8 negres cavall · h8 negres torre · a7 negres peó · b7 negres peó · f7 negres peó · g7 negres peó · h7 negres peó · e6 negres peó · d5 negres peó · e5 blanques peó · c4 negres peó · d4 blanques peó · c3 blanques peó · a2 blanques peó · b2 blanques peó · f2 blanques peó · g2 blanques peó · h2 blanques peó · a1 blanques torre · b1 blanques cavall · c1 blanques alfil · d1 blanques dama · e1 blanques rei · f1 blanques alfil · g1 blanques cavall · h1 blanques torre | a8 negres torre · b8 negres cavall · c8 negres alfil · d8 negres dama · e8 negres rei · f8 negres alfil · g8 negres cavall · h8 negres torre · a7 negres peó · b7 negres peó · f7 negres peó · g7 negres peó · h7 negres peó · e6 negres peó · d5 negres peó · e5 blanques peó · c4 negres peó · d4 blanques peó · c3 blanques peó · a2 blanques peó · b2 blanques peó · f2 blanques peó · g2 blanques peó · h2 blanques peó · a1 blanques torre · b1 blanques cavall · c1 blanques alfil · d1 blanques dama · e1 blanques rei · f1 blanques alfil · g1 blanques cavall · h1 blanques torre | a8 negres torre · b8 negres cavall · c8 negres alfil · d8 negres dama · e8 negres rei · f8 negres alfil · g8 negres cavall · h8 negres torre · a7 negres peó · b7 negres peó · f7 negres peó · g7 negres peó · h7 negres peó · e6 negres peó · d5 negres peó · e5 blanques peó · c4 negres peó · d4 blanques peó · c3 blanques peó · a2 blanques peó · b2 blanques peó · f2 blanques peó · g2 blanques peó · h2 blanques peó · a1 blanques torre · b1 blanques cavall · c1 blanques alfil · d1 blanques dama · e1 blanques rei · f1 blanques alfil · g1 blanques cavall · h1 blanques torre | a8 negres torre · b8 negres cavall · c8 negres alfil · d8 negres dama · e8 negres rei · f8 negres alfil · g8 negres cavall · h8 negres torre · a7 negres peó · b7 negres peó · f7 negres peó · g7 negres peó · h7 negres peó · e6 negres peó · d5 negres peó · e5 blanques peó · c4 negres peó · d4 blanques peó · c3 blanques peó · a2 blanques peó · b2 blanques peó · f2 blanques peó · g2 blanques peó · h2 blanques peó · a1 blanques torre · b1 blanques cavall · c1 blanques alfil · d1 blanques dama · e1 blanques rei · f1 blanques alfil · g1 blanques cavall · h1 blanques torre | a8 negres torre · b8 negres cavall · c8 negres alfil · d8 negres dama · e8 negres rei · f8 negres alfil · g8 negres cavall · h8 negres torre · a7 negres peó · b7 negres peó · f7 negres peó · g7 negres peó · h7 negres peó · e6 negres peó · d5 negres peó · e5 blanques peó · c4 negres peó · d4 blanques peó · c3 blanques peó · a2 blanques peó · b2 blanques peó · f2 blanques peó · g2 blanques peó · h2 blanques peó · a1 blanques torre · b1 blanques cavall · c1 blanques alfil · d1 blanques dama · e1 blanques rei · f1 blanques alfil · g1 blanques cavall · h1 blanques torre | a8 negres torre · b8 negres cavall · c8 negres alfil · d8 negres dama · e8 negres rei · f8 negres alfil · g8 negres cavall · h8 negres torre · a7 negres peó · b7 negres peó · f7 negres peó · g7 negres peó · h7 negres peó · e6 negres peó · d5 negres peó · e5 blanques peó · c4 negres peó · d4 blanques peó · c3 blanques peó · a2 blanques peó · b2 blanques peó · f2 blanques peó · g2 blanques peó · h2 blanques peó · a1 blanques torre · b1 blanques cavall · c1 blanques alfil · d1 blanques dama · e1 blanques rei · f1 blanques alfil · g1 blanques cavall · h1 blanques torre | 8 |
| 7 | a8 negres torre · b8 negres cavall · c8 negres alfil · d8 negres dama · e8 negres rei · f8 negres alfil · g8 negres cavall · h8 negres torre · a7 negres peó · b7 negres peó · f7 negres peó · g7 negres peó · h7 negres peó · e6 negres peó · d5 negres peó · e5 blanques peó · c4 negres peó · d4 blanques peó · c3 blanques peó · a2 blanques peó · b2 blanques peó · f2 blanques peó · g2 blanques peó · h2 blanques peó · a1 blanques torre · b1 blanques cavall · c1 blanques alfil · d1 blanques dama · e1 blanques rei · f1 blanques alfil · g1 blanques cavall · h1 blanques torre | a8 negres torre · b8 negres cavall · c8 negres alfil · d8 negres dama · e8 negres rei · f8 negres alfil · g8 negres cavall · h8 negres torre · a7 negres peó · b7 negres peó · f7 negres peó · g7 negres peó · h7 negres peó · e6 negres peó · d5 negres peó · e5 blanques peó · c4 negres peó · d4 blanques peó · c3 blanques peó · a2 blanques peó · b2 blanques peó · f2 blanques peó · g2 blanques peó · h2 blanques peó · a1 blanques torre · b1 blanques cavall · c1 blanques alfil · d1 blanques dama · e1 blanques rei · f1 blanques alfil · g1 blanques cavall · h1 blanques torre | a8 negres torre · b8 negres cavall · c8 negres alfil · d8 negres dama · e8 negres rei · f8 negres alfil · g8 negres cavall · h8 negres torre · a7 negres peó · b7 negres peó · f7 negres peó · g7 negres peó · h7 negres peó · e6 negres peó · d5 negres peó · e5 blanques peó · c4 negres peó · d4 blanques peó · c3 blanques peó · a2 blanques peó · b2 blanques peó · f2 blanques peó · g2 blanques peó · h2 blanques peó · a1 blanques torre · b1 blanques cavall · c1 blanques alfil · d1 blanques dama · e1 blanques rei · f1 blanques alfil · g1 blanques cavall · h1 blanques torre | a8 negres torre · b8 negres cavall · c8 negres alfil · d8 negres dama · e8 negres rei · f8 negres alfil · g8 negres cavall · h8 negres torre · a7 negres peó · b7 negres peó · f7 negres peó · g7 negres peó · h7 negres peó · e6 negres peó · d5 negres peó · e5 blanques peó · c4 negres peó · d4 blanques peó · c3 blanques peó · a2 blanques peó · b2 blanques peó · f2 blanques peó · g2 blanques peó · h2 blanques peó · a1 blanques torre · b1 blanques cavall · c1 blanques alfil · d1 blanques dama · e1 blanques rei · f1 blanques alfil · g1 blanques cavall · h1 blanques torre | a8 negres torre · b8 negres cavall · c8 negres alfil · d8 negres dama · e8 negres rei · f8 negres alfil · g8 negres cavall · h8 negres torre · a7 negres peó · b7 negres peó · f7 negres peó · g7 negres peó · h7 negres peó · e6 negres peó · d5 negres peó · e5 blanques peó · c4 negres peó · d4 blanques peó · c3 blanques peó · a2 blanques peó · b2 blanques peó · f2 blanques peó · g2 blanques peó · h2 blanques peó · a1 blanques torre · b1 blanques cavall · c1 blanques alfil · d1 blanques dama · e1 blanques rei · f1 blanques alfil · g1 blanques cavall · h1 blanques torre | a8 negres torre · b8 negres cavall · c8 negres alfil · d8 negres dama · e8 negres rei · f8 negres alfil · g8 negres cavall · h8 negres torre · a7 negres peó · b7 negres peó · f7 negres peó · g7 negres peó · h7 negres peó · e6 negres peó · d5 negres peó · e5 blanques peó · c4 negres peó · d4 blanques peó · c3 blanques peó · a2 blanques peó · b2 blanques peó · f2 blanques peó · g2 blanques peó · h2 blanques peó · a1 blanques torre · b1 blanques cavall · c1 blanques alfil · d1 blanques dama · e1 blanques rei · f1 blanques alfil · g1 blanques cavall · h1 blanques torre | a8 negres torre · b8 negres cavall · c8 negres alfil · d8 negres dama · e8 negres rei · f8 negres alfil · g8 negres cavall · h8 negres torre · a7 negres peó · b7 negres peó · f7 negres peó · g7 negres peó · h7 negres peó · e6 negres peó · d5 negres peó · e5 blanques peó · c4 negres peó · d4 blanques peó · c3 blanques peó · a2 blanques peó · b2 blanques peó · f2 blanques peó · g2 blanques peó · h2 blanques peó · a1 blanques torre · b1 blanques cavall · c1 blanques alfil · d1 blanques dama · e1 blanques rei · f1 blanques alfil · g1 blanques cavall · h1 blanques torre | a8 negres torre · b8 negres cavall · c8 negres alfil · d8 negres dama · e8 negres rei · f8 negres alfil · g8 negres cavall · h8 negres torre · a7 negres peó · b7 negres peó · f7 negres peó · g7 negres peó · h7 negres peó · e6 negres peó · d5 negres peó · e5 blanques peó · c4 negres peó · d4 blanques peó · c3 blanques peó · a2 blanques peó · b2 blanques peó · f2 blanques peó · g2 blanques peó · h2 blanques peó · a1 blanques torre · b1 blanques cavall · c1 blanques alfil · d1 blanques dama · e1 blanques rei · f1 blanques alfil · g1 blanques cavall · h1 blanques torre | 7 |
| 6 | a8 negres torre · b8 negres cavall · c8 negres alfil · d8 negres dama · e8 negres rei · f8 negres alfil · g8 negres cavall · h8 negres torre · a7 negres peó · b7 negres peó · f7 negres peó · g7 negres peó · h7 negres peó · e6 negres peó · d5 negres peó · e5 blanques peó · c4 negres peó · d4 blanques peó · c3 blanques peó · a2 blanques peó · b2 blanques peó · f2 blanques peó · g2 blanques peó · h2 blanques peó · a1 blanques torre · b1 blanques cavall · c1 blanques alfil · d1 blanques dama · e1 blanques rei · f1 blanques alfil · g1 blanques cavall · h1 blanques torre | a8 negres torre · b8 negres cavall · c8 negres alfil · d8 negres dama · e8 negres rei · f8 negres alfil · g8 negres cavall · h8 negres torre · a7 negres peó · b7 negres peó · f7 negres peó · g7 negres peó · h7 negres peó · e6 negres peó · d5 negres peó · e5 blanques peó · c4 negres peó · d4 blanques peó · c3 blanques peó · a2 blanques peó · b2 blanques peó · f2 blanques peó · g2 blanques peó · h2 blanques peó · a1 blanques torre · b1 blanques cavall · c1 blanques alfil · d1 blanques dama · e1 blanques rei · f1 blanques alfil · g1 blanques cavall · h1 blanques torre | a8 negres torre · b8 negres cavall · c8 negres alfil · d8 negres dama · e8 negres rei · f8 negres alfil · g8 negres cavall · h8 negres torre · a7 negres peó · b7 negres peó · f7 negres peó · g7 negres peó · h7 negres peó · e6 negres peó · d5 negres peó · e5 blanques peó · c4 negres peó · d4 blanques peó · c3 blanques peó · a2 blanques peó · b2 blanques peó · f2 blanques peó · g2 blanques peó · h2 blanques peó · a1 blanques torre · b1 blanques cavall · c1 blanques alfil · d1 blanques dama · e1 blanques rei · f1 blanques alfil · g1 blanques cavall · h1 blanques torre | a8 negres torre · b8 negres cavall · c8 negres alfil · d8 negres dama · e8 negres rei · f8 negres alfil · g8 negres cavall · h8 negres torre · a7 negres peó · b7 negres peó · f7 negres peó · g7 negres peó · h7 negres peó · e6 negres peó · d5 negres peó · e5 blanques peó · c4 negres peó · d4 blanques peó · c3 blanques peó · a2 blanques peó · b2 blanques peó · f2 blanques peó · g2 blanques peó · h2 blanques peó · a1 blanques torre · b1 blanques cavall · c1 blanques alfil · d1 blanques dama · e1 blanques rei · f1 blanques alfil · g1 blanques cavall · h1 blanques torre | a8 negres torre · b8 negres cavall · c8 negres alfil · d8 negres dama · e8 negres rei · f8 negres alfil · g8 negres cavall · h8 negres torre · a7 negres peó · b7 negres peó · f7 negres peó · g7 negres peó · h7 negres peó · e6 negres peó · d5 negres peó · e5 blanques peó · c4 negres peó · d4 blanques peó · c3 blanques peó · a2 blanques peó · b2 blanques peó · f2 blanques peó · g2 blanques peó · h2 blanques peó · a1 blanques torre · b1 blanques cavall · c1 blanques alfil · d1 blanques dama · e1 blanques rei · f1 blanques alfil · g1 blanques cavall · h1 blanques torre | a8 negres torre · b8 negres cavall · c8 negres alfil · d8 negres dama · e8 negres rei · f8 negres alfil · g8 negres cavall · h8 negres torre · a7 negres peó · b7 negres peó · f7 negres peó · g7 negres peó · h7 negres peó · e6 negres peó · d5 negres peó · e5 blanques peó · c4 negres peó · d4 blanques peó · c3 blanques peó · a2 blanques peó · b2 blanques peó · f2 blanques peó · g2 blanques peó · h2 blanques peó · a1 blanques torre · b1 blanques cavall · c1 blanques alfil · d1 blanques dama · e1 blanques rei · f1 blanques alfil · g1 blanques cavall · h1 blanques torre | a8 negres torre · b8 negres cavall · c8 negres alfil · d8 negres dama · e8 negres rei · f8 negres alfil · g8 negres cavall · h8 negres torre · a7 negres peó · b7 negres peó · f7 negres peó · g7 negres peó · h7 negres peó · e6 negres peó · d5 negres peó · e5 blanques peó · c4 negres peó · d4 blanques peó · c3 blanques peó · a2 blanques peó · b2 blanques peó · f2 blanques peó · g2 blanques peó · h2 blanques peó · a1 blanques torre · b1 blanques cavall · c1 blanques alfil · d1 blanques dama · e1 blanques rei · f1 blanques alfil · g1 blanques cavall · h1 blanques torre | a8 negres torre · b8 negres cavall · c8 negres alfil · d8 negres dama · e8 negres rei · f8 negres alfil · g8 negres cavall · h8 negres torre · a7 negres peó · b7 negres peó · f7 negres peó · g7 negres peó · h7 negres peó · e6 negres peó · d5 negres peó · e5 blanques peó · c4 negres peó · d4 blanques peó · c3 blanques peó · a2 blanques peó · b2 blanques peó · f2 blanques peó · g2 blanques peó · h2 blanques peó · a1 blanques torre · b1 blanques cavall · c1 blanques alfil · d1 blanques dama · e1 blanques rei · f1 blanques alfil · g1 blanques cavall · h1 blanques torre | 6 |
| 5 | a8 negres torre · b8 negres cavall · c8 negres alfil · d8 negres dama · e8 negres rei · f8 negres alfil · g8 negres cavall · h8 negres torre · a7 negres peó · b7 negres peó · f7 negres peó · g7 negres peó · h7 negres peó · e6 negres peó · d5 negres peó · e5 blanques peó · c4 negres peó · d4 blanques peó · c3 blanques peó · a2 blanques peó · b2 blanques peó · f2 blanques peó · g2 blanques peó · h2 blanques peó · a1 blanques torre · b1 blanques cavall · c1 blanques alfil · d1 blanques dama · e1 blanques rei · f1 blanques alfil · g1 blanques cavall · h1 blanques torre | a8 negres torre · b8 negres cavall · c8 negres alfil · d8 negres dama · e8 negres rei · f8 negres alfil · g8 negres cavall · h8 negres torre · a7 negres peó · b7 negres peó · f7 negres peó · g7 negres peó · h7 negres peó · e6 negres peó · d5 negres peó · e5 blanques peó · c4 negres peó · d4 blanques peó · c3 blanques peó · a2 blanques peó · b2 blanques peó · f2 blanques peó · g2 blanques peó · h2 blanques peó · a1 blanques torre · b1 blanques cavall · c1 blanques alfil · d1 blanques dama · e1 blanques rei · f1 blanques alfil · g1 blanques cavall · h1 blanques torre | a8 negres torre · b8 negres cavall · c8 negres alfil · d8 negres dama · e8 negres rei · f8 negres alfil · g8 negres cavall · h8 negres torre · a7 negres peó · b7 negres peó · f7 negres peó · g7 negres peó · h7 negres peó · e6 negres peó · d5 negres peó · e5 blanques peó · c4 negres peó · d4 blanques peó · c3 blanques peó · a2 blanques peó · b2 blanques peó · f2 blanques peó · g2 blanques peó · h2 blanques peó · a1 blanques torre · b1 blanques cavall · c1 blanques alfil · d1 blanques dama · e1 blanques rei · f1 blanques alfil · g1 blanques cavall · h1 blanques torre | a8 negres torre · b8 negres cavall · c8 negres alfil · d8 negres dama · e8 negres rei · f8 negres alfil · g8 negres cavall · h8 negres torre · a7 negres peó · b7 negres peó · f7 negres peó · g7 negres peó · h7 negres peó · e6 negres peó · d5 negres peó · e5 blanques peó · c4 negres peó · d4 blanques peó · c3 blanques peó · a2 blanques peó · b2 blanques peó · f2 blanques peó · g2 blanques peó · h2 blanques peó · a1 blanques torre · b1 blanques cavall · c1 blanques alfil · d1 blanques dama · e1 blanques rei · f1 blanques alfil · g1 blanques cavall · h1 blanques torre | a8 negres torre · b8 negres cavall · c8 negres alfil · d8 negres dama · e8 negres rei · f8 negres alfil · g8 negres cavall · h8 negres torre · a7 negres peó · b7 negres peó · f7 negres peó · g7 negres peó · h7 negres peó · e6 negres peó · d5 negres peó · e5 blanques peó · c4 negres peó · d4 blanques peó · c3 blanques peó · a2 blanques peó · b2 blanques peó · f2 blanques peó · g2 blanques peó · h2 blanques peó · a1 blanques torre · b1 blanques cavall · c1 blanques alfil · d1 blanques dama · e1 blanques rei · f1 blanques alfil · g1 blanques cavall · h1 blanques torre | a8 negres torre · b8 negres cavall · c8 negres alfil · d8 negres dama · e8 negres rei · f8 negres alfil · g8 negres cavall · h8 negres torre · a7 negres peó · b7 negres peó · f7 negres peó · g7 negres peó · h7 negres peó · e6 negres peó · d5 negres peó · e5 blanques peó · c4 negres peó · d4 blanques peó · c3 blanques peó · a2 blanques peó · b2 blanques peó · f2 blanques peó · g2 blanques peó · h2 blanques peó · a1 blanques torre · b1 blanques cavall · c1 blanques alfil · d1 blanques dama · e1 blanques rei · f1 blanques alfil · g1 blanques cavall · h1 blanques torre | a8 negres torre · b8 negres cavall · c8 negres alfil · d8 negres dama · e8 negres rei · f8 negres alfil · g8 negres cavall · h8 negres torre · a7 negres peó · b7 negres peó · f7 negres peó · g7 negres peó · h7 negres peó · e6 negres peó · d5 negres peó · e5 blanques peó · c4 negres peó · d4 blanques peó · c3 blanques peó · a2 blanques peó · b2 blanques peó · f2 blanques peó · g2 blanques peó · h2 blanques peó · a1 blanques torre · b1 blanques cavall · c1 blanques alfil · d1 blanques dama · e1 blanques rei · f1 blanques alfil · g1 blanques cavall · h1 blanques torre | a8 negres torre · b8 negres cavall · c8 negres alfil · d8 negres dama · e8 negres rei · f8 negres alfil · g8 negres cavall · h8 negres torre · a7 negres peó · b7 negres peó · f7 negres peó · g7 negres peó · h7 negres peó · e6 negres peó · d5 negres peó · e5 blanques peó · c4 negres peó · d4 blanques peó · c3 blanques peó · a2 blanques peó · b2 blanques peó · f2 blanques peó · g2 blanques peó · h2 blanques peó · a1 blanques torre · b1 blanques cavall · c1 blanques alfil · d1 blanques dama · e1 blanques rei · f1 blanques alfil · g1 blanques cavall · h1 blanques torre | 5 |
| 4 | a8 negres torre · b8 negres cavall · c8 negres alfil · d8 negres dama · e8 negres rei · f8 negres alfil · g8 negres cavall · h8 negres torre · a7 negres peó · b7 negres peó · f7 negres peó · g7 negres peó · h7 negres peó · e6 negres peó · d5 negres peó · e5 blanques peó · c4 negres peó · d4 blanques peó · c3 blanques peó · a2 blanques peó · b2 blanques peó · f2 blanques peó · g2 blanques peó · h2 blanques peó · a1 blanques torre · b1 blanques cavall · c1 blanques alfil · d1 blanques dama · e1 blanques rei · f1 blanques alfil · g1 blanques cavall · h1 blanques torre | a8 negres torre · b8 negres cavall · c8 negres alfil · d8 negres dama · e8 negres rei · f8 negres alfil · g8 negres cavall · h8 negres torre · a7 negres peó · b7 negres peó · f7 negres peó · g7 negres peó · h7 negres peó · e6 negres peó · d5 negres peó · e5 blanques peó · c4 negres peó · d4 blanques peó · c3 blanques peó · a2 blanques peó · b2 blanques peó · f2 blanques peó · g2 blanques peó · h2 blanques peó · a1 blanques torre · b1 blanques cavall · c1 blanques alfil · d1 blanques dama · e1 blanques rei · f1 blanques alfil · g1 blanques cavall · h1 blanques torre | a8 negres torre · b8 negres cavall · c8 negres alfil · d8 negres dama · e8 negres rei · f8 negres alfil · g8 negres cavall · h8 negres torre · a7 negres peó · b7 negres peó · f7 negres peó · g7 negres peó · h7 negres peó · e6 negres peó · d5 negres peó · e5 blanques peó · c4 negres peó · d4 blanques peó · c3 blanques peó · a2 blanques peó · b2 blanques peó · f2 blanques peó · g2 blanques peó · h2 blanques peó · a1 blanques torre · b1 blanques cavall · c1 blanques alfil · d1 blanques dama · e1 blanques rei · f1 blanques alfil · g1 blanques cavall · h1 blanques torre | a8 negres torre · b8 negres cavall · c8 negres alfil · d8 negres dama · e8 negres rei · f8 negres alfil · g8 negres cavall · h8 negres torre · a7 negres peó · b7 negres peó · f7 negres peó · g7 negres peó · h7 negres peó · e6 negres peó · d5 negres peó · e5 blanques peó · c4 negres peó · d4 blanques peó · c3 blanques peó · a2 blanques peó · b2 blanques peó · f2 blanques peó · g2 blanques peó · h2 blanques peó · a1 blanques torre · b1 blanques cavall · c1 blanques alfil · d1 blanques dama · e1 blanques rei · f1 blanques alfil · g1 blanques cavall · h1 blanques torre | a8 negres torre · b8 negres cavall · c8 negres alfil · d8 negres dama · e8 negres rei · f8 negres alfil · g8 negres cavall · h8 negres torre · a7 negres peó · b7 negres peó · f7 negres peó · g7 negres peó · h7 negres peó · e6 negres peó · d5 negres peó · e5 blanques peó · c4 negres peó · d4 blanques peó · c3 blanques peó · a2 blanques peó · b2 blanques peó · f2 blanques peó · g2 blanques peó · h2 blanques peó · a1 blanques torre · b1 blanques cavall · c1 blanques alfil · d1 blanques dama · e1 blanques rei · f1 blanques alfil · g1 blanques cavall · h1 blanques torre | a8 negres torre · b8 negres cavall · c8 negres alfil · d8 negres dama · e8 negres rei · f8 negres alfil · g8 negres cavall · h8 negres torre · a7 negres peó · b7 negres peó · f7 negres peó · g7 negres peó · h7 negres peó · e6 negres peó · d5 negres peó · e5 blanques peó · c4 negres peó · d4 blanques peó · c3 blanques peó · a2 blanques peó · b2 blanques peó · f2 blanques peó · g2 blanques peó · h2 blanques peó · a1 blanques torre · b1 blanques cavall · c1 blanques alfil · d1 blanques dama · e1 blanques rei · f1 blanques alfil · g1 blanques cavall · h1 blanques torre | a8 negres torre · b8 negres cavall · c8 negres alfil · d8 negres dama · e8 negres rei · f8 negres alfil · g8 negres cavall · h8 negres torre · a7 negres peó · b7 negres peó · f7 negres peó · g7 negres peó · h7 negres peó · e6 negres peó · d5 negres peó · e5 blanques peó · c4 negres peó · d4 blanques peó · c3 blanques peó · a2 blanques peó · b2 blanques peó · f2 blanques peó · g2 blanques peó · h2 blanques peó · a1 blanques torre · b1 blanques cavall · c1 blanques alfil · d1 blanques dama · e1 blanques rei · f1 blanques alfil · g1 blanques cavall · h1 blanques torre | a8 negres torre · b8 negres cavall · c8 negres alfil · d8 negres dama · e8 negres rei · f8 negres alfil · g8 negres cavall · h8 negres torre · a7 negres peó · b7 negres peó · f7 negres peó · g7 negres peó · h7 negres peó · e6 negres peó · d5 negres peó · e5 blanques peó · c4 negres peó · d4 blanques peó · c3 blanques peó · a2 blanques peó · b2 blanques peó · f2 blanques peó · g2 blanques peó · h2 blanques peó · a1 blanques torre · b1 blanques cavall · c1 blanques alfil · d1 blanques dama · e1 blanques rei · f1 blanques alfil · g1 blanques cavall · h1 blanques torre | 4 |
| 3 | a8 negres torre · b8 negres cavall · c8 negres alfil · d8 negres dama · e8 negres rei · f8 negres alfil · g8 negres cavall · h8 negres torre · a7 negres peó · b7 negres peó · f7 negres peó · g7 negres peó · h7 negres peó · e6 negres peó · d5 negres peó · e5 blanques peó · c4 negres peó · d4 blanques peó · c3 blanques peó · a2 blanques peó · b2 blanques peó · f2 blanques peó · g2 blanques peó · h2 blanques peó · a1 blanques torre · b1 blanques cavall · c1 blanques alfil · d1 blanques dama · e1 blanques rei · f1 blanques alfil · g1 blanques cavall · h1 blanques torre | a8 negres torre · b8 negres cavall · c8 negres alfil · d8 negres dama · e8 negres rei · f8 negres alfil · g8 negres cavall · h8 negres torre · a7 negres peó · b7 negres peó · f7 negres peó · g7 negres peó · h7 negres peó · e6 negres peó · d5 negres peó · e5 blanques peó · c4 negres peó · d4 blanques peó · c3 blanques peó · a2 blanques peó · b2 blanques peó · f2 blanques peó · g2 blanques peó · h2 blanques peó · a1 blanques torre · b1 blanques cavall · c1 blanques alfil · d1 blanques dama · e1 blanques rei · f1 blanques alfil · g1 blanques cavall · h1 blanques torre | a8 negres torre · b8 negres cavall · c8 negres alfil · d8 negres dama · e8 negres rei · f8 negres alfil · g8 negres cavall · h8 negres torre · a7 negres peó · b7 negres peó · f7 negres peó · g7 negres peó · h7 negres peó · e6 negres peó · d5 negres peó · e5 blanques peó · c4 negres peó · d4 blanques peó · c3 blanques peó · a2 blanques peó · b2 blanques peó · f2 blanques peó · g2 blanques peó · h2 blanques peó · a1 blanques torre · b1 blanques cavall · c1 blanques alfil · d1 blanques dama · e1 blanques rei · f1 blanques alfil · g1 blanques cavall · h1 blanques torre | a8 negres torre · b8 negres cavall · c8 negres alfil · d8 negres dama · e8 negres rei · f8 negres alfil · g8 negres cavall · h8 negres torre · a7 negres peó · b7 negres peó · f7 negres peó · g7 negres peó · h7 negres peó · e6 negres peó · d5 negres peó · e5 blanques peó · c4 negres peó · d4 blanques peó · c3 blanques peó · a2 blanques peó · b2 blanques peó · f2 blanques peó · g2 blanques peó · h2 blanques peó · a1 blanques torre · b1 blanques cavall · c1 blanques alfil · d1 blanques dama · e1 blanques rei · f1 blanques alfil · g1 blanques cavall · h1 blanques torre | a8 negres torre · b8 negres cavall · c8 negres alfil · d8 negres dama · e8 negres rei · f8 negres alfil · g8 negres cavall · h8 negres torre · a7 negres peó · b7 negres peó · f7 negres peó · g7 negres peó · h7 negres peó · e6 negres peó · d5 negres peó · e5 blanques peó · c4 negres peó · d4 blanques peó · c3 blanques peó · a2 blanques peó · b2 blanques peó · f2 blanques peó · g2 blanques peó · h2 blanques peó · a1 blanques torre · b1 blanques cavall · c1 blanques alfil · d1 blanques dama · e1 blanques rei · f1 blanques alfil · g1 blanques cavall · h1 blanques torre | a8 negres torre · b8 negres cavall · c8 negres alfil · d8 negres dama · e8 negres rei · f8 negres alfil · g8 negres cavall · h8 negres torre · a7 negres peó · b7 negres peó · f7 negres peó · g7 negres peó · h7 negres peó · e6 negres peó · d5 negres peó · e5 blanques peó · c4 negres peó · d4 blanques peó · c3 blanques peó · a2 blanques peó · b2 blanques peó · f2 blanques peó · g2 blanques peó · h2 blanques peó · a1 blanques torre · b1 blanques cavall · c1 blanques alfil · d1 blanques dama · e1 blanques rei · f1 blanques alfil · g1 blanques cavall · h1 blanques torre | a8 negres torre · b8 negres cavall · c8 negres alfil · d8 negres dama · e8 negres rei · f8 negres alfil · g8 negres cavall · h8 negres torre · a7 negres peó · b7 negres peó · f7 negres peó · g7 negres peó · h7 negres peó · e6 negres peó · d5 negres peó · e5 blanques peó · c4 negres peó · d4 blanques peó · c3 blanques peó · a2 blanques peó · b2 blanques peó · f2 blanques peó · g2 blanques peó · h2 blanques peó · a1 blanques torre · b1 blanques cavall · c1 blanques alfil · d1 blanques dama · e1 blanques rei · f1 blanques alfil · g1 blanques cavall · h1 blanques torre | a8 negres torre · b8 negres cavall · c8 negres alfil · d8 negres dama · e8 negres rei · f8 negres alfil · g8 negres cavall · h8 negres torre · a7 negres peó · b7 negres peó · f7 negres peó · g7 negres peó · h7 negres peó · e6 negres peó · d5 negres peó · e5 blanques peó · c4 negres peó · d4 blanques peó · c3 blanques peó · a2 blanques peó · b2 blanques peó · f2 blanques peó · g2 blanques peó · h2 blanques peó · a1 blanques torre · b1 blanques cavall · c1 blanques alfil · d1 blanques dama · e1 blanques rei · f1 blanques alfil · g1 blanques cavall · h1 blanques torre | 3 |
| 2 | a8 negres torre · b8 negres cavall · c8 negres alfil · d8 negres dama · e8 negres rei · f8 negres alfil · g8 negres cavall · h8 negres torre · a7 negres peó · b7 negres peó · f7 negres peó · g7 negres peó · h7 negres peó · e6 negres peó · d5 negres peó · e5 blanques peó · c4 negres peó · d4 blanques peó · c3 blanques peó · a2 blanques peó · b2 blanques peó · f2 blanques peó · g2 blanques peó · h2 blanques peó · a1 blanques torre · b1 blanques cavall · c1 blanques alfil · d1 blanques dama · e1 blanques rei · f1 blanques alfil · g1 blanques cavall · h1 blanques torre | a8 negres torre · b8 negres cavall · c8 negres alfil · d8 negres dama · e8 negres rei · f8 negres alfil · g8 negres cavall · h8 negres torre · a7 negres peó · b7 negres peó · f7 negres peó · g7 negres peó · h7 negres peó · e6 negres peó · d5 negres peó · e5 blanques peó · c4 negres peó · d4 blanques peó · c3 blanques peó · a2 blanques peó · b2 blanques peó · f2 blanques peó · g2 blanques peó · h2 blanques peó · a1 blanques torre · b1 blanques cavall · c1 blanques alfil · d1 blanques dama · e1 blanques rei · f1 blanques alfil · g1 blanques cavall · h1 blanques torre | a8 negres torre · b8 negres cavall · c8 negres alfil · d8 negres dama · e8 negres rei · f8 negres alfil · g8 negres cavall · h8 negres torre · a7 negres peó · b7 negres peó · f7 negres peó · g7 negres peó · h7 negres peó · e6 negres peó · d5 negres peó · e5 blanques peó · c4 negres peó · d4 blanques peó · c3 blanques peó · a2 blanques peó · b2 blanques peó · f2 blanques peó · g2 blanques peó · h2 blanques peó · a1 blanques torre · b1 blanques cavall · c1 blanques alfil · d1 blanques dama · e1 blanques rei · f1 blanques alfil · g1 blanques cavall · h1 blanques torre | a8 negres torre · b8 negres cavall · c8 negres alfil · d8 negres dama · e8 negres rei · f8 negres alfil · g8 negres cavall · h8 negres torre · a7 negres peó · b7 negres peó · f7 negres peó · g7 negres peó · h7 negres peó · e6 negres peó · d5 negres peó · e5 blanques peó · c4 negres peó · d4 blanques peó · c3 blanques peó · a2 blanques peó · b2 blanques peó · f2 blanques peó · g2 blanques peó · h2 blanques peó · a1 blanques torre · b1 blanques cavall · c1 blanques alfil · d1 blanques dama · e1 blanques rei · f1 blanques alfil · g1 blanques cavall · h1 blanques torre | a8 negres torre · b8 negres cavall · c8 negres alfil · d8 negres dama · e8 negres rei · f8 negres alfil · g8 negres cavall · h8 negres torre · a7 negres peó · b7 negres peó · f7 negres peó · g7 negres peó · h7 negres peó · e6 negres peó · d5 negres peó · e5 blanques peó · c4 negres peó · d4 blanques peó · c3 blanques peó · a2 blanques peó · b2 blanques peó · f2 blanques peó · g2 blanques peó · h2 blanques peó · a1 blanques torre · b1 blanques cavall · c1 blanques alfil · d1 blanques dama · e1 blanques rei · f1 blanques alfil · g1 blanques cavall · h1 blanques torre | a8 negres torre · b8 negres cavall · c8 negres alfil · d8 negres dama · e8 negres rei · f8 negres alfil · g8 negres cavall · h8 negres torre · a7 negres peó · b7 negres peó · f7 negres peó · g7 negres peó · h7 negres peó · e6 negres peó · d5 negres peó · e5 blanques peó · c4 negres peó · d4 blanques peó · c3 blanques peó · a2 blanques peó · b2 blanques peó · f2 blanques peó · g2 blanques peó · h2 blanques peó · a1 blanques torre · b1 blanques cavall · c1 blanques alfil · d1 blanques dama · e1 blanques rei · f1 blanques alfil · g1 blanques cavall · h1 blanques torre | a8 negres torre · b8 negres cavall · c8 negres alfil · d8 negres dama · e8 negres rei · f8 negres alfil · g8 negres cavall · h8 negres torre · a7 negres peó · b7 negres peó · f7 negres peó · g7 negres peó · h7 negres peó · e6 negres peó · d5 negres peó · e5 blanques peó · c4 negres peó · d4 blanques peó · c3 blanques peó · a2 blanques peó · b2 blanques peó · f2 blanques peó · g2 blanques peó · h2 blanques peó · a1 blanques torre · b1 blanques cavall · c1 blanques alfil · d1 blanques dama · e1 blanques rei · f1 blanques alfil · g1 blanques cavall · h1 blanques torre | a8 negres torre · b8 negres cavall · c8 negres alfil · d8 negres dama · e8 negres rei · f8 negres alfil · g8 negres cavall · h8 negres torre · a7 negres peó · b7 negres peó · f7 negres peó · g7 negres peó · h7 negres peó · e6 negres peó · d5 negres peó · e5 blanques peó · c4 negres peó · d4 blanques peó · c3 blanques peó · a2 blanques peó · b2 blanques peó · f2 blanques peó · g2 blanques peó · h2 blanques peó · a1 blanques torre · b1 blanques cavall · c1 blanques alfil · d1 blanques dama · e1 blanques rei · f1 blanques alfil · g1 blanques cavall · h1 blanques torre | 2 |
| 1 | a8 negres torre · b8 negres cavall · c8 negres alfil · d8 negres dama · e8 negres rei · f8 negres alfil · g8 negres cavall · h8 negres torre · a7 negres peó · b7 negres peó · f7 negres peó · g7 negres peó · h7 negres peó · e6 negres peó · d5 negres peó · e5 blanques peó · c4 negres peó · d4 blanques peó · c3 blanques peó · a2 blanques peó · b2 blanques peó · f2 blanques peó · g2 blanques peó · h2 blanques peó · a1 blanques torre · b1 blanques cavall · c1 blanques alfil · d1 blanques dama · e1 blanques rei · f1 blanques alfil · g1 blanques cavall · h1 blanques torre | a8 negres torre · b8 negres cavall · c8 negres alfil · d8 negres dama · e8 negres rei · f8 negres alfil · g8 negres cavall · h8 negres torre · a7 negres peó · b7 negres peó · f7 negres peó · g7 negres peó · h7 negres peó · e6 negres peó · d5 negres peó · e5 blanques peó · c4 negres peó · d4 blanques peó · c3 blanques peó · a2 blanques peó · b2 blanques peó · f2 blanques peó · g2 blanques peó · h2 blanques peó · a1 blanques torre · b1 blanques cavall · c1 blanques alfil · d1 blanques dama · e1 blanques rei · f1 blanques alfil · g1 blanques cavall · h1 blanques torre | a8 negres torre · b8 negres cavall · c8 negres alfil · d8 negres dama · e8 negres rei · f8 negres alfil · g8 negres cavall · h8 negres torre · a7 negres peó · b7 negres peó · f7 negres peó · g7 negres peó · h7 negres peó · e6 negres peó · d5 negres peó · e5 blanques peó · c4 negres peó · d4 blanques peó · c3 blanques peó · a2 blanques peó · b2 blanques peó · f2 blanques peó · g2 blanques peó · h2 blanques peó · a1 blanques torre · b1 blanques cavall · c1 blanques alfil · d1 blanques dama · e1 blanques rei · f1 blanques alfil · g1 blanques cavall · h1 blanques torre | a8 negres torre · b8 negres cavall · c8 negres alfil · d8 negres dama · e8 negres rei · f8 negres alfil · g8 negres cavall · h8 negres torre · a7 negres peó · b7 negres peó · f7 negres peó · g7 negres peó · h7 negres peó · e6 negres peó · d5 negres peó · e5 blanques peó · c4 negres peó · d4 blanques peó · c3 blanques peó · a2 blanques peó · b2 blanques peó · f2 blanques peó · g2 blanques peó · h2 blanques peó · a1 blanques torre · b1 blanques cavall · c1 blanques alfil · d1 blanques dama · e1 blanques rei · f1 blanques alfil · g1 blanques cavall · h1 blanques torre | a8 negres torre · b8 negres cavall · c8 negres alfil · d8 negres dama · e8 negres rei · f8 negres alfil · g8 negres cavall · h8 negres torre · a7 negres peó · b7 negres peó · f7 negres peó · g7 negres peó · h7 negres peó · e6 negres peó · d5 negres peó · e5 blanques peó · c4 negres peó · d4 blanques peó · c3 blanques peó · a2 blanques peó · b2 blanques peó · f2 blanques peó · g2 blanques peó · h2 blanques peó · a1 blanques torre · b1 blanques cavall · c1 blanques alfil · d1 blanques dama · e1 blanques rei · f1 blanques alfil · g1 blanques cavall · h1 blanques torre | a8 negres torre · b8 negres cavall · c8 negres alfil · d8 negres dama · e8 negres rei · f8 negres alfil · g8 negres cavall · h8 negres torre · a7 negres peó · b7 negres peó · f7 negres peó · g7 negres peó · h7 negres peó · e6 negres peó · d5 negres peó · e5 blanques peó · c4 negres peó · d4 blanques peó · c3 blanques peó · a2 blanques peó · b2 blanques peó · f2 blanques peó · g2 blanques peó · h2 blanques peó · a1 blanques torre · b1 blanques cavall · c1 blanques alfil · d1 blanques dama · e1 blanques rei · f1 blanques alfil · g1 blanques cavall · h1 blanques torre | a8 negres torre · b8 negres cavall · c8 negres alfil · d8 negres dama · e8 negres rei · f8 negres alfil · g8 negres cavall · h8 negres torre · a7 negres peó · b7 negres peó · f7 negres peó · g7 negres peó · h7 negres peó · e6 negres peó · d5 negres peó · e5 blanques peó · c4 negres peó · d4 blanques peó · c3 blanques peó · a2 blanques peó · b2 blanques peó · f2 blanques peó · g2 blanques peó · h2 blanques peó · a1 blanques torre · b1 blanques cavall · c1 blanques alfil · d1 blanques dama · e1 blanques rei · f1 blanques alfil · g1 blanques cavall · h1 blanques torre | a8 negres torre · b8 negres cavall · c8 negres alfil · d8 negres dama · e8 negres rei · f8 negres alfil · g8 negres cavall · h8 negres torre · a7 negres peó · b7 negres peó · f7 negres peó · g7 negres peó · h7 negres peó · e6 negres peó · d5 negres peó · e5 blanques peó · c4 negres peó · d4 blanques peó · c3 blanques peó · a2 blanques peó · b2 blanques peó · f2 blanques peó · g2 blanques peó · h2 blanques peó · a1 blanques torre · b1 blanques cavall · c1 blanques alfil · d1 blanques dama · e1 blanques rei · f1 blanques alfil · g1 blanques cavall · h1 blanques torre | 1 |
|   | a | b | c | d | e | f | g | h |   |

Una formació tancada de peons, en diagonal, cadascun dels quals dona suport al peó situat immediatament davant en diagonal, i bloquejat per un peó enemic que té just al davant. En Nimzowitsch va estudiar les cadenes de peons, i recomanava atacar-les des de la base. Vegeu estructura de peons.

### Cafeter
|   | a | b | c | d | e | f | g | h |   |
| 8 | a8 negres torre · c8 negres alfil · d8 negres dama · e8 negres rei · f8 negres alfil · g8 negres cavall · h8 negres torre · a7 negres peó · b7 negres peó · c7 negres peó · d7 negres peó · f7 negres peó · g7 negres peó · h7 negres peó · e5 negres peó · c4 blanques alfil · d4 negres cavall · e4 blanques peó · f3 blanques cavall · a2 blanques peó · b2 blanques peó · c2 blanques peó · d2 blanques peó · f2 blanques peó · g2 blanques peó · h2 blanques peó · a1 blanques torre · b1 blanques cavall · c1 blanques alfil · d1 blanques dama · e1 blanques rei · h1 blanques torre | a8 negres torre · c8 negres alfil · d8 negres dama · e8 negres rei · f8 negres alfil · g8 negres cavall · h8 negres torre · a7 negres peó · b7 negres peó · c7 negres peó · d7 negres peó · f7 negres peó · g7 negres peó · h7 negres peó · e5 negres peó · c4 blanques alfil · d4 negres cavall · e4 blanques peó · f3 blanques cavall · a2 blanques peó · b2 blanques peó · c2 blanques peó · d2 blanques peó · f2 blanques peó · g2 blanques peó · h2 blanques peó · a1 blanques torre · b1 blanques cavall · c1 blanques alfil · d1 blanques dama · e1 blanques rei · h1 blanques torre | a8 negres torre · c8 negres alfil · d8 negres dama · e8 negres rei · f8 negres alfil · g8 negres cavall · h8 negres torre · a7 negres peó · b7 negres peó · c7 negres peó · d7 negres peó · f7 negres peó · g7 negres peó · h7 negres peó · e5 negres peó · c4 blanques alfil · d4 negres cavall · e4 blanques peó · f3 blanques cavall · a2 blanques peó · b2 blanques peó · c2 blanques peó · d2 blanques peó · f2 blanques peó · g2 blanques peó · h2 blanques peó · a1 blanques torre · b1 blanques cavall · c1 blanques alfil · d1 blanques dama · e1 blanques rei · h1 blanques torre | a8 negres torre · c8 negres alfil · d8 negres dama · e8 negres rei · f8 negres alfil · g8 negres cavall · h8 negres torre · a7 negres peó · b7 negres peó · c7 negres peó · d7 negres peó · f7 negres peó · g7 negres peó · h7 negres peó · e5 negres peó · c4 blanques alfil · d4 negres cavall · e4 blanques peó · f3 blanques cavall · a2 blanques peó · b2 blanques peó · c2 blanques peó · d2 blanques peó · f2 blanques peó · g2 blanques peó · h2 blanques peó · a1 blanques torre · b1 blanques cavall · c1 blanques alfil · d1 blanques dama · e1 blanques rei · h1 blanques torre | a8 negres torre · c8 negres alfil · d8 negres dama · e8 negres rei · f8 negres alfil · g8 negres cavall · h8 negres torre · a7 negres peó · b7 negres peó · c7 negres peó · d7 negres peó · f7 negres peó · g7 negres peó · h7 negres peó · e5 negres peó · c4 blanques alfil · d4 negres cavall · e4 blanques peó · f3 blanques cavall · a2 blanques peó · b2 blanques peó · c2 blanques peó · d2 blanques peó · f2 blanques peó · g2 blanques peó · h2 blanques peó · a1 blanques torre · b1 blanques cavall · c1 blanques alfil · d1 blanques dama · e1 blanques rei · h1 blanques torre | a8 negres torre · c8 negres alfil · d8 negres dama · e8 negres rei · f8 negres alfil · g8 negres cavall · h8 negres torre · a7 negres peó · b7 negres peó · c7 negres peó · d7 negres peó · f7 negres peó · g7 negres peó · h7 negres peó · e5 negres peó · c4 blanques alfil · d4 negres cavall · e4 blanques peó · f3 blanques cavall · a2 blanques peó · b2 blanques peó · c2 blanques peó · d2 blanques peó · f2 blanques peó · g2 blanques peó · h2 blanques peó · a1 blanques torre · b1 blanques cavall · c1 blanques alfil · d1 blanques dama · e1 blanques rei · h1 blanques torre | a8 negres torre · c8 negres alfil · d8 negres dama · e8 negres rei · f8 negres alfil · g8 negres cavall · h8 negres torre · a7 negres peó · b7 negres peó · c7 negres peó · d7 negres peó · f7 negres peó · g7 negres peó · h7 negres peó · e5 negres peó · c4 blanques alfil · d4 negres cavall · e4 blanques peó · f3 blanques cavall · a2 blanques peó · b2 blanques peó · c2 blanques peó · d2 blanques peó · f2 blanques peó · g2 blanques peó · h2 blanques peó · a1 blanques torre · b1 blanques cavall · c1 blanques alfil · d1 blanques dama · e1 blanques rei · h1 blanques torre | a8 negres torre · c8 negres alfil · d8 negres dama · e8 negres rei · f8 negres alfil · g8 negres cavall · h8 negres torre · a7 negres peó · b7 negres peó · c7 negres peó · d7 negres peó · f7 negres peó · g7 negres peó · h7 negres peó · e5 negres peó · c4 blanques alfil · d4 negres cavall · e4 blanques peó · f3 blanques cavall · a2 blanques peó · b2 blanques peó · c2 blanques peó · d2 blanques peó · f2 blanques peó · g2 blanques peó · h2 blanques peó · a1 blanques torre · b1 blanques cavall · c1 blanques alfil · d1 blanques dama · e1 blanques rei · h1 blanques torre | 8 |
| 7 | a8 negres torre · c8 negres alfil · d8 negres dama · e8 negres rei · f8 negres alfil · g8 negres cavall · h8 negres torre · a7 negres peó · b7 negres peó · c7 negres peó · d7 negres peó · f7 negres peó · g7 negres peó · h7 negres peó · e5 negres peó · c4 blanques alfil · d4 negres cavall · e4 blanques peó · f3 blanques cavall · a2 blanques peó · b2 blanques peó · c2 blanques peó · d2 blanques peó · f2 blanques peó · g2 blanques peó · h2 blanques peó · a1 blanques torre · b1 blanques cavall · c1 blanques alfil · d1 blanques dama · e1 blanques rei · h1 blanques torre | a8 negres torre · c8 negres alfil · d8 negres dama · e8 negres rei · f8 negres alfil · g8 negres cavall · h8 negres torre · a7 negres peó · b7 negres peó · c7 negres peó · d7 negres peó · f7 negres peó · g7 negres peó · h7 negres peó · e5 negres peó · c4 blanques alfil · d4 negres cavall · e4 blanques peó · f3 blanques cavall · a2 blanques peó · b2 blanques peó · c2 blanques peó · d2 blanques peó · f2 blanques peó · g2 blanques peó · h2 blanques peó · a1 blanques torre · b1 blanques cavall · c1 blanques alfil · d1 blanques dama · e1 blanques rei · h1 blanques torre | a8 negres torre · c8 negres alfil · d8 negres dama · e8 negres rei · f8 negres alfil · g8 negres cavall · h8 negres torre · a7 negres peó · b7 negres peó · c7 negres peó · d7 negres peó · f7 negres peó · g7 negres peó · h7 negres peó · e5 negres peó · c4 blanques alfil · d4 negres cavall · e4 blanques peó · f3 blanques cavall · a2 blanques peó · b2 blanques peó · c2 blanques peó · d2 blanques peó · f2 blanques peó · g2 blanques peó · h2 blanques peó · a1 blanques torre · b1 blanques cavall · c1 blanques alfil · d1 blanques dama · e1 blanques rei · h1 blanques torre | a8 negres torre · c8 negres alfil · d8 negres dama · e8 negres rei · f8 negres alfil · g8 negres cavall · h8 negres torre · a7 negres peó · b7 negres peó · c7 negres peó · d7 negres peó · f7 negres peó · g7 negres peó · h7 negres peó · e5 negres peó · c4 blanques alfil · d4 negres cavall · e4 blanques peó · f3 blanques cavall · a2 blanques peó · b2 blanques peó · c2 blanques peó · d2 blanques peó · f2 blanques peó · g2 blanques peó · h2 blanques peó · a1 blanques torre · b1 blanques cavall · c1 blanques alfil · d1 blanques dama · e1 blanques rei · h1 blanques torre | a8 negres torre · c8 negres alfil · d8 negres dama · e8 negres rei · f8 negres alfil · g8 negres cavall · h8 negres torre · a7 negres peó · b7 negres peó · c7 negres peó · d7 negres peó · f7 negres peó · g7 negres peó · h7 negres peó · e5 negres peó · c4 blanques alfil · d4 negres cavall · e4 blanques peó · f3 blanques cavall · a2 blanques peó · b2 blanques peó · c2 blanques peó · d2 blanques peó · f2 blanques peó · g2 blanques peó · h2 blanques peó · a1 blanques torre · b1 blanques cavall · c1 blanques alfil · d1 blanques dama · e1 blanques rei · h1 blanques torre | a8 negres torre · c8 negres alfil · d8 negres dama · e8 negres rei · f8 negres alfil · g8 negres cavall · h8 negres torre · a7 negres peó · b7 negres peó · c7 negres peó · d7 negres peó · f7 negres peó · g7 negres peó · h7 negres peó · e5 negres peó · c4 blanques alfil · d4 negres cavall · e4 blanques peó · f3 blanques cavall · a2 blanques peó · b2 blanques peó · c2 blanques peó · d2 blanques peó · f2 blanques peó · g2 blanques peó · h2 blanques peó · a1 blanques torre · b1 blanques cavall · c1 blanques alfil · d1 blanques dama · e1 blanques rei · h1 blanques torre | a8 negres torre · c8 negres alfil · d8 negres dama · e8 negres rei · f8 negres alfil · g8 negres cavall · h8 negres torre · a7 negres peó · b7 negres peó · c7 negres peó · d7 negres peó · f7 negres peó · g7 negres peó · h7 negres peó · e5 negres peó · c4 blanques alfil · d4 negres cavall · e4 blanques peó · f3 blanques cavall · a2 blanques peó · b2 blanques peó · c2 blanques peó · d2 blanques peó · f2 blanques peó · g2 blanques peó · h2 blanques peó · a1 blanques torre · b1 blanques cavall · c1 blanques alfil · d1 blanques dama · e1 blanques rei · h1 blanques torre | a8 negres torre · c8 negres alfil · d8 negres dama · e8 negres rei · f8 negres alfil · g8 negres cavall · h8 negres torre · a7 negres peó · b7 negres peó · c7 negres peó · d7 negres peó · f7 negres peó · g7 negres peó · h7 negres peó · e5 negres peó · c4 blanques alfil · d4 negres cavall · e4 blanques peó · f3 blanques cavall · a2 blanques peó · b2 blanques peó · c2 blanques peó · d2 blanques peó · f2 blanques peó · g2 blanques peó · h2 blanques peó · a1 blanques torre · b1 blanques cavall · c1 blanques alfil · d1 blanques dama · e1 blanques rei · h1 blanques torre | 7 |
| 6 | a8 negres torre · c8 negres alfil · d8 negres dama · e8 negres rei · f8 negres alfil · g8 negres cavall · h8 negres torre · a7 negres peó · b7 negres peó · c7 negres peó · d7 negres peó · f7 negres peó · g7 negres peó · h7 negres peó · e5 negres peó · c4 blanques alfil · d4 negres cavall · e4 blanques peó · f3 blanques cavall · a2 blanques peó · b2 blanques peó · c2 blanques peó · d2 blanques peó · f2 blanques peó · g2 blanques peó · h2 blanques peó · a1 blanques torre · b1 blanques cavall · c1 blanques alfil · d1 blanques dama · e1 blanques rei · h1 blanques torre | a8 negres torre · c8 negres alfil · d8 negres dama · e8 negres rei · f8 negres alfil · g8 negres cavall · h8 negres torre · a7 negres peó · b7 negres peó · c7 negres peó · d7 negres peó · f7 negres peó · g7 negres peó · h7 negres peó · e5 negres peó · c4 blanques alfil · d4 negres cavall · e4 blanques peó · f3 blanques cavall · a2 blanques peó · b2 blanques peó · c2 blanques peó · d2 blanques peó · f2 blanques peó · g2 blanques peó · h2 blanques peó · a1 blanques torre · b1 blanques cavall · c1 blanques alfil · d1 blanques dama · e1 blanques rei · h1 blanques torre | a8 negres torre · c8 negres alfil · d8 negres dama · e8 negres rei · f8 negres alfil · g8 negres cavall · h8 negres torre · a7 negres peó · b7 negres peó · c7 negres peó · d7 negres peó · f7 negres peó · g7 negres peó · h7 negres peó · e5 negres peó · c4 blanques alfil · d4 negres cavall · e4 blanques peó · f3 blanques cavall · a2 blanques peó · b2 blanques peó · c2 blanques peó · d2 blanques peó · f2 blanques peó · g2 blanques peó · h2 blanques peó · a1 blanques torre · b1 blanques cavall · c1 blanques alfil · d1 blanques dama · e1 blanques rei · h1 blanques torre | a8 negres torre · c8 negres alfil · d8 negres dama · e8 negres rei · f8 negres alfil · g8 negres cavall · h8 negres torre · a7 negres peó · b7 negres peó · c7 negres peó · d7 negres peó · f7 negres peó · g7 negres peó · h7 negres peó · e5 negres peó · c4 blanques alfil · d4 negres cavall · e4 blanques peó · f3 blanques cavall · a2 blanques peó · b2 blanques peó · c2 blanques peó · d2 blanques peó · f2 blanques peó · g2 blanques peó · h2 blanques peó · a1 blanques torre · b1 blanques cavall · c1 blanques alfil · d1 blanques dama · e1 blanques rei · h1 blanques torre | a8 negres torre · c8 negres alfil · d8 negres dama · e8 negres rei · f8 negres alfil · g8 negres cavall · h8 negres torre · a7 negres peó · b7 negres peó · c7 negres peó · d7 negres peó · f7 negres peó · g7 negres peó · h7 negres peó · e5 negres peó · c4 blanques alfil · d4 negres cavall · e4 blanques peó · f3 blanques cavall · a2 blanques peó · b2 blanques peó · c2 blanques peó · d2 blanques peó · f2 blanques peó · g2 blanques peó · h2 blanques peó · a1 blanques torre · b1 blanques cavall · c1 blanques alfil · d1 blanques dama · e1 blanques rei · h1 blanques torre | a8 negres torre · c8 negres alfil · d8 negres dama · e8 negres rei · f8 negres alfil · g8 negres cavall · h8 negres torre · a7 negres peó · b7 negres peó · c7 negres peó · d7 negres peó · f7 negres peó · g7 negres peó · h7 negres peó · e5 negres peó · c4 blanques alfil · d4 negres cavall · e4 blanques peó · f3 blanques cavall · a2 blanques peó · b2 blanques peó · c2 blanques peó · d2 blanques peó · f2 blanques peó · g2 blanques peó · h2 blanques peó · a1 blanques torre · b1 blanques cavall · c1 blanques alfil · d1 blanques dama · e1 blanques rei · h1 blanques torre | a8 negres torre · c8 negres alfil · d8 negres dama · e8 negres rei · f8 negres alfil · g8 negres cavall · h8 negres torre · a7 negres peó · b7 negres peó · c7 negres peó · d7 negres peó · f7 negres peó · g7 negres peó · h7 negres peó · e5 negres peó · c4 blanques alfil · d4 negres cavall · e4 blanques peó · f3 blanques cavall · a2 blanques peó · b2 blanques peó · c2 blanques peó · d2 blanques peó · f2 blanques peó · g2 blanques peó · h2 blanques peó · a1 blanques torre · b1 blanques cavall · c1 blanques alfil · d1 blanques dama · e1 blanques rei · h1 blanques torre | a8 negres torre · c8 negres alfil · d8 negres dama · e8 negres rei · f8 negres alfil · g8 negres cavall · h8 negres torre · a7 negres peó · b7 negres peó · c7 negres peó · d7 negres peó · f7 negres peó · g7 negres peó · h7 negres peó · e5 negres peó · c4 blanques alfil · d4 negres cavall · e4 blanques peó · f3 blanques cavall · a2 blanques peó · b2 blanques peó · c2 blanques peó · d2 blanques peó · f2 blanques peó · g2 blanques peó · h2 blanques peó · a1 blanques torre · b1 blanques cavall · c1 blanques alfil · d1 blanques dama · e1 blanques rei · h1 blanques torre | 6 |
| 5 | a8 negres torre · c8 negres alfil · d8 negres dama · e8 negres rei · f8 negres alfil · g8 negres cavall · h8 negres torre · a7 negres peó · b7 negres peó · c7 negres peó · d7 negres peó · f7 negres peó · g7 negres peó · h7 negres peó · e5 negres peó · c4 blanques alfil · d4 negres cavall · e4 blanques peó · f3 blanques cavall · a2 blanques peó · b2 blanques peó · c2 blanques peó · d2 blanques peó · f2 blanques peó · g2 blanques peó · h2 blanques peó · a1 blanques torre · b1 blanques cavall · c1 blanques alfil · d1 blanques dama · e1 blanques rei · h1 blanques torre | a8 negres torre · c8 negres alfil · d8 negres dama · e8 negres rei · f8 negres alfil · g8 negres cavall · h8 negres torre · a7 negres peó · b7 negres peó · c7 negres peó · d7 negres peó · f7 negres peó · g7 negres peó · h7 negres peó · e5 negres peó · c4 blanques alfil · d4 negres cavall · e4 blanques peó · f3 blanques cavall · a2 blanques peó · b2 blanques peó · c2 blanques peó · d2 blanques peó · f2 blanques peó · g2 blanques peó · h2 blanques peó · a1 blanques torre · b1 blanques cavall · c1 blanques alfil · d1 blanques dama · e1 blanques rei · h1 blanques torre | a8 negres torre · c8 negres alfil · d8 negres dama · e8 negres rei · f8 negres alfil · g8 negres cavall · h8 negres torre · a7 negres peó · b7 negres peó · c7 negres peó · d7 negres peó · f7 negres peó · g7 negres peó · h7 negres peó · e5 negres peó · c4 blanques alfil · d4 negres cavall · e4 blanques peó · f3 blanques cavall · a2 blanques peó · b2 blanques peó · c2 blanques peó · d2 blanques peó · f2 blanques peó · g2 blanques peó · h2 blanques peó · a1 blanques torre · b1 blanques cavall · c1 blanques alfil · d1 blanques dama · e1 blanques rei · h1 blanques torre | a8 negres torre · c8 negres alfil · d8 negres dama · e8 negres rei · f8 negres alfil · g8 negres cavall · h8 negres torre · a7 negres peó · b7 negres peó · c7 negres peó · d7 negres peó · f7 negres peó · g7 negres peó · h7 negres peó · e5 negres peó · c4 blanques alfil · d4 negres cavall · e4 blanques peó · f3 blanques cavall · a2 blanques peó · b2 blanques peó · c2 blanques peó · d2 blanques peó · f2 blanques peó · g2 blanques peó · h2 blanques peó · a1 blanques torre · b1 blanques cavall · c1 blanques alfil · d1 blanques dama · e1 blanques rei · h1 blanques torre | a8 negres torre · c8 negres alfil · d8 negres dama · e8 negres rei · f8 negres alfil · g8 negres cavall · h8 negres torre · a7 negres peó · b7 negres peó · c7 negres peó · d7 negres peó · f7 negres peó · g7 negres peó · h7 negres peó · e5 negres peó · c4 blanques alfil · d4 negres cavall · e4 blanques peó · f3 blanques cavall · a2 blanques peó · b2 blanques peó · c2 blanques peó · d2 blanques peó · f2 blanques peó · g2 blanques peó · h2 blanques peó · a1 blanques torre · b1 blanques cavall · c1 blanques alfil · d1 blanques dama · e1 blanques rei · h1 blanques torre | a8 negres torre · c8 negres alfil · d8 negres dama · e8 negres rei · f8 negres alfil · g8 negres cavall · h8 negres torre · a7 negres peó · b7 negres peó · c7 negres peó · d7 negres peó · f7 negres peó · g7 negres peó · h7 negres peó · e5 negres peó · c4 blanques alfil · d4 negres cavall · e4 blanques peó · f3 blanques cavall · a2 blanques peó · b2 blanques peó · c2 blanques peó · d2 blanques peó · f2 blanques peó · g2 blanques peó · h2 blanques peó · a1 blanques torre · b1 blanques cavall · c1 blanques alfil · d1 blanques dama · e1 blanques rei · h1 blanques torre | a8 negres torre · c8 negres alfil · d8 negres dama · e8 negres rei · f8 negres alfil · g8 negres cavall · h8 negres torre · a7 negres peó · b7 negres peó · c7 negres peó · d7 negres peó · f7 negres peó · g7 negres peó · h7 negres peó · e5 negres peó · c4 blanques alfil · d4 negres cavall · e4 blanques peó · f3 blanques cavall · a2 blanques peó · b2 blanques peó · c2 blanques peó · d2 blanques peó · f2 blanques peó · g2 blanques peó · h2 blanques peó · a1 blanques torre · b1 blanques cavall · c1 blanques alfil · d1 blanques dama · e1 blanques rei · h1 blanques torre | a8 negres torre · c8 negres alfil · d8 negres dama · e8 negres rei · f8 negres alfil · g8 negres cavall · h8 negres torre · a7 negres peó · b7 negres peó · c7 negres peó · d7 negres peó · f7 negres peó · g7 negres peó · h7 negres peó · e5 negres peó · c4 blanques alfil · d4 negres cavall · e4 blanques peó · f3 blanques cavall · a2 blanques peó · b2 blanques peó · c2 blanques peó · d2 blanques peó · f2 blanques peó · g2 blanques peó · h2 blanques peó · a1 blanques torre · b1 blanques cavall · c1 blanques alfil · d1 blanques dama · e1 blanques rei · h1 blanques torre | 5 |
| 4 | a8 negres torre · c8 negres alfil · d8 negres dama · e8 negres rei · f8 negres alfil · g8 negres cavall · h8 negres torre · a7 negres peó · b7 negres peó · c7 negres peó · d7 negres peó · f7 negres peó · g7 negres peó · h7 negres peó · e5 negres peó · c4 blanques alfil · d4 negres cavall · e4 blanques peó · f3 blanques cavall · a2 blanques peó · b2 blanques peó · c2 blanques peó · d2 blanques peó · f2 blanques peó · g2 blanques peó · h2 blanques peó · a1 blanques torre · b1 blanques cavall · c1 blanques alfil · d1 blanques dama · e1 blanques rei · h1 blanques torre | a8 negres torre · c8 negres alfil · d8 negres dama · e8 negres rei · f8 negres alfil · g8 negres cavall · h8 negres torre · a7 negres peó · b7 negres peó · c7 negres peó · d7 negres peó · f7 negres peó · g7 negres peó · h7 negres peó · e5 negres peó · c4 blanques alfil · d4 negres cavall · e4 blanques peó · f3 blanques cavall · a2 blanques peó · b2 blanques peó · c2 blanques peó · d2 blanques peó · f2 blanques peó · g2 blanques peó · h2 blanques peó · a1 blanques torre · b1 blanques cavall · c1 blanques alfil · d1 blanques dama · e1 blanques rei · h1 blanques torre | a8 negres torre · c8 negres alfil · d8 negres dama · e8 negres rei · f8 negres alfil · g8 negres cavall · h8 negres torre · a7 negres peó · b7 negres peó · c7 negres peó · d7 negres peó · f7 negres peó · g7 negres peó · h7 negres peó · e5 negres peó · c4 blanques alfil · d4 negres cavall · e4 blanques peó · f3 blanques cavall · a2 blanques peó · b2 blanques peó · c2 blanques peó · d2 blanques peó · f2 blanques peó · g2 blanques peó · h2 blanques peó · a1 blanques torre · b1 blanques cavall · c1 blanques alfil · d1 blanques dama · e1 blanques rei · h1 blanques torre | a8 negres torre · c8 negres alfil · d8 negres dama · e8 negres rei · f8 negres alfil · g8 negres cavall · h8 negres torre · a7 negres peó · b7 negres peó · c7 negres peó · d7 negres peó · f7 negres peó · g7 negres peó · h7 negres peó · e5 negres peó · c4 blanques alfil · d4 negres cavall · e4 blanques peó · f3 blanques cavall · a2 blanques peó · b2 blanques peó · c2 blanques peó · d2 blanques peó · f2 blanques peó · g2 blanques peó · h2 blanques peó · a1 blanques torre · b1 blanques cavall · c1 blanques alfil · d1 blanques dama · e1 blanques rei · h1 blanques torre | a8 negres torre · c8 negres alfil · d8 negres dama · e8 negres rei · f8 negres alfil · g8 negres cavall · h8 negres torre · a7 negres peó · b7 negres peó · c7 negres peó · d7 negres peó · f7 negres peó · g7 negres peó · h7 negres peó · e5 negres peó · c4 blanques alfil · d4 negres cavall · e4 blanques peó · f3 blanques cavall · a2 blanques peó · b2 blanques peó · c2 blanques peó · d2 blanques peó · f2 blanques peó · g2 blanques peó · h2 blanques peó · a1 blanques torre · b1 blanques cavall · c1 blanques alfil · d1 blanques dama · e1 blanques rei · h1 blanques torre | a8 negres torre · c8 negres alfil · d8 negres dama · e8 negres rei · f8 negres alfil · g8 negres cavall · h8 negres torre · a7 negres peó · b7 negres peó · c7 negres peó · d7 negres peó · f7 negres peó · g7 negres peó · h7 negres peó · e5 negres peó · c4 blanques alfil · d4 negres cavall · e4 blanques peó · f3 blanques cavall · a2 blanques peó · b2 blanques peó · c2 blanques peó · d2 blanques peó · f2 blanques peó · g2 blanques peó · h2 blanques peó · a1 blanques torre · b1 blanques cavall · c1 blanques alfil · d1 blanques dama · e1 blanques rei · h1 blanques torre | a8 negres torre · c8 negres alfil · d8 negres dama · e8 negres rei · f8 negres alfil · g8 negres cavall · h8 negres torre · a7 negres peó · b7 negres peó · c7 negres peó · d7 negres peó · f7 negres peó · g7 negres peó · h7 negres peó · e5 negres peó · c4 blanques alfil · d4 negres cavall · e4 blanques peó · f3 blanques cavall · a2 blanques peó · b2 blanques peó · c2 blanques peó · d2 blanques peó · f2 blanques peó · g2 blanques peó · h2 blanques peó · a1 blanques torre · b1 blanques cavall · c1 blanques alfil · d1 blanques dama · e1 blanques rei · h1 blanques torre | a8 negres torre · c8 negres alfil · d8 negres dama · e8 negres rei · f8 negres alfil · g8 negres cavall · h8 negres torre · a7 negres peó · b7 negres peó · c7 negres peó · d7 negres peó · f7 negres peó · g7 negres peó · h7 negres peó · e5 negres peó · c4 blanques alfil · d4 negres cavall · e4 blanques peó · f3 blanques cavall · a2 blanques peó · b2 blanques peó · c2 blanques peó · d2 blanques peó · f2 blanques peó · g2 blanques peó · h2 blanques peó · a1 blanques torre · b1 blanques cavall · c1 blanques alfil · d1 blanques dama · e1 blanques rei · h1 blanques torre | 4 |
| 3 | a8 negres torre · c8 negres alfil · d8 negres dama · e8 negres rei · f8 negres alfil · g8 negres cavall · h8 negres torre · a7 negres peó · b7 negres peó · c7 negres peó · d7 negres peó · f7 negres peó · g7 negres peó · h7 negres peó · e5 negres peó · c4 blanques alfil · d4 negres cavall · e4 blanques peó · f3 blanques cavall · a2 blanques peó · b2 blanques peó · c2 blanques peó · d2 blanques peó · f2 blanques peó · g2 blanques peó · h2 blanques peó · a1 blanques torre · b1 blanques cavall · c1 blanques alfil · d1 blanques dama · e1 blanques rei · h1 blanques torre | a8 negres torre · c8 negres alfil · d8 negres dama · e8 negres rei · f8 negres alfil · g8 negres cavall · h8 negres torre · a7 negres peó · b7 negres peó · c7 negres peó · d7 negres peó · f7 negres peó · g7 negres peó · h7 negres peó · e5 negres peó · c4 blanques alfil · d4 negres cavall · e4 blanques peó · f3 blanques cavall · a2 blanques peó · b2 blanques peó · c2 blanques peó · d2 blanques peó · f2 blanques peó · g2 blanques peó · h2 blanques peó · a1 blanques torre · b1 blanques cavall · c1 blanques alfil · d1 blanques dama · e1 blanques rei · h1 blanques torre | a8 negres torre · c8 negres alfil · d8 negres dama · e8 negres rei · f8 negres alfil · g8 negres cavall · h8 negres torre · a7 negres peó · b7 negres peó · c7 negres peó · d7 negres peó · f7 negres peó · g7 negres peó · h7 negres peó · e5 negres peó · c4 blanques alfil · d4 negres cavall · e4 blanques peó · f3 blanques cavall · a2 blanques peó · b2 blanques peó · c2 blanques peó · d2 blanques peó · f2 blanques peó · g2 blanques peó · h2 blanques peó · a1 blanques torre · b1 blanques cavall · c1 blanques alfil · d1 blanques dama · e1 blanques rei · h1 blanques torre | a8 negres torre · c8 negres alfil · d8 negres dama · e8 negres rei · f8 negres alfil · g8 negres cavall · h8 negres torre · a7 negres peó · b7 negres peó · c7 negres peó · d7 negres peó · f7 negres peó · g7 negres peó · h7 negres peó · e5 negres peó · c4 blanques alfil · d4 negres cavall · e4 blanques peó · f3 blanques cavall · a2 blanques peó · b2 blanques peó · c2 blanques peó · d2 blanques peó · f2 blanques peó · g2 blanques peó · h2 blanques peó · a1 blanques torre · b1 blanques cavall · c1 blanques alfil · d1 blanques dama · e1 blanques rei · h1 blanques torre | a8 negres torre · c8 negres alfil · d8 negres dama · e8 negres rei · f8 negres alfil · g8 negres cavall · h8 negres torre · a7 negres peó · b7 negres peó · c7 negres peó · d7 negres peó · f7 negres peó · g7 negres peó · h7 negres peó · e5 negres peó · c4 blanques alfil · d4 negres cavall · e4 blanques peó · f3 blanques cavall · a2 blanques peó · b2 blanques peó · c2 blanques peó · d2 blanques peó · f2 blanques peó · g2 blanques peó · h2 blanques peó · a1 blanques torre · b1 blanques cavall · c1 blanques alfil · d1 blanques dama · e1 blanques rei · h1 blanques torre | a8 negres torre · c8 negres alfil · d8 negres dama · e8 negres rei · f8 negres alfil · g8 negres cavall · h8 negres torre · a7 negres peó · b7 negres peó · c7 negres peó · d7 negres peó · f7 negres peó · g7 negres peó · h7 negres peó · e5 negres peó · c4 blanques alfil · d4 negres cavall · e4 blanques peó · f3 blanques cavall · a2 blanques peó · b2 blanques peó · c2 blanques peó · d2 blanques peó · f2 blanques peó · g2 blanques peó · h2 blanques peó · a1 blanques torre · b1 blanques cavall · c1 blanques alfil · d1 blanques dama · e1 blanques rei · h1 blanques torre | a8 negres torre · c8 negres alfil · d8 negres dama · e8 negres rei · f8 negres alfil · g8 negres cavall · h8 negres torre · a7 negres peó · b7 negres peó · c7 negres peó · d7 negres peó · f7 negres peó · g7 negres peó · h7 negres peó · e5 negres peó · c4 blanques alfil · d4 negres cavall · e4 blanques peó · f3 blanques cavall · a2 blanques peó · b2 blanques peó · c2 blanques peó · d2 blanques peó · f2 blanques peó · g2 blanques peó · h2 blanques peó · a1 blanques torre · b1 blanques cavall · c1 blanques alfil · d1 blanques dama · e1 blanques rei · h1 blanques torre | a8 negres torre · c8 negres alfil · d8 negres dama · e8 negres rei · f8 negres alfil · g8 negres cavall · h8 negres torre · a7 negres peó · b7 negres peó · c7 negres peó · d7 negres peó · f7 negres peó · g7 negres peó · h7 negres peó · e5 negres peó · c4 blanques alfil · d4 negres cavall · e4 blanques peó · f3 blanques cavall · a2 blanques peó · b2 blanques peó · c2 blanques peó · d2 blanques peó · f2 blanques peó · g2 blanques peó · h2 blanques peó · a1 blanques torre · b1 blanques cavall · c1 blanques alfil · d1 blanques dama · e1 blanques rei · h1 blanques torre | 3 |
| 2 | a8 negres torre · c8 negres alfil · d8 negres dama · e8 negres rei · f8 negres alfil · g8 negres cavall · h8 negres torre · a7 negres peó · b7 negres peó · c7 negres peó · d7 negres peó · f7 negres peó · g7 negres peó · h7 negres peó · e5 negres peó · c4 blanques alfil · d4 negres cavall · e4 blanques peó · f3 blanques cavall · a2 blanques peó · b2 blanques peó · c2 blanques peó · d2 blanques peó · f2 blanques peó · g2 blanques peó · h2 blanques peó · a1 blanques torre · b1 blanques cavall · c1 blanques alfil · d1 blanques dama · e1 blanques rei · h1 blanques torre | a8 negres torre · c8 negres alfil · d8 negres dama · e8 negres rei · f8 negres alfil · g8 negres cavall · h8 negres torre · a7 negres peó · b7 negres peó · c7 negres peó · d7 negres peó · f7 negres peó · g7 negres peó · h7 negres peó · e5 negres peó · c4 blanques alfil · d4 negres cavall · e4 blanques peó · f3 blanques cavall · a2 blanques peó · b2 blanques peó · c2 blanques peó · d2 blanques peó · f2 blanques peó · g2 blanques peó · h2 blanques peó · a1 blanques torre · b1 blanques cavall · c1 blanques alfil · d1 blanques dama · e1 blanques rei · h1 blanques torre | a8 negres torre · c8 negres alfil · d8 negres dama · e8 negres rei · f8 negres alfil · g8 negres cavall · h8 negres torre · a7 negres peó · b7 negres peó · c7 negres peó · d7 negres peó · f7 negres peó · g7 negres peó · h7 negres peó · e5 negres peó · c4 blanques alfil · d4 negres cavall · e4 blanques peó · f3 blanques cavall · a2 blanques peó · b2 blanques peó · c2 blanques peó · d2 blanques peó · f2 blanques peó · g2 blanques peó · h2 blanques peó · a1 blanques torre · b1 blanques cavall · c1 blanques alfil · d1 blanques dama · e1 blanques rei · h1 blanques torre | a8 negres torre · c8 negres alfil · d8 negres dama · e8 negres rei · f8 negres alfil · g8 negres cavall · h8 negres torre · a7 negres peó · b7 negres peó · c7 negres peó · d7 negres peó · f7 negres peó · g7 negres peó · h7 negres peó · e5 negres peó · c4 blanques alfil · d4 negres cavall · e4 blanques peó · f3 blanques cavall · a2 blanques peó · b2 blanques peó · c2 blanques peó · d2 blanques peó · f2 blanques peó · g2 blanques peó · h2 blanques peó · a1 blanques torre · b1 blanques cavall · c1 blanques alfil · d1 blanques dama · e1 blanques rei · h1 blanques torre | a8 negres torre · c8 negres alfil · d8 negres dama · e8 negres rei · f8 negres alfil · g8 negres cavall · h8 negres torre · a7 negres peó · b7 negres peó · c7 negres peó · d7 negres peó · f7 negres peó · g7 negres peó · h7 negres peó · e5 negres peó · c4 blanques alfil · d4 negres cavall · e4 blanques peó · f3 blanques cavall · a2 blanques peó · b2 blanques peó · c2 blanques peó · d2 blanques peó · f2 blanques peó · g2 blanques peó · h2 blanques peó · a1 blanques torre · b1 blanques cavall · c1 blanques alfil · d1 blanques dama · e1 blanques rei · h1 blanques torre | a8 negres torre · c8 negres alfil · d8 negres dama · e8 negres rei · f8 negres alfil · g8 negres cavall · h8 negres torre · a7 negres peó · b7 negres peó · c7 negres peó · d7 negres peó · f7 negres peó · g7 negres peó · h7 negres peó · e5 negres peó · c4 blanques alfil · d4 negres cavall · e4 blanques peó · f3 blanques cavall · a2 blanques peó · b2 blanques peó · c2 blanques peó · d2 blanques peó · f2 blanques peó · g2 blanques peó · h2 blanques peó · a1 blanques torre · b1 blanques cavall · c1 blanques alfil · d1 blanques dama · e1 blanques rei · h1 blanques torre | a8 negres torre · c8 negres alfil · d8 negres dama · e8 negres rei · f8 negres alfil · g8 negres cavall · h8 negres torre · a7 negres peó · b7 negres peó · c7 negres peó · d7 negres peó · f7 negres peó · g7 negres peó · h7 negres peó · e5 negres peó · c4 blanques alfil · d4 negres cavall · e4 blanques peó · f3 blanques cavall · a2 blanques peó · b2 blanques peó · c2 blanques peó · d2 blanques peó · f2 blanques peó · g2 blanques peó · h2 blanques peó · a1 blanques torre · b1 blanques cavall · c1 blanques alfil · d1 blanques dama · e1 blanques rei · h1 blanques torre | a8 negres torre · c8 negres alfil · d8 negres dama · e8 negres rei · f8 negres alfil · g8 negres cavall · h8 negres torre · a7 negres peó · b7 negres peó · c7 negres peó · d7 negres peó · f7 negres peó · g7 negres peó · h7 negres peó · e5 negres peó · c4 blanques alfil · d4 negres cavall · e4 blanques peó · f3 blanques cavall · a2 blanques peó · b2 blanques peó · c2 blanques peó · d2 blanques peó · f2 blanques peó · g2 blanques peó · h2 blanques peó · a1 blanques torre · b1 blanques cavall · c1 blanques alfil · d1 blanques dama · e1 blanques rei · h1 blanques torre | 2 |
| 1 | a8 negres torre · c8 negres alfil · d8 negres dama · e8 negres rei · f8 negres alfil · g8 negres cavall · h8 negres torre · a7 negres peó · b7 negres peó · c7 negres peó · d7 negres peó · f7 negres peó · g7 negres peó · h7 negres peó · e5 negres peó · c4 blanques alfil · d4 negres cavall · e4 blanques peó · f3 blanques cavall · a2 blanques peó · b2 blanques peó · c2 blanques peó · d2 blanques peó · f2 blanques peó · g2 blanques peó · h2 blanques peó · a1 blanques torre · b1 blanques cavall · c1 blanques alfil · d1 blanques dama · e1 blanques rei · h1 blanques torre | a8 negres torre · c8 negres alfil · d8 negres dama · e8 negres rei · f8 negres alfil · g8 negres cavall · h8 negres torre · a7 negres peó · b7 negres peó · c7 negres peó · d7 negres peó · f7 negres peó · g7 negres peó · h7 negres peó · e5 negres peó · c4 blanques alfil · d4 negres cavall · e4 blanques peó · f3 blanques cavall · a2 blanques peó · b2 blanques peó · c2 blanques peó · d2 blanques peó · f2 blanques peó · g2 blanques peó · h2 blanques peó · a1 blanques torre · b1 blanques cavall · c1 blanques alfil · d1 blanques dama · e1 blanques rei · h1 blanques torre | a8 negres torre · c8 negres alfil · d8 negres dama · e8 negres rei · f8 negres alfil · g8 negres cavall · h8 negres torre · a7 negres peó · b7 negres peó · c7 negres peó · d7 negres peó · f7 negres peó · g7 negres peó · h7 negres peó · e5 negres peó · c4 blanques alfil · d4 negres cavall · e4 blanques peó · f3 blanques cavall · a2 blanques peó · b2 blanques peó · c2 blanques peó · d2 blanques peó · f2 blanques peó · g2 blanques peó · h2 blanques peó · a1 blanques torre · b1 blanques cavall · c1 blanques alfil · d1 blanques dama · e1 blanques rei · h1 blanques torre | a8 negres torre · c8 negres alfil · d8 negres dama · e8 negres rei · f8 negres alfil · g8 negres cavall · h8 negres torre · a7 negres peó · b7 negres peó · c7 negres peó · d7 negres peó · f7 negres peó · g7 negres peó · h7 negres peó · e5 negres peó · c4 blanques alfil · d4 negres cavall · e4 blanques peó · f3 blanques cavall · a2 blanques peó · b2 blanques peó · c2 blanques peó · d2 blanques peó · f2 blanques peó · g2 blanques peó · h2 blanques peó · a1 blanques torre · b1 blanques cavall · c1 blanques alfil · d1 blanques dama · e1 blanques rei · h1 blanques torre | a8 negres torre · c8 negres alfil · d8 negres dama · e8 negres rei · f8 negres alfil · g8 negres cavall · h8 negres torre · a7 negres peó · b7 negres peó · c7 negres peó · d7 negres peó · f7 negres peó · g7 negres peó · h7 negres peó · e5 negres peó · c4 blanques alfil · d4 negres cavall · e4 blanques peó · f3 blanques cavall · a2 blanques peó · b2 blanques peó · c2 blanques peó · d2 blanques peó · f2 blanques peó · g2 blanques peó · h2 blanques peó · a1 blanques torre · b1 blanques cavall · c1 blanques alfil · d1 blanques dama · e1 blanques rei · h1 blanques torre | a8 negres torre · c8 negres alfil · d8 negres dama · e8 negres rei · f8 negres alfil · g8 negres cavall · h8 negres torre · a7 negres peó · b7 negres peó · c7 negres peó · d7 negres peó · f7 negres peó · g7 negres peó · h7 negres peó · e5 negres peó · c4 blanques alfil · d4 negres cavall · e4 blanques peó · f3 blanques cavall · a2 blanques peó · b2 blanques peó · c2 blanques peó · d2 blanques peó · f2 blanques peó · g2 blanques peó · h2 blanques peó · a1 blanques torre · b1 blanques cavall · c1 blanques alfil · d1 blanques dama · e1 blanques rei · h1 blanques torre | a8 negres torre · c8 negres alfil · d8 negres dama · e8 negres rei · f8 negres alfil · g8 negres cavall · h8 negres torre · a7 negres peó · b7 negres peó · c7 negres peó · d7 negres peó · f7 negres peó · g7 negres peó · h7 negres peó · e5 negres peó · c4 blanques alfil · d4 negres cavall · e4 blanques peó · f3 blanques cavall · a2 blanques peó · b2 blanques peó · c2 blanques peó · d2 blanques peó · f2 blanques peó · g2 blanques peó · h2 blanques peó · a1 blanques torre · b1 blanques cavall · c1 blanques alfil · d1 blanques dama · e1 blanques rei · h1 blanques torre | a8 negres torre · c8 negres alfil · d8 negres dama · e8 negres rei · f8 negres alfil · g8 negres cavall · h8 negres torre · a7 negres peó · b7 negres peó · c7 negres peó · d7 negres peó · f7 negres peó · g7 negres peó · h7 negres peó · e5 negres peó · c4 blanques alfil · d4 negres cavall · e4 blanques peó · f3 blanques cavall · a2 blanques peó · b2 blanques peó · c2 blanques peó · d2 blanques peó · f2 blanques peó · g2 blanques peó · h2 blanques peó · a1 blanques torre · b1 blanques cavall · c1 blanques alfil · d1 blanques dama · e1 blanques rei · h1 blanques torre | 1 |
|   | a | b | c | d | e | f | g | h |   |

Adjectiu emprat per descriure un moviment, un jugador, o un estil de joc que es caracteritza per la presa de riscs, o un joc posicionalment dubtós que planteja paranys al rival. El nom es deu a la idea que el joc cafeter és el que hom espera trobar en partides amistoses jugades en cafès o llocs similars, especialment en partides jugades apostant, o bé en partides ràpides. El gambit Blackburne Shilling és un exemple típic de joc cafeter.

### Caissa
La deessa dels escacs, de vegades citada per indicar "bona sort" o "fortuna": "Caissa va estar amb mi".

### Calcular
Planificar curosament una sèrie de moviments alhora que es consideren les possibles respostes del rival.

### Campió del món
El guanyador del Campionat del món d'escacs.

### Candidats
Vegeu torneig de candidats

### Canó d'Alekhin
|   | a | b | c | d | e | f | g | h |   |
| 8 | b8 negres torre · f8 negres rei · a7 negres peó · c7 negres torre · d7 negres dama · e7 negres cavall · g7 negres peó · a6 blanques peó · b6 negres peó · c6 negres cavall · e6 negres peó · h6 negres peó · b5 blanques alfil · d5 negres peó · e5 blanques peó · f5 negres peó · b4 blanques peó · d4 blanques peó · f4 blanques peó · c3 blanques torre · f3 blanques cavall · c2 blanques torre · g2 blanques peó · h2 blanques peó · c1 blanques dama · g1 blanques rei | b8 negres torre · f8 negres rei · a7 negres peó · c7 negres torre · d7 negres dama · e7 negres cavall · g7 negres peó · a6 blanques peó · b6 negres peó · c6 negres cavall · e6 negres peó · h6 negres peó · b5 blanques alfil · d5 negres peó · e5 blanques peó · f5 negres peó · b4 blanques peó · d4 blanques peó · f4 blanques peó · c3 blanques torre · f3 blanques cavall · c2 blanques torre · g2 blanques peó · h2 blanques peó · c1 blanques dama · g1 blanques rei | b8 negres torre · f8 negres rei · a7 negres peó · c7 negres torre · d7 negres dama · e7 negres cavall · g7 negres peó · a6 blanques peó · b6 negres peó · c6 negres cavall · e6 negres peó · h6 negres peó · b5 blanques alfil · d5 negres peó · e5 blanques peó · f5 negres peó · b4 blanques peó · d4 blanques peó · f4 blanques peó · c3 blanques torre · f3 blanques cavall · c2 blanques torre · g2 blanques peó · h2 blanques peó · c1 blanques dama · g1 blanques rei | b8 negres torre · f8 negres rei · a7 negres peó · c7 negres torre · d7 negres dama · e7 negres cavall · g7 negres peó · a6 blanques peó · b6 negres peó · c6 negres cavall · e6 negres peó · h6 negres peó · b5 blanques alfil · d5 negres peó · e5 blanques peó · f5 negres peó · b4 blanques peó · d4 blanques peó · f4 blanques peó · c3 blanques torre · f3 blanques cavall · c2 blanques torre · g2 blanques peó · h2 blanques peó · c1 blanques dama · g1 blanques rei | b8 negres torre · f8 negres rei · a7 negres peó · c7 negres torre · d7 negres dama · e7 negres cavall · g7 negres peó · a6 blanques peó · b6 negres peó · c6 negres cavall · e6 negres peó · h6 negres peó · b5 blanques alfil · d5 negres peó · e5 blanques peó · f5 negres peó · b4 blanques peó · d4 blanques peó · f4 blanques peó · c3 blanques torre · f3 blanques cavall · c2 blanques torre · g2 blanques peó · h2 blanques peó · c1 blanques dama · g1 blanques rei | b8 negres torre · f8 negres rei · a7 negres peó · c7 negres torre · d7 negres dama · e7 negres cavall · g7 negres peó · a6 blanques peó · b6 negres peó · c6 negres cavall · e6 negres peó · h6 negres peó · b5 blanques alfil · d5 negres peó · e5 blanques peó · f5 negres peó · b4 blanques peó · d4 blanques peó · f4 blanques peó · c3 blanques torre · f3 blanques cavall · c2 blanques torre · g2 blanques peó · h2 blanques peó · c1 blanques dama · g1 blanques rei | b8 negres torre · f8 negres rei · a7 negres peó · c7 negres torre · d7 negres dama · e7 negres cavall · g7 negres peó · a6 blanques peó · b6 negres peó · c6 negres cavall · e6 negres peó · h6 negres peó · b5 blanques alfil · d5 negres peó · e5 blanques peó · f5 negres peó · b4 blanques peó · d4 blanques peó · f4 blanques peó · c3 blanques torre · f3 blanques cavall · c2 blanques torre · g2 blanques peó · h2 blanques peó · c1 blanques dama · g1 blanques rei | b8 negres torre · f8 negres rei · a7 negres peó · c7 negres torre · d7 negres dama · e7 negres cavall · g7 negres peó · a6 blanques peó · b6 negres peó · c6 negres cavall · e6 negres peó · h6 negres peó · b5 blanques alfil · d5 negres peó · e5 blanques peó · f5 negres peó · b4 blanques peó · d4 blanques peó · f4 blanques peó · c3 blanques torre · f3 blanques cavall · c2 blanques torre · g2 blanques peó · h2 blanques peó · c1 blanques dama · g1 blanques rei | 8 |
| 7 | b8 negres torre · f8 negres rei · a7 negres peó · c7 negres torre · d7 negres dama · e7 negres cavall · g7 negres peó · a6 blanques peó · b6 negres peó · c6 negres cavall · e6 negres peó · h6 negres peó · b5 blanques alfil · d5 negres peó · e5 blanques peó · f5 negres peó · b4 blanques peó · d4 blanques peó · f4 blanques peó · c3 blanques torre · f3 blanques cavall · c2 blanques torre · g2 blanques peó · h2 blanques peó · c1 blanques dama · g1 blanques rei | b8 negres torre · f8 negres rei · a7 negres peó · c7 negres torre · d7 negres dama · e7 negres cavall · g7 negres peó · a6 blanques peó · b6 negres peó · c6 negres cavall · e6 negres peó · h6 negres peó · b5 blanques alfil · d5 negres peó · e5 blanques peó · f5 negres peó · b4 blanques peó · d4 blanques peó · f4 blanques peó · c3 blanques torre · f3 blanques cavall · c2 blanques torre · g2 blanques peó · h2 blanques peó · c1 blanques dama · g1 blanques rei | b8 negres torre · f8 negres rei · a7 negres peó · c7 negres torre · d7 negres dama · e7 negres cavall · g7 negres peó · a6 blanques peó · b6 negres peó · c6 negres cavall · e6 negres peó · h6 negres peó · b5 blanques alfil · d5 negres peó · e5 blanques peó · f5 negres peó · b4 blanques peó · d4 blanques peó · f4 blanques peó · c3 blanques torre · f3 blanques cavall · c2 blanques torre · g2 blanques peó · h2 blanques peó · c1 blanques dama · g1 blanques rei | b8 negres torre · f8 negres rei · a7 negres peó · c7 negres torre · d7 negres dama · e7 negres cavall · g7 negres peó · a6 blanques peó · b6 negres peó · c6 negres cavall · e6 negres peó · h6 negres peó · b5 blanques alfil · d5 negres peó · e5 blanques peó · f5 negres peó · b4 blanques peó · d4 blanques peó · f4 blanques peó · c3 blanques torre · f3 blanques cavall · c2 blanques torre · g2 blanques peó · h2 blanques peó · c1 blanques dama · g1 blanques rei | b8 negres torre · f8 negres rei · a7 negres peó · c7 negres torre · d7 negres dama · e7 negres cavall · g7 negres peó · a6 blanques peó · b6 negres peó · c6 negres cavall · e6 negres peó · h6 negres peó · b5 blanques alfil · d5 negres peó · e5 blanques peó · f5 negres peó · b4 blanques peó · d4 blanques peó · f4 blanques peó · c3 blanques torre · f3 blanques cavall · c2 blanques torre · g2 blanques peó · h2 blanques peó · c1 blanques dama · g1 blanques rei | b8 negres torre · f8 negres rei · a7 negres peó · c7 negres torre · d7 negres dama · e7 negres cavall · g7 negres peó · a6 blanques peó · b6 negres peó · c6 negres cavall · e6 negres peó · h6 negres peó · b5 blanques alfil · d5 negres peó · e5 blanques peó · f5 negres peó · b4 blanques peó · d4 blanques peó · f4 blanques peó · c3 blanques torre · f3 blanques cavall · c2 blanques torre · g2 blanques peó · h2 blanques peó · c1 blanques dama · g1 blanques rei | b8 negres torre · f8 negres rei · a7 negres peó · c7 negres torre · d7 negres dama · e7 negres cavall · g7 negres peó · a6 blanques peó · b6 negres peó · c6 negres cavall · e6 negres peó · h6 negres peó · b5 blanques alfil · d5 negres peó · e5 blanques peó · f5 negres peó · b4 blanques peó · d4 blanques peó · f4 blanques peó · c3 blanques torre · f3 blanques cavall · c2 blanques torre · g2 blanques peó · h2 blanques peó · c1 blanques dama · g1 blanques rei | b8 negres torre · f8 negres rei · a7 negres peó · c7 negres torre · d7 negres dama · e7 negres cavall · g7 negres peó · a6 blanques peó · b6 negres peó · c6 negres cavall · e6 negres peó · h6 negres peó · b5 blanques alfil · d5 negres peó · e5 blanques peó · f5 negres peó · b4 blanques peó · d4 blanques peó · f4 blanques peó · c3 blanques torre · f3 blanques cavall · c2 blanques torre · g2 blanques peó · h2 blanques peó · c1 blanques dama · g1 blanques rei | 7 |
| 6 | b8 negres torre · f8 negres rei · a7 negres peó · c7 negres torre · d7 negres dama · e7 negres cavall · g7 negres peó · a6 blanques peó · b6 negres peó · c6 negres cavall · e6 negres peó · h6 negres peó · b5 blanques alfil · d5 negres peó · e5 blanques peó · f5 negres peó · b4 blanques peó · d4 blanques peó · f4 blanques peó · c3 blanques torre · f3 blanques cavall · c2 blanques torre · g2 blanques peó · h2 blanques peó · c1 blanques dama · g1 blanques rei | b8 negres torre · f8 negres rei · a7 negres peó · c7 negres torre · d7 negres dama · e7 negres cavall · g7 negres peó · a6 blanques peó · b6 negres peó · c6 negres cavall · e6 negres peó · h6 negres peó · b5 blanques alfil · d5 negres peó · e5 blanques peó · f5 negres peó · b4 blanques peó · d4 blanques peó · f4 blanques peó · c3 blanques torre · f3 blanques cavall · c2 blanques torre · g2 blanques peó · h2 blanques peó · c1 blanques dama · g1 blanques rei | b8 negres torre · f8 negres rei · a7 negres peó · c7 negres torre · d7 negres dama · e7 negres cavall · g7 negres peó · a6 blanques peó · b6 negres peó · c6 negres cavall · e6 negres peó · h6 negres peó · b5 blanques alfil · d5 negres peó · e5 blanques peó · f5 negres peó · b4 blanques peó · d4 blanques peó · f4 blanques peó · c3 blanques torre · f3 blanques cavall · c2 blanques torre · g2 blanques peó · h2 blanques peó · c1 blanques dama · g1 blanques rei | b8 negres torre · f8 negres rei · a7 negres peó · c7 negres torre · d7 negres dama · e7 negres cavall · g7 negres peó · a6 blanques peó · b6 negres peó · c6 negres cavall · e6 negres peó · h6 negres peó · b5 blanques alfil · d5 negres peó · e5 blanques peó · f5 negres peó · b4 blanques peó · d4 blanques peó · f4 blanques peó · c3 blanques torre · f3 blanques cavall · c2 blanques torre · g2 blanques peó · h2 blanques peó · c1 blanques dama · g1 blanques rei | b8 negres torre · f8 negres rei · a7 negres peó · c7 negres torre · d7 negres dama · e7 negres cavall · g7 negres peó · a6 blanques peó · b6 negres peó · c6 negres cavall · e6 negres peó · h6 negres peó · b5 blanques alfil · d5 negres peó · e5 blanques peó · f5 negres peó · b4 blanques peó · d4 blanques peó · f4 blanques peó · c3 blanques torre · f3 blanques cavall · c2 blanques torre · g2 blanques peó · h2 blanques peó · c1 blanques dama · g1 blanques rei | b8 negres torre · f8 negres rei · a7 negres peó · c7 negres torre · d7 negres dama · e7 negres cavall · g7 negres peó · a6 blanques peó · b6 negres peó · c6 negres cavall · e6 negres peó · h6 negres peó · b5 blanques alfil · d5 negres peó · e5 blanques peó · f5 negres peó · b4 blanques peó · d4 blanques peó · f4 blanques peó · c3 blanques torre · f3 blanques cavall · c2 blanques torre · g2 blanques peó · h2 blanques peó · c1 blanques dama · g1 blanques rei | b8 negres torre · f8 negres rei · a7 negres peó · c7 negres torre · d7 negres dama · e7 negres cavall · g7 negres peó · a6 blanques peó · b6 negres peó · c6 negres cavall · e6 negres peó · h6 negres peó · b5 blanques alfil · d5 negres peó · e5 blanques peó · f5 negres peó · b4 blanques peó · d4 blanques peó · f4 blanques peó · c3 blanques torre · f3 blanques cavall · c2 blanques torre · g2 blanques peó · h2 blanques peó · c1 blanques dama · g1 blanques rei | b8 negres torre · f8 negres rei · a7 negres peó · c7 negres torre · d7 negres dama · e7 negres cavall · g7 negres peó · a6 blanques peó · b6 negres peó · c6 negres cavall · e6 negres peó · h6 negres peó · b5 blanques alfil · d5 negres peó · e5 blanques peó · f5 negres peó · b4 blanques peó · d4 blanques peó · f4 blanques peó · c3 blanques torre · f3 blanques cavall · c2 blanques torre · g2 blanques peó · h2 blanques peó · c1 blanques dama · g1 blanques rei | 6 |
| 5 | b8 negres torre · f8 negres rei · a7 negres peó · c7 negres torre · d7 negres dama · e7 negres cavall · g7 negres peó · a6 blanques peó · b6 negres peó · c6 negres cavall · e6 negres peó · h6 negres peó · b5 blanques alfil · d5 negres peó · e5 blanques peó · f5 negres peó · b4 blanques peó · d4 blanques peó · f4 blanques peó · c3 blanques torre · f3 blanques cavall · c2 blanques torre · g2 blanques peó · h2 blanques peó · c1 blanques dama · g1 blanques rei | b8 negres torre · f8 negres rei · a7 negres peó · c7 negres torre · d7 negres dama · e7 negres cavall · g7 negres peó · a6 blanques peó · b6 negres peó · c6 negres cavall · e6 negres peó · h6 negres peó · b5 blanques alfil · d5 negres peó · e5 blanques peó · f5 negres peó · b4 blanques peó · d4 blanques peó · f4 blanques peó · c3 blanques torre · f3 blanques cavall · c2 blanques torre · g2 blanques peó · h2 blanques peó · c1 blanques dama · g1 blanques rei | b8 negres torre · f8 negres rei · a7 negres peó · c7 negres torre · d7 negres dama · e7 negres cavall · g7 negres peó · a6 blanques peó · b6 negres peó · c6 negres cavall · e6 negres peó · h6 negres peó · b5 blanques alfil · d5 negres peó · e5 blanques peó · f5 negres peó · b4 blanques peó · d4 blanques peó · f4 blanques peó · c3 blanques torre · f3 blanques cavall · c2 blanques torre · g2 blanques peó · h2 blanques peó · c1 blanques dama · g1 blanques rei | b8 negres torre · f8 negres rei · a7 negres peó · c7 negres torre · d7 negres dama · e7 negres cavall · g7 negres peó · a6 blanques peó · b6 negres peó · c6 negres cavall · e6 negres peó · h6 negres peó · b5 blanques alfil · d5 negres peó · e5 blanques peó · f5 negres peó · b4 blanques peó · d4 blanques peó · f4 blanques peó · c3 blanques torre · f3 blanques cavall · c2 blanques torre · g2 blanques peó · h2 blanques peó · c1 blanques dama · g1 blanques rei | b8 negres torre · f8 negres rei · a7 negres peó · c7 negres torre · d7 negres dama · e7 negres cavall · g7 negres peó · a6 blanques peó · b6 negres peó · c6 negres cavall · e6 negres peó · h6 negres peó · b5 blanques alfil · d5 negres peó · e5 blanques peó · f5 negres peó · b4 blanques peó · d4 blanques peó · f4 blanques peó · c3 blanques torre · f3 blanques cavall · c2 blanques torre · g2 blanques peó · h2 blanques peó · c1 blanques dama · g1 blanques rei | b8 negres torre · f8 negres rei · a7 negres peó · c7 negres torre · d7 negres dama · e7 negres cavall · g7 negres peó · a6 blanques peó · b6 negres peó · c6 negres cavall · e6 negres peó · h6 negres peó · b5 blanques alfil · d5 negres peó · e5 blanques peó · f5 negres peó · b4 blanques peó · d4 blanques peó · f4 blanques peó · c3 blanques torre · f3 blanques cavall · c2 blanques torre · g2 blanques peó · h2 blanques peó · c1 blanques dama · g1 blanques rei | b8 negres torre · f8 negres rei · a7 negres peó · c7 negres torre · d7 negres dama · e7 negres cavall · g7 negres peó · a6 blanques peó · b6 negres peó · c6 negres cavall · e6 negres peó · h6 negres peó · b5 blanques alfil · d5 negres peó · e5 blanques peó · f5 negres peó · b4 blanques peó · d4 blanques peó · f4 blanques peó · c3 blanques torre · f3 blanques cavall · c2 blanques torre · g2 blanques peó · h2 blanques peó · c1 blanques dama · g1 blanques rei | b8 negres torre · f8 negres rei · a7 negres peó · c7 negres torre · d7 negres dama · e7 negres cavall · g7 negres peó · a6 blanques peó · b6 negres peó · c6 negres cavall · e6 negres peó · h6 negres peó · b5 blanques alfil · d5 negres peó · e5 blanques peó · f5 negres peó · b4 blanques peó · d4 blanques peó · f4 blanques peó · c3 blanques torre · f3 blanques cavall · c2 blanques torre · g2 blanques peó · h2 blanques peó · c1 blanques dama · g1 blanques rei | 5 |
| 4 | b8 negres torre · f8 negres rei · a7 negres peó · c7 negres torre · d7 negres dama · e7 negres cavall · g7 negres peó · a6 blanques peó · b6 negres peó · c6 negres cavall · e6 negres peó · h6 negres peó · b5 blanques alfil · d5 negres peó · e5 blanques peó · f5 negres peó · b4 blanques peó · d4 blanques peó · f4 blanques peó · c3 blanques torre · f3 blanques cavall · c2 blanques torre · g2 blanques peó · h2 blanques peó · c1 blanques dama · g1 blanques rei | b8 negres torre · f8 negres rei · a7 negres peó · c7 negres torre · d7 negres dama · e7 negres cavall · g7 negres peó · a6 blanques peó · b6 negres peó · c6 negres cavall · e6 negres peó · h6 negres peó · b5 blanques alfil · d5 negres peó · e5 blanques peó · f5 negres peó · b4 blanques peó · d4 blanques peó · f4 blanques peó · c3 blanques torre · f3 blanques cavall · c2 blanques torre · g2 blanques peó · h2 blanques peó · c1 blanques dama · g1 blanques rei | b8 negres torre · f8 negres rei · a7 negres peó · c7 negres torre · d7 negres dama · e7 negres cavall · g7 negres peó · a6 blanques peó · b6 negres peó · c6 negres cavall · e6 negres peó · h6 negres peó · b5 blanques alfil · d5 negres peó · e5 blanques peó · f5 negres peó · b4 blanques peó · d4 blanques peó · f4 blanques peó · c3 blanques torre · f3 blanques cavall · c2 blanques torre · g2 blanques peó · h2 blanques peó · c1 blanques dama · g1 blanques rei | b8 negres torre · f8 negres rei · a7 negres peó · c7 negres torre · d7 negres dama · e7 negres cavall · g7 negres peó · a6 blanques peó · b6 negres peó · c6 negres cavall · e6 negres peó · h6 negres peó · b5 blanques alfil · d5 negres peó · e5 blanques peó · f5 negres peó · b4 blanques peó · d4 blanques peó · f4 blanques peó · c3 blanques torre · f3 blanques cavall · c2 blanques torre · g2 blanques peó · h2 blanques peó · c1 blanques dama · g1 blanques rei | b8 negres torre · f8 negres rei · a7 negres peó · c7 negres torre · d7 negres dama · e7 negres cavall · g7 negres peó · a6 blanques peó · b6 negres peó · c6 negres cavall · e6 negres peó · h6 negres peó · b5 blanques alfil · d5 negres peó · e5 blanques peó · f5 negres peó · b4 blanques peó · d4 blanques peó · f4 blanques peó · c3 blanques torre · f3 blanques cavall · c2 blanques torre · g2 blanques peó · h2 blanques peó · c1 blanques dama · g1 blanques rei | b8 negres torre · f8 negres rei · a7 negres peó · c7 negres torre · d7 negres dama · e7 negres cavall · g7 negres peó · a6 blanques peó · b6 negres peó · c6 negres cavall · e6 negres peó · h6 negres peó · b5 blanques alfil · d5 negres peó · e5 blanques peó · f5 negres peó · b4 blanques peó · d4 blanques peó · f4 blanques peó · c3 blanques torre · f3 blanques cavall · c2 blanques torre · g2 blanques peó · h2 blanques peó · c1 blanques dama · g1 blanques rei | b8 negres torre · f8 negres rei · a7 negres peó · c7 negres torre · d7 negres dama · e7 negres cavall · g7 negres peó · a6 blanques peó · b6 negres peó · c6 negres cavall · e6 negres peó · h6 negres peó · b5 blanques alfil · d5 negres peó · e5 blanques peó · f5 negres peó · b4 blanques peó · d4 blanques peó · f4 blanques peó · c3 blanques torre · f3 blanques cavall · c2 blanques torre · g2 blanques peó · h2 blanques peó · c1 blanques dama · g1 blanques rei | b8 negres torre · f8 negres rei · a7 negres peó · c7 negres torre · d7 negres dama · e7 negres cavall · g7 negres peó · a6 blanques peó · b6 negres peó · c6 negres cavall · e6 negres peó · h6 negres peó · b5 blanques alfil · d5 negres peó · e5 blanques peó · f5 negres peó · b4 blanques peó · d4 blanques peó · f4 blanques peó · c3 blanques torre · f3 blanques cavall · c2 blanques torre · g2 blanques peó · h2 blanques peó · c1 blanques dama · g1 blanques rei | 4 |
| 3 | b8 negres torre · f8 negres rei · a7 negres peó · c7 negres torre · d7 negres dama · e7 negres cavall · g7 negres peó · a6 blanques peó · b6 negres peó · c6 negres cavall · e6 negres peó · h6 negres peó · b5 blanques alfil · d5 negres peó · e5 blanques peó · f5 negres peó · b4 blanques peó · d4 blanques peó · f4 blanques peó · c3 blanques torre · f3 blanques cavall · c2 blanques torre · g2 blanques peó · h2 blanques peó · c1 blanques dama · g1 blanques rei | b8 negres torre · f8 negres rei · a7 negres peó · c7 negres torre · d7 negres dama · e7 negres cavall · g7 negres peó · a6 blanques peó · b6 negres peó · c6 negres cavall · e6 negres peó · h6 negres peó · b5 blanques alfil · d5 negres peó · e5 blanques peó · f5 negres peó · b4 blanques peó · d4 blanques peó · f4 blanques peó · c3 blanques torre · f3 blanques cavall · c2 blanques torre · g2 blanques peó · h2 blanques peó · c1 blanques dama · g1 blanques rei | b8 negres torre · f8 negres rei · a7 negres peó · c7 negres torre · d7 negres dama · e7 negres cavall · g7 negres peó · a6 blanques peó · b6 negres peó · c6 negres cavall · e6 negres peó · h6 negres peó · b5 blanques alfil · d5 negres peó · e5 blanques peó · f5 negres peó · b4 blanques peó · d4 blanques peó · f4 blanques peó · c3 blanques torre · f3 blanques cavall · c2 blanques torre · g2 blanques peó · h2 blanques peó · c1 blanques dama · g1 blanques rei | b8 negres torre · f8 negres rei · a7 negres peó · c7 negres torre · d7 negres dama · e7 negres cavall · g7 negres peó · a6 blanques peó · b6 negres peó · c6 negres cavall · e6 negres peó · h6 negres peó · b5 blanques alfil · d5 negres peó · e5 blanques peó · f5 negres peó · b4 blanques peó · d4 blanques peó · f4 blanques peó · c3 blanques torre · f3 blanques cavall · c2 blanques torre · g2 blanques peó · h2 blanques peó · c1 blanques dama · g1 blanques rei | b8 negres torre · f8 negres rei · a7 negres peó · c7 negres torre · d7 negres dama · e7 negres cavall · g7 negres peó · a6 blanques peó · b6 negres peó · c6 negres cavall · e6 negres peó · h6 negres peó · b5 blanques alfil · d5 negres peó · e5 blanques peó · f5 negres peó · b4 blanques peó · d4 blanques peó · f4 blanques peó · c3 blanques torre · f3 blanques cavall · c2 blanques torre · g2 blanques peó · h2 blanques peó · c1 blanques dama · g1 blanques rei | b8 negres torre · f8 negres rei · a7 negres peó · c7 negres torre · d7 negres dama · e7 negres cavall · g7 negres peó · a6 blanques peó · b6 negres peó · c6 negres cavall · e6 negres peó · h6 negres peó · b5 blanques alfil · d5 negres peó · e5 blanques peó · f5 negres peó · b4 blanques peó · d4 blanques peó · f4 blanques peó · c3 blanques torre · f3 blanques cavall · c2 blanques torre · g2 blanques peó · h2 blanques peó · c1 blanques dama · g1 blanques rei | b8 negres torre · f8 negres rei · a7 negres peó · c7 negres torre · d7 negres dama · e7 negres cavall · g7 negres peó · a6 blanques peó · b6 negres peó · c6 negres cavall · e6 negres peó · h6 negres peó · b5 blanques alfil · d5 negres peó · e5 blanques peó · f5 negres peó · b4 blanques peó · d4 blanques peó · f4 blanques peó · c3 blanques torre · f3 blanques cavall · c2 blanques torre · g2 blanques peó · h2 blanques peó · c1 blanques dama · g1 blanques rei | b8 negres torre · f8 negres rei · a7 negres peó · c7 negres torre · d7 negres dama · e7 negres cavall · g7 negres peó · a6 blanques peó · b6 negres peó · c6 negres cavall · e6 negres peó · h6 negres peó · b5 blanques alfil · d5 negres peó · e5 blanques peó · f5 negres peó · b4 blanques peó · d4 blanques peó · f4 blanques peó · c3 blanques torre · f3 blanques cavall · c2 blanques torre · g2 blanques peó · h2 blanques peó · c1 blanques dama · g1 blanques rei | 3 |
| 2 | b8 negres torre · f8 negres rei · a7 negres peó · c7 negres torre · d7 negres dama · e7 negres cavall · g7 negres peó · a6 blanques peó · b6 negres peó · c6 negres cavall · e6 negres peó · h6 negres peó · b5 blanques alfil · d5 negres peó · e5 blanques peó · f5 negres peó · b4 blanques peó · d4 blanques peó · f4 blanques peó · c3 blanques torre · f3 blanques cavall · c2 blanques torre · g2 blanques peó · h2 blanques peó · c1 blanques dama · g1 blanques rei | b8 negres torre · f8 negres rei · a7 negres peó · c7 negres torre · d7 negres dama · e7 negres cavall · g7 negres peó · a6 blanques peó · b6 negres peó · c6 negres cavall · e6 negres peó · h6 negres peó · b5 blanques alfil · d5 negres peó · e5 blanques peó · f5 negres peó · b4 blanques peó · d4 blanques peó · f4 blanques peó · c3 blanques torre · f3 blanques cavall · c2 blanques torre · g2 blanques peó · h2 blanques peó · c1 blanques dama · g1 blanques rei | b8 negres torre · f8 negres rei · a7 negres peó · c7 negres torre · d7 negres dama · e7 negres cavall · g7 negres peó · a6 blanques peó · b6 negres peó · c6 negres cavall · e6 negres peó · h6 negres peó · b5 blanques alfil · d5 negres peó · e5 blanques peó · f5 negres peó · b4 blanques peó · d4 blanques peó · f4 blanques peó · c3 blanques torre · f3 blanques cavall · c2 blanques torre · g2 blanques peó · h2 blanques peó · c1 blanques dama · g1 blanques rei | b8 negres torre · f8 negres rei · a7 negres peó · c7 negres torre · d7 negres dama · e7 negres cavall · g7 negres peó · a6 blanques peó · b6 negres peó · c6 negres cavall · e6 negres peó · h6 negres peó · b5 blanques alfil · d5 negres peó · e5 blanques peó · f5 negres peó · b4 blanques peó · d4 blanques peó · f4 blanques peó · c3 blanques torre · f3 blanques cavall · c2 blanques torre · g2 blanques peó · h2 blanques peó · c1 blanques dama · g1 blanques rei | b8 negres torre · f8 negres rei · a7 negres peó · c7 negres torre · d7 negres dama · e7 negres cavall · g7 negres peó · a6 blanques peó · b6 negres peó · c6 negres cavall · e6 negres peó · h6 negres peó · b5 blanques alfil · d5 negres peó · e5 blanques peó · f5 negres peó · b4 blanques peó · d4 blanques peó · f4 blanques peó · c3 blanques torre · f3 blanques cavall · c2 blanques torre · g2 blanques peó · h2 blanques peó · c1 blanques dama · g1 blanques rei | b8 negres torre · f8 negres rei · a7 negres peó · c7 negres torre · d7 negres dama · e7 negres cavall · g7 negres peó · a6 blanques peó · b6 negres peó · c6 negres cavall · e6 negres peó · h6 negres peó · b5 blanques alfil · d5 negres peó · e5 blanques peó · f5 negres peó · b4 blanques peó · d4 blanques peó · f4 blanques peó · c3 blanques torre · f3 blanques cavall · c2 blanques torre · g2 blanques peó · h2 blanques peó · c1 blanques dama · g1 blanques rei | b8 negres torre · f8 negres rei · a7 negres peó · c7 negres torre · d7 negres dama · e7 negres cavall · g7 negres peó · a6 blanques peó · b6 negres peó · c6 negres cavall · e6 negres peó · h6 negres peó · b5 blanques alfil · d5 negres peó · e5 blanques peó · f5 negres peó · b4 blanques peó · d4 blanques peó · f4 blanques peó · c3 blanques torre · f3 blanques cavall · c2 blanques torre · g2 blanques peó · h2 blanques peó · c1 blanques dama · g1 blanques rei | b8 negres torre · f8 negres rei · a7 negres peó · c7 negres torre · d7 negres dama · e7 negres cavall · g7 negres peó · a6 blanques peó · b6 negres peó · c6 negres cavall · e6 negres peó · h6 negres peó · b5 blanques alfil · d5 negres peó · e5 blanques peó · f5 negres peó · b4 blanques peó · d4 blanques peó · f4 blanques peó · c3 blanques torre · f3 blanques cavall · c2 blanques torre · g2 blanques peó · h2 blanques peó · c1 blanques dama · g1 blanques rei | 2 |
| 1 | b8 negres torre · f8 negres rei · a7 negres peó · c7 negres torre · d7 negres dama · e7 negres cavall · g7 negres peó · a6 blanques peó · b6 negres peó · c6 negres cavall · e6 negres peó · h6 negres peó · b5 blanques alfil · d5 negres peó · e5 blanques peó · f5 negres peó · b4 blanques peó · d4 blanques peó · f4 blanques peó · c3 blanques torre · f3 blanques cavall · c2 blanques torre · g2 blanques peó · h2 blanques peó · c1 blanques dama · g1 blanques rei | b8 negres torre · f8 negres rei · a7 negres peó · c7 negres torre · d7 negres dama · e7 negres cavall · g7 negres peó · a6 blanques peó · b6 negres peó · c6 negres cavall · e6 negres peó · h6 negres peó · b5 blanques alfil · d5 negres peó · e5 blanques peó · f5 negres peó · b4 blanques peó · d4 blanques peó · f4 blanques peó · c3 blanques torre · f3 blanques cavall · c2 blanques torre · g2 blanques peó · h2 blanques peó · c1 blanques dama · g1 blanques rei | b8 negres torre · f8 negres rei · a7 negres peó · c7 negres torre · d7 negres dama · e7 negres cavall · g7 negres peó · a6 blanques peó · b6 negres peó · c6 negres cavall · e6 negres peó · h6 negres peó · b5 blanques alfil · d5 negres peó · e5 blanques peó · f5 negres peó · b4 blanques peó · d4 blanques peó · f4 blanques peó · c3 blanques torre · f3 blanques cavall · c2 blanques torre · g2 blanques peó · h2 blanques peó · c1 blanques dama · g1 blanques rei | b8 negres torre · f8 negres rei · a7 negres peó · c7 negres torre · d7 negres dama · e7 negres cavall · g7 negres peó · a6 blanques peó · b6 negres peó · c6 negres cavall · e6 negres peó · h6 negres peó · b5 blanques alfil · d5 negres peó · e5 blanques peó · f5 negres peó · b4 blanques peó · d4 blanques peó · f4 blanques peó · c3 blanques torre · f3 blanques cavall · c2 blanques torre · g2 blanques peó · h2 blanques peó · c1 blanques dama · g1 blanques rei | b8 negres torre · f8 negres rei · a7 negres peó · c7 negres torre · d7 negres dama · e7 negres cavall · g7 negres peó · a6 blanques peó · b6 negres peó · c6 negres cavall · e6 negres peó · h6 negres peó · b5 blanques alfil · d5 negres peó · e5 blanques peó · f5 negres peó · b4 blanques peó · d4 blanques peó · f4 blanques peó · c3 blanques torre · f3 blanques cavall · c2 blanques torre · g2 blanques peó · h2 blanques peó · c1 blanques dama · g1 blanques rei | b8 negres torre · f8 negres rei · a7 negres peó · c7 negres torre · d7 negres dama · e7 negres cavall · g7 negres peó · a6 blanques peó · b6 negres peó · c6 negres cavall · e6 negres peó · h6 negres peó · b5 blanques alfil · d5 negres peó · e5 blanques peó · f5 negres peó · b4 blanques peó · d4 blanques peó · f4 blanques peó · c3 blanques torre · f3 blanques cavall · c2 blanques torre · g2 blanques peó · h2 blanques peó · c1 blanques dama · g1 blanques rei | b8 negres torre · f8 negres rei · a7 negres peó · c7 negres torre · d7 negres dama · e7 negres cavall · g7 negres peó · a6 blanques peó · b6 negres peó · c6 negres cavall · e6 negres peó · h6 negres peó · b5 blanques alfil · d5 negres peó · e5 blanques peó · f5 negres peó · b4 blanques peó · d4 blanques peó · f4 blanques peó · c3 blanques torre · f3 blanques cavall · c2 blanques torre · g2 blanques peó · h2 blanques peó · c1 blanques dama · g1 blanques rei | b8 negres torre · f8 negres rei · a7 negres peó · c7 negres torre · d7 negres dama · e7 negres cavall · g7 negres peó · a6 blanques peó · b6 negres peó · c6 negres cavall · e6 negres peó · h6 negres peó · b5 blanques alfil · d5 negres peó · e5 blanques peó · f5 negres peó · b4 blanques peó · d4 blanques peó · f4 blanques peó · c3 blanques torre · f3 blanques cavall · c2 blanques torre · g2 blanques peó · h2 blanques peó · c1 blanques dama · g1 blanques rei | 1 |
|   | a | b | c | d | e | f | g | h |   |

Formació en la qual la dama se situa darrere dues torres, triplicades' en la mateixa columna.

### Canvi
La captura d'un parell de peces, una de blanca i una de negra, normalment del mateix tipus (per exemple, torre per torre, cavall per cavall, etc...); també es pot canviar un alfil per un cavall o viceversa (dues peces que són considerades més o menys iguals en valor).

### Canvi massiu
Vegeu simplificació.

### Captura
Treure una peça o peó de l'adversari del tauler, tot prenent-la amb una peça o peó propis. Excepte en el cas de la captura al pas, la peça o peó atacants passen a ocupar la mateixa casella que la peça o peó capturats.

### Casella clau
1. Una casella important.
2. En finals, (també citada com a "casella crítica"), una casella l'ocupació de la qual per part del rei d'un bàndol, garanteix l'assoliment d'un objectiu, com ara la promoció d'un peó, o el guany d'un peó.

### Casella d'escapament
Una casella a la qual pot moure's una peça, i que li permet d'escapar a un atac. Vegeu també aire.

### Casella feble
Una casella que no pot ser defensada fàcilment de l'atac de l'oponent. Sovint una casella feble no es pot defensar amb peons (és un hole) i pot ser teòricament ocupada per una peça. El canvi o pèrdua d'un alfil pot afeblir totes les caselles del seu color, cosa que deriva en una debilitat del "complex de caselles" ja siguin les clares o les fosques.

### Casella forta
Una casella forta (en anglès: outpost), és una casella protegida per un peó i que és al camp enemic, o a prop. Les caselles fortes són posicions des de les quals començar un ataca favorablement, en particular, fent servir un cavall.

### Caselles blanques
També anomenades "caselles clares": Les 32 caselles clares de l'escaquer, com h1 i a8. El tauler d'escacs s'ha de situar sempre de la mateixa manera, així que sempre hi ha una casella blanca a la cantonada de baix a la dreta de cadascun dels jugadors.

### Caselles conjugades
Caselles en què es produeix un mutu Zugzwang, tingudes en compte principalment en finals de rei i peons.

### Caselles negres
Les 32 caselles fosques de l'escaquer, com a1 i h8. El tauler d'escacs s'ha de situar sempre de la mateixa manera, així que sempre hi ha una casella negra a la cantonada de baix a l'esquerra de cadascun dels jugadors.

### Categoria d'un torneig
La categoria d'un torneig és la mesura de la seva força; està basada en el nivell de rànquing FIDE dels participants. La categoria es calcula arrodinint el nombre que resulta de l'operació (Elo − 2250)/25. Així, cada categoria cobreix un marge de 25 punts de mitjana d'Elo dels participants, començant a la categoria 1 que comprèn ratings de 2251 a 2275. Un torneig de categoria 18 tindria una mitjana d'Elo d'entre 2676 i 2700.

### Cavall
vegeu cavall

### Clàssica
Un sistema d'obertura l'objectiu del qual és formar un centre de peons. Vegeu també hipermoderna.

### Clavada
Fenomen que es produeix quan una peça no es pot moure, perquè fer-ho significaria exposar una peça més valuosa, normalment el rei o la dama, a l'atac d'una peça enemiga. La clavada contra el rei s'anomena absoluta perquè moure la peça clavada seria il·legal.

### Clavada absoluta
Una clavada contra el rei. S'anomena absoluta perquè la peça clavada no pot moure's (seria il·legal) sense exposar el rei a un escac. Vegeu clavada relativa.

### Clavada relativa
Una clavada, quan és legal moure la peça clavada. Vegeu clavada absoluta.

### Centralització
Moure una peça o peces cap al centre del tauler. En general, les peces estan millor situades al centre, o prop del centre, que a les bandes del tauler, perquè controlen un nombre més gran de caselles, i perquè es poden desplaçar més ràpidament a qualsevol dels dos flancs en cas necessari. Degut a la seva limitada mobilitat, els cavalls són especialment beneficiats de la centralització. En anglès hi ha diversos aforismes relatius al principi de la centralització dels cavalls, com ara A knight on the rim is dim (un cavall a la vora del tauler és feble) (o grim (trist) en lloc de dim) i també A knight on the side cannot abide (un cavall no pot suportar ser a la vora del tauler). Vegeu també peça centralitzada

### Centre
|   | a | b | c | d | e | f | g | h |   |
| 8 | a8 negres torre · b8 negres cavall · c8 negres alfil · d8 negres dama · e8 negres rei · f8 negres alfil · g8 negres cavall · h8 negres torre · a7 negres peó · b7 negres peó · c7 negres peó · d7 negres peó · e7 negres peó · f7 negres peó · g7 negres peó · h7 negres peó · d5 black cross · e5 black cross · d4 black cross · e4 black cross · a2 blanques peó · b2 blanques peó · c2 blanques peó · d2 blanques peó · e2 blanques peó · f2 blanques peó · g2 blanques peó · h2 blanques peó · a1 blanques torre · b1 blanques cavall · c1 blanques alfil · d1 blanques dama · e1 blanques rei · f1 blanques alfil · g1 blanques cavall · h1 blanques torre | a8 negres torre · b8 negres cavall · c8 negres alfil · d8 negres dama · e8 negres rei · f8 negres alfil · g8 negres cavall · h8 negres torre · a7 negres peó · b7 negres peó · c7 negres peó · d7 negres peó · e7 negres peó · f7 negres peó · g7 negres peó · h7 negres peó · d5 black cross · e5 black cross · d4 black cross · e4 black cross · a2 blanques peó · b2 blanques peó · c2 blanques peó · d2 blanques peó · e2 blanques peó · f2 blanques peó · g2 blanques peó · h2 blanques peó · a1 blanques torre · b1 blanques cavall · c1 blanques alfil · d1 blanques dama · e1 blanques rei · f1 blanques alfil · g1 blanques cavall · h1 blanques torre | a8 negres torre · b8 negres cavall · c8 negres alfil · d8 negres dama · e8 negres rei · f8 negres alfil · g8 negres cavall · h8 negres torre · a7 negres peó · b7 negres peó · c7 negres peó · d7 negres peó · e7 negres peó · f7 negres peó · g7 negres peó · h7 negres peó · d5 black cross · e5 black cross · d4 black cross · e4 black cross · a2 blanques peó · b2 blanques peó · c2 blanques peó · d2 blanques peó · e2 blanques peó · f2 blanques peó · g2 blanques peó · h2 blanques peó · a1 blanques torre · b1 blanques cavall · c1 blanques alfil · d1 blanques dama · e1 blanques rei · f1 blanques alfil · g1 blanques cavall · h1 blanques torre | a8 negres torre · b8 negres cavall · c8 negres alfil · d8 negres dama · e8 negres rei · f8 negres alfil · g8 negres cavall · h8 negres torre · a7 negres peó · b7 negres peó · c7 negres peó · d7 negres peó · e7 negres peó · f7 negres peó · g7 negres peó · h7 negres peó · d5 black cross · e5 black cross · d4 black cross · e4 black cross · a2 blanques peó · b2 blanques peó · c2 blanques peó · d2 blanques peó · e2 blanques peó · f2 blanques peó · g2 blanques peó · h2 blanques peó · a1 blanques torre · b1 blanques cavall · c1 blanques alfil · d1 blanques dama · e1 blanques rei · f1 blanques alfil · g1 blanques cavall · h1 blanques torre | a8 negres torre · b8 negres cavall · c8 negres alfil · d8 negres dama · e8 negres rei · f8 negres alfil · g8 negres cavall · h8 negres torre · a7 negres peó · b7 negres peó · c7 negres peó · d7 negres peó · e7 negres peó · f7 negres peó · g7 negres peó · h7 negres peó · d5 black cross · e5 black cross · d4 black cross · e4 black cross · a2 blanques peó · b2 blanques peó · c2 blanques peó · d2 blanques peó · e2 blanques peó · f2 blanques peó · g2 blanques peó · h2 blanques peó · a1 blanques torre · b1 blanques cavall · c1 blanques alfil · d1 blanques dama · e1 blanques rei · f1 blanques alfil · g1 blanques cavall · h1 blanques torre | a8 negres torre · b8 negres cavall · c8 negres alfil · d8 negres dama · e8 negres rei · f8 negres alfil · g8 negres cavall · h8 negres torre · a7 negres peó · b7 negres peó · c7 negres peó · d7 negres peó · e7 negres peó · f7 negres peó · g7 negres peó · h7 negres peó · d5 black cross · e5 black cross · d4 black cross · e4 black cross · a2 blanques peó · b2 blanques peó · c2 blanques peó · d2 blanques peó · e2 blanques peó · f2 blanques peó · g2 blanques peó · h2 blanques peó · a1 blanques torre · b1 blanques cavall · c1 blanques alfil · d1 blanques dama · e1 blanques rei · f1 blanques alfil · g1 blanques cavall · h1 blanques torre | a8 negres torre · b8 negres cavall · c8 negres alfil · d8 negres dama · e8 negres rei · f8 negres alfil · g8 negres cavall · h8 negres torre · a7 negres peó · b7 negres peó · c7 negres peó · d7 negres peó · e7 negres peó · f7 negres peó · g7 negres peó · h7 negres peó · d5 black cross · e5 black cross · d4 black cross · e4 black cross · a2 blanques peó · b2 blanques peó · c2 blanques peó · d2 blanques peó · e2 blanques peó · f2 blanques peó · g2 blanques peó · h2 blanques peó · a1 blanques torre · b1 blanques cavall · c1 blanques alfil · d1 blanques dama · e1 blanques rei · f1 blanques alfil · g1 blanques cavall · h1 blanques torre | a8 negres torre · b8 negres cavall · c8 negres alfil · d8 negres dama · e8 negres rei · f8 negres alfil · g8 negres cavall · h8 negres torre · a7 negres peó · b7 negres peó · c7 negres peó · d7 negres peó · e7 negres peó · f7 negres peó · g7 negres peó · h7 negres peó · d5 black cross · e5 black cross · d4 black cross · e4 black cross · a2 blanques peó · b2 blanques peó · c2 blanques peó · d2 blanques peó · e2 blanques peó · f2 blanques peó · g2 blanques peó · h2 blanques peó · a1 blanques torre · b1 blanques cavall · c1 blanques alfil · d1 blanques dama · e1 blanques rei · f1 blanques alfil · g1 blanques cavall · h1 blanques torre | 8 |
| 7 | a8 negres torre · b8 negres cavall · c8 negres alfil · d8 negres dama · e8 negres rei · f8 negres alfil · g8 negres cavall · h8 negres torre · a7 negres peó · b7 negres peó · c7 negres peó · d7 negres peó · e7 negres peó · f7 negres peó · g7 negres peó · h7 negres peó · d5 black cross · e5 black cross · d4 black cross · e4 black cross · a2 blanques peó · b2 blanques peó · c2 blanques peó · d2 blanques peó · e2 blanques peó · f2 blanques peó · g2 blanques peó · h2 blanques peó · a1 blanques torre · b1 blanques cavall · c1 blanques alfil · d1 blanques dama · e1 blanques rei · f1 blanques alfil · g1 blanques cavall · h1 blanques torre | a8 negres torre · b8 negres cavall · c8 negres alfil · d8 negres dama · e8 negres rei · f8 negres alfil · g8 negres cavall · h8 negres torre · a7 negres peó · b7 negres peó · c7 negres peó · d7 negres peó · e7 negres peó · f7 negres peó · g7 negres peó · h7 negres peó · d5 black cross · e5 black cross · d4 black cross · e4 black cross · a2 blanques peó · b2 blanques peó · c2 blanques peó · d2 blanques peó · e2 blanques peó · f2 blanques peó · g2 blanques peó · h2 blanques peó · a1 blanques torre · b1 blanques cavall · c1 blanques alfil · d1 blanques dama · e1 blanques rei · f1 blanques alfil · g1 blanques cavall · h1 blanques torre | a8 negres torre · b8 negres cavall · c8 negres alfil · d8 negres dama · e8 negres rei · f8 negres alfil · g8 negres cavall · h8 negres torre · a7 negres peó · b7 negres peó · c7 negres peó · d7 negres peó · e7 negres peó · f7 negres peó · g7 negres peó · h7 negres peó · d5 black cross · e5 black cross · d4 black cross · e4 black cross · a2 blanques peó · b2 blanques peó · c2 blanques peó · d2 blanques peó · e2 blanques peó · f2 blanques peó · g2 blanques peó · h2 blanques peó · a1 blanques torre · b1 blanques cavall · c1 blanques alfil · d1 blanques dama · e1 blanques rei · f1 blanques alfil · g1 blanques cavall · h1 blanques torre | a8 negres torre · b8 negres cavall · c8 negres alfil · d8 negres dama · e8 negres rei · f8 negres alfil · g8 negres cavall · h8 negres torre · a7 negres peó · b7 negres peó · c7 negres peó · d7 negres peó · e7 negres peó · f7 negres peó · g7 negres peó · h7 negres peó · d5 black cross · e5 black cross · d4 black cross · e4 black cross · a2 blanques peó · b2 blanques peó · c2 blanques peó · d2 blanques peó · e2 blanques peó · f2 blanques peó · g2 blanques peó · h2 blanques peó · a1 blanques torre · b1 blanques cavall · c1 blanques alfil · d1 blanques dama · e1 blanques rei · f1 blanques alfil · g1 blanques cavall · h1 blanques torre | a8 negres torre · b8 negres cavall · c8 negres alfil · d8 negres dama · e8 negres rei · f8 negres alfil · g8 negres cavall · h8 negres torre · a7 negres peó · b7 negres peó · c7 negres peó · d7 negres peó · e7 negres peó · f7 negres peó · g7 negres peó · h7 negres peó · d5 black cross · e5 black cross · d4 black cross · e4 black cross · a2 blanques peó · b2 blanques peó · c2 blanques peó · d2 blanques peó · e2 blanques peó · f2 blanques peó · g2 blanques peó · h2 blanques peó · a1 blanques torre · b1 blanques cavall · c1 blanques alfil · d1 blanques dama · e1 blanques rei · f1 blanques alfil · g1 blanques cavall · h1 blanques torre | a8 negres torre · b8 negres cavall · c8 negres alfil · d8 negres dama · e8 negres rei · f8 negres alfil · g8 negres cavall · h8 negres torre · a7 negres peó · b7 negres peó · c7 negres peó · d7 negres peó · e7 negres peó · f7 negres peó · g7 negres peó · h7 negres peó · d5 black cross · e5 black cross · d4 black cross · e4 black cross · a2 blanques peó · b2 blanques peó · c2 blanques peó · d2 blanques peó · e2 blanques peó · f2 blanques peó · g2 blanques peó · h2 blanques peó · a1 blanques torre · b1 blanques cavall · c1 blanques alfil · d1 blanques dama · e1 blanques rei · f1 blanques alfil · g1 blanques cavall · h1 blanques torre | a8 negres torre · b8 negres cavall · c8 negres alfil · d8 negres dama · e8 negres rei · f8 negres alfil · g8 negres cavall · h8 negres torre · a7 negres peó · b7 negres peó · c7 negres peó · d7 negres peó · e7 negres peó · f7 negres peó · g7 negres peó · h7 negres peó · d5 black cross · e5 black cross · d4 black cross · e4 black cross · a2 blanques peó · b2 blanques peó · c2 blanques peó · d2 blanques peó · e2 blanques peó · f2 blanques peó · g2 blanques peó · h2 blanques peó · a1 blanques torre · b1 blanques cavall · c1 blanques alfil · d1 blanques dama · e1 blanques rei · f1 blanques alfil · g1 blanques cavall · h1 blanques torre | a8 negres torre · b8 negres cavall · c8 negres alfil · d8 negres dama · e8 negres rei · f8 negres alfil · g8 negres cavall · h8 negres torre · a7 negres peó · b7 negres peó · c7 negres peó · d7 negres peó · e7 negres peó · f7 negres peó · g7 negres peó · h7 negres peó · d5 black cross · e5 black cross · d4 black cross · e4 black cross · a2 blanques peó · b2 blanques peó · c2 blanques peó · d2 blanques peó · e2 blanques peó · f2 blanques peó · g2 blanques peó · h2 blanques peó · a1 blanques torre · b1 blanques cavall · c1 blanques alfil · d1 blanques dama · e1 blanques rei · f1 blanques alfil · g1 blanques cavall · h1 blanques torre | 7 |
| 6 | a8 negres torre · b8 negres cavall · c8 negres alfil · d8 negres dama · e8 negres rei · f8 negres alfil · g8 negres cavall · h8 negres torre · a7 negres peó · b7 negres peó · c7 negres peó · d7 negres peó · e7 negres peó · f7 negres peó · g7 negres peó · h7 negres peó · d5 black cross · e5 black cross · d4 black cross · e4 black cross · a2 blanques peó · b2 blanques peó · c2 blanques peó · d2 blanques peó · e2 blanques peó · f2 blanques peó · g2 blanques peó · h2 blanques peó · a1 blanques torre · b1 blanques cavall · c1 blanques alfil · d1 blanques dama · e1 blanques rei · f1 blanques alfil · g1 blanques cavall · h1 blanques torre | a8 negres torre · b8 negres cavall · c8 negres alfil · d8 negres dama · e8 negres rei · f8 negres alfil · g8 negres cavall · h8 negres torre · a7 negres peó · b7 negres peó · c7 negres peó · d7 negres peó · e7 negres peó · f7 negres peó · g7 negres peó · h7 negres peó · d5 black cross · e5 black cross · d4 black cross · e4 black cross · a2 blanques peó · b2 blanques peó · c2 blanques peó · d2 blanques peó · e2 blanques peó · f2 blanques peó · g2 blanques peó · h2 blanques peó · a1 blanques torre · b1 blanques cavall · c1 blanques alfil · d1 blanques dama · e1 blanques rei · f1 blanques alfil · g1 blanques cavall · h1 blanques torre | a8 negres torre · b8 negres cavall · c8 negres alfil · d8 negres dama · e8 negres rei · f8 negres alfil · g8 negres cavall · h8 negres torre · a7 negres peó · b7 negres peó · c7 negres peó · d7 negres peó · e7 negres peó · f7 negres peó · g7 negres peó · h7 negres peó · d5 black cross · e5 black cross · d4 black cross · e4 black cross · a2 blanques peó · b2 blanques peó · c2 blanques peó · d2 blanques peó · e2 blanques peó · f2 blanques peó · g2 blanques peó · h2 blanques peó · a1 blanques torre · b1 blanques cavall · c1 blanques alfil · d1 blanques dama · e1 blanques rei · f1 blanques alfil · g1 blanques cavall · h1 blanques torre | a8 negres torre · b8 negres cavall · c8 negres alfil · d8 negres dama · e8 negres rei · f8 negres alfil · g8 negres cavall · h8 negres torre · a7 negres peó · b7 negres peó · c7 negres peó · d7 negres peó · e7 negres peó · f7 negres peó · g7 negres peó · h7 negres peó · d5 black cross · e5 black cross · d4 black cross · e4 black cross · a2 blanques peó · b2 blanques peó · c2 blanques peó · d2 blanques peó · e2 blanques peó · f2 blanques peó · g2 blanques peó · h2 blanques peó · a1 blanques torre · b1 blanques cavall · c1 blanques alfil · d1 blanques dama · e1 blanques rei · f1 blanques alfil · g1 blanques cavall · h1 blanques torre | a8 negres torre · b8 negres cavall · c8 negres alfil · d8 negres dama · e8 negres rei · f8 negres alfil · g8 negres cavall · h8 negres torre · a7 negres peó · b7 negres peó · c7 negres peó · d7 negres peó · e7 negres peó · f7 negres peó · g7 negres peó · h7 negres peó · d5 black cross · e5 black cross · d4 black cross · e4 black cross · a2 blanques peó · b2 blanques peó · c2 blanques peó · d2 blanques peó · e2 blanques peó · f2 blanques peó · g2 blanques peó · h2 blanques peó · a1 blanques torre · b1 blanques cavall · c1 blanques alfil · d1 blanques dama · e1 blanques rei · f1 blanques alfil · g1 blanques cavall · h1 blanques torre | a8 negres torre · b8 negres cavall · c8 negres alfil · d8 negres dama · e8 negres rei · f8 negres alfil · g8 negres cavall · h8 negres torre · a7 negres peó · b7 negres peó · c7 negres peó · d7 negres peó · e7 negres peó · f7 negres peó · g7 negres peó · h7 negres peó · d5 black cross · e5 black cross · d4 black cross · e4 black cross · a2 blanques peó · b2 blanques peó · c2 blanques peó · d2 blanques peó · e2 blanques peó · f2 blanques peó · g2 blanques peó · h2 blanques peó · a1 blanques torre · b1 blanques cavall · c1 blanques alfil · d1 blanques dama · e1 blanques rei · f1 blanques alfil · g1 blanques cavall · h1 blanques torre | a8 negres torre · b8 negres cavall · c8 negres alfil · d8 negres dama · e8 negres rei · f8 negres alfil · g8 negres cavall · h8 negres torre · a7 negres peó · b7 negres peó · c7 negres peó · d7 negres peó · e7 negres peó · f7 negres peó · g7 negres peó · h7 negres peó · d5 black cross · e5 black cross · d4 black cross · e4 black cross · a2 blanques peó · b2 blanques peó · c2 blanques peó · d2 blanques peó · e2 blanques peó · f2 blanques peó · g2 blanques peó · h2 blanques peó · a1 blanques torre · b1 blanques cavall · c1 blanques alfil · d1 blanques dama · e1 blanques rei · f1 blanques alfil · g1 blanques cavall · h1 blanques torre | a8 negres torre · b8 negres cavall · c8 negres alfil · d8 negres dama · e8 negres rei · f8 negres alfil · g8 negres cavall · h8 negres torre · a7 negres peó · b7 negres peó · c7 negres peó · d7 negres peó · e7 negres peó · f7 negres peó · g7 negres peó · h7 negres peó · d5 black cross · e5 black cross · d4 black cross · e4 black cross · a2 blanques peó · b2 blanques peó · c2 blanques peó · d2 blanques peó · e2 blanques peó · f2 blanques peó · g2 blanques peó · h2 blanques peó · a1 blanques torre · b1 blanques cavall · c1 blanques alfil · d1 blanques dama · e1 blanques rei · f1 blanques alfil · g1 blanques cavall · h1 blanques torre | 6 |
| 5 | a8 negres torre · b8 negres cavall · c8 negres alfil · d8 negres dama · e8 negres rei · f8 negres alfil · g8 negres cavall · h8 negres torre · a7 negres peó · b7 negres peó · c7 negres peó · d7 negres peó · e7 negres peó · f7 negres peó · g7 negres peó · h7 negres peó · d5 black cross · e5 black cross · d4 black cross · e4 black cross · a2 blanques peó · b2 blanques peó · c2 blanques peó · d2 blanques peó · e2 blanques peó · f2 blanques peó · g2 blanques peó · h2 blanques peó · a1 blanques torre · b1 blanques cavall · c1 blanques alfil · d1 blanques dama · e1 blanques rei · f1 blanques alfil · g1 blanques cavall · h1 blanques torre | a8 negres torre · b8 negres cavall · c8 negres alfil · d8 negres dama · e8 negres rei · f8 negres alfil · g8 negres cavall · h8 negres torre · a7 negres peó · b7 negres peó · c7 negres peó · d7 negres peó · e7 negres peó · f7 negres peó · g7 negres peó · h7 negres peó · d5 black cross · e5 black cross · d4 black cross · e4 black cross · a2 blanques peó · b2 blanques peó · c2 blanques peó · d2 blanques peó · e2 blanques peó · f2 blanques peó · g2 blanques peó · h2 blanques peó · a1 blanques torre · b1 blanques cavall · c1 blanques alfil · d1 blanques dama · e1 blanques rei · f1 blanques alfil · g1 blanques cavall · h1 blanques torre | a8 negres torre · b8 negres cavall · c8 negres alfil · d8 negres dama · e8 negres rei · f8 negres alfil · g8 negres cavall · h8 negres torre · a7 negres peó · b7 negres peó · c7 negres peó · d7 negres peó · e7 negres peó · f7 negres peó · g7 negres peó · h7 negres peó · d5 black cross · e5 black cross · d4 black cross · e4 black cross · a2 blanques peó · b2 blanques peó · c2 blanques peó · d2 blanques peó · e2 blanques peó · f2 blanques peó · g2 blanques peó · h2 blanques peó · a1 blanques torre · b1 blanques cavall · c1 blanques alfil · d1 blanques dama · e1 blanques rei · f1 blanques alfil · g1 blanques cavall · h1 blanques torre | a8 negres torre · b8 negres cavall · c8 negres alfil · d8 negres dama · e8 negres rei · f8 negres alfil · g8 negres cavall · h8 negres torre · a7 negres peó · b7 negres peó · c7 negres peó · d7 negres peó · e7 negres peó · f7 negres peó · g7 negres peó · h7 negres peó · d5 black cross · e5 black cross · d4 black cross · e4 black cross · a2 blanques peó · b2 blanques peó · c2 blanques peó · d2 blanques peó · e2 blanques peó · f2 blanques peó · g2 blanques peó · h2 blanques peó · a1 blanques torre · b1 blanques cavall · c1 blanques alfil · d1 blanques dama · e1 blanques rei · f1 blanques alfil · g1 blanques cavall · h1 blanques torre | a8 negres torre · b8 negres cavall · c8 negres alfil · d8 negres dama · e8 negres rei · f8 negres alfil · g8 negres cavall · h8 negres torre · a7 negres peó · b7 negres peó · c7 negres peó · d7 negres peó · e7 negres peó · f7 negres peó · g7 negres peó · h7 negres peó · d5 black cross · e5 black cross · d4 black cross · e4 black cross · a2 blanques peó · b2 blanques peó · c2 blanques peó · d2 blanques peó · e2 blanques peó · f2 blanques peó · g2 blanques peó · h2 blanques peó · a1 blanques torre · b1 blanques cavall · c1 blanques alfil · d1 blanques dama · e1 blanques rei · f1 blanques alfil · g1 blanques cavall · h1 blanques torre | a8 negres torre · b8 negres cavall · c8 negres alfil · d8 negres dama · e8 negres rei · f8 negres alfil · g8 negres cavall · h8 negres torre · a7 negres peó · b7 negres peó · c7 negres peó · d7 negres peó · e7 negres peó · f7 negres peó · g7 negres peó · h7 negres peó · d5 black cross · e5 black cross · d4 black cross · e4 black cross · a2 blanques peó · b2 blanques peó · c2 blanques peó · d2 blanques peó · e2 blanques peó · f2 blanques peó · g2 blanques peó · h2 blanques peó · a1 blanques torre · b1 blanques cavall · c1 blanques alfil · d1 blanques dama · e1 blanques rei · f1 blanques alfil · g1 blanques cavall · h1 blanques torre | a8 negres torre · b8 negres cavall · c8 negres alfil · d8 negres dama · e8 negres rei · f8 negres alfil · g8 negres cavall · h8 negres torre · a7 negres peó · b7 negres peó · c7 negres peó · d7 negres peó · e7 negres peó · f7 negres peó · g7 negres peó · h7 negres peó · d5 black cross · e5 black cross · d4 black cross · e4 black cross · a2 blanques peó · b2 blanques peó · c2 blanques peó · d2 blanques peó · e2 blanques peó · f2 blanques peó · g2 blanques peó · h2 blanques peó · a1 blanques torre · b1 blanques cavall · c1 blanques alfil · d1 blanques dama · e1 blanques rei · f1 blanques alfil · g1 blanques cavall · h1 blanques torre | a8 negres torre · b8 negres cavall · c8 negres alfil · d8 negres dama · e8 negres rei · f8 negres alfil · g8 negres cavall · h8 negres torre · a7 negres peó · b7 negres peó · c7 negres peó · d7 negres peó · e7 negres peó · f7 negres peó · g7 negres peó · h7 negres peó · d5 black cross · e5 black cross · d4 black cross · e4 black cross · a2 blanques peó · b2 blanques peó · c2 blanques peó · d2 blanques peó · e2 blanques peó · f2 blanques peó · g2 blanques peó · h2 blanques peó · a1 blanques torre · b1 blanques cavall · c1 blanques alfil · d1 blanques dama · e1 blanques rei · f1 blanques alfil · g1 blanques cavall · h1 blanques torre | 5 |
| 4 | a8 negres torre · b8 negres cavall · c8 negres alfil · d8 negres dama · e8 negres rei · f8 negres alfil · g8 negres cavall · h8 negres torre · a7 negres peó · b7 negres peó · c7 negres peó · d7 negres peó · e7 negres peó · f7 negres peó · g7 negres peó · h7 negres peó · d5 black cross · e5 black cross · d4 black cross · e4 black cross · a2 blanques peó · b2 blanques peó · c2 blanques peó · d2 blanques peó · e2 blanques peó · f2 blanques peó · g2 blanques peó · h2 blanques peó · a1 blanques torre · b1 blanques cavall · c1 blanques alfil · d1 blanques dama · e1 blanques rei · f1 blanques alfil · g1 blanques cavall · h1 blanques torre | a8 negres torre · b8 negres cavall · c8 negres alfil · d8 negres dama · e8 negres rei · f8 negres alfil · g8 negres cavall · h8 negres torre · a7 negres peó · b7 negres peó · c7 negres peó · d7 negres peó · e7 negres peó · f7 negres peó · g7 negres peó · h7 negres peó · d5 black cross · e5 black cross · d4 black cross · e4 black cross · a2 blanques peó · b2 blanques peó · c2 blanques peó · d2 blanques peó · e2 blanques peó · f2 blanques peó · g2 blanques peó · h2 blanques peó · a1 blanques torre · b1 blanques cavall · c1 blanques alfil · d1 blanques dama · e1 blanques rei · f1 blanques alfil · g1 blanques cavall · h1 blanques torre | a8 negres torre · b8 negres cavall · c8 negres alfil · d8 negres dama · e8 negres rei · f8 negres alfil · g8 negres cavall · h8 negres torre · a7 negres peó · b7 negres peó · c7 negres peó · d7 negres peó · e7 negres peó · f7 negres peó · g7 negres peó · h7 negres peó · d5 black cross · e5 black cross · d4 black cross · e4 black cross · a2 blanques peó · b2 blanques peó · c2 blanques peó · d2 blanques peó · e2 blanques peó · f2 blanques peó · g2 blanques peó · h2 blanques peó · a1 blanques torre · b1 blanques cavall · c1 blanques alfil · d1 blanques dama · e1 blanques rei · f1 blanques alfil · g1 blanques cavall · h1 blanques torre | a8 negres torre · b8 negres cavall · c8 negres alfil · d8 negres dama · e8 negres rei · f8 negres alfil · g8 negres cavall · h8 negres torre · a7 negres peó · b7 negres peó · c7 negres peó · d7 negres peó · e7 negres peó · f7 negres peó · g7 negres peó · h7 negres peó · d5 black cross · e5 black cross · d4 black cross · e4 black cross · a2 blanques peó · b2 blanques peó · c2 blanques peó · d2 blanques peó · e2 blanques peó · f2 blanques peó · g2 blanques peó · h2 blanques peó · a1 blanques torre · b1 blanques cavall · c1 blanques alfil · d1 blanques dama · e1 blanques rei · f1 blanques alfil · g1 blanques cavall · h1 blanques torre | a8 negres torre · b8 negres cavall · c8 negres alfil · d8 negres dama · e8 negres rei · f8 negres alfil · g8 negres cavall · h8 negres torre · a7 negres peó · b7 negres peó · c7 negres peó · d7 negres peó · e7 negres peó · f7 negres peó · g7 negres peó · h7 negres peó · d5 black cross · e5 black cross · d4 black cross · e4 black cross · a2 blanques peó · b2 blanques peó · c2 blanques peó · d2 blanques peó · e2 blanques peó · f2 blanques peó · g2 blanques peó · h2 blanques peó · a1 blanques torre · b1 blanques cavall · c1 blanques alfil · d1 blanques dama · e1 blanques rei · f1 blanques alfil · g1 blanques cavall · h1 blanques torre | a8 negres torre · b8 negres cavall · c8 negres alfil · d8 negres dama · e8 negres rei · f8 negres alfil · g8 negres cavall · h8 negres torre · a7 negres peó · b7 negres peó · c7 negres peó · d7 negres peó · e7 negres peó · f7 negres peó · g7 negres peó · h7 negres peó · d5 black cross · e5 black cross · d4 black cross · e4 black cross · a2 blanques peó · b2 blanques peó · c2 blanques peó · d2 blanques peó · e2 blanques peó · f2 blanques peó · g2 blanques peó · h2 blanques peó · a1 blanques torre · b1 blanques cavall · c1 blanques alfil · d1 blanques dama · e1 blanques rei · f1 blanques alfil · g1 blanques cavall · h1 blanques torre | a8 negres torre · b8 negres cavall · c8 negres alfil · d8 negres dama · e8 negres rei · f8 negres alfil · g8 negres cavall · h8 negres torre · a7 negres peó · b7 negres peó · c7 negres peó · d7 negres peó · e7 negres peó · f7 negres peó · g7 negres peó · h7 negres peó · d5 black cross · e5 black cross · d4 black cross · e4 black cross · a2 blanques peó · b2 blanques peó · c2 blanques peó · d2 blanques peó · e2 blanques peó · f2 blanques peó · g2 blanques peó · h2 blanques peó · a1 blanques torre · b1 blanques cavall · c1 blanques alfil · d1 blanques dama · e1 blanques rei · f1 blanques alfil · g1 blanques cavall · h1 blanques torre | a8 negres torre · b8 negres cavall · c8 negres alfil · d8 negres dama · e8 negres rei · f8 negres alfil · g8 negres cavall · h8 negres torre · a7 negres peó · b7 negres peó · c7 negres peó · d7 negres peó · e7 negres peó · f7 negres peó · g7 negres peó · h7 negres peó · d5 black cross · e5 black cross · d4 black cross · e4 black cross · a2 blanques peó · b2 blanques peó · c2 blanques peó · d2 blanques peó · e2 blanques peó · f2 blanques peó · g2 blanques peó · h2 blanques peó · a1 blanques torre · b1 blanques cavall · c1 blanques alfil · d1 blanques dama · e1 blanques rei · f1 blanques alfil · g1 blanques cavall · h1 blanques torre | 4 |
| 3 | a8 negres torre · b8 negres cavall · c8 negres alfil · d8 negres dama · e8 negres rei · f8 negres alfil · g8 negres cavall · h8 negres torre · a7 negres peó · b7 negres peó · c7 negres peó · d7 negres peó · e7 negres peó · f7 negres peó · g7 negres peó · h7 negres peó · d5 black cross · e5 black cross · d4 black cross · e4 black cross · a2 blanques peó · b2 blanques peó · c2 blanques peó · d2 blanques peó · e2 blanques peó · f2 blanques peó · g2 blanques peó · h2 blanques peó · a1 blanques torre · b1 blanques cavall · c1 blanques alfil · d1 blanques dama · e1 blanques rei · f1 blanques alfil · g1 blanques cavall · h1 blanques torre | a8 negres torre · b8 negres cavall · c8 negres alfil · d8 negres dama · e8 negres rei · f8 negres alfil · g8 negres cavall · h8 negres torre · a7 negres peó · b7 negres peó · c7 negres peó · d7 negres peó · e7 negres peó · f7 negres peó · g7 negres peó · h7 negres peó · d5 black cross · e5 black cross · d4 black cross · e4 black cross · a2 blanques peó · b2 blanques peó · c2 blanques peó · d2 blanques peó · e2 blanques peó · f2 blanques peó · g2 blanques peó · h2 blanques peó · a1 blanques torre · b1 blanques cavall · c1 blanques alfil · d1 blanques dama · e1 blanques rei · f1 blanques alfil · g1 blanques cavall · h1 blanques torre | a8 negres torre · b8 negres cavall · c8 negres alfil · d8 negres dama · e8 negres rei · f8 negres alfil · g8 negres cavall · h8 negres torre · a7 negres peó · b7 negres peó · c7 negres peó · d7 negres peó · e7 negres peó · f7 negres peó · g7 negres peó · h7 negres peó · d5 black cross · e5 black cross · d4 black cross · e4 black cross · a2 blanques peó · b2 blanques peó · c2 blanques peó · d2 blanques peó · e2 blanques peó · f2 blanques peó · g2 blanques peó · h2 blanques peó · a1 blanques torre · b1 blanques cavall · c1 blanques alfil · d1 blanques dama · e1 blanques rei · f1 blanques alfil · g1 blanques cavall · h1 blanques torre | a8 negres torre · b8 negres cavall · c8 negres alfil · d8 negres dama · e8 negres rei · f8 negres alfil · g8 negres cavall · h8 negres torre · a7 negres peó · b7 negres peó · c7 negres peó · d7 negres peó · e7 negres peó · f7 negres peó · g7 negres peó · h7 negres peó · d5 black cross · e5 black cross · d4 black cross · e4 black cross · a2 blanques peó · b2 blanques peó · c2 blanques peó · d2 blanques peó · e2 blanques peó · f2 blanques peó · g2 blanques peó · h2 blanques peó · a1 blanques torre · b1 blanques cavall · c1 blanques alfil · d1 blanques dama · e1 blanques rei · f1 blanques alfil · g1 blanques cavall · h1 blanques torre | a8 negres torre · b8 negres cavall · c8 negres alfil · d8 negres dama · e8 negres rei · f8 negres alfil · g8 negres cavall · h8 negres torre · a7 negres peó · b7 negres peó · c7 negres peó · d7 negres peó · e7 negres peó · f7 negres peó · g7 negres peó · h7 negres peó · d5 black cross · e5 black cross · d4 black cross · e4 black cross · a2 blanques peó · b2 blanques peó · c2 blanques peó · d2 blanques peó · e2 blanques peó · f2 blanques peó · g2 blanques peó · h2 blanques peó · a1 blanques torre · b1 blanques cavall · c1 blanques alfil · d1 blanques dama · e1 blanques rei · f1 blanques alfil · g1 blanques cavall · h1 blanques torre | a8 negres torre · b8 negres cavall · c8 negres alfil · d8 negres dama · e8 negres rei · f8 negres alfil · g8 negres cavall · h8 negres torre · a7 negres peó · b7 negres peó · c7 negres peó · d7 negres peó · e7 negres peó · f7 negres peó · g7 negres peó · h7 negres peó · d5 black cross · e5 black cross · d4 black cross · e4 black cross · a2 blanques peó · b2 blanques peó · c2 blanques peó · d2 blanques peó · e2 blanques peó · f2 blanques peó · g2 blanques peó · h2 blanques peó · a1 blanques torre · b1 blanques cavall · c1 blanques alfil · d1 blanques dama · e1 blanques rei · f1 blanques alfil · g1 blanques cavall · h1 blanques torre | a8 negres torre · b8 negres cavall · c8 negres alfil · d8 negres dama · e8 negres rei · f8 negres alfil · g8 negres cavall · h8 negres torre · a7 negres peó · b7 negres peó · c7 negres peó · d7 negres peó · e7 negres peó · f7 negres peó · g7 negres peó · h7 negres peó · d5 black cross · e5 black cross · d4 black cross · e4 black cross · a2 blanques peó · b2 blanques peó · c2 blanques peó · d2 blanques peó · e2 blanques peó · f2 blanques peó · g2 blanques peó · h2 blanques peó · a1 blanques torre · b1 blanques cavall · c1 blanques alfil · d1 blanques dama · e1 blanques rei · f1 blanques alfil · g1 blanques cavall · h1 blanques torre | a8 negres torre · b8 negres cavall · c8 negres alfil · d8 negres dama · e8 negres rei · f8 negres alfil · g8 negres cavall · h8 negres torre · a7 negres peó · b7 negres peó · c7 negres peó · d7 negres peó · e7 negres peó · f7 negres peó · g7 negres peó · h7 negres peó · d5 black cross · e5 black cross · d4 black cross · e4 black cross · a2 blanques peó · b2 blanques peó · c2 blanques peó · d2 blanques peó · e2 blanques peó · f2 blanques peó · g2 blanques peó · h2 blanques peó · a1 blanques torre · b1 blanques cavall · c1 blanques alfil · d1 blanques dama · e1 blanques rei · f1 blanques alfil · g1 blanques cavall · h1 blanques torre | 3 |
| 2 | a8 negres torre · b8 negres cavall · c8 negres alfil · d8 negres dama · e8 negres rei · f8 negres alfil · g8 negres cavall · h8 negres torre · a7 negres peó · b7 negres peó · c7 negres peó · d7 negres peó · e7 negres peó · f7 negres peó · g7 negres peó · h7 negres peó · d5 black cross · e5 black cross · d4 black cross · e4 black cross · a2 blanques peó · b2 blanques peó · c2 blanques peó · d2 blanques peó · e2 blanques peó · f2 blanques peó · g2 blanques peó · h2 blanques peó · a1 blanques torre · b1 blanques cavall · c1 blanques alfil · d1 blanques dama · e1 blanques rei · f1 blanques alfil · g1 blanques cavall · h1 blanques torre | a8 negres torre · b8 negres cavall · c8 negres alfil · d8 negres dama · e8 negres rei · f8 negres alfil · g8 negres cavall · h8 negres torre · a7 negres peó · b7 negres peó · c7 negres peó · d7 negres peó · e7 negres peó · f7 negres peó · g7 negres peó · h7 negres peó · d5 black cross · e5 black cross · d4 black cross · e4 black cross · a2 blanques peó · b2 blanques peó · c2 blanques peó · d2 blanques peó · e2 blanques peó · f2 blanques peó · g2 blanques peó · h2 blanques peó · a1 blanques torre · b1 blanques cavall · c1 blanques alfil · d1 blanques dama · e1 blanques rei · f1 blanques alfil · g1 blanques cavall · h1 blanques torre | a8 negres torre · b8 negres cavall · c8 negres alfil · d8 negres dama · e8 negres rei · f8 negres alfil · g8 negres cavall · h8 negres torre · a7 negres peó · b7 negres peó · c7 negres peó · d7 negres peó · e7 negres peó · f7 negres peó · g7 negres peó · h7 negres peó · d5 black cross · e5 black cross · d4 black cross · e4 black cross · a2 blanques peó · b2 blanques peó · c2 blanques peó · d2 blanques peó · e2 blanques peó · f2 blanques peó · g2 blanques peó · h2 blanques peó · a1 blanques torre · b1 blanques cavall · c1 blanques alfil · d1 blanques dama · e1 blanques rei · f1 blanques alfil · g1 blanques cavall · h1 blanques torre | a8 negres torre · b8 negres cavall · c8 negres alfil · d8 negres dama · e8 negres rei · f8 negres alfil · g8 negres cavall · h8 negres torre · a7 negres peó · b7 negres peó · c7 negres peó · d7 negres peó · e7 negres peó · f7 negres peó · g7 negres peó · h7 negres peó · d5 black cross · e5 black cross · d4 black cross · e4 black cross · a2 blanques peó · b2 blanques peó · c2 blanques peó · d2 blanques peó · e2 blanques peó · f2 blanques peó · g2 blanques peó · h2 blanques peó · a1 blanques torre · b1 blanques cavall · c1 blanques alfil · d1 blanques dama · e1 blanques rei · f1 blanques alfil · g1 blanques cavall · h1 blanques torre | a8 negres torre · b8 negres cavall · c8 negres alfil · d8 negres dama · e8 negres rei · f8 negres alfil · g8 negres cavall · h8 negres torre · a7 negres peó · b7 negres peó · c7 negres peó · d7 negres peó · e7 negres peó · f7 negres peó · g7 negres peó · h7 negres peó · d5 black cross · e5 black cross · d4 black cross · e4 black cross · a2 blanques peó · b2 blanques peó · c2 blanques peó · d2 blanques peó · e2 blanques peó · f2 blanques peó · g2 blanques peó · h2 blanques peó · a1 blanques torre · b1 blanques cavall · c1 blanques alfil · d1 blanques dama · e1 blanques rei · f1 blanques alfil · g1 blanques cavall · h1 blanques torre | a8 negres torre · b8 negres cavall · c8 negres alfil · d8 negres dama · e8 negres rei · f8 negres alfil · g8 negres cavall · h8 negres torre · a7 negres peó · b7 negres peó · c7 negres peó · d7 negres peó · e7 negres peó · f7 negres peó · g7 negres peó · h7 negres peó · d5 black cross · e5 black cross · d4 black cross · e4 black cross · a2 blanques peó · b2 blanques peó · c2 blanques peó · d2 blanques peó · e2 blanques peó · f2 blanques peó · g2 blanques peó · h2 blanques peó · a1 blanques torre · b1 blanques cavall · c1 blanques alfil · d1 blanques dama · e1 blanques rei · f1 blanques alfil · g1 blanques cavall · h1 blanques torre | a8 negres torre · b8 negres cavall · c8 negres alfil · d8 negres dama · e8 negres rei · f8 negres alfil · g8 negres cavall · h8 negres torre · a7 negres peó · b7 negres peó · c7 negres peó · d7 negres peó · e7 negres peó · f7 negres peó · g7 negres peó · h7 negres peó · d5 black cross · e5 black cross · d4 black cross · e4 black cross · a2 blanques peó · b2 blanques peó · c2 blanques peó · d2 blanques peó · e2 blanques peó · f2 blanques peó · g2 blanques peó · h2 blanques peó · a1 blanques torre · b1 blanques cavall · c1 blanques alfil · d1 blanques dama · e1 blanques rei · f1 blanques alfil · g1 blanques cavall · h1 blanques torre | a8 negres torre · b8 negres cavall · c8 negres alfil · d8 negres dama · e8 negres rei · f8 negres alfil · g8 negres cavall · h8 negres torre · a7 negres peó · b7 negres peó · c7 negres peó · d7 negres peó · e7 negres peó · f7 negres peó · g7 negres peó · h7 negres peó · d5 black cross · e5 black cross · d4 black cross · e4 black cross · a2 blanques peó · b2 blanques peó · c2 blanques peó · d2 blanques peó · e2 blanques peó · f2 blanques peó · g2 blanques peó · h2 blanques peó · a1 blanques torre · b1 blanques cavall · c1 blanques alfil · d1 blanques dama · e1 blanques rei · f1 blanques alfil · g1 blanques cavall · h1 blanques torre | 2 |
| 1 | a8 negres torre · b8 negres cavall · c8 negres alfil · d8 negres dama · e8 negres rei · f8 negres alfil · g8 negres cavall · h8 negres torre · a7 negres peó · b7 negres peó · c7 negres peó · d7 negres peó · e7 negres peó · f7 negres peó · g7 negres peó · h7 negres peó · d5 black cross · e5 black cross · d4 black cross · e4 black cross · a2 blanques peó · b2 blanques peó · c2 blanques peó · d2 blanques peó · e2 blanques peó · f2 blanques peó · g2 blanques peó · h2 blanques peó · a1 blanques torre · b1 blanques cavall · c1 blanques alfil · d1 blanques dama · e1 blanques rei · f1 blanques alfil · g1 blanques cavall · h1 blanques torre | a8 negres torre · b8 negres cavall · c8 negres alfil · d8 negres dama · e8 negres rei · f8 negres alfil · g8 negres cavall · h8 negres torre · a7 negres peó · b7 negres peó · c7 negres peó · d7 negres peó · e7 negres peó · f7 negres peó · g7 negres peó · h7 negres peó · d5 black cross · e5 black cross · d4 black cross · e4 black cross · a2 blanques peó · b2 blanques peó · c2 blanques peó · d2 blanques peó · e2 blanques peó · f2 blanques peó · g2 blanques peó · h2 blanques peó · a1 blanques torre · b1 blanques cavall · c1 blanques alfil · d1 blanques dama · e1 blanques rei · f1 blanques alfil · g1 blanques cavall · h1 blanques torre | a8 negres torre · b8 negres cavall · c8 negres alfil · d8 negres dama · e8 negres rei · f8 negres alfil · g8 negres cavall · h8 negres torre · a7 negres peó · b7 negres peó · c7 negres peó · d7 negres peó · e7 negres peó · f7 negres peó · g7 negres peó · h7 negres peó · d5 black cross · e5 black cross · d4 black cross · e4 black cross · a2 blanques peó · b2 blanques peó · c2 blanques peó · d2 blanques peó · e2 blanques peó · f2 blanques peó · g2 blanques peó · h2 blanques peó · a1 blanques torre · b1 blanques cavall · c1 blanques alfil · d1 blanques dama · e1 blanques rei · f1 blanques alfil · g1 blanques cavall · h1 blanques torre | a8 negres torre · b8 negres cavall · c8 negres alfil · d8 negres dama · e8 negres rei · f8 negres alfil · g8 negres cavall · h8 negres torre · a7 negres peó · b7 negres peó · c7 negres peó · d7 negres peó · e7 negres peó · f7 negres peó · g7 negres peó · h7 negres peó · d5 black cross · e5 black cross · d4 black cross · e4 black cross · a2 blanques peó · b2 blanques peó · c2 blanques peó · d2 blanques peó · e2 blanques peó · f2 blanques peó · g2 blanques peó · h2 blanques peó · a1 blanques torre · b1 blanques cavall · c1 blanques alfil · d1 blanques dama · e1 blanques rei · f1 blanques alfil · g1 blanques cavall · h1 blanques torre | a8 negres torre · b8 negres cavall · c8 negres alfil · d8 negres dama · e8 negres rei · f8 negres alfil · g8 negres cavall · h8 negres torre · a7 negres peó · b7 negres peó · c7 negres peó · d7 negres peó · e7 negres peó · f7 negres peó · g7 negres peó · h7 negres peó · d5 black cross · e5 black cross · d4 black cross · e4 black cross · a2 blanques peó · b2 blanques peó · c2 blanques peó · d2 blanques peó · e2 blanques peó · f2 blanques peó · g2 blanques peó · h2 blanques peó · a1 blanques torre · b1 blanques cavall · c1 blanques alfil · d1 blanques dama · e1 blanques rei · f1 blanques alfil · g1 blanques cavall · h1 blanques torre | a8 negres torre · b8 negres cavall · c8 negres alfil · d8 negres dama · e8 negres rei · f8 negres alfil · g8 negres cavall · h8 negres torre · a7 negres peó · b7 negres peó · c7 negres peó · d7 negres peó · e7 negres peó · f7 negres peó · g7 negres peó · h7 negres peó · d5 black cross · e5 black cross · d4 black cross · e4 black cross · a2 blanques peó · b2 blanques peó · c2 blanques peó · d2 blanques peó · e2 blanques peó · f2 blanques peó · g2 blanques peó · h2 blanques peó · a1 blanques torre · b1 blanques cavall · c1 blanques alfil · d1 blanques dama · e1 blanques rei · f1 blanques alfil · g1 blanques cavall · h1 blanques torre | a8 negres torre · b8 negres cavall · c8 negres alfil · d8 negres dama · e8 negres rei · f8 negres alfil · g8 negres cavall · h8 negres torre · a7 negres peó · b7 negres peó · c7 negres peó · d7 negres peó · e7 negres peó · f7 negres peó · g7 negres peó · h7 negres peó · d5 black cross · e5 black cross · d4 black cross · e4 black cross · a2 blanques peó · b2 blanques peó · c2 blanques peó · d2 blanques peó · e2 blanques peó · f2 blanques peó · g2 blanques peó · h2 blanques peó · a1 blanques torre · b1 blanques cavall · c1 blanques alfil · d1 blanques dama · e1 blanques rei · f1 blanques alfil · g1 blanques cavall · h1 blanques torre | a8 negres torre · b8 negres cavall · c8 negres alfil · d8 negres dama · e8 negres rei · f8 negres alfil · g8 negres cavall · h8 negres torre · a7 negres peó · b7 negres peó · c7 negres peó · d7 negres peó · e7 negres peó · f7 negres peó · g7 negres peó · h7 negres peó · d5 black cross · e5 black cross · d4 black cross · e4 black cross · a2 blanques peó · b2 blanques peó · c2 blanques peó · d2 blanques peó · e2 blanques peó · f2 blanques peó · g2 blanques peó · h2 blanques peó · a1 blanques torre · b1 blanques cavall · c1 blanques alfil · d1 blanques dama · e1 blanques rei · f1 blanques alfil · g1 blanques cavall · h1 blanques torre | 1 |
|   | a | b | c | d | e | f | g | h |   |

Les quatre caselles del mig del tauler d'escacs.

### Centre de peons
|   | a | b | c | d | e | f | g | h |   |
| 8 | a8 negres torre · b8 negres cavall · c8 negres alfil · d8 negres dama · f8 negres torre · g8 negres rei · a7 negres peó · b7 negres peó · c7 negres peó · e7 negres peó · f7 negres peó · g7 negres alfil · h7 negres peó · d6 negres peó · f6 negres cavall · g6 negres peó · c4 blanques peó · d4 blanques peó · e4 blanques peó · f4 blanques peó · c3 blanques cavall · a2 blanques peó · b2 blanques peó · g2 blanques peó · h2 blanques peó · a1 blanques torre · c1 blanques alfil · d1 blanques dama · e1 blanques rei · f1 blanques alfil · g1 blanques cavall · h1 blanques torre | a8 negres torre · b8 negres cavall · c8 negres alfil · d8 negres dama · f8 negres torre · g8 negres rei · a7 negres peó · b7 negres peó · c7 negres peó · e7 negres peó · f7 negres peó · g7 negres alfil · h7 negres peó · d6 negres peó · f6 negres cavall · g6 negres peó · c4 blanques peó · d4 blanques peó · e4 blanques peó · f4 blanques peó · c3 blanques cavall · a2 blanques peó · b2 blanques peó · g2 blanques peó · h2 blanques peó · a1 blanques torre · c1 blanques alfil · d1 blanques dama · e1 blanques rei · f1 blanques alfil · g1 blanques cavall · h1 blanques torre | a8 negres torre · b8 negres cavall · c8 negres alfil · d8 negres dama · f8 negres torre · g8 negres rei · a7 negres peó · b7 negres peó · c7 negres peó · e7 negres peó · f7 negres peó · g7 negres alfil · h7 negres peó · d6 negres peó · f6 negres cavall · g6 negres peó · c4 blanques peó · d4 blanques peó · e4 blanques peó · f4 blanques peó · c3 blanques cavall · a2 blanques peó · b2 blanques peó · g2 blanques peó · h2 blanques peó · a1 blanques torre · c1 blanques alfil · d1 blanques dama · e1 blanques rei · f1 blanques alfil · g1 blanques cavall · h1 blanques torre | a8 negres torre · b8 negres cavall · c8 negres alfil · d8 negres dama · f8 negres torre · g8 negres rei · a7 negres peó · b7 negres peó · c7 negres peó · e7 negres peó · f7 negres peó · g7 negres alfil · h7 negres peó · d6 negres peó · f6 negres cavall · g6 negres peó · c4 blanques peó · d4 blanques peó · e4 blanques peó · f4 blanques peó · c3 blanques cavall · a2 blanques peó · b2 blanques peó · g2 blanques peó · h2 blanques peó · a1 blanques torre · c1 blanques alfil · d1 blanques dama · e1 blanques rei · f1 blanques alfil · g1 blanques cavall · h1 blanques torre | a8 negres torre · b8 negres cavall · c8 negres alfil · d8 negres dama · f8 negres torre · g8 negres rei · a7 negres peó · b7 negres peó · c7 negres peó · e7 negres peó · f7 negres peó · g7 negres alfil · h7 negres peó · d6 negres peó · f6 negres cavall · g6 negres peó · c4 blanques peó · d4 blanques peó · e4 blanques peó · f4 blanques peó · c3 blanques cavall · a2 blanques peó · b2 blanques peó · g2 blanques peó · h2 blanques peó · a1 blanques torre · c1 blanques alfil · d1 blanques dama · e1 blanques rei · f1 blanques alfil · g1 blanques cavall · h1 blanques torre | a8 negres torre · b8 negres cavall · c8 negres alfil · d8 negres dama · f8 negres torre · g8 negres rei · a7 negres peó · b7 negres peó · c7 negres peó · e7 negres peó · f7 negres peó · g7 negres alfil · h7 negres peó · d6 negres peó · f6 negres cavall · g6 negres peó · c4 blanques peó · d4 blanques peó · e4 blanques peó · f4 blanques peó · c3 blanques cavall · a2 blanques peó · b2 blanques peó · g2 blanques peó · h2 blanques peó · a1 blanques torre · c1 blanques alfil · d1 blanques dama · e1 blanques rei · f1 blanques alfil · g1 blanques cavall · h1 blanques torre | a8 negres torre · b8 negres cavall · c8 negres alfil · d8 negres dama · f8 negres torre · g8 negres rei · a7 negres peó · b7 negres peó · c7 negres peó · e7 negres peó · f7 negres peó · g7 negres alfil · h7 negres peó · d6 negres peó · f6 negres cavall · g6 negres peó · c4 blanques peó · d4 blanques peó · e4 blanques peó · f4 blanques peó · c3 blanques cavall · a2 blanques peó · b2 blanques peó · g2 blanques peó · h2 blanques peó · a1 blanques torre · c1 blanques alfil · d1 blanques dama · e1 blanques rei · f1 blanques alfil · g1 blanques cavall · h1 blanques torre | a8 negres torre · b8 negres cavall · c8 negres alfil · d8 negres dama · f8 negres torre · g8 negres rei · a7 negres peó · b7 negres peó · c7 negres peó · e7 negres peó · f7 negres peó · g7 negres alfil · h7 negres peó · d6 negres peó · f6 negres cavall · g6 negres peó · c4 blanques peó · d4 blanques peó · e4 blanques peó · f4 blanques peó · c3 blanques cavall · a2 blanques peó · b2 blanques peó · g2 blanques peó · h2 blanques peó · a1 blanques torre · c1 blanques alfil · d1 blanques dama · e1 blanques rei · f1 blanques alfil · g1 blanques cavall · h1 blanques torre | 8 |
| 7 | a8 negres torre · b8 negres cavall · c8 negres alfil · d8 negres dama · f8 negres torre · g8 negres rei · a7 negres peó · b7 negres peó · c7 negres peó · e7 negres peó · f7 negres peó · g7 negres alfil · h7 negres peó · d6 negres peó · f6 negres cavall · g6 negres peó · c4 blanques peó · d4 blanques peó · e4 blanques peó · f4 blanques peó · c3 blanques cavall · a2 blanques peó · b2 blanques peó · g2 blanques peó · h2 blanques peó · a1 blanques torre · c1 blanques alfil · d1 blanques dama · e1 blanques rei · f1 blanques alfil · g1 blanques cavall · h1 blanques torre | a8 negres torre · b8 negres cavall · c8 negres alfil · d8 negres dama · f8 negres torre · g8 negres rei · a7 negres peó · b7 negres peó · c7 negres peó · e7 negres peó · f7 negres peó · g7 negres alfil · h7 negres peó · d6 negres peó · f6 negres cavall · g6 negres peó · c4 blanques peó · d4 blanques peó · e4 blanques peó · f4 blanques peó · c3 blanques cavall · a2 blanques peó · b2 blanques peó · g2 blanques peó · h2 blanques peó · a1 blanques torre · c1 blanques alfil · d1 blanques dama · e1 blanques rei · f1 blanques alfil · g1 blanques cavall · h1 blanques torre | a8 negres torre · b8 negres cavall · c8 negres alfil · d8 negres dama · f8 negres torre · g8 negres rei · a7 negres peó · b7 negres peó · c7 negres peó · e7 negres peó · f7 negres peó · g7 negres alfil · h7 negres peó · d6 negres peó · f6 negres cavall · g6 negres peó · c4 blanques peó · d4 blanques peó · e4 blanques peó · f4 blanques peó · c3 blanques cavall · a2 blanques peó · b2 blanques peó · g2 blanques peó · h2 blanques peó · a1 blanques torre · c1 blanques alfil · d1 blanques dama · e1 blanques rei · f1 blanques alfil · g1 blanques cavall · h1 blanques torre | a8 negres torre · b8 negres cavall · c8 negres alfil · d8 negres dama · f8 negres torre · g8 negres rei · a7 negres peó · b7 negres peó · c7 negres peó · e7 negres peó · f7 negres peó · g7 negres alfil · h7 negres peó · d6 negres peó · f6 negres cavall · g6 negres peó · c4 blanques peó · d4 blanques peó · e4 blanques peó · f4 blanques peó · c3 blanques cavall · a2 blanques peó · b2 blanques peó · g2 blanques peó · h2 blanques peó · a1 blanques torre · c1 blanques alfil · d1 blanques dama · e1 blanques rei · f1 blanques alfil · g1 blanques cavall · h1 blanques torre | a8 negres torre · b8 negres cavall · c8 negres alfil · d8 negres dama · f8 negres torre · g8 negres rei · a7 negres peó · b7 negres peó · c7 negres peó · e7 negres peó · f7 negres peó · g7 negres alfil · h7 negres peó · d6 negres peó · f6 negres cavall · g6 negres peó · c4 blanques peó · d4 blanques peó · e4 blanques peó · f4 blanques peó · c3 blanques cavall · a2 blanques peó · b2 blanques peó · g2 blanques peó · h2 blanques peó · a1 blanques torre · c1 blanques alfil · d1 blanques dama · e1 blanques rei · f1 blanques alfil · g1 blanques cavall · h1 blanques torre | a8 negres torre · b8 negres cavall · c8 negres alfil · d8 negres dama · f8 negres torre · g8 negres rei · a7 negres peó · b7 negres peó · c7 negres peó · e7 negres peó · f7 negres peó · g7 negres alfil · h7 negres peó · d6 negres peó · f6 negres cavall · g6 negres peó · c4 blanques peó · d4 blanques peó · e4 blanques peó · f4 blanques peó · c3 blanques cavall · a2 blanques peó · b2 blanques peó · g2 blanques peó · h2 blanques peó · a1 blanques torre · c1 blanques alfil · d1 blanques dama · e1 blanques rei · f1 blanques alfil · g1 blanques cavall · h1 blanques torre | a8 negres torre · b8 negres cavall · c8 negres alfil · d8 negres dama · f8 negres torre · g8 negres rei · a7 negres peó · b7 negres peó · c7 negres peó · e7 negres peó · f7 negres peó · g7 negres alfil · h7 negres peó · d6 negres peó · f6 negres cavall · g6 negres peó · c4 blanques peó · d4 blanques peó · e4 blanques peó · f4 blanques peó · c3 blanques cavall · a2 blanques peó · b2 blanques peó · g2 blanques peó · h2 blanques peó · a1 blanques torre · c1 blanques alfil · d1 blanques dama · e1 blanques rei · f1 blanques alfil · g1 blanques cavall · h1 blanques torre | a8 negres torre · b8 negres cavall · c8 negres alfil · d8 negres dama · f8 negres torre · g8 negres rei · a7 negres peó · b7 negres peó · c7 negres peó · e7 negres peó · f7 negres peó · g7 negres alfil · h7 negres peó · d6 negres peó · f6 negres cavall · g6 negres peó · c4 blanques peó · d4 blanques peó · e4 blanques peó · f4 blanques peó · c3 blanques cavall · a2 blanques peó · b2 blanques peó · g2 blanques peó · h2 blanques peó · a1 blanques torre · c1 blanques alfil · d1 blanques dama · e1 blanques rei · f1 blanques alfil · g1 blanques cavall · h1 blanques torre | 7 |
| 6 | a8 negres torre · b8 negres cavall · c8 negres alfil · d8 negres dama · f8 negres torre · g8 negres rei · a7 negres peó · b7 negres peó · c7 negres peó · e7 negres peó · f7 negres peó · g7 negres alfil · h7 negres peó · d6 negres peó · f6 negres cavall · g6 negres peó · c4 blanques peó · d4 blanques peó · e4 blanques peó · f4 blanques peó · c3 blanques cavall · a2 blanques peó · b2 blanques peó · g2 blanques peó · h2 blanques peó · a1 blanques torre · c1 blanques alfil · d1 blanques dama · e1 blanques rei · f1 blanques alfil · g1 blanques cavall · h1 blanques torre | a8 negres torre · b8 negres cavall · c8 negres alfil · d8 negres dama · f8 negres torre · g8 negres rei · a7 negres peó · b7 negres peó · c7 negres peó · e7 negres peó · f7 negres peó · g7 negres alfil · h7 negres peó · d6 negres peó · f6 negres cavall · g6 negres peó · c4 blanques peó · d4 blanques peó · e4 blanques peó · f4 blanques peó · c3 blanques cavall · a2 blanques peó · b2 blanques peó · g2 blanques peó · h2 blanques peó · a1 blanques torre · c1 blanques alfil · d1 blanques dama · e1 blanques rei · f1 blanques alfil · g1 blanques cavall · h1 blanques torre | a8 negres torre · b8 negres cavall · c8 negres alfil · d8 negres dama · f8 negres torre · g8 negres rei · a7 negres peó · b7 negres peó · c7 negres peó · e7 negres peó · f7 negres peó · g7 negres alfil · h7 negres peó · d6 negres peó · f6 negres cavall · g6 negres peó · c4 blanques peó · d4 blanques peó · e4 blanques peó · f4 blanques peó · c3 blanques cavall · a2 blanques peó · b2 blanques peó · g2 blanques peó · h2 blanques peó · a1 blanques torre · c1 blanques alfil · d1 blanques dama · e1 blanques rei · f1 blanques alfil · g1 blanques cavall · h1 blanques torre | a8 negres torre · b8 negres cavall · c8 negres alfil · d8 negres dama · f8 negres torre · g8 negres rei · a7 negres peó · b7 negres peó · c7 negres peó · e7 negres peó · f7 negres peó · g7 negres alfil · h7 negres peó · d6 negres peó · f6 negres cavall · g6 negres peó · c4 blanques peó · d4 blanques peó · e4 blanques peó · f4 blanques peó · c3 blanques cavall · a2 blanques peó · b2 blanques peó · g2 blanques peó · h2 blanques peó · a1 blanques torre · c1 blanques alfil · d1 blanques dama · e1 blanques rei · f1 blanques alfil · g1 blanques cavall · h1 blanques torre | a8 negres torre · b8 negres cavall · c8 negres alfil · d8 negres dama · f8 negres torre · g8 negres rei · a7 negres peó · b7 negres peó · c7 negres peó · e7 negres peó · f7 negres peó · g7 negres alfil · h7 negres peó · d6 negres peó · f6 negres cavall · g6 negres peó · c4 blanques peó · d4 blanques peó · e4 blanques peó · f4 blanques peó · c3 blanques cavall · a2 blanques peó · b2 blanques peó · g2 blanques peó · h2 blanques peó · a1 blanques torre · c1 blanques alfil · d1 blanques dama · e1 blanques rei · f1 blanques alfil · g1 blanques cavall · h1 blanques torre | a8 negres torre · b8 negres cavall · c8 negres alfil · d8 negres dama · f8 negres torre · g8 negres rei · a7 negres peó · b7 negres peó · c7 negres peó · e7 negres peó · f7 negres peó · g7 negres alfil · h7 negres peó · d6 negres peó · f6 negres cavall · g6 negres peó · c4 blanques peó · d4 blanques peó · e4 blanques peó · f4 blanques peó · c3 blanques cavall · a2 blanques peó · b2 blanques peó · g2 blanques peó · h2 blanques peó · a1 blanques torre · c1 blanques alfil · d1 blanques dama · e1 blanques rei · f1 blanques alfil · g1 blanques cavall · h1 blanques torre | a8 negres torre · b8 negres cavall · c8 negres alfil · d8 negres dama · f8 negres torre · g8 negres rei · a7 negres peó · b7 negres peó · c7 negres peó · e7 negres peó · f7 negres peó · g7 negres alfil · h7 negres peó · d6 negres peó · f6 negres cavall · g6 negres peó · c4 blanques peó · d4 blanques peó · e4 blanques peó · f4 blanques peó · c3 blanques cavall · a2 blanques peó · b2 blanques peó · g2 blanques peó · h2 blanques peó · a1 blanques torre · c1 blanques alfil · d1 blanques dama · e1 blanques rei · f1 blanques alfil · g1 blanques cavall · h1 blanques torre | a8 negres torre · b8 negres cavall · c8 negres alfil · d8 negres dama · f8 negres torre · g8 negres rei · a7 negres peó · b7 negres peó · c7 negres peó · e7 negres peó · f7 negres peó · g7 negres alfil · h7 negres peó · d6 negres peó · f6 negres cavall · g6 negres peó · c4 blanques peó · d4 blanques peó · e4 blanques peó · f4 blanques peó · c3 blanques cavall · a2 blanques peó · b2 blanques peó · g2 blanques peó · h2 blanques peó · a1 blanques torre · c1 blanques alfil · d1 blanques dama · e1 blanques rei · f1 blanques alfil · g1 blanques cavall · h1 blanques torre | 6 |
| 5 | a8 negres torre · b8 negres cavall · c8 negres alfil · d8 negres dama · f8 negres torre · g8 negres rei · a7 negres peó · b7 negres peó · c7 negres peó · e7 negres peó · f7 negres peó · g7 negres alfil · h7 negres peó · d6 negres peó · f6 negres cavall · g6 negres peó · c4 blanques peó · d4 blanques peó · e4 blanques peó · f4 blanques peó · c3 blanques cavall · a2 blanques peó · b2 blanques peó · g2 blanques peó · h2 blanques peó · a1 blanques torre · c1 blanques alfil · d1 blanques dama · e1 blanques rei · f1 blanques alfil · g1 blanques cavall · h1 blanques torre | a8 negres torre · b8 negres cavall · c8 negres alfil · d8 negres dama · f8 negres torre · g8 negres rei · a7 negres peó · b7 negres peó · c7 negres peó · e7 negres peó · f7 negres peó · g7 negres alfil · h7 negres peó · d6 negres peó · f6 negres cavall · g6 negres peó · c4 blanques peó · d4 blanques peó · e4 blanques peó · f4 blanques peó · c3 blanques cavall · a2 blanques peó · b2 blanques peó · g2 blanques peó · h2 blanques peó · a1 blanques torre · c1 blanques alfil · d1 blanques dama · e1 blanques rei · f1 blanques alfil · g1 blanques cavall · h1 blanques torre | a8 negres torre · b8 negres cavall · c8 negres alfil · d8 negres dama · f8 negres torre · g8 negres rei · a7 negres peó · b7 negres peó · c7 negres peó · e7 negres peó · f7 negres peó · g7 negres alfil · h7 negres peó · d6 negres peó · f6 negres cavall · g6 negres peó · c4 blanques peó · d4 blanques peó · e4 blanques peó · f4 blanques peó · c3 blanques cavall · a2 blanques peó · b2 blanques peó · g2 blanques peó · h2 blanques peó · a1 blanques torre · c1 blanques alfil · d1 blanques dama · e1 blanques rei · f1 blanques alfil · g1 blanques cavall · h1 blanques torre | a8 negres torre · b8 negres cavall · c8 negres alfil · d8 negres dama · f8 negres torre · g8 negres rei · a7 negres peó · b7 negres peó · c7 negres peó · e7 negres peó · f7 negres peó · g7 negres alfil · h7 negres peó · d6 negres peó · f6 negres cavall · g6 negres peó · c4 blanques peó · d4 blanques peó · e4 blanques peó · f4 blanques peó · c3 blanques cavall · a2 blanques peó · b2 blanques peó · g2 blanques peó · h2 blanques peó · a1 blanques torre · c1 blanques alfil · d1 blanques dama · e1 blanques rei · f1 blanques alfil · g1 blanques cavall · h1 blanques torre | a8 negres torre · b8 negres cavall · c8 negres alfil · d8 negres dama · f8 negres torre · g8 negres rei · a7 negres peó · b7 negres peó · c7 negres peó · e7 negres peó · f7 negres peó · g7 negres alfil · h7 negres peó · d6 negres peó · f6 negres cavall · g6 negres peó · c4 blanques peó · d4 blanques peó · e4 blanques peó · f4 blanques peó · c3 blanques cavall · a2 blanques peó · b2 blanques peó · g2 blanques peó · h2 blanques peó · a1 blanques torre · c1 blanques alfil · d1 blanques dama · e1 blanques rei · f1 blanques alfil · g1 blanques cavall · h1 blanques torre | a8 negres torre · b8 negres cavall · c8 negres alfil · d8 negres dama · f8 negres torre · g8 negres rei · a7 negres peó · b7 negres peó · c7 negres peó · e7 negres peó · f7 negres peó · g7 negres alfil · h7 negres peó · d6 negres peó · f6 negres cavall · g6 negres peó · c4 blanques peó · d4 blanques peó · e4 blanques peó · f4 blanques peó · c3 blanques cavall · a2 blanques peó · b2 blanques peó · g2 blanques peó · h2 blanques peó · a1 blanques torre · c1 blanques alfil · d1 blanques dama · e1 blanques rei · f1 blanques alfil · g1 blanques cavall · h1 blanques torre | a8 negres torre · b8 negres cavall · c8 negres alfil · d8 negres dama · f8 negres torre · g8 negres rei · a7 negres peó · b7 negres peó · c7 negres peó · e7 negres peó · f7 negres peó · g7 negres alfil · h7 negres peó · d6 negres peó · f6 negres cavall · g6 negres peó · c4 blanques peó · d4 blanques peó · e4 blanques peó · f4 blanques peó · c3 blanques cavall · a2 blanques peó · b2 blanques peó · g2 blanques peó · h2 blanques peó · a1 blanques torre · c1 blanques alfil · d1 blanques dama · e1 blanques rei · f1 blanques alfil · g1 blanques cavall · h1 blanques torre | a8 negres torre · b8 negres cavall · c8 negres alfil · d8 negres dama · f8 negres torre · g8 negres rei · a7 negres peó · b7 negres peó · c7 negres peó · e7 negres peó · f7 negres peó · g7 negres alfil · h7 negres peó · d6 negres peó · f6 negres cavall · g6 negres peó · c4 blanques peó · d4 blanques peó · e4 blanques peó · f4 blanques peó · c3 blanques cavall · a2 blanques peó · b2 blanques peó · g2 blanques peó · h2 blanques peó · a1 blanques torre · c1 blanques alfil · d1 blanques dama · e1 blanques rei · f1 blanques alfil · g1 blanques cavall · h1 blanques torre | 5 |
| 4 | a8 negres torre · b8 negres cavall · c8 negres alfil · d8 negres dama · f8 negres torre · g8 negres rei · a7 negres peó · b7 negres peó · c7 negres peó · e7 negres peó · f7 negres peó · g7 negres alfil · h7 negres peó · d6 negres peó · f6 negres cavall · g6 negres peó · c4 blanques peó · d4 blanques peó · e4 blanques peó · f4 blanques peó · c3 blanques cavall · a2 blanques peó · b2 blanques peó · g2 blanques peó · h2 blanques peó · a1 blanques torre · c1 blanques alfil · d1 blanques dama · e1 blanques rei · f1 blanques alfil · g1 blanques cavall · h1 blanques torre | a8 negres torre · b8 negres cavall · c8 negres alfil · d8 negres dama · f8 negres torre · g8 negres rei · a7 negres peó · b7 negres peó · c7 negres peó · e7 negres peó · f7 negres peó · g7 negres alfil · h7 negres peó · d6 negres peó · f6 negres cavall · g6 negres peó · c4 blanques peó · d4 blanques peó · e4 blanques peó · f4 blanques peó · c3 blanques cavall · a2 blanques peó · b2 blanques peó · g2 blanques peó · h2 blanques peó · a1 blanques torre · c1 blanques alfil · d1 blanques dama · e1 blanques rei · f1 blanques alfil · g1 blanques cavall · h1 blanques torre | a8 negres torre · b8 negres cavall · c8 negres alfil · d8 negres dama · f8 negres torre · g8 negres rei · a7 negres peó · b7 negres peó · c7 negres peó · e7 negres peó · f7 negres peó · g7 negres alfil · h7 negres peó · d6 negres peó · f6 negres cavall · g6 negres peó · c4 blanques peó · d4 blanques peó · e4 blanques peó · f4 blanques peó · c3 blanques cavall · a2 blanques peó · b2 blanques peó · g2 blanques peó · h2 blanques peó · a1 blanques torre · c1 blanques alfil · d1 blanques dama · e1 blanques rei · f1 blanques alfil · g1 blanques cavall · h1 blanques torre | a8 negres torre · b8 negres cavall · c8 negres alfil · d8 negres dama · f8 negres torre · g8 negres rei · a7 negres peó · b7 negres peó · c7 negres peó · e7 negres peó · f7 negres peó · g7 negres alfil · h7 negres peó · d6 negres peó · f6 negres cavall · g6 negres peó · c4 blanques peó · d4 blanques peó · e4 blanques peó · f4 blanques peó · c3 blanques cavall · a2 blanques peó · b2 blanques peó · g2 blanques peó · h2 blanques peó · a1 blanques torre · c1 blanques alfil · d1 blanques dama · e1 blanques rei · f1 blanques alfil · g1 blanques cavall · h1 blanques torre | a8 negres torre · b8 negres cavall · c8 negres alfil · d8 negres dama · f8 negres torre · g8 negres rei · a7 negres peó · b7 negres peó · c7 negres peó · e7 negres peó · f7 negres peó · g7 negres alfil · h7 negres peó · d6 negres peó · f6 negres cavall · g6 negres peó · c4 blanques peó · d4 blanques peó · e4 blanques peó · f4 blanques peó · c3 blanques cavall · a2 blanques peó · b2 blanques peó · g2 blanques peó · h2 blanques peó · a1 blanques torre · c1 blanques alfil · d1 blanques dama · e1 blanques rei · f1 blanques alfil · g1 blanques cavall · h1 blanques torre | a8 negres torre · b8 negres cavall · c8 negres alfil · d8 negres dama · f8 negres torre · g8 negres rei · a7 negres peó · b7 negres peó · c7 negres peó · e7 negres peó · f7 negres peó · g7 negres alfil · h7 negres peó · d6 negres peó · f6 negres cavall · g6 negres peó · c4 blanques peó · d4 blanques peó · e4 blanques peó · f4 blanques peó · c3 blanques cavall · a2 blanques peó · b2 blanques peó · g2 blanques peó · h2 blanques peó · a1 blanques torre · c1 blanques alfil · d1 blanques dama · e1 blanques rei · f1 blanques alfil · g1 blanques cavall · h1 blanques torre | a8 negres torre · b8 negres cavall · c8 negres alfil · d8 negres dama · f8 negres torre · g8 negres rei · a7 negres peó · b7 negres peó · c7 negres peó · e7 negres peó · f7 negres peó · g7 negres alfil · h7 negres peó · d6 negres peó · f6 negres cavall · g6 negres peó · c4 blanques peó · d4 blanques peó · e4 blanques peó · f4 blanques peó · c3 blanques cavall · a2 blanques peó · b2 blanques peó · g2 blanques peó · h2 blanques peó · a1 blanques torre · c1 blanques alfil · d1 blanques dama · e1 blanques rei · f1 blanques alfil · g1 blanques cavall · h1 blanques torre | a8 negres torre · b8 negres cavall · c8 negres alfil · d8 negres dama · f8 negres torre · g8 negres rei · a7 negres peó · b7 negres peó · c7 negres peó · e7 negres peó · f7 negres peó · g7 negres alfil · h7 negres peó · d6 negres peó · f6 negres cavall · g6 negres peó · c4 blanques peó · d4 blanques peó · e4 blanques peó · f4 blanques peó · c3 blanques cavall · a2 blanques peó · b2 blanques peó · g2 blanques peó · h2 blanques peó · a1 blanques torre · c1 blanques alfil · d1 blanques dama · e1 blanques rei · f1 blanques alfil · g1 blanques cavall · h1 blanques torre | 4 |
| 3 | a8 negres torre · b8 negres cavall · c8 negres alfil · d8 negres dama · f8 negres torre · g8 negres rei · a7 negres peó · b7 negres peó · c7 negres peó · e7 negres peó · f7 negres peó · g7 negres alfil · h7 negres peó · d6 negres peó · f6 negres cavall · g6 negres peó · c4 blanques peó · d4 blanques peó · e4 blanques peó · f4 blanques peó · c3 blanques cavall · a2 blanques peó · b2 blanques peó · g2 blanques peó · h2 blanques peó · a1 blanques torre · c1 blanques alfil · d1 blanques dama · e1 blanques rei · f1 blanques alfil · g1 blanques cavall · h1 blanques torre | a8 negres torre · b8 negres cavall · c8 negres alfil · d8 negres dama · f8 negres torre · g8 negres rei · a7 negres peó · b7 negres peó · c7 negres peó · e7 negres peó · f7 negres peó · g7 negres alfil · h7 negres peó · d6 negres peó · f6 negres cavall · g6 negres peó · c4 blanques peó · d4 blanques peó · e4 blanques peó · f4 blanques peó · c3 blanques cavall · a2 blanques peó · b2 blanques peó · g2 blanques peó · h2 blanques peó · a1 blanques torre · c1 blanques alfil · d1 blanques dama · e1 blanques rei · f1 blanques alfil · g1 blanques cavall · h1 blanques torre | a8 negres torre · b8 negres cavall · c8 negres alfil · d8 negres dama · f8 negres torre · g8 negres rei · a7 negres peó · b7 negres peó · c7 negres peó · e7 negres peó · f7 negres peó · g7 negres alfil · h7 negres peó · d6 negres peó · f6 negres cavall · g6 negres peó · c4 blanques peó · d4 blanques peó · e4 blanques peó · f4 blanques peó · c3 blanques cavall · a2 blanques peó · b2 blanques peó · g2 blanques peó · h2 blanques peó · a1 blanques torre · c1 blanques alfil · d1 blanques dama · e1 blanques rei · f1 blanques alfil · g1 blanques cavall · h1 blanques torre | a8 negres torre · b8 negres cavall · c8 negres alfil · d8 negres dama · f8 negres torre · g8 negres rei · a7 negres peó · b7 negres peó · c7 negres peó · e7 negres peó · f7 negres peó · g7 negres alfil · h7 negres peó · d6 negres peó · f6 negres cavall · g6 negres peó · c4 blanques peó · d4 blanques peó · e4 blanques peó · f4 blanques peó · c3 blanques cavall · a2 blanques peó · b2 blanques peó · g2 blanques peó · h2 blanques peó · a1 blanques torre · c1 blanques alfil · d1 blanques dama · e1 blanques rei · f1 blanques alfil · g1 blanques cavall · h1 blanques torre | a8 negres torre · b8 negres cavall · c8 negres alfil · d8 negres dama · f8 negres torre · g8 negres rei · a7 negres peó · b7 negres peó · c7 negres peó · e7 negres peó · f7 negres peó · g7 negres alfil · h7 negres peó · d6 negres peó · f6 negres cavall · g6 negres peó · c4 blanques peó · d4 blanques peó · e4 blanques peó · f4 blanques peó · c3 blanques cavall · a2 blanques peó · b2 blanques peó · g2 blanques peó · h2 blanques peó · a1 blanques torre · c1 blanques alfil · d1 blanques dama · e1 blanques rei · f1 blanques alfil · g1 blanques cavall · h1 blanques torre | a8 negres torre · b8 negres cavall · c8 negres alfil · d8 negres dama · f8 negres torre · g8 negres rei · a7 negres peó · b7 negres peó · c7 negres peó · e7 negres peó · f7 negres peó · g7 negres alfil · h7 negres peó · d6 negres peó · f6 negres cavall · g6 negres peó · c4 blanques peó · d4 blanques peó · e4 blanques peó · f4 blanques peó · c3 blanques cavall · a2 blanques peó · b2 blanques peó · g2 blanques peó · h2 blanques peó · a1 blanques torre · c1 blanques alfil · d1 blanques dama · e1 blanques rei · f1 blanques alfil · g1 blanques cavall · h1 blanques torre | a8 negres torre · b8 negres cavall · c8 negres alfil · d8 negres dama · f8 negres torre · g8 negres rei · a7 negres peó · b7 negres peó · c7 negres peó · e7 negres peó · f7 negres peó · g7 negres alfil · h7 negres peó · d6 negres peó · f6 negres cavall · g6 negres peó · c4 blanques peó · d4 blanques peó · e4 blanques peó · f4 blanques peó · c3 blanques cavall · a2 blanques peó · b2 blanques peó · g2 blanques peó · h2 blanques peó · a1 blanques torre · c1 blanques alfil · d1 blanques dama · e1 blanques rei · f1 blanques alfil · g1 blanques cavall · h1 blanques torre | a8 negres torre · b8 negres cavall · c8 negres alfil · d8 negres dama · f8 negres torre · g8 negres rei · a7 negres peó · b7 negres peó · c7 negres peó · e7 negres peó · f7 negres peó · g7 negres alfil · h7 negres peó · d6 negres peó · f6 negres cavall · g6 negres peó · c4 blanques peó · d4 blanques peó · e4 blanques peó · f4 blanques peó · c3 blanques cavall · a2 blanques peó · b2 blanques peó · g2 blanques peó · h2 blanques peó · a1 blanques torre · c1 blanques alfil · d1 blanques dama · e1 blanques rei · f1 blanques alfil · g1 blanques cavall · h1 blanques torre | 3 |
| 2 | a8 negres torre · b8 negres cavall · c8 negres alfil · d8 negres dama · f8 negres torre · g8 negres rei · a7 negres peó · b7 negres peó · c7 negres peó · e7 negres peó · f7 negres peó · g7 negres alfil · h7 negres peó · d6 negres peó · f6 negres cavall · g6 negres peó · c4 blanques peó · d4 blanques peó · e4 blanques peó · f4 blanques peó · c3 blanques cavall · a2 blanques peó · b2 blanques peó · g2 blanques peó · h2 blanques peó · a1 blanques torre · c1 blanques alfil · d1 blanques dama · e1 blanques rei · f1 blanques alfil · g1 blanques cavall · h1 blanques torre | a8 negres torre · b8 negres cavall · c8 negres alfil · d8 negres dama · f8 negres torre · g8 negres rei · a7 negres peó · b7 negres peó · c7 negres peó · e7 negres peó · f7 negres peó · g7 negres alfil · h7 negres peó · d6 negres peó · f6 negres cavall · g6 negres peó · c4 blanques peó · d4 blanques peó · e4 blanques peó · f4 blanques peó · c3 blanques cavall · a2 blanques peó · b2 blanques peó · g2 blanques peó · h2 blanques peó · a1 blanques torre · c1 blanques alfil · d1 blanques dama · e1 blanques rei · f1 blanques alfil · g1 blanques cavall · h1 blanques torre | a8 negres torre · b8 negres cavall · c8 negres alfil · d8 negres dama · f8 negres torre · g8 negres rei · a7 negres peó · b7 negres peó · c7 negres peó · e7 negres peó · f7 negres peó · g7 negres alfil · h7 negres peó · d6 negres peó · f6 negres cavall · g6 negres peó · c4 blanques peó · d4 blanques peó · e4 blanques peó · f4 blanques peó · c3 blanques cavall · a2 blanques peó · b2 blanques peó · g2 blanques peó · h2 blanques peó · a1 blanques torre · c1 blanques alfil · d1 blanques dama · e1 blanques rei · f1 blanques alfil · g1 blanques cavall · h1 blanques torre | a8 negres torre · b8 negres cavall · c8 negres alfil · d8 negres dama · f8 negres torre · g8 negres rei · a7 negres peó · b7 negres peó · c7 negres peó · e7 negres peó · f7 negres peó · g7 negres alfil · h7 negres peó · d6 negres peó · f6 negres cavall · g6 negres peó · c4 blanques peó · d4 blanques peó · e4 blanques peó · f4 blanques peó · c3 blanques cavall · a2 blanques peó · b2 blanques peó · g2 blanques peó · h2 blanques peó · a1 blanques torre · c1 blanques alfil · d1 blanques dama · e1 blanques rei · f1 blanques alfil · g1 blanques cavall · h1 blanques torre | a8 negres torre · b8 negres cavall · c8 negres alfil · d8 negres dama · f8 negres torre · g8 negres rei · a7 negres peó · b7 negres peó · c7 negres peó · e7 negres peó · f7 negres peó · g7 negres alfil · h7 negres peó · d6 negres peó · f6 negres cavall · g6 negres peó · c4 blanques peó · d4 blanques peó · e4 blanques peó · f4 blanques peó · c3 blanques cavall · a2 blanques peó · b2 blanques peó · g2 blanques peó · h2 blanques peó · a1 blanques torre · c1 blanques alfil · d1 blanques dama · e1 blanques rei · f1 blanques alfil · g1 blanques cavall · h1 blanques torre | a8 negres torre · b8 negres cavall · c8 negres alfil · d8 negres dama · f8 negres torre · g8 negres rei · a7 negres peó · b7 negres peó · c7 negres peó · e7 negres peó · f7 negres peó · g7 negres alfil · h7 negres peó · d6 negres peó · f6 negres cavall · g6 negres peó · c4 blanques peó · d4 blanques peó · e4 blanques peó · f4 blanques peó · c3 blanques cavall · a2 blanques peó · b2 blanques peó · g2 blanques peó · h2 blanques peó · a1 blanques torre · c1 blanques alfil · d1 blanques dama · e1 blanques rei · f1 blanques alfil · g1 blanques cavall · h1 blanques torre | a8 negres torre · b8 negres cavall · c8 negres alfil · d8 negres dama · f8 negres torre · g8 negres rei · a7 negres peó · b7 negres peó · c7 negres peó · e7 negres peó · f7 negres peó · g7 negres alfil · h7 negres peó · d6 negres peó · f6 negres cavall · g6 negres peó · c4 blanques peó · d4 blanques peó · e4 blanques peó · f4 blanques peó · c3 blanques cavall · a2 blanques peó · b2 blanques peó · g2 blanques peó · h2 blanques peó · a1 blanques torre · c1 blanques alfil · d1 blanques dama · e1 blanques rei · f1 blanques alfil · g1 blanques cavall · h1 blanques torre | a8 negres torre · b8 negres cavall · c8 negres alfil · d8 negres dama · f8 negres torre · g8 negres rei · a7 negres peó · b7 negres peó · c7 negres peó · e7 negres peó · f7 negres peó · g7 negres alfil · h7 negres peó · d6 negres peó · f6 negres cavall · g6 negres peó · c4 blanques peó · d4 blanques peó · e4 blanques peó · f4 blanques peó · c3 blanques cavall · a2 blanques peó · b2 blanques peó · g2 blanques peó · h2 blanques peó · a1 blanques torre · c1 blanques alfil · d1 blanques dama · e1 blanques rei · f1 blanques alfil · g1 blanques cavall · h1 blanques torre | 2 |
| 1 | a8 negres torre · b8 negres cavall · c8 negres alfil · d8 negres dama · f8 negres torre · g8 negres rei · a7 negres peó · b7 negres peó · c7 negres peó · e7 negres peó · f7 negres peó · g7 negres alfil · h7 negres peó · d6 negres peó · f6 negres cavall · g6 negres peó · c4 blanques peó · d4 blanques peó · e4 blanques peó · f4 blanques peó · c3 blanques cavall · a2 blanques peó · b2 blanques peó · g2 blanques peó · h2 blanques peó · a1 blanques torre · c1 blanques alfil · d1 blanques dama · e1 blanques rei · f1 blanques alfil · g1 blanques cavall · h1 blanques torre | a8 negres torre · b8 negres cavall · c8 negres alfil · d8 negres dama · f8 negres torre · g8 negres rei · a7 negres peó · b7 negres peó · c7 negres peó · e7 negres peó · f7 negres peó · g7 negres alfil · h7 negres peó · d6 negres peó · f6 negres cavall · g6 negres peó · c4 blanques peó · d4 blanques peó · e4 blanques peó · f4 blanques peó · c3 blanques cavall · a2 blanques peó · b2 blanques peó · g2 blanques peó · h2 blanques peó · a1 blanques torre · c1 blanques alfil · d1 blanques dama · e1 blanques rei · f1 blanques alfil · g1 blanques cavall · h1 blanques torre | a8 negres torre · b8 negres cavall · c8 negres alfil · d8 negres dama · f8 negres torre · g8 negres rei · a7 negres peó · b7 negres peó · c7 negres peó · e7 negres peó · f7 negres peó · g7 negres alfil · h7 negres peó · d6 negres peó · f6 negres cavall · g6 negres peó · c4 blanques peó · d4 blanques peó · e4 blanques peó · f4 blanques peó · c3 blanques cavall · a2 blanques peó · b2 blanques peó · g2 blanques peó · h2 blanques peó · a1 blanques torre · c1 blanques alfil · d1 blanques dama · e1 blanques rei · f1 blanques alfil · g1 blanques cavall · h1 blanques torre | a8 negres torre · b8 negres cavall · c8 negres alfil · d8 negres dama · f8 negres torre · g8 negres rei · a7 negres peó · b7 negres peó · c7 negres peó · e7 negres peó · f7 negres peó · g7 negres alfil · h7 negres peó · d6 negres peó · f6 negres cavall · g6 negres peó · c4 blanques peó · d4 blanques peó · e4 blanques peó · f4 blanques peó · c3 blanques cavall · a2 blanques peó · b2 blanques peó · g2 blanques peó · h2 blanques peó · a1 blanques torre · c1 blanques alfil · d1 blanques dama · e1 blanques rei · f1 blanques alfil · g1 blanques cavall · h1 blanques torre | a8 negres torre · b8 negres cavall · c8 negres alfil · d8 negres dama · f8 negres torre · g8 negres rei · a7 negres peó · b7 negres peó · c7 negres peó · e7 negres peó · f7 negres peó · g7 negres alfil · h7 negres peó · d6 negres peó · f6 negres cavall · g6 negres peó · c4 blanques peó · d4 blanques peó · e4 blanques peó · f4 blanques peó · c3 blanques cavall · a2 blanques peó · b2 blanques peó · g2 blanques peó · h2 blanques peó · a1 blanques torre · c1 blanques alfil · d1 blanques dama · e1 blanques rei · f1 blanques alfil · g1 blanques cavall · h1 blanques torre | a8 negres torre · b8 negres cavall · c8 negres alfil · d8 negres dama · f8 negres torre · g8 negres rei · a7 negres peó · b7 negres peó · c7 negres peó · e7 negres peó · f7 negres peó · g7 negres alfil · h7 negres peó · d6 negres peó · f6 negres cavall · g6 negres peó · c4 blanques peó · d4 blanques peó · e4 blanques peó · f4 blanques peó · c3 blanques cavall · a2 blanques peó · b2 blanques peó · g2 blanques peó · h2 blanques peó · a1 blanques torre · c1 blanques alfil · d1 blanques dama · e1 blanques rei · f1 blanques alfil · g1 blanques cavall · h1 blanques torre | a8 negres torre · b8 negres cavall · c8 negres alfil · d8 negres dama · f8 negres torre · g8 negres rei · a7 negres peó · b7 negres peó · c7 negres peó · e7 negres peó · f7 negres peó · g7 negres alfil · h7 negres peó · d6 negres peó · f6 negres cavall · g6 negres peó · c4 blanques peó · d4 blanques peó · e4 blanques peó · f4 blanques peó · c3 blanques cavall · a2 blanques peó · b2 blanques peó · g2 blanques peó · h2 blanques peó · a1 blanques torre · c1 blanques alfil · d1 blanques dama · e1 blanques rei · f1 blanques alfil · g1 blanques cavall · h1 blanques torre | a8 negres torre · b8 negres cavall · c8 negres alfil · d8 negres dama · f8 negres torre · g8 negres rei · a7 negres peó · b7 negres peó · c7 negres peó · e7 negres peó · f7 negres peó · g7 negres alfil · h7 negres peó · d6 negres peó · f6 negres cavall · g6 negres peó · c4 blanques peó · d4 blanques peó · e4 blanques peó · f4 blanques peó · c3 blanques cavall · a2 blanques peó · b2 blanques peó · g2 blanques peó · h2 blanques peó · a1 blanques torre · c1 blanques alfil · d1 blanques dama · e1 blanques rei · f1 blanques alfil · g1 blanques cavall · h1 blanques torre | 1 |
|   | a | b | c | d | e | f | g | h |   |

Un jugador té un centre de peons quan disposa de diversos peons (coordinats) al centre. Per extensió, els peons situats a les caselles adjacents al centre poden considerar-se també com a part del centre de peons. Tenir un gran centre de peons com el del diagrama de la dreta, es considerava com a clarament avantatjós fins que aquesta teoria va ser discutida per l'escola hipermoderna. Vegeu l'atac dels quatre peons de la defensa índia de rei per un exemple d'obertura que duu a obtenir un gran centre de peons.

### Centre mòbil
Centre de peons que és capaç d'avançar coordinadament sense afeblir-se. Hom diu que quan un jugador fa avançar els peons, els empeny.

### Cobrir
Protegir una peça o controlar una casella. Per exemple, per fer escac i mat a un rei a la vora del tauler, cal cobrir les cinc caselles adjacents al rei.

### Collar
Fer jugades que restringeixin la posició del rival, o la mobilitat de les seves peces. Hom diu que un jugador amb una posició molt restringida "està collat".

### Color
Les peces blanques o negres. El concepte també es pot referir a una casella o caselles concretes, per exemple, després de 1.e4 les blanques han jugat un peó a casella blanca.

### Columna
Una columna, o successió vertical de caselles de l'escaquer. Una columna específica pot anomenar-se ja sigui per la seva posició segons la notació algebraica, a–h, o bé usant la seva posició segons la notació descriptiva. Per exemple, la columna f, o bé la columna d'alfil de rei, comprèn les caselles f1–f8 o bé 1AR–8AR.

### Columna oberta
Una columna en la qual no hi ha peons. Es diu que el jugador que primer situa una torre en una columna oberta "domina" la columna. El domini de les columnes obertes és un factor important a l'hora de valorar una posició.

### Columna semioberta
Una columna en la qual hi ha peons només d'un dels dos jugadors. Si l'altre jugador situa una peça major a la columna semioberta, exerceix pressió sobre els peons rivals.

### Columna tancada
Una columna en la qual ambdós jugadors hi tenen almenys un peó.

### Comentaris
Anàlisi escrita d'una partida. Es pot fer fent servir una combinació de text, símbols d'escacs i/o notació d'escacs.

### Contragambit
Un gambit que fan les negres, per exemple el contragambit Greco, més habitualment anomenat avui en dia gambit letó (1.e4 e5 2.Cf3 f5?!); el contragambit Albin (1.d4 d5 2.c4 e5); o el contragambit Falkbeer (1.e4 e5 2.f4 d5). No cal que una defensa dugui la paraula «contragambit» al nom, per ser-ne un; per exemple, el gambit Benko (1.d4 Cf6 2.c4 c5 3.d5 b5), el gambit Englund (1.d4 e5?), el gambit Budapest (1.d4 Cf6 2.c4 e5), el gambit Blackburne Shilling (1.e4 e5 2.Cf3 Cc6 3.Ac4 Cd4?!) i moltes línies de la defensa dels dos cavalls (p. ex. 1.e4 e5 2.Cf3 Cc6 3.Ac4 Cf6 4.Cg5 i ara 4...Ac5!? (variant Wilkes-Barre del contraatac Traxler), 4...Cxe4?!, 4...d5 5.exd5 Ca5 6.Ab5+ c6 (la línia principal), 4...d5 5.exd5 Cd4 (la variant Fritz), i 4...d5 5.exd5 b5 (la variant Ulvestad)) són tots ells exemples de contragambits.

### Contrajoc
Maniobra activa de banda del jugador que té una posició inferior o defensiva.

### Control amb increment
Una mena de control de temps que fa possible que el jugador pugui evitar que el seu temps decreixi cada cop que fa una jugada (com en el cas de la mort súbita). Els tipus més importants de control amb increment en escacs són el control de temps de Bronstein i el control de temps de Fischer.

### Control de temps
El temps predefinit per jugar una partida, normalment mesurat amb un rellotge d'escacs. Del que es tracta és normalment és de fer un cert nombre de jugades en el període predeterminat, (per exemple, 40 moviments en 2½ hores), tot i que el control de temps també es pot referir simplement al màxim total de temps que pot durar la partida sencera (per exemple, 5 minuts per una partida ràpida). També s'usen sistemes híbrids de control de temps, i els controls amb increment han esdevingut cada cop més populars després de la popularització dels rellotges digitals.

### Control de temps de Bronstein
Un tipus de control de temps amb increment, inventat per David Bronstein. Quan és el torn d'un jugador, el rellotge espera durant el temps acordat, abans de començar a restar temps del que li quedava al jugador.

### Control de temps de Fischer
Un tipus de control de temps amb increment, inventat per Robert Fischer. Quan és el torn d'un jugador, l'increment s'afegeix al temps que li quedava al jugador.

### Control del centre
Hom diu que un jugador controla el centre quan les seves peces exerceixen més influència que les del rival sobre el centre. Important estratègia i un dels principals objectius en l'obertura. Vegeu també peça centralitzada.

### Cook
Una solució inesperada d'un problema d'escacs. El terme s'empra també per a referir-se a la refutació d'una anàlisi publicada. Vegeu també bust.

### Combinació
Una intel·ligent seqüència de jugades, sovint implicant un sacrifici, que permet guanyar l'avantatge. Els moviments del rival són sovint forçats, en el sentit que no permeten el rival de triar entre diverses continuacions possibles.

### Compensació
Una contrapartida indeterminada que rep un jugador a canvi de fer una acció que implica perdre material, per exemple, quan se sacrifica material a canvi de desenvolupament, o quan es canvia una peça menor per tres peons.

### Componc
"Componc!" és el que cal dir quan el jugador pretén ajustar o centrar la posició d'una peça a la seva casella sense necessitat de moure-la. Això només es pot fer quan és el torn del jugador i l'acció és precedida per la paraula "componc!" (o "j'adoube!", "I adjust!") dita en veu alta. Vegeu també J'adoube.

### Coronació
Vegeu promoció.
La Coronació és específicament la promoció a dama, i és un terme més rarament usat per indicar promoció a cavall, torre, o alfil, que són promocions menors.

### Correcte
En anglès:Sound. Un sacrifici que té prou compensació, una obertura o variant de la qual hom no en coneix la refutació, o una composició que no té cooks.

### Chess960
Variació dels escacs en què la posició inicial de les peces que no són peons és aleatòria.

## D

### D
Símbol usat per a designar les jugades de dama en partides anotades en català

### Debilitat de la primera fila
Situació en què un jugador és sota amenaça de rebre el mat de la primera fila i no té temps o opció de crear una via d'escapament per al rei, de manera que ha d'estar constantment pendent de defensar-se de l'amenaça, per exemple, mantenint sempre una torre a la primera fila.

### Defensa
(1) Moviment, o pla, per contrarestar un atac de l'oponent;
(2) una obertura d'escacs jugada per les negres, per exemple la defensa escandinava, defensa índia de rei, defensa francesa, etc.

### Defensa índia
Una obertura d'escacs que comença amb 1.d4 Cf6. Originalment s'usava per descriure defenses de peó de dama que implicaven un fianchetto d'un o d'ambdós alfils negres, actualment defineix totes les defenses negres sorgides després de 1.d4 Cf6 que no transposen al gambit de dama.

### Deixar-se una peça
Oblidar de protegir o retirar una peça amenaçada, permetent que el rival la capturi, un error que normalment és decisiu. Vegeu peça penjant

### Derrota
Pèrdua de la partida per un jugador, que pot ocórrer per haver rebut escac i mat per part de l'altre jugador, per abandonament, excedir el control de temps, o per haver estat eliminat per la direcció del torneig. Com que els escacs són un joc de suma zero, això implica la victòria de l'altre jugador, llevat de la molt inusual circumstància que el director del torneig elimini ambdós jugadors, per exemple per fer trampes o per haver ambdós jugadors excedit el límit de temps.

### Desclavar-se
Trencar, o desfer-se d'una clavada. Això permet que es mogui una peça que abans estava clavada.

### Descoberta
Un atac fet per una dama, torre, o alfil, quan una altra peça s'aparta del seu camí.

### Desenvolupar
A l'obertura, moure una peça des de la seva casella original a una altra per fer-la més activa.

### Desperado
- Una peça que sembla determinada a autoimmolar-se, normalment per tal de provocar un ofegat. En aquest cas també pot anomenar-se peça boja
- Una peça que s'entrega com més aviat millor, en una situació en què ambdós bàndols tenen peces penjants.

### Destrets de temps o problemes de temps
També zeitnot: Tenir molt poc temps restant al propi rellotge (especialment si queden menys de cinc minuts) per completar les jugades necessàries, o per acabar la partida. Vegeu Control de temps i Destret de temps

### Desviació
En anglès: deflect. Provocar que una peça es mogui a una casella menys adequada. Es fa servir típicament en el context d'una combinació, quan la peça desviada és crítica per la defensa. És el procediment invers de l'atracció (en anglès: decoy. Mentre que a l'atracció es tracta d'atraure una peça a una mala casella, la desviació implica treure una peça enemiga d'una bona casella, i especialment si es tracta d'una casella des d'on defensa una amenaça sobre una altra peça. La desviació és un concepte molt lligat al de sobrecàrrega (en anglès: overloading).

### Diagonal
Una línia de caselles del mateix color entre dues cantonades del tauler, al llarg de la qual es poden moure la dama o l'alfil. Vegeu també gran diagonal.

### Diagonal llarga
Vegeu gran diagonal

### Dibuix
En anglès: Brilliancy. Partida espectacular i bonica, que generalment conté atacs, sacrificis, i jugades inesperades. No n'és un requisit el joc profund ni massa correcte, ni que els dos bàndols hagin fet els moviments més correctes. Vegeu miniatura

### Dinamisme
Un estil de joc en el qual l'activitat de les peces és prioritzada per davant d'altres consideracions posicionals, fins i tot fins al punt d'acceptar debilitats permanents de tipus estructural o espacial. El concepte va néixer dels ensenyaments del moviment hipermodern, i canvià el dogma anterior basat en l'escola clàssica al qual havien donat suport anteriorment Wilhelm Steinitz i Siegbert Tarrasch.

### Director del torneig
Organitzador i àrbitre d'un torneig d'escacs, responsable de fer complir les regles i les Lleis dels escacs.

### Doblar
Situar les dues torres, o la dama i una torre en la mateixa columna, de manera que sumin la seva força en l'acció sobre la columna. El concepte també s'utilitza quan se situen dues torres coordinadament en una fila del camp contrari (normalment la setena fila). Un cop executada l'acció, hom diu que té les torres doblades. Vegeu també canó d'Alekhin

### Dominació
Una situació en què és inevitable la captura d'una peça, a despit del fet que en realitat té llibertat de moviments. Ocorre normalment en problemes d'escacs.

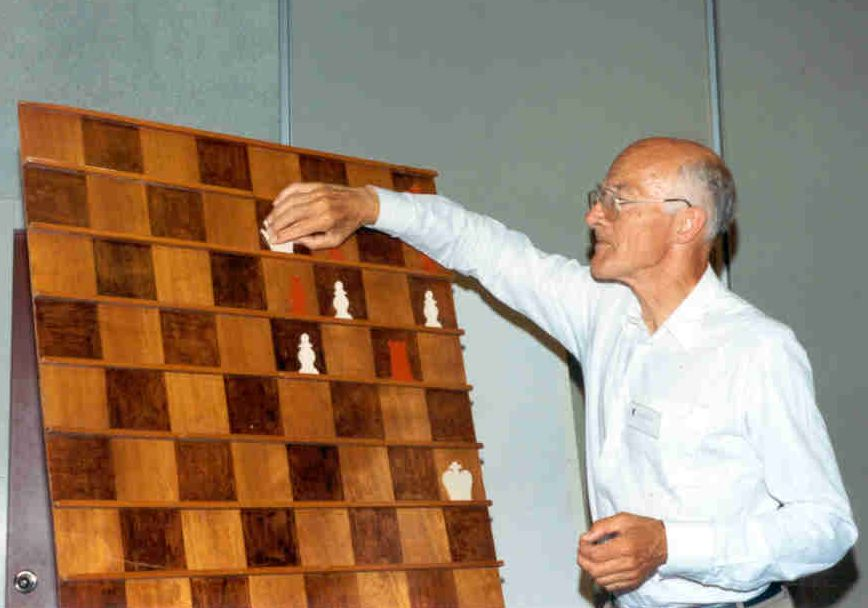
Wouter Mees a la taula de demostració

## E

### ECO
L'Enciclopèdia d'Obertures d'Escacs o Encyclopaedia of Chess Openings, un tractat d'obertures exhaustiu, que és una obra de referència en escacs. També es pot referir al sistema de classificació (Codi ECO) per obertures d'escacs, emprat en aquesta enciclopèdia, i que assigna un codi alfanumèric des d'A00 fins a E99 a cada variant d'obertura.

### ECF
Acrònim en anglès de la Federació Anglesa d'Escacs (English Chess Federation, ECF), responsable dels escacs a la Gran Bretanya i membre de la FIDE. Anteriorment era coneguda com a Federació Britànica d'Escacs ( British Chess Federation. BCF), fins al 2005, quan va canviar de nom.

### Elo
El sistema Elo és un mètode per calcular la força relativa dels jugadors d'escacs, anomenat així per l'hongarès Arpad Elo. Des del 1970 la FIDE publica un rànquing internacional de jugadors basat en aquest sistema.

### Emparellament
Assignació de rivals en un torneig. L'emparellament és especialment dificultós en l'àmbit dels escacs, degut a la necessitat d'intentar que tots els jugadors facin igual nombre de partides amb blanques que amb negres, i d'evitar que el mateix jugador jugui amb el mateix color en massa partides consecutives. Els mètodes d'emparellament més comuns usats en torneigs d'escacs són el round-robin i el sistema suís.

### Empènyer
Fer avançar un peó. Per extensió, en diverses jugades, també es pot empènyer una cadena de peons, o un centre mòbil

### En passant
("al pas"; derivat del francès) La regla que permet que un peó que acaba d'avançar dues caselles sigui capturat per un peó que estigui a la mateixa fila en una columna adjacent. El peó és capturat per tant de la mateixa manera que si s'hagués mogut una sola casella endavant. Només és possible la captura en passant o al pas en la següent jugada.

### En prise
|   | a | b | c | d | e | f | g | h |   |
| 8 | a8 negres torre · b8 negres cavall · c8 negres alfil · d8 negres dama · e8 negres rei · f8 negres alfil · h8 negres torre · a7 negres peó · b7 negres peó · c7 negres peó · d7 negres peó · e7 negres peó · f7 negres peó · g7 negres peó · h7 negres peó · f6 negres cavall · e4 blanques peó · f3 blanques cavall · a2 blanques peó · b2 blanques peó · c2 blanques peó · d2 blanques peó · f2 blanques peó · g2 blanques peó · h2 blanques peó · a1 blanques torre · b1 blanques cavall · c1 blanques alfil · d1 blanques dama · e1 blanques rei · f1 blanques alfil · h1 blanques torre | a8 negres torre · b8 negres cavall · c8 negres alfil · d8 negres dama · e8 negres rei · f8 negres alfil · h8 negres torre · a7 negres peó · b7 negres peó · c7 negres peó · d7 negres peó · e7 negres peó · f7 negres peó · g7 negres peó · h7 negres peó · f6 negres cavall · e4 blanques peó · f3 blanques cavall · a2 blanques peó · b2 blanques peó · c2 blanques peó · d2 blanques peó · f2 blanques peó · g2 blanques peó · h2 blanques peó · a1 blanques torre · b1 blanques cavall · c1 blanques alfil · d1 blanques dama · e1 blanques rei · f1 blanques alfil · h1 blanques torre | a8 negres torre · b8 negres cavall · c8 negres alfil · d8 negres dama · e8 negres rei · f8 negres alfil · h8 negres torre · a7 negres peó · b7 negres peó · c7 negres peó · d7 negres peó · e7 negres peó · f7 negres peó · g7 negres peó · h7 negres peó · f6 negres cavall · e4 blanques peó · f3 blanques cavall · a2 blanques peó · b2 blanques peó · c2 blanques peó · d2 blanques peó · f2 blanques peó · g2 blanques peó · h2 blanques peó · a1 blanques torre · b1 blanques cavall · c1 blanques alfil · d1 blanques dama · e1 blanques rei · f1 blanques alfil · h1 blanques torre | a8 negres torre · b8 negres cavall · c8 negres alfil · d8 negres dama · e8 negres rei · f8 negres alfil · h8 negres torre · a7 negres peó · b7 negres peó · c7 negres peó · d7 negres peó · e7 negres peó · f7 negres peó · g7 negres peó · h7 negres peó · f6 negres cavall · e4 blanques peó · f3 blanques cavall · a2 blanques peó · b2 blanques peó · c2 blanques peó · d2 blanques peó · f2 blanques peó · g2 blanques peó · h2 blanques peó · a1 blanques torre · b1 blanques cavall · c1 blanques alfil · d1 blanques dama · e1 blanques rei · f1 blanques alfil · h1 blanques torre | a8 negres torre · b8 negres cavall · c8 negres alfil · d8 negres dama · e8 negres rei · f8 negres alfil · h8 negres torre · a7 negres peó · b7 negres peó · c7 negres peó · d7 negres peó · e7 negres peó · f7 negres peó · g7 negres peó · h7 negres peó · f6 negres cavall · e4 blanques peó · f3 blanques cavall · a2 blanques peó · b2 blanques peó · c2 blanques peó · d2 blanques peó · f2 blanques peó · g2 blanques peó · h2 blanques peó · a1 blanques torre · b1 blanques cavall · c1 blanques alfil · d1 blanques dama · e1 blanques rei · f1 blanques alfil · h1 blanques torre | a8 negres torre · b8 negres cavall · c8 negres alfil · d8 negres dama · e8 negres rei · f8 negres alfil · h8 negres torre · a7 negres peó · b7 negres peó · c7 negres peó · d7 negres peó · e7 negres peó · f7 negres peó · g7 negres peó · h7 negres peó · f6 negres cavall · e4 blanques peó · f3 blanques cavall · a2 blanques peó · b2 blanques peó · c2 blanques peó · d2 blanques peó · f2 blanques peó · g2 blanques peó · h2 blanques peó · a1 blanques torre · b1 blanques cavall · c1 blanques alfil · d1 blanques dama · e1 blanques rei · f1 blanques alfil · h1 blanques torre | a8 negres torre · b8 negres cavall · c8 negres alfil · d8 negres dama · e8 negres rei · f8 negres alfil · h8 negres torre · a7 negres peó · b7 negres peó · c7 negres peó · d7 negres peó · e7 negres peó · f7 negres peó · g7 negres peó · h7 negres peó · f6 negres cavall · e4 blanques peó · f3 blanques cavall · a2 blanques peó · b2 blanques peó · c2 blanques peó · d2 blanques peó · f2 blanques peó · g2 blanques peó · h2 blanques peó · a1 blanques torre · b1 blanques cavall · c1 blanques alfil · d1 blanques dama · e1 blanques rei · f1 blanques alfil · h1 blanques torre | a8 negres torre · b8 negres cavall · c8 negres alfil · d8 negres dama · e8 negres rei · f8 negres alfil · h8 negres torre · a7 negres peó · b7 negres peó · c7 negres peó · d7 negres peó · e7 negres peó · f7 negres peó · g7 negres peó · h7 negres peó · f6 negres cavall · e4 blanques peó · f3 blanques cavall · a2 blanques peó · b2 blanques peó · c2 blanques peó · d2 blanques peó · f2 blanques peó · g2 blanques peó · h2 blanques peó · a1 blanques torre · b1 blanques cavall · c1 blanques alfil · d1 blanques dama · e1 blanques rei · f1 blanques alfil · h1 blanques torre | 8 |
| 7 | a8 negres torre · b8 negres cavall · c8 negres alfil · d8 negres dama · e8 negres rei · f8 negres alfil · h8 negres torre · a7 negres peó · b7 negres peó · c7 negres peó · d7 negres peó · e7 negres peó · f7 negres peó · g7 negres peó · h7 negres peó · f6 negres cavall · e4 blanques peó · f3 blanques cavall · a2 blanques peó · b2 blanques peó · c2 blanques peó · d2 blanques peó · f2 blanques peó · g2 blanques peó · h2 blanques peó · a1 blanques torre · b1 blanques cavall · c1 blanques alfil · d1 blanques dama · e1 blanques rei · f1 blanques alfil · h1 blanques torre | a8 negres torre · b8 negres cavall · c8 negres alfil · d8 negres dama · e8 negres rei · f8 negres alfil · h8 negres torre · a7 negres peó · b7 negres peó · c7 negres peó · d7 negres peó · e7 negres peó · f7 negres peó · g7 negres peó · h7 negres peó · f6 negres cavall · e4 blanques peó · f3 blanques cavall · a2 blanques peó · b2 blanques peó · c2 blanques peó · d2 blanques peó · f2 blanques peó · g2 blanques peó · h2 blanques peó · a1 blanques torre · b1 blanques cavall · c1 blanques alfil · d1 blanques dama · e1 blanques rei · f1 blanques alfil · h1 blanques torre | a8 negres torre · b8 negres cavall · c8 negres alfil · d8 negres dama · e8 negres rei · f8 negres alfil · h8 negres torre · a7 negres peó · b7 negres peó · c7 negres peó · d7 negres peó · e7 negres peó · f7 negres peó · g7 negres peó · h7 negres peó · f6 negres cavall · e4 blanques peó · f3 blanques cavall · a2 blanques peó · b2 blanques peó · c2 blanques peó · d2 blanques peó · f2 blanques peó · g2 blanques peó · h2 blanques peó · a1 blanques torre · b1 blanques cavall · c1 blanques alfil · d1 blanques dama · e1 blanques rei · f1 blanques alfil · h1 blanques torre | a8 negres torre · b8 negres cavall · c8 negres alfil · d8 negres dama · e8 negres rei · f8 negres alfil · h8 negres torre · a7 negres peó · b7 negres peó · c7 negres peó · d7 negres peó · e7 negres peó · f7 negres peó · g7 negres peó · h7 negres peó · f6 negres cavall · e4 blanques peó · f3 blanques cavall · a2 blanques peó · b2 blanques peó · c2 blanques peó · d2 blanques peó · f2 blanques peó · g2 blanques peó · h2 blanques peó · a1 blanques torre · b1 blanques cavall · c1 blanques alfil · d1 blanques dama · e1 blanques rei · f1 blanques alfil · h1 blanques torre | a8 negres torre · b8 negres cavall · c8 negres alfil · d8 negres dama · e8 negres rei · f8 negres alfil · h8 negres torre · a7 negres peó · b7 negres peó · c7 negres peó · d7 negres peó · e7 negres peó · f7 negres peó · g7 negres peó · h7 negres peó · f6 negres cavall · e4 blanques peó · f3 blanques cavall · a2 blanques peó · b2 blanques peó · c2 blanques peó · d2 blanques peó · f2 blanques peó · g2 blanques peó · h2 blanques peó · a1 blanques torre · b1 blanques cavall · c1 blanques alfil · d1 blanques dama · e1 blanques rei · f1 blanques alfil · h1 blanques torre | a8 negres torre · b8 negres cavall · c8 negres alfil · d8 negres dama · e8 negres rei · f8 negres alfil · h8 negres torre · a7 negres peó · b7 negres peó · c7 negres peó · d7 negres peó · e7 negres peó · f7 negres peó · g7 negres peó · h7 negres peó · f6 negres cavall · e4 blanques peó · f3 blanques cavall · a2 blanques peó · b2 blanques peó · c2 blanques peó · d2 blanques peó · f2 blanques peó · g2 blanques peó · h2 blanques peó · a1 blanques torre · b1 blanques cavall · c1 blanques alfil · d1 blanques dama · e1 blanques rei · f1 blanques alfil · h1 blanques torre | a8 negres torre · b8 negres cavall · c8 negres alfil · d8 negres dama · e8 negres rei · f8 negres alfil · h8 negres torre · a7 negres peó · b7 negres peó · c7 negres peó · d7 negres peó · e7 negres peó · f7 negres peó · g7 negres peó · h7 negres peó · f6 negres cavall · e4 blanques peó · f3 blanques cavall · a2 blanques peó · b2 blanques peó · c2 blanques peó · d2 blanques peó · f2 blanques peó · g2 blanques peó · h2 blanques peó · a1 blanques torre · b1 blanques cavall · c1 blanques alfil · d1 blanques dama · e1 blanques rei · f1 blanques alfil · h1 blanques torre | a8 negres torre · b8 negres cavall · c8 negres alfil · d8 negres dama · e8 negres rei · f8 negres alfil · h8 negres torre · a7 negres peó · b7 negres peó · c7 negres peó · d7 negres peó · e7 negres peó · f7 negres peó · g7 negres peó · h7 negres peó · f6 negres cavall · e4 blanques peó · f3 blanques cavall · a2 blanques peó · b2 blanques peó · c2 blanques peó · d2 blanques peó · f2 blanques peó · g2 blanques peó · h2 blanques peó · a1 blanques torre · b1 blanques cavall · c1 blanques alfil · d1 blanques dama · e1 blanques rei · f1 blanques alfil · h1 blanques torre | 7 |
| 6 | a8 negres torre · b8 negres cavall · c8 negres alfil · d8 negres dama · e8 negres rei · f8 negres alfil · h8 negres torre · a7 negres peó · b7 negres peó · c7 negres peó · d7 negres peó · e7 negres peó · f7 negres peó · g7 negres peó · h7 negres peó · f6 negres cavall · e4 blanques peó · f3 blanques cavall · a2 blanques peó · b2 blanques peó · c2 blanques peó · d2 blanques peó · f2 blanques peó · g2 blanques peó · h2 blanques peó · a1 blanques torre · b1 blanques cavall · c1 blanques alfil · d1 blanques dama · e1 blanques rei · f1 blanques alfil · h1 blanques torre | a8 negres torre · b8 negres cavall · c8 negres alfil · d8 negres dama · e8 negres rei · f8 negres alfil · h8 negres torre · a7 negres peó · b7 negres peó · c7 negres peó · d7 negres peó · e7 negres peó · f7 negres peó · g7 negres peó · h7 negres peó · f6 negres cavall · e4 blanques peó · f3 blanques cavall · a2 blanques peó · b2 blanques peó · c2 blanques peó · d2 blanques peó · f2 blanques peó · g2 blanques peó · h2 blanques peó · a1 blanques torre · b1 blanques cavall · c1 blanques alfil · d1 blanques dama · e1 blanques rei · f1 blanques alfil · h1 blanques torre | a8 negres torre · b8 negres cavall · c8 negres alfil · d8 negres dama · e8 negres rei · f8 negres alfil · h8 negres torre · a7 negres peó · b7 negres peó · c7 negres peó · d7 negres peó · e7 negres peó · f7 negres peó · g7 negres peó · h7 negres peó · f6 negres cavall · e4 blanques peó · f3 blanques cavall · a2 blanques peó · b2 blanques peó · c2 blanques peó · d2 blanques peó · f2 blanques peó · g2 blanques peó · h2 blanques peó · a1 blanques torre · b1 blanques cavall · c1 blanques alfil · d1 blanques dama · e1 blanques rei · f1 blanques alfil · h1 blanques torre | a8 negres torre · b8 negres cavall · c8 negres alfil · d8 negres dama · e8 negres rei · f8 negres alfil · h8 negres torre · a7 negres peó · b7 negres peó · c7 negres peó · d7 negres peó · e7 negres peó · f7 negres peó · g7 negres peó · h7 negres peó · f6 negres cavall · e4 blanques peó · f3 blanques cavall · a2 blanques peó · b2 blanques peó · c2 blanques peó · d2 blanques peó · f2 blanques peó · g2 blanques peó · h2 blanques peó · a1 blanques torre · b1 blanques cavall · c1 blanques alfil · d1 blanques dama · e1 blanques rei · f1 blanques alfil · h1 blanques torre | a8 negres torre · b8 negres cavall · c8 negres alfil · d8 negres dama · e8 negres rei · f8 negres alfil · h8 negres torre · a7 negres peó · b7 negres peó · c7 negres peó · d7 negres peó · e7 negres peó · f7 negres peó · g7 negres peó · h7 negres peó · f6 negres cavall · e4 blanques peó · f3 blanques cavall · a2 blanques peó · b2 blanques peó · c2 blanques peó · d2 blanques peó · f2 blanques peó · g2 blanques peó · h2 blanques peó · a1 blanques torre · b1 blanques cavall · c1 blanques alfil · d1 blanques dama · e1 blanques rei · f1 blanques alfil · h1 blanques torre | a8 negres torre · b8 negres cavall · c8 negres alfil · d8 negres dama · e8 negres rei · f8 negres alfil · h8 negres torre · a7 negres peó · b7 negres peó · c7 negres peó · d7 negres peó · e7 negres peó · f7 negres peó · g7 negres peó · h7 negres peó · f6 negres cavall · e4 blanques peó · f3 blanques cavall · a2 blanques peó · b2 blanques peó · c2 blanques peó · d2 blanques peó · f2 blanques peó · g2 blanques peó · h2 blanques peó · a1 blanques torre · b1 blanques cavall · c1 blanques alfil · d1 blanques dama · e1 blanques rei · f1 blanques alfil · h1 blanques torre | a8 negres torre · b8 negres cavall · c8 negres alfil · d8 negres dama · e8 negres rei · f8 negres alfil · h8 negres torre · a7 negres peó · b7 negres peó · c7 negres peó · d7 negres peó · e7 negres peó · f7 negres peó · g7 negres peó · h7 negres peó · f6 negres cavall · e4 blanques peó · f3 blanques cavall · a2 blanques peó · b2 blanques peó · c2 blanques peó · d2 blanques peó · f2 blanques peó · g2 blanques peó · h2 blanques peó · a1 blanques torre · b1 blanques cavall · c1 blanques alfil · d1 blanques dama · e1 blanques rei · f1 blanques alfil · h1 blanques torre | a8 negres torre · b8 negres cavall · c8 negres alfil · d8 negres dama · e8 negres rei · f8 negres alfil · h8 negres torre · a7 negres peó · b7 negres peó · c7 negres peó · d7 negres peó · e7 negres peó · f7 negres peó · g7 negres peó · h7 negres peó · f6 negres cavall · e4 blanques peó · f3 blanques cavall · a2 blanques peó · b2 blanques peó · c2 blanques peó · d2 blanques peó · f2 blanques peó · g2 blanques peó · h2 blanques peó · a1 blanques torre · b1 blanques cavall · c1 blanques alfil · d1 blanques dama · e1 blanques rei · f1 blanques alfil · h1 blanques torre | 6 |
| 5 | a8 negres torre · b8 negres cavall · c8 negres alfil · d8 negres dama · e8 negres rei · f8 negres alfil · h8 negres torre · a7 negres peó · b7 negres peó · c7 negres peó · d7 negres peó · e7 negres peó · f7 negres peó · g7 negres peó · h7 negres peó · f6 negres cavall · e4 blanques peó · f3 blanques cavall · a2 blanques peó · b2 blanques peó · c2 blanques peó · d2 blanques peó · f2 blanques peó · g2 blanques peó · h2 blanques peó · a1 blanques torre · b1 blanques cavall · c1 blanques alfil · d1 blanques dama · e1 blanques rei · f1 blanques alfil · h1 blanques torre | a8 negres torre · b8 negres cavall · c8 negres alfil · d8 negres dama · e8 negres rei · f8 negres alfil · h8 negres torre · a7 negres peó · b7 negres peó · c7 negres peó · d7 negres peó · e7 negres peó · f7 negres peó · g7 negres peó · h7 negres peó · f6 negres cavall · e4 blanques peó · f3 blanques cavall · a2 blanques peó · b2 blanques peó · c2 blanques peó · d2 blanques peó · f2 blanques peó · g2 blanques peó · h2 blanques peó · a1 blanques torre · b1 blanques cavall · c1 blanques alfil · d1 blanques dama · e1 blanques rei · f1 blanques alfil · h1 blanques torre | a8 negres torre · b8 negres cavall · c8 negres alfil · d8 negres dama · e8 negres rei · f8 negres alfil · h8 negres torre · a7 negres peó · b7 negres peó · c7 negres peó · d7 negres peó · e7 negres peó · f7 negres peó · g7 negres peó · h7 negres peó · f6 negres cavall · e4 blanques peó · f3 blanques cavall · a2 blanques peó · b2 blanques peó · c2 blanques peó · d2 blanques peó · f2 blanques peó · g2 blanques peó · h2 blanques peó · a1 blanques torre · b1 blanques cavall · c1 blanques alfil · d1 blanques dama · e1 blanques rei · f1 blanques alfil · h1 blanques torre | a8 negres torre · b8 negres cavall · c8 negres alfil · d8 negres dama · e8 negres rei · f8 negres alfil · h8 negres torre · a7 negres peó · b7 negres peó · c7 negres peó · d7 negres peó · e7 negres peó · f7 negres peó · g7 negres peó · h7 negres peó · f6 negres cavall · e4 blanques peó · f3 blanques cavall · a2 blanques peó · b2 blanques peó · c2 blanques peó · d2 blanques peó · f2 blanques peó · g2 blanques peó · h2 blanques peó · a1 blanques torre · b1 blanques cavall · c1 blanques alfil · d1 blanques dama · e1 blanques rei · f1 blanques alfil · h1 blanques torre | a8 negres torre · b8 negres cavall · c8 negres alfil · d8 negres dama · e8 negres rei · f8 negres alfil · h8 negres torre · a7 negres peó · b7 negres peó · c7 negres peó · d7 negres peó · e7 negres peó · f7 negres peó · g7 negres peó · h7 negres peó · f6 negres cavall · e4 blanques peó · f3 blanques cavall · a2 blanques peó · b2 blanques peó · c2 blanques peó · d2 blanques peó · f2 blanques peó · g2 blanques peó · h2 blanques peó · a1 blanques torre · b1 blanques cavall · c1 blanques alfil · d1 blanques dama · e1 blanques rei · f1 blanques alfil · h1 blanques torre | a8 negres torre · b8 negres cavall · c8 negres alfil · d8 negres dama · e8 negres rei · f8 negres alfil · h8 negres torre · a7 negres peó · b7 negres peó · c7 negres peó · d7 negres peó · e7 negres peó · f7 negres peó · g7 negres peó · h7 negres peó · f6 negres cavall · e4 blanques peó · f3 blanques cavall · a2 blanques peó · b2 blanques peó · c2 blanques peó · d2 blanques peó · f2 blanques peó · g2 blanques peó · h2 blanques peó · a1 blanques torre · b1 blanques cavall · c1 blanques alfil · d1 blanques dama · e1 blanques rei · f1 blanques alfil · h1 blanques torre | a8 negres torre · b8 negres cavall · c8 negres alfil · d8 negres dama · e8 negres rei · f8 negres alfil · h8 negres torre · a7 negres peó · b7 negres peó · c7 negres peó · d7 negres peó · e7 negres peó · f7 negres peó · g7 negres peó · h7 negres peó · f6 negres cavall · e4 blanques peó · f3 blanques cavall · a2 blanques peó · b2 blanques peó · c2 blanques peó · d2 blanques peó · f2 blanques peó · g2 blanques peó · h2 blanques peó · a1 blanques torre · b1 blanques cavall · c1 blanques alfil · d1 blanques dama · e1 blanques rei · f1 blanques alfil · h1 blanques torre | a8 negres torre · b8 negres cavall · c8 negres alfil · d8 negres dama · e8 negres rei · f8 negres alfil · h8 negres torre · a7 negres peó · b7 negres peó · c7 negres peó · d7 negres peó · e7 negres peó · f7 negres peó · g7 negres peó · h7 negres peó · f6 negres cavall · e4 blanques peó · f3 blanques cavall · a2 blanques peó · b2 blanques peó · c2 blanques peó · d2 blanques peó · f2 blanques peó · g2 blanques peó · h2 blanques peó · a1 blanques torre · b1 blanques cavall · c1 blanques alfil · d1 blanques dama · e1 blanques rei · f1 blanques alfil · h1 blanques torre | 5 |
| 4 | a8 negres torre · b8 negres cavall · c8 negres alfil · d8 negres dama · e8 negres rei · f8 negres alfil · h8 negres torre · a7 negres peó · b7 negres peó · c7 negres peó · d7 negres peó · e7 negres peó · f7 negres peó · g7 negres peó · h7 negres peó · f6 negres cavall · e4 blanques peó · f3 blanques cavall · a2 blanques peó · b2 blanques peó · c2 blanques peó · d2 blanques peó · f2 blanques peó · g2 blanques peó · h2 blanques peó · a1 blanques torre · b1 blanques cavall · c1 blanques alfil · d1 blanques dama · e1 blanques rei · f1 blanques alfil · h1 blanques torre | a8 negres torre · b8 negres cavall · c8 negres alfil · d8 negres dama · e8 negres rei · f8 negres alfil · h8 negres torre · a7 negres peó · b7 negres peó · c7 negres peó · d7 negres peó · e7 negres peó · f7 negres peó · g7 negres peó · h7 negres peó · f6 negres cavall · e4 blanques peó · f3 blanques cavall · a2 blanques peó · b2 blanques peó · c2 blanques peó · d2 blanques peó · f2 blanques peó · g2 blanques peó · h2 blanques peó · a1 blanques torre · b1 blanques cavall · c1 blanques alfil · d1 blanques dama · e1 blanques rei · f1 blanques alfil · h1 blanques torre | a8 negres torre · b8 negres cavall · c8 negres alfil · d8 negres dama · e8 negres rei · f8 negres alfil · h8 negres torre · a7 negres peó · b7 negres peó · c7 negres peó · d7 negres peó · e7 negres peó · f7 negres peó · g7 negres peó · h7 negres peó · f6 negres cavall · e4 blanques peó · f3 blanques cavall · a2 blanques peó · b2 blanques peó · c2 blanques peó · d2 blanques peó · f2 blanques peó · g2 blanques peó · h2 blanques peó · a1 blanques torre · b1 blanques cavall · c1 blanques alfil · d1 blanques dama · e1 blanques rei · f1 blanques alfil · h1 blanques torre | a8 negres torre · b8 negres cavall · c8 negres alfil · d8 negres dama · e8 negres rei · f8 negres alfil · h8 negres torre · a7 negres peó · b7 negres peó · c7 negres peó · d7 negres peó · e7 negres peó · f7 negres peó · g7 negres peó · h7 negres peó · f6 negres cavall · e4 blanques peó · f3 blanques cavall · a2 blanques peó · b2 blanques peó · c2 blanques peó · d2 blanques peó · f2 blanques peó · g2 blanques peó · h2 blanques peó · a1 blanques torre · b1 blanques cavall · c1 blanques alfil · d1 blanques dama · e1 blanques rei · f1 blanques alfil · h1 blanques torre | a8 negres torre · b8 negres cavall · c8 negres alfil · d8 negres dama · e8 negres rei · f8 negres alfil · h8 negres torre · a7 negres peó · b7 negres peó · c7 negres peó · d7 negres peó · e7 negres peó · f7 negres peó · g7 negres peó · h7 negres peó · f6 negres cavall · e4 blanques peó · f3 blanques cavall · a2 blanques peó · b2 blanques peó · c2 blanques peó · d2 blanques peó · f2 blanques peó · g2 blanques peó · h2 blanques peó · a1 blanques torre · b1 blanques cavall · c1 blanques alfil · d1 blanques dama · e1 blanques rei · f1 blanques alfil · h1 blanques torre | a8 negres torre · b8 negres cavall · c8 negres alfil · d8 negres dama · e8 negres rei · f8 negres alfil · h8 negres torre · a7 negres peó · b7 negres peó · c7 negres peó · d7 negres peó · e7 negres peó · f7 negres peó · g7 negres peó · h7 negres peó · f6 negres cavall · e4 blanques peó · f3 blanques cavall · a2 blanques peó · b2 blanques peó · c2 blanques peó · d2 blanques peó · f2 blanques peó · g2 blanques peó · h2 blanques peó · a1 blanques torre · b1 blanques cavall · c1 blanques alfil · d1 blanques dama · e1 blanques rei · f1 blanques alfil · h1 blanques torre | a8 negres torre · b8 negres cavall · c8 negres alfil · d8 negres dama · e8 negres rei · f8 negres alfil · h8 negres torre · a7 negres peó · b7 negres peó · c7 negres peó · d7 negres peó · e7 negres peó · f7 negres peó · g7 negres peó · h7 negres peó · f6 negres cavall · e4 blanques peó · f3 blanques cavall · a2 blanques peó · b2 blanques peó · c2 blanques peó · d2 blanques peó · f2 blanques peó · g2 blanques peó · h2 blanques peó · a1 blanques torre · b1 blanques cavall · c1 blanques alfil · d1 blanques dama · e1 blanques rei · f1 blanques alfil · h1 blanques torre | a8 negres torre · b8 negres cavall · c8 negres alfil · d8 negres dama · e8 negres rei · f8 negres alfil · h8 negres torre · a7 negres peó · b7 negres peó · c7 negres peó · d7 negres peó · e7 negres peó · f7 negres peó · g7 negres peó · h7 negres peó · f6 negres cavall · e4 blanques peó · f3 blanques cavall · a2 blanques peó · b2 blanques peó · c2 blanques peó · d2 blanques peó · f2 blanques peó · g2 blanques peó · h2 blanques peó · a1 blanques torre · b1 blanques cavall · c1 blanques alfil · d1 blanques dama · e1 blanques rei · f1 blanques alfil · h1 blanques torre | 4 |
| 3 | a8 negres torre · b8 negres cavall · c8 negres alfil · d8 negres dama · e8 negres rei · f8 negres alfil · h8 negres torre · a7 negres peó · b7 negres peó · c7 negres peó · d7 negres peó · e7 negres peó · f7 negres peó · g7 negres peó · h7 negres peó · f6 negres cavall · e4 blanques peó · f3 blanques cavall · a2 blanques peó · b2 blanques peó · c2 blanques peó · d2 blanques peó · f2 blanques peó · g2 blanques peó · h2 blanques peó · a1 blanques torre · b1 blanques cavall · c1 blanques alfil · d1 blanques dama · e1 blanques rei · f1 blanques alfil · h1 blanques torre | a8 negres torre · b8 negres cavall · c8 negres alfil · d8 negres dama · e8 negres rei · f8 negres alfil · h8 negres torre · a7 negres peó · b7 negres peó · c7 negres peó · d7 negres peó · e7 negres peó · f7 negres peó · g7 negres peó · h7 negres peó · f6 negres cavall · e4 blanques peó · f3 blanques cavall · a2 blanques peó · b2 blanques peó · c2 blanques peó · d2 blanques peó · f2 blanques peó · g2 blanques peó · h2 blanques peó · a1 blanques torre · b1 blanques cavall · c1 blanques alfil · d1 blanques dama · e1 blanques rei · f1 blanques alfil · h1 blanques torre | a8 negres torre · b8 negres cavall · c8 negres alfil · d8 negres dama · e8 negres rei · f8 negres alfil · h8 negres torre · a7 negres peó · b7 negres peó · c7 negres peó · d7 negres peó · e7 negres peó · f7 negres peó · g7 negres peó · h7 negres peó · f6 negres cavall · e4 blanques peó · f3 blanques cavall · a2 blanques peó · b2 blanques peó · c2 blanques peó · d2 blanques peó · f2 blanques peó · g2 blanques peó · h2 blanques peó · a1 blanques torre · b1 blanques cavall · c1 blanques alfil · d1 blanques dama · e1 blanques rei · f1 blanques alfil · h1 blanques torre | a8 negres torre · b8 negres cavall · c8 negres alfil · d8 negres dama · e8 negres rei · f8 negres alfil · h8 negres torre · a7 negres peó · b7 negres peó · c7 negres peó · d7 negres peó · e7 negres peó · f7 negres peó · g7 negres peó · h7 negres peó · f6 negres cavall · e4 blanques peó · f3 blanques cavall · a2 blanques peó · b2 blanques peó · c2 blanques peó · d2 blanques peó · f2 blanques peó · g2 blanques peó · h2 blanques peó · a1 blanques torre · b1 blanques cavall · c1 blanques alfil · d1 blanques dama · e1 blanques rei · f1 blanques alfil · h1 blanques torre | a8 negres torre · b8 negres cavall · c8 negres alfil · d8 negres dama · e8 negres rei · f8 negres alfil · h8 negres torre · a7 negres peó · b7 negres peó · c7 negres peó · d7 negres peó · e7 negres peó · f7 negres peó · g7 negres peó · h7 negres peó · f6 negres cavall · e4 blanques peó · f3 blanques cavall · a2 blanques peó · b2 blanques peó · c2 blanques peó · d2 blanques peó · f2 blanques peó · g2 blanques peó · h2 blanques peó · a1 blanques torre · b1 blanques cavall · c1 blanques alfil · d1 blanques dama · e1 blanques rei · f1 blanques alfil · h1 blanques torre | a8 negres torre · b8 negres cavall · c8 negres alfil · d8 negres dama · e8 negres rei · f8 negres alfil · h8 negres torre · a7 negres peó · b7 negres peó · c7 negres peó · d7 negres peó · e7 negres peó · f7 negres peó · g7 negres peó · h7 negres peó · f6 negres cavall · e4 blanques peó · f3 blanques cavall · a2 blanques peó · b2 blanques peó · c2 blanques peó · d2 blanques peó · f2 blanques peó · g2 blanques peó · h2 blanques peó · a1 blanques torre · b1 blanques cavall · c1 blanques alfil · d1 blanques dama · e1 blanques rei · f1 blanques alfil · h1 blanques torre | a8 negres torre · b8 negres cavall · c8 negres alfil · d8 negres dama · e8 negres rei · f8 negres alfil · h8 negres torre · a7 negres peó · b7 negres peó · c7 negres peó · d7 negres peó · e7 negres peó · f7 negres peó · g7 negres peó · h7 negres peó · f6 negres cavall · e4 blanques peó · f3 blanques cavall · a2 blanques peó · b2 blanques peó · c2 blanques peó · d2 blanques peó · f2 blanques peó · g2 blanques peó · h2 blanques peó · a1 blanques torre · b1 blanques cavall · c1 blanques alfil · d1 blanques dama · e1 blanques rei · f1 blanques alfil · h1 blanques torre | a8 negres torre · b8 negres cavall · c8 negres alfil · d8 negres dama · e8 negres rei · f8 negres alfil · h8 negres torre · a7 negres peó · b7 negres peó · c7 negres peó · d7 negres peó · e7 negres peó · f7 negres peó · g7 negres peó · h7 negres peó · f6 negres cavall · e4 blanques peó · f3 blanques cavall · a2 blanques peó · b2 blanques peó · c2 blanques peó · d2 blanques peó · f2 blanques peó · g2 blanques peó · h2 blanques peó · a1 blanques torre · b1 blanques cavall · c1 blanques alfil · d1 blanques dama · e1 blanques rei · f1 blanques alfil · h1 blanques torre | 3 |
| 2 | a8 negres torre · b8 negres cavall · c8 negres alfil · d8 negres dama · e8 negres rei · f8 negres alfil · h8 negres torre · a7 negres peó · b7 negres peó · c7 negres peó · d7 negres peó · e7 negres peó · f7 negres peó · g7 negres peó · h7 negres peó · f6 negres cavall · e4 blanques peó · f3 blanques cavall · a2 blanques peó · b2 blanques peó · c2 blanques peó · d2 blanques peó · f2 blanques peó · g2 blanques peó · h2 blanques peó · a1 blanques torre · b1 blanques cavall · c1 blanques alfil · d1 blanques dama · e1 blanques rei · f1 blanques alfil · h1 blanques torre | a8 negres torre · b8 negres cavall · c8 negres alfil · d8 negres dama · e8 negres rei · f8 negres alfil · h8 negres torre · a7 negres peó · b7 negres peó · c7 negres peó · d7 negres peó · e7 negres peó · f7 negres peó · g7 negres peó · h7 negres peó · f6 negres cavall · e4 blanques peó · f3 blanques cavall · a2 blanques peó · b2 blanques peó · c2 blanques peó · d2 blanques peó · f2 blanques peó · g2 blanques peó · h2 blanques peó · a1 blanques torre · b1 blanques cavall · c1 blanques alfil · d1 blanques dama · e1 blanques rei · f1 blanques alfil · h1 blanques torre | a8 negres torre · b8 negres cavall · c8 negres alfil · d8 negres dama · e8 negres rei · f8 negres alfil · h8 negres torre · a7 negres peó · b7 negres peó · c7 negres peó · d7 negres peó · e7 negres peó · f7 negres peó · g7 negres peó · h7 negres peó · f6 negres cavall · e4 blanques peó · f3 blanques cavall · a2 blanques peó · b2 blanques peó · c2 blanques peó · d2 blanques peó · f2 blanques peó · g2 blanques peó · h2 blanques peó · a1 blanques torre · b1 blanques cavall · c1 blanques alfil · d1 blanques dama · e1 blanques rei · f1 blanques alfil · h1 blanques torre | a8 negres torre · b8 negres cavall · c8 negres alfil · d8 negres dama · e8 negres rei · f8 negres alfil · h8 negres torre · a7 negres peó · b7 negres peó · c7 negres peó · d7 negres peó · e7 negres peó · f7 negres peó · g7 negres peó · h7 negres peó · f6 negres cavall · e4 blanques peó · f3 blanques cavall · a2 blanques peó · b2 blanques peó · c2 blanques peó · d2 blanques peó · f2 blanques peó · g2 blanques peó · h2 blanques peó · a1 blanques torre · b1 blanques cavall · c1 blanques alfil · d1 blanques dama · e1 blanques rei · f1 blanques alfil · h1 blanques torre | a8 negres torre · b8 negres cavall · c8 negres alfil · d8 negres dama · e8 negres rei · f8 negres alfil · h8 negres torre · a7 negres peó · b7 negres peó · c7 negres peó · d7 negres peó · e7 negres peó · f7 negres peó · g7 negres peó · h7 negres peó · f6 negres cavall · e4 blanques peó · f3 blanques cavall · a2 blanques peó · b2 blanques peó · c2 blanques peó · d2 blanques peó · f2 blanques peó · g2 blanques peó · h2 blanques peó · a1 blanques torre · b1 blanques cavall · c1 blanques alfil · d1 blanques dama · e1 blanques rei · f1 blanques alfil · h1 blanques torre | a8 negres torre · b8 negres cavall · c8 negres alfil · d8 negres dama · e8 negres rei · f8 negres alfil · h8 negres torre · a7 negres peó · b7 negres peó · c7 negres peó · d7 negres peó · e7 negres peó · f7 negres peó · g7 negres peó · h7 negres peó · f6 negres cavall · e4 blanques peó · f3 blanques cavall · a2 blanques peó · b2 blanques peó · c2 blanques peó · d2 blanques peó · f2 blanques peó · g2 blanques peó · h2 blanques peó · a1 blanques torre · b1 blanques cavall · c1 blanques alfil · d1 blanques dama · e1 blanques rei · f1 blanques alfil · h1 blanques torre | a8 negres torre · b8 negres cavall · c8 negres alfil · d8 negres dama · e8 negres rei · f8 negres alfil · h8 negres torre · a7 negres peó · b7 negres peó · c7 negres peó · d7 negres peó · e7 negres peó · f7 negres peó · g7 negres peó · h7 negres peó · f6 negres cavall · e4 blanques peó · f3 blanques cavall · a2 blanques peó · b2 blanques peó · c2 blanques peó · d2 blanques peó · f2 blanques peó · g2 blanques peó · h2 blanques peó · a1 blanques torre · b1 blanques cavall · c1 blanques alfil · d1 blanques dama · e1 blanques rei · f1 blanques alfil · h1 blanques torre | a8 negres torre · b8 negres cavall · c8 negres alfil · d8 negres dama · e8 negres rei · f8 negres alfil · h8 negres torre · a7 negres peó · b7 negres peó · c7 negres peó · d7 negres peó · e7 negres peó · f7 negres peó · g7 negres peó · h7 negres peó · f6 negres cavall · e4 blanques peó · f3 blanques cavall · a2 blanques peó · b2 blanques peó · c2 blanques peó · d2 blanques peó · f2 blanques peó · g2 blanques peó · h2 blanques peó · a1 blanques torre · b1 blanques cavall · c1 blanques alfil · d1 blanques dama · e1 blanques rei · f1 blanques alfil · h1 blanques torre | 2 |
| 1 | a8 negres torre · b8 negres cavall · c8 negres alfil · d8 negres dama · e8 negres rei · f8 negres alfil · h8 negres torre · a7 negres peó · b7 negres peó · c7 negres peó · d7 negres peó · e7 negres peó · f7 negres peó · g7 negres peó · h7 negres peó · f6 negres cavall · e4 blanques peó · f3 blanques cavall · a2 blanques peó · b2 blanques peó · c2 blanques peó · d2 blanques peó · f2 blanques peó · g2 blanques peó · h2 blanques peó · a1 blanques torre · b1 blanques cavall · c1 blanques alfil · d1 blanques dama · e1 blanques rei · f1 blanques alfil · h1 blanques torre | a8 negres torre · b8 negres cavall · c8 negres alfil · d8 negres dama · e8 negres rei · f8 negres alfil · h8 negres torre · a7 negres peó · b7 negres peó · c7 negres peó · d7 negres peó · e7 negres peó · f7 negres peó · g7 negres peó · h7 negres peó · f6 negres cavall · e4 blanques peó · f3 blanques cavall · a2 blanques peó · b2 blanques peó · c2 blanques peó · d2 blanques peó · f2 blanques peó · g2 blanques peó · h2 blanques peó · a1 blanques torre · b1 blanques cavall · c1 blanques alfil · d1 blanques dama · e1 blanques rei · f1 blanques alfil · h1 blanques torre | a8 negres torre · b8 negres cavall · c8 negres alfil · d8 negres dama · e8 negres rei · f8 negres alfil · h8 negres torre · a7 negres peó · b7 negres peó · c7 negres peó · d7 negres peó · e7 negres peó · f7 negres peó · g7 negres peó · h7 negres peó · f6 negres cavall · e4 blanques peó · f3 blanques cavall · a2 blanques peó · b2 blanques peó · c2 blanques peó · d2 blanques peó · f2 blanques peó · g2 blanques peó · h2 blanques peó · a1 blanques torre · b1 blanques cavall · c1 blanques alfil · d1 blanques dama · e1 blanques rei · f1 blanques alfil · h1 blanques torre | a8 negres torre · b8 negres cavall · c8 negres alfil · d8 negres dama · e8 negres rei · f8 negres alfil · h8 negres torre · a7 negres peó · b7 negres peó · c7 negres peó · d7 negres peó · e7 negres peó · f7 negres peó · g7 negres peó · h7 negres peó · f6 negres cavall · e4 blanques peó · f3 blanques cavall · a2 blanques peó · b2 blanques peó · c2 blanques peó · d2 blanques peó · f2 blanques peó · g2 blanques peó · h2 blanques peó · a1 blanques torre · b1 blanques cavall · c1 blanques alfil · d1 blanques dama · e1 blanques rei · f1 blanques alfil · h1 blanques torre | a8 negres torre · b8 negres cavall · c8 negres alfil · d8 negres dama · e8 negres rei · f8 negres alfil · h8 negres torre · a7 negres peó · b7 negres peó · c7 negres peó · d7 negres peó · e7 negres peó · f7 negres peó · g7 negres peó · h7 negres peó · f6 negres cavall · e4 blanques peó · f3 blanques cavall · a2 blanques peó · b2 blanques peó · c2 blanques peó · d2 blanques peó · f2 blanques peó · g2 blanques peó · h2 blanques peó · a1 blanques torre · b1 blanques cavall · c1 blanques alfil · d1 blanques dama · e1 blanques rei · f1 blanques alfil · h1 blanques torre | a8 negres torre · b8 negres cavall · c8 negres alfil · d8 negres dama · e8 negres rei · f8 negres alfil · h8 negres torre · a7 negres peó · b7 negres peó · c7 negres peó · d7 negres peó · e7 negres peó · f7 negres peó · g7 negres peó · h7 negres peó · f6 negres cavall · e4 blanques peó · f3 blanques cavall · a2 blanques peó · b2 blanques peó · c2 blanques peó · d2 blanques peó · f2 blanques peó · g2 blanques peó · h2 blanques peó · a1 blanques torre · b1 blanques cavall · c1 blanques alfil · d1 blanques dama · e1 blanques rei · f1 blanques alfil · h1 blanques torre | a8 negres torre · b8 negres cavall · c8 negres alfil · d8 negres dama · e8 negres rei · f8 negres alfil · h8 negres torre · a7 negres peó · b7 negres peó · c7 negres peó · d7 negres peó · e7 negres peó · f7 negres peó · g7 negres peó · h7 negres peó · f6 negres cavall · e4 blanques peó · f3 blanques cavall · a2 blanques peó · b2 blanques peó · c2 blanques peó · d2 blanques peó · f2 blanques peó · g2 blanques peó · h2 blanques peó · a1 blanques torre · b1 blanques cavall · c1 blanques alfil · d1 blanques dama · e1 blanques rei · f1 blanques alfil · h1 blanques torre | a8 negres torre · b8 negres cavall · c8 negres alfil · d8 negres dama · e8 negres rei · f8 negres alfil · h8 negres torre · a7 negres peó · b7 negres peó · c7 negres peó · d7 negres peó · e7 negres peó · f7 negres peó · g7 negres peó · h7 negres peó · f6 negres cavall · e4 blanques peó · f3 blanques cavall · a2 blanques peó · b2 blanques peó · c2 blanques peó · d2 blanques peó · f2 blanques peó · g2 blanques peó · h2 blanques peó · a1 blanques torre · b1 blanques cavall · c1 blanques alfil · d1 blanques dama · e1 blanques rei · f1 blanques alfil · h1 blanques torre | 1 |
|   | a | b | c | d | e | f | g | h |   |

(del francès) El terme s'usa per descriure una peça o peó no defensats, i que per tant, poden ésser capturats. Per exemple, després de 1.e4 Cf6 2.Cf3? el peó-e blanc és en prise.

### Enfilada
Amenaça a una peça valuosa, forçant-la a moure's de la casella que ocupa per evitar ésser capturada, però exposant així a atac una segona peça (menys valuosa) que era darrere, i que podrà ser capturada en el següent moviment.

### Enroc
Una jugada especial que implica el rei i una torre. En general el seu propòsit és el de protegir el rei i desenvolupar la torre. Enrocar al flanc de rei s'anomena enrocar curt, i enrocar al flanc de dama s'anomena enrocar llarg; la diferència radica en que en l'enroc curt la torre es mou només dues caselles, mentre que a l'enroc llarg es mou tres caselles.

### Enroc artificial
Maniobra que consta de diverses jugades individuals fetes amb el rei i la torre i que acaben posicionant aquestes dues peces de la mateixa manera que si s'haguessin enrocat. De vegades se'n diu "enrocar a mà".

### Escac
Atac o amenaça al rei. Es diu que el rei amenaçat "està en escac", o "rep xec".

### Escac a la descoberta
Un atac a la descoberta contra el rei.

### Escac a la desesperada
Un escac innocu fet per un jugador quan està a punt de rebre escac i mat, i que només serveix per evitar la derrota durant una jugada més.

### Escac continu
taules forçades per un jugador fent que el rei del rival caigui en una sèrie potencialment infinita i inevitable de xecs.

### Escac creuat
Un escac creuat  és un escac jugat en resposta a un altre escac, especialment quan el primer escac és bloquejat per una peça la qual al seu torn fa escac al rei contrari, o bé desvela un escac a la descoberta d'una altra peça.

### Escac doble
Un escac fet per dues peces alhora. Un escac doble implica que hi ha també, necessàriament, un escac a la descoberta

### Escac i mat
Posició en la qual el rei d'un jugador es troba en escac, i no hi ha cap jugada legal disponible que el pugui treure d'aquesta situació. El jugador que rep escac i mat perd la partida. Vegeu també anunciar mat

### Escacs a la cega
Una varietat dels escacs en la qual un o ambdós jugadors no tneen permès de veure el tauler.

### Escacs bala
Modalitat dels escacs en què cada jugador té una quantitat petita de temps per a fer totes les seves jugades, amb caràcter general només un minut per tota la partida.

### Escacs llampec
Una varietat dels escacs, també coneguda com a blitz (en alemany que significa llamp), amb un límit de temps molt curt, normalment d'un o dos minuts per jugador per tota la partida, cosa que fa que els moviments se succeeixin, habitualment, amb molta rapidesa. Amb l'arribada dels rellotges d'escacs electrònics, sovint es dona el cas que en cada jugada s'incrementi per 1 o 2 segons del temps que es disposa.

### Escacs per correspondència
Són una varietat dels escacs amb control de temps llarg, jugada a través de qualsevol mètode de correspondència a llarga distància, que es practica normalment (en l'actualitat) a través d'un servidor d'escacs per correspondència, d'email o de correu. Típicament es transmet una jugada en cada comunicació.

### Escacs ràpids
Una forma de jugar als escacs amb reducció del temps límit, generalment de 30 minuts per jugador.

### Escacs romàntic
Estil d'escacs freqüent al segle xix. Es caracteritza per atacs audaços i sacrificis.

### Escaquer
Tauler de joc emprat en els escacs. Conté 64 caselles (vuit files i vuit columnes) disposades en dos colors alernatius (clar i fosc).

### Espai
Les caselles controlades per un jugador. Hom diu que el jugador que controla més caselles que l'altre té avantatge d'espai o bé avantatge espacial. En la pràctica, el concepte té molta relació amb el de mobilitat.

### Estratègia
Avaluació de les posicions de la partida i establiment d'objectius i plans a llarg termini per a jugar en el futur, en lloc de la tàctica, que és un pla a curt termini generalment consisteix en una seqüència ben definida de moviments i contramoviments des d'una posició determinada en una partida.

### Estructura de peons
L'emplaçament dels peons. Com que els peons són les peces amb menys mobilitat, i les úniques que no poden retrocedir, la posició dels peons influeix enormement en el caràcter de la partida. Vegeu també cadena de peons

### Extracció
Sacrifici d'una peça per exposar el rei enemic a l'acció de les peces pròpies. Normalment, el rei del rival és protegit, típicament per peons, i el sacrifici pretén "extreure'l" del seu refugi, per tal de fer-li escac i mat en una zona del tauler on estigui més exposat a l'acció de les peces atacants. Per exemple, si el rei negre està enrocat i a la casella g8, les blanques poden intentar el sacrifici Axh7+, i si el rei captura l'alfil, seguir amb Cg5+ etc. Vegeu també atracció.

## F

### Fianchetto
Un alfil desenvolupat a la segona casella i la gran diagonal de la columna del cavall adjacent, és a dir, b2 o g2 per les blanques, b7 o g7 per les negres). El terme també es pot referir al procés de desenvolupar l'alfil a aquesta casella. Normalment, és possible després de moure el peó d'aquesta columna una casella endavant (o potser dues). La paraula italiana és actualment un nom ("in fianchetto") i no un verb.

### Fila
|   | a | b | c | d | e | f | g | h |   |
| 8 | a8 eight · d8 negres dama · e8 negres rei · h8 one · a7 seven · d7 negres peó · e7 negres peó · h7 two · a6 six · h6 three · a5 five · h5 four · a4 four · h4 five · a3 three · h3 six · a2 two · d2 blanques peó · e2 blanques peó · h2 seven · a1 one · d1 blanques dama · e1 blanques rei · h1 eight | a8 eight · d8 negres dama · e8 negres rei · h8 one · a7 seven · d7 negres peó · e7 negres peó · h7 two · a6 six · h6 three · a5 five · h5 four · a4 four · h4 five · a3 three · h3 six · a2 two · d2 blanques peó · e2 blanques peó · h2 seven · a1 one · d1 blanques dama · e1 blanques rei · h1 eight | a8 eight · d8 negres dama · e8 negres rei · h8 one · a7 seven · d7 negres peó · e7 negres peó · h7 two · a6 six · h6 three · a5 five · h5 four · a4 four · h4 five · a3 three · h3 six · a2 two · d2 blanques peó · e2 blanques peó · h2 seven · a1 one · d1 blanques dama · e1 blanques rei · h1 eight | a8 eight · d8 negres dama · e8 negres rei · h8 one · a7 seven · d7 negres peó · e7 negres peó · h7 two · a6 six · h6 three · a5 five · h5 four · a4 four · h4 five · a3 three · h3 six · a2 two · d2 blanques peó · e2 blanques peó · h2 seven · a1 one · d1 blanques dama · e1 blanques rei · h1 eight | a8 eight · d8 negres dama · e8 negres rei · h8 one · a7 seven · d7 negres peó · e7 negres peó · h7 two · a6 six · h6 three · a5 five · h5 four · a4 four · h4 five · a3 three · h3 six · a2 two · d2 blanques peó · e2 blanques peó · h2 seven · a1 one · d1 blanques dama · e1 blanques rei · h1 eight | a8 eight · d8 negres dama · e8 negres rei · h8 one · a7 seven · d7 negres peó · e7 negres peó · h7 two · a6 six · h6 three · a5 five · h5 four · a4 four · h4 five · a3 three · h3 six · a2 two · d2 blanques peó · e2 blanques peó · h2 seven · a1 one · d1 blanques dama · e1 blanques rei · h1 eight | a8 eight · d8 negres dama · e8 negres rei · h8 one · a7 seven · d7 negres peó · e7 negres peó · h7 two · a6 six · h6 three · a5 five · h5 four · a4 four · h4 five · a3 three · h3 six · a2 two · d2 blanques peó · e2 blanques peó · h2 seven · a1 one · d1 blanques dama · e1 blanques rei · h1 eight | a8 eight · d8 negres dama · e8 negres rei · h8 one · a7 seven · d7 negres peó · e7 negres peó · h7 two · a6 six · h6 three · a5 five · h5 four · a4 four · h4 five · a3 three · h3 six · a2 two · d2 blanques peó · e2 blanques peó · h2 seven · a1 one · d1 blanques dama · e1 blanques rei · h1 eight | 8 |
| 7 | a8 eight · d8 negres dama · e8 negres rei · h8 one · a7 seven · d7 negres peó · e7 negres peó · h7 two · a6 six · h6 three · a5 five · h5 four · a4 four · h4 five · a3 three · h3 six · a2 two · d2 blanques peó · e2 blanques peó · h2 seven · a1 one · d1 blanques dama · e1 blanques rei · h1 eight | a8 eight · d8 negres dama · e8 negres rei · h8 one · a7 seven · d7 negres peó · e7 negres peó · h7 two · a6 six · h6 three · a5 five · h5 four · a4 four · h4 five · a3 three · h3 six · a2 two · d2 blanques peó · e2 blanques peó · h2 seven · a1 one · d1 blanques dama · e1 blanques rei · h1 eight | a8 eight · d8 negres dama · e8 negres rei · h8 one · a7 seven · d7 negres peó · e7 negres peó · h7 two · a6 six · h6 three · a5 five · h5 four · a4 four · h4 five · a3 three · h3 six · a2 two · d2 blanques peó · e2 blanques peó · h2 seven · a1 one · d1 blanques dama · e1 blanques rei · h1 eight | a8 eight · d8 negres dama · e8 negres rei · h8 one · a7 seven · d7 negres peó · e7 negres peó · h7 two · a6 six · h6 three · a5 five · h5 four · a4 four · h4 five · a3 three · h3 six · a2 two · d2 blanques peó · e2 blanques peó · h2 seven · a1 one · d1 blanques dama · e1 blanques rei · h1 eight | a8 eight · d8 negres dama · e8 negres rei · h8 one · a7 seven · d7 negres peó · e7 negres peó · h7 two · a6 six · h6 three · a5 five · h5 four · a4 four · h4 five · a3 three · h3 six · a2 two · d2 blanques peó · e2 blanques peó · h2 seven · a1 one · d1 blanques dama · e1 blanques rei · h1 eight | a8 eight · d8 negres dama · e8 negres rei · h8 one · a7 seven · d7 negres peó · e7 negres peó · h7 two · a6 six · h6 three · a5 five · h5 four · a4 four · h4 five · a3 three · h3 six · a2 two · d2 blanques peó · e2 blanques peó · h2 seven · a1 one · d1 blanques dama · e1 blanques rei · h1 eight | a8 eight · d8 negres dama · e8 negres rei · h8 one · a7 seven · d7 negres peó · e7 negres peó · h7 two · a6 six · h6 three · a5 five · h5 four · a4 four · h4 five · a3 three · h3 six · a2 two · d2 blanques peó · e2 blanques peó · h2 seven · a1 one · d1 blanques dama · e1 blanques rei · h1 eight | a8 eight · d8 negres dama · e8 negres rei · h8 one · a7 seven · d7 negres peó · e7 negres peó · h7 two · a6 six · h6 three · a5 five · h5 four · a4 four · h4 five · a3 three · h3 six · a2 two · d2 blanques peó · e2 blanques peó · h2 seven · a1 one · d1 blanques dama · e1 blanques rei · h1 eight | 7 |
| 6 | a8 eight · d8 negres dama · e8 negres rei · h8 one · a7 seven · d7 negres peó · e7 negres peó · h7 two · a6 six · h6 three · a5 five · h5 four · a4 four · h4 five · a3 three · h3 six · a2 two · d2 blanques peó · e2 blanques peó · h2 seven · a1 one · d1 blanques dama · e1 blanques rei · h1 eight | a8 eight · d8 negres dama · e8 negres rei · h8 one · a7 seven · d7 negres peó · e7 negres peó · h7 two · a6 six · h6 three · a5 five · h5 four · a4 four · h4 five · a3 three · h3 six · a2 two · d2 blanques peó · e2 blanques peó · h2 seven · a1 one · d1 blanques dama · e1 blanques rei · h1 eight | a8 eight · d8 negres dama · e8 negres rei · h8 one · a7 seven · d7 negres peó · e7 negres peó · h7 two · a6 six · h6 three · a5 five · h5 four · a4 four · h4 five · a3 three · h3 six · a2 two · d2 blanques peó · e2 blanques peó · h2 seven · a1 one · d1 blanques dama · e1 blanques rei · h1 eight | a8 eight · d8 negres dama · e8 negres rei · h8 one · a7 seven · d7 negres peó · e7 negres peó · h7 two · a6 six · h6 three · a5 five · h5 four · a4 four · h4 five · a3 three · h3 six · a2 two · d2 blanques peó · e2 blanques peó · h2 seven · a1 one · d1 blanques dama · e1 blanques rei · h1 eight | a8 eight · d8 negres dama · e8 negres rei · h8 one · a7 seven · d7 negres peó · e7 negres peó · h7 two · a6 six · h6 three · a5 five · h5 four · a4 four · h4 five · a3 three · h3 six · a2 two · d2 blanques peó · e2 blanques peó · h2 seven · a1 one · d1 blanques dama · e1 blanques rei · h1 eight | a8 eight · d8 negres dama · e8 negres rei · h8 one · a7 seven · d7 negres peó · e7 negres peó · h7 two · a6 six · h6 three · a5 five · h5 four · a4 four · h4 five · a3 three · h3 six · a2 two · d2 blanques peó · e2 blanques peó · h2 seven · a1 one · d1 blanques dama · e1 blanques rei · h1 eight | a8 eight · d8 negres dama · e8 negres rei · h8 one · a7 seven · d7 negres peó · e7 negres peó · h7 two · a6 six · h6 three · a5 five · h5 four · a4 four · h4 five · a3 three · h3 six · a2 two · d2 blanques peó · e2 blanques peó · h2 seven · a1 one · d1 blanques dama · e1 blanques rei · h1 eight | a8 eight · d8 negres dama · e8 negres rei · h8 one · a7 seven · d7 negres peó · e7 negres peó · h7 two · a6 six · h6 three · a5 five · h5 four · a4 four · h4 five · a3 three · h3 six · a2 two · d2 blanques peó · e2 blanques peó · h2 seven · a1 one · d1 blanques dama · e1 blanques rei · h1 eight | 6 |
| 5 | a8 eight · d8 negres dama · e8 negres rei · h8 one · a7 seven · d7 negres peó · e7 negres peó · h7 two · a6 six · h6 three · a5 five · h5 four · a4 four · h4 five · a3 three · h3 six · a2 two · d2 blanques peó · e2 blanques peó · h2 seven · a1 one · d1 blanques dama · e1 blanques rei · h1 eight | a8 eight · d8 negres dama · e8 negres rei · h8 one · a7 seven · d7 negres peó · e7 negres peó · h7 two · a6 six · h6 three · a5 five · h5 four · a4 four · h4 five · a3 three · h3 six · a2 two · d2 blanques peó · e2 blanques peó · h2 seven · a1 one · d1 blanques dama · e1 blanques rei · h1 eight | a8 eight · d8 negres dama · e8 negres rei · h8 one · a7 seven · d7 negres peó · e7 negres peó · h7 two · a6 six · h6 three · a5 five · h5 four · a4 four · h4 five · a3 three · h3 six · a2 two · d2 blanques peó · e2 blanques peó · h2 seven · a1 one · d1 blanques dama · e1 blanques rei · h1 eight | a8 eight · d8 negres dama · e8 negres rei · h8 one · a7 seven · d7 negres peó · e7 negres peó · h7 two · a6 six · h6 three · a5 five · h5 four · a4 four · h4 five · a3 three · h3 six · a2 two · d2 blanques peó · e2 blanques peó · h2 seven · a1 one · d1 blanques dama · e1 blanques rei · h1 eight | a8 eight · d8 negres dama · e8 negres rei · h8 one · a7 seven · d7 negres peó · e7 negres peó · h7 two · a6 six · h6 three · a5 five · h5 four · a4 four · h4 five · a3 three · h3 six · a2 two · d2 blanques peó · e2 blanques peó · h2 seven · a1 one · d1 blanques dama · e1 blanques rei · h1 eight | a8 eight · d8 negres dama · e8 negres rei · h8 one · a7 seven · d7 negres peó · e7 negres peó · h7 two · a6 six · h6 three · a5 five · h5 four · a4 four · h4 five · a3 three · h3 six · a2 two · d2 blanques peó · e2 blanques peó · h2 seven · a1 one · d1 blanques dama · e1 blanques rei · h1 eight | a8 eight · d8 negres dama · e8 negres rei · h8 one · a7 seven · d7 negres peó · e7 negres peó · h7 two · a6 six · h6 three · a5 five · h5 four · a4 four · h4 five · a3 three · h3 six · a2 two · d2 blanques peó · e2 blanques peó · h2 seven · a1 one · d1 blanques dama · e1 blanques rei · h1 eight | a8 eight · d8 negres dama · e8 negres rei · h8 one · a7 seven · d7 negres peó · e7 negres peó · h7 two · a6 six · h6 three · a5 five · h5 four · a4 four · h4 five · a3 three · h3 six · a2 two · d2 blanques peó · e2 blanques peó · h2 seven · a1 one · d1 blanques dama · e1 blanques rei · h1 eight | 5 |
| 4 | a8 eight · d8 negres dama · e8 negres rei · h8 one · a7 seven · d7 negres peó · e7 negres peó · h7 two · a6 six · h6 three · a5 five · h5 four · a4 four · h4 five · a3 three · h3 six · a2 two · d2 blanques peó · e2 blanques peó · h2 seven · a1 one · d1 blanques dama · e1 blanques rei · h1 eight | a8 eight · d8 negres dama · e8 negres rei · h8 one · a7 seven · d7 negres peó · e7 negres peó · h7 two · a6 six · h6 three · a5 five · h5 four · a4 four · h4 five · a3 three · h3 six · a2 two · d2 blanques peó · e2 blanques peó · h2 seven · a1 one · d1 blanques dama · e1 blanques rei · h1 eight | a8 eight · d8 negres dama · e8 negres rei · h8 one · a7 seven · d7 negres peó · e7 negres peó · h7 two · a6 six · h6 three · a5 five · h5 four · a4 four · h4 five · a3 three · h3 six · a2 two · d2 blanques peó · e2 blanques peó · h2 seven · a1 one · d1 blanques dama · e1 blanques rei · h1 eight | a8 eight · d8 negres dama · e8 negres rei · h8 one · a7 seven · d7 negres peó · e7 negres peó · h7 two · a6 six · h6 three · a5 five · h5 four · a4 four · h4 five · a3 three · h3 six · a2 two · d2 blanques peó · e2 blanques peó · h2 seven · a1 one · d1 blanques dama · e1 blanques rei · h1 eight | a8 eight · d8 negres dama · e8 negres rei · h8 one · a7 seven · d7 negres peó · e7 negres peó · h7 two · a6 six · h6 three · a5 five · h5 four · a4 four · h4 five · a3 three · h3 six · a2 two · d2 blanques peó · e2 blanques peó · h2 seven · a1 one · d1 blanques dama · e1 blanques rei · h1 eight | a8 eight · d8 negres dama · e8 negres rei · h8 one · a7 seven · d7 negres peó · e7 negres peó · h7 two · a6 six · h6 three · a5 five · h5 four · a4 four · h4 five · a3 three · h3 six · a2 two · d2 blanques peó · e2 blanques peó · h2 seven · a1 one · d1 blanques dama · e1 blanques rei · h1 eight | a8 eight · d8 negres dama · e8 negres rei · h8 one · a7 seven · d7 negres peó · e7 negres peó · h7 two · a6 six · h6 three · a5 five · h5 four · a4 four · h4 five · a3 three · h3 six · a2 two · d2 blanques peó · e2 blanques peó · h2 seven · a1 one · d1 blanques dama · e1 blanques rei · h1 eight | a8 eight · d8 negres dama · e8 negres rei · h8 one · a7 seven · d7 negres peó · e7 negres peó · h7 two · a6 six · h6 three · a5 five · h5 four · a4 four · h4 five · a3 three · h3 six · a2 two · d2 blanques peó · e2 blanques peó · h2 seven · a1 one · d1 blanques dama · e1 blanques rei · h1 eight | 4 |
| 3 | a8 eight · d8 negres dama · e8 negres rei · h8 one · a7 seven · d7 negres peó · e7 negres peó · h7 two · a6 six · h6 three · a5 five · h5 four · a4 four · h4 five · a3 three · h3 six · a2 two · d2 blanques peó · e2 blanques peó · h2 seven · a1 one · d1 blanques dama · e1 blanques rei · h1 eight | a8 eight · d8 negres dama · e8 negres rei · h8 one · a7 seven · d7 negres peó · e7 negres peó · h7 two · a6 six · h6 three · a5 five · h5 four · a4 four · h4 five · a3 three · h3 six · a2 two · d2 blanques peó · e2 blanques peó · h2 seven · a1 one · d1 blanques dama · e1 blanques rei · h1 eight | a8 eight · d8 negres dama · e8 negres rei · h8 one · a7 seven · d7 negres peó · e7 negres peó · h7 two · a6 six · h6 three · a5 five · h5 four · a4 four · h4 five · a3 three · h3 six · a2 two · d2 blanques peó · e2 blanques peó · h2 seven · a1 one · d1 blanques dama · e1 blanques rei · h1 eight | a8 eight · d8 negres dama · e8 negres rei · h8 one · a7 seven · d7 negres peó · e7 negres peó · h7 two · a6 six · h6 three · a5 five · h5 four · a4 four · h4 five · a3 three · h3 six · a2 two · d2 blanques peó · e2 blanques peó · h2 seven · a1 one · d1 blanques dama · e1 blanques rei · h1 eight | a8 eight · d8 negres dama · e8 negres rei · h8 one · a7 seven · d7 negres peó · e7 negres peó · h7 two · a6 six · h6 three · a5 five · h5 four · a4 four · h4 five · a3 three · h3 six · a2 two · d2 blanques peó · e2 blanques peó · h2 seven · a1 one · d1 blanques dama · e1 blanques rei · h1 eight | a8 eight · d8 negres dama · e8 negres rei · h8 one · a7 seven · d7 negres peó · e7 negres peó · h7 two · a6 six · h6 three · a5 five · h5 four · a4 four · h4 five · a3 three · h3 six · a2 two · d2 blanques peó · e2 blanques peó · h2 seven · a1 one · d1 blanques dama · e1 blanques rei · h1 eight | a8 eight · d8 negres dama · e8 negres rei · h8 one · a7 seven · d7 negres peó · e7 negres peó · h7 two · a6 six · h6 three · a5 five · h5 four · a4 four · h4 five · a3 three · h3 six · a2 two · d2 blanques peó · e2 blanques peó · h2 seven · a1 one · d1 blanques dama · e1 blanques rei · h1 eight | a8 eight · d8 negres dama · e8 negres rei · h8 one · a7 seven · d7 negres peó · e7 negres peó · h7 two · a6 six · h6 three · a5 five · h5 four · a4 four · h4 five · a3 three · h3 six · a2 two · d2 blanques peó · e2 blanques peó · h2 seven · a1 one · d1 blanques dama · e1 blanques rei · h1 eight | 3 |
| 2 | a8 eight · d8 negres dama · e8 negres rei · h8 one · a7 seven · d7 negres peó · e7 negres peó · h7 two · a6 six · h6 three · a5 five · h5 four · a4 four · h4 five · a3 three · h3 six · a2 two · d2 blanques peó · e2 blanques peó · h2 seven · a1 one · d1 blanques dama · e1 blanques rei · h1 eight | a8 eight · d8 negres dama · e8 negres rei · h8 one · a7 seven · d7 negres peó · e7 negres peó · h7 two · a6 six · h6 three · a5 five · h5 four · a4 four · h4 five · a3 three · h3 six · a2 two · d2 blanques peó · e2 blanques peó · h2 seven · a1 one · d1 blanques dama · e1 blanques rei · h1 eight | a8 eight · d8 negres dama · e8 negres rei · h8 one · a7 seven · d7 negres peó · e7 negres peó · h7 two · a6 six · h6 three · a5 five · h5 four · a4 four · h4 five · a3 three · h3 six · a2 two · d2 blanques peó · e2 blanques peó · h2 seven · a1 one · d1 blanques dama · e1 blanques rei · h1 eight | a8 eight · d8 negres dama · e8 negres rei · h8 one · a7 seven · d7 negres peó · e7 negres peó · h7 two · a6 six · h6 three · a5 five · h5 four · a4 four · h4 five · a3 three · h3 six · a2 two · d2 blanques peó · e2 blanques peó · h2 seven · a1 one · d1 blanques dama · e1 blanques rei · h1 eight | a8 eight · d8 negres dama · e8 negres rei · h8 one · a7 seven · d7 negres peó · e7 negres peó · h7 two · a6 six · h6 three · a5 five · h5 four · a4 four · h4 five · a3 three · h3 six · a2 two · d2 blanques peó · e2 blanques peó · h2 seven · a1 one · d1 blanques dama · e1 blanques rei · h1 eight | a8 eight · d8 negres dama · e8 negres rei · h8 one · a7 seven · d7 negres peó · e7 negres peó · h7 two · a6 six · h6 three · a5 five · h5 four · a4 four · h4 five · a3 three · h3 six · a2 two · d2 blanques peó · e2 blanques peó · h2 seven · a1 one · d1 blanques dama · e1 blanques rei · h1 eight | a8 eight · d8 negres dama · e8 negres rei · h8 one · a7 seven · d7 negres peó · e7 negres peó · h7 two · a6 six · h6 three · a5 five · h5 four · a4 four · h4 five · a3 three · h3 six · a2 two · d2 blanques peó · e2 blanques peó · h2 seven · a1 one · d1 blanques dama · e1 blanques rei · h1 eight | a8 eight · d8 negres dama · e8 negres rei · h8 one · a7 seven · d7 negres peó · e7 negres peó · h7 two · a6 six · h6 three · a5 five · h5 four · a4 four · h4 five · a3 three · h3 six · a2 two · d2 blanques peó · e2 blanques peó · h2 seven · a1 one · d1 blanques dama · e1 blanques rei · h1 eight | 2 |
| 1 | a8 eight · d8 negres dama · e8 negres rei · h8 one · a7 seven · d7 negres peó · e7 negres peó · h7 two · a6 six · h6 three · a5 five · h5 four · a4 four · h4 five · a3 three · h3 six · a2 two · d2 blanques peó · e2 blanques peó · h2 seven · a1 one · d1 blanques dama · e1 blanques rei · h1 eight | a8 eight · d8 negres dama · e8 negres rei · h8 one · a7 seven · d7 negres peó · e7 negres peó · h7 two · a6 six · h6 three · a5 five · h5 four · a4 four · h4 five · a3 three · h3 six · a2 two · d2 blanques peó · e2 blanques peó · h2 seven · a1 one · d1 blanques dama · e1 blanques rei · h1 eight | a8 eight · d8 negres dama · e8 negres rei · h8 one · a7 seven · d7 negres peó · e7 negres peó · h7 two · a6 six · h6 three · a5 five · h5 four · a4 four · h4 five · a3 three · h3 six · a2 two · d2 blanques peó · e2 blanques peó · h2 seven · a1 one · d1 blanques dama · e1 blanques rei · h1 eight | a8 eight · d8 negres dama · e8 negres rei · h8 one · a7 seven · d7 negres peó · e7 negres peó · h7 two · a6 six · h6 three · a5 five · h5 four · a4 four · h4 five · a3 three · h3 six · a2 two · d2 blanques peó · e2 blanques peó · h2 seven · a1 one · d1 blanques dama · e1 blanques rei · h1 eight | a8 eight · d8 negres dama · e8 negres rei · h8 one · a7 seven · d7 negres peó · e7 negres peó · h7 two · a6 six · h6 three · a5 five · h5 four · a4 four · h4 five · a3 three · h3 six · a2 two · d2 blanques peó · e2 blanques peó · h2 seven · a1 one · d1 blanques dama · e1 blanques rei · h1 eight | a8 eight · d8 negres dama · e8 negres rei · h8 one · a7 seven · d7 negres peó · e7 negres peó · h7 two · a6 six · h6 three · a5 five · h5 four · a4 four · h4 five · a3 three · h3 six · a2 two · d2 blanques peó · e2 blanques peó · h2 seven · a1 one · d1 blanques dama · e1 blanques rei · h1 eight | a8 eight · d8 negres dama · e8 negres rei · h8 one · a7 seven · d7 negres peó · e7 negres peó · h7 two · a6 six · h6 three · a5 five · h5 four · a4 four · h4 five · a3 three · h3 six · a2 two · d2 blanques peó · e2 blanques peó · h2 seven · a1 one · d1 blanques dama · e1 blanques rei · h1 eight | a8 eight · d8 negres dama · e8 negres rei · h8 one · a7 seven · d7 negres peó · e7 negres peó · h7 two · a6 six · h6 three · a5 five · h5 four · a4 four · h4 five · a3 three · h3 six · a2 two · d2 blanques peó · e2 blanques peó · h2 seven · a1 one · d1 blanques dama · e1 blanques rei · h1 eight | 1 |
|   | a | b | c | d | e | f | g | h |   |

Una línia horitzontal de caselles de l'escaquer. Les files concretes són referenciades pel seu número, primera, segona, …, fins a la vuitena. Al contrari que les columnes, les files són sempre numerades des del punt de vista de cadascun dels jugadors, essent la primera la més propera al jugador, i on comencen la partida el rei i la resta de peces que no són peons. La primera fila de les blanques és la vuitena de les negres (fila 1 per la notació algebraica), i la vuitena de les blanques, és la primera de les negres (fila 8 per la notació algebraica).

### Final
La fase de la partida en què queden poques peces sobre el tauler. El final succeeix el mig joc.

### Flanc
El flanc de dama són les columnes a, b, i c, i el flanc de rei les columnes f, g, i h. En algunes publicacions també s'usa el teme "ala" (ala de rei, ala de dama); es defineix en oposició al centre (les columnes d i e de l'escaquer).

### Flanc de dama
El costat del tauler on hi ha les dames al principi de la partida (des de la columna a fins a la d), en oposició al flanc de rei.

### Flanc de rei
El costat del tauler on hi ha els reis al principi de la partida (des de la columna e a la h), en oposició al flanc de dama.

### FIDE
La Federació d'Escacs Mundial (Fédération Internationale des Échecs), l'ens que dirigeix els esacs a nivell mundial. L'acrónim FIDE és pràcticament sempre la forma usada, en lloc del nom complet en francès.

### Fischer Random
Variació dels escacs propugnada per Bobby Fischer, i que també rep el nom de Chess960.

### FM
Abreviació del títol Mestre de la FIDE.

### Forquilla
Quan una peça, generalment un cavall o un peó, ataca simultàniament dues (o més) peces rivals. Rep també altres noms com ara "ulleres", o "doble". De vegades s'anomena "forquilla reial" la forquilla que implica el rei i la dama.

### Fortalesa
Una fortalesa és una posició tal que, quan és assolida pel bàndol feble, evita que l'oponent hi penetri, cosa que generalment provoca unes taules (que interessen al bàndol feble).

## G

### Gambit
És un sacrifici (usualment de peó) que permet guanyar alguna mena d'avantatge d'espai o de temps a l'obertura.

### Gambit de l'ala
Nom donat a algunes variants de diverses obertures, en què un jugador sacrifica un peó de flanc, normalment el de la columna-b.

### GM
Acrònim de Gran Mestre Internacional. També s'usa "GMI", o "IGM" en versió anglesa (International Grand Master')

### Gran centre
Les vuit caselles centrals de les files quarta i cinquena de l'escaquer. Vegeu centre

### Gran diagonal
Una de les dues diagonals de l'escaquer amb vuit caselles (a1-h8 o bé h1-a8).

### Guanyar material
Vegeu material

### Gran Mestre
El més alt títol que un escaquista pot assolir (llevat del de Campió del món). El concepte es refereix, en sentit estricte, al títol que dona la FIDE a partir de 1950, però també pot usar-se per a descriure persones que tinguin una gran habilitat en els escacs. El terme Gran Mestre Internacional (GM, GMI, o IGM) es refereix només al títol de la FIDE.

### Greu errada
En anglès: Blunder. Una jugada molt dolenta, que pot fer perdre la partida. És indicada amb el símbol "??" en notació d'escacs.

## H

### Hàndicap
Una partida amb hàndicap és aquella en què el jugador més fort dona algun tipus d'avantatge al jugador més fluix, com ara material, jugades extra, temps extra al rellotge, o alguna combinació de les anteriors. Des de l'adveniment del rellotge d'escacs, els hàndicaps de temps han estat cada vegada més comuns que no pas els de material, amb el jugador més fort començant la partida amb només un o dos minuts de rellotge, mentre que el jugador més fluix en disposa de cinc o més.

### Hipermoderna
Un sistema d'obertura la idea principal del qual és el control del centre amb peces, des de la distància, en lloc d'ocupar-lo amb peons, que seria el punt de vista oposat. Vegeu també clàssica i dinamisme.

### Hole
|   | a | b | c | d | e | f | g | h |   |
| 8 | b8 negres rei · a7 negres peó · c7 negres peó · a6 black circle · b6 negres peó · c6 black circle · d4 blanques peó · e4 white circle · f4 blanques peó · c3 blanques peó · d3 white circle · e3 blanques peó · a2 blanques peó · b2 blanques peó · g2 blanques peó · h2 blanques peó · g1 blanques rei | b8 negres rei · a7 negres peó · c7 negres peó · a6 black circle · b6 negres peó · c6 black circle · d4 blanques peó · e4 white circle · f4 blanques peó · c3 blanques peó · d3 white circle · e3 blanques peó · a2 blanques peó · b2 blanques peó · g2 blanques peó · h2 blanques peó · g1 blanques rei | b8 negres rei · a7 negres peó · c7 negres peó · a6 black circle · b6 negres peó · c6 black circle · d4 blanques peó · e4 white circle · f4 blanques peó · c3 blanques peó · d3 white circle · e3 blanques peó · a2 blanques peó · b2 blanques peó · g2 blanques peó · h2 blanques peó · g1 blanques rei | b8 negres rei · a7 negres peó · c7 negres peó · a6 black circle · b6 negres peó · c6 black circle · d4 blanques peó · e4 white circle · f4 blanques peó · c3 blanques peó · d3 white circle · e3 blanques peó · a2 blanques peó · b2 blanques peó · g2 blanques peó · h2 blanques peó · g1 blanques rei | b8 negres rei · a7 negres peó · c7 negres peó · a6 black circle · b6 negres peó · c6 black circle · d4 blanques peó · e4 white circle · f4 blanques peó · c3 blanques peó · d3 white circle · e3 blanques peó · a2 blanques peó · b2 blanques peó · g2 blanques peó · h2 blanques peó · g1 blanques rei | b8 negres rei · a7 negres peó · c7 negres peó · a6 black circle · b6 negres peó · c6 black circle · d4 blanques peó · e4 white circle · f4 blanques peó · c3 blanques peó · d3 white circle · e3 blanques peó · a2 blanques peó · b2 blanques peó · g2 blanques peó · h2 blanques peó · g1 blanques rei | b8 negres rei · a7 negres peó · c7 negres peó · a6 black circle · b6 negres peó · c6 black circle · d4 blanques peó · e4 white circle · f4 blanques peó · c3 blanques peó · d3 white circle · e3 blanques peó · a2 blanques peó · b2 blanques peó · g2 blanques peó · h2 blanques peó · g1 blanques rei | b8 negres rei · a7 negres peó · c7 negres peó · a6 black circle · b6 negres peó · c6 black circle · d4 blanques peó · e4 white circle · f4 blanques peó · c3 blanques peó · d3 white circle · e3 blanques peó · a2 blanques peó · b2 blanques peó · g2 blanques peó · h2 blanques peó · g1 blanques rei | 8 |
| 7 | b8 negres rei · a7 negres peó · c7 negres peó · a6 black circle · b6 negres peó · c6 black circle · d4 blanques peó · e4 white circle · f4 blanques peó · c3 blanques peó · d3 white circle · e3 blanques peó · a2 blanques peó · b2 blanques peó · g2 blanques peó · h2 blanques peó · g1 blanques rei | b8 negres rei · a7 negres peó · c7 negres peó · a6 black circle · b6 negres peó · c6 black circle · d4 blanques peó · e4 white circle · f4 blanques peó · c3 blanques peó · d3 white circle · e3 blanques peó · a2 blanques peó · b2 blanques peó · g2 blanques peó · h2 blanques peó · g1 blanques rei | b8 negres rei · a7 negres peó · c7 negres peó · a6 black circle · b6 negres peó · c6 black circle · d4 blanques peó · e4 white circle · f4 blanques peó · c3 blanques peó · d3 white circle · e3 blanques peó · a2 blanques peó · b2 blanques peó · g2 blanques peó · h2 blanques peó · g1 blanques rei | b8 negres rei · a7 negres peó · c7 negres peó · a6 black circle · b6 negres peó · c6 black circle · d4 blanques peó · e4 white circle · f4 blanques peó · c3 blanques peó · d3 white circle · e3 blanques peó · a2 blanques peó · b2 blanques peó · g2 blanques peó · h2 blanques peó · g1 blanques rei | b8 negres rei · a7 negres peó · c7 negres peó · a6 black circle · b6 negres peó · c6 black circle · d4 blanques peó · e4 white circle · f4 blanques peó · c3 blanques peó · d3 white circle · e3 blanques peó · a2 blanques peó · b2 blanques peó · g2 blanques peó · h2 blanques peó · g1 blanques rei | b8 negres rei · a7 negres peó · c7 negres peó · a6 black circle · b6 negres peó · c6 black circle · d4 blanques peó · e4 white circle · f4 blanques peó · c3 blanques peó · d3 white circle · e3 blanques peó · a2 blanques peó · b2 blanques peó · g2 blanques peó · h2 blanques peó · g1 blanques rei | b8 negres rei · a7 negres peó · c7 negres peó · a6 black circle · b6 negres peó · c6 black circle · d4 blanques peó · e4 white circle · f4 blanques peó · c3 blanques peó · d3 white circle · e3 blanques peó · a2 blanques peó · b2 blanques peó · g2 blanques peó · h2 blanques peó · g1 blanques rei | b8 negres rei · a7 negres peó · c7 negres peó · a6 black circle · b6 negres peó · c6 black circle · d4 blanques peó · e4 white circle · f4 blanques peó · c3 blanques peó · d3 white circle · e3 blanques peó · a2 blanques peó · b2 blanques peó · g2 blanques peó · h2 blanques peó · g1 blanques rei | 7 |
| 6 | b8 negres rei · a7 negres peó · c7 negres peó · a6 black circle · b6 negres peó · c6 black circle · d4 blanques peó · e4 white circle · f4 blanques peó · c3 blanques peó · d3 white circle · e3 blanques peó · a2 blanques peó · b2 blanques peó · g2 blanques peó · h2 blanques peó · g1 blanques rei | b8 negres rei · a7 negres peó · c7 negres peó · a6 black circle · b6 negres peó · c6 black circle · d4 blanques peó · e4 white circle · f4 blanques peó · c3 blanques peó · d3 white circle · e3 blanques peó · a2 blanques peó · b2 blanques peó · g2 blanques peó · h2 blanques peó · g1 blanques rei | b8 negres rei · a7 negres peó · c7 negres peó · a6 black circle · b6 negres peó · c6 black circle · d4 blanques peó · e4 white circle · f4 blanques peó · c3 blanques peó · d3 white circle · e3 blanques peó · a2 blanques peó · b2 blanques peó · g2 blanques peó · h2 blanques peó · g1 blanques rei | b8 negres rei · a7 negres peó · c7 negres peó · a6 black circle · b6 negres peó · c6 black circle · d4 blanques peó · e4 white circle · f4 blanques peó · c3 blanques peó · d3 white circle · e3 blanques peó · a2 blanques peó · b2 blanques peó · g2 blanques peó · h2 blanques peó · g1 blanques rei | b8 negres rei · a7 negres peó · c7 negres peó · a6 black circle · b6 negres peó · c6 black circle · d4 blanques peó · e4 white circle · f4 blanques peó · c3 blanques peó · d3 white circle · e3 blanques peó · a2 blanques peó · b2 blanques peó · g2 blanques peó · h2 blanques peó · g1 blanques rei | b8 negres rei · a7 negres peó · c7 negres peó · a6 black circle · b6 negres peó · c6 black circle · d4 blanques peó · e4 white circle · f4 blanques peó · c3 blanques peó · d3 white circle · e3 blanques peó · a2 blanques peó · b2 blanques peó · g2 blanques peó · h2 blanques peó · g1 blanques rei | b8 negres rei · a7 negres peó · c7 negres peó · a6 black circle · b6 negres peó · c6 black circle · d4 blanques peó · e4 white circle · f4 blanques peó · c3 blanques peó · d3 white circle · e3 blanques peó · a2 blanques peó · b2 blanques peó · g2 blanques peó · h2 blanques peó · g1 blanques rei | b8 negres rei · a7 negres peó · c7 negres peó · a6 black circle · b6 negres peó · c6 black circle · d4 blanques peó · e4 white circle · f4 blanques peó · c3 blanques peó · d3 white circle · e3 blanques peó · a2 blanques peó · b2 blanques peó · g2 blanques peó · h2 blanques peó · g1 blanques rei | 6 |
| 5 | b8 negres rei · a7 negres peó · c7 negres peó · a6 black circle · b6 negres peó · c6 black circle · d4 blanques peó · e4 white circle · f4 blanques peó · c3 blanques peó · d3 white circle · e3 blanques peó · a2 blanques peó · b2 blanques peó · g2 blanques peó · h2 blanques peó · g1 blanques rei | b8 negres rei · a7 negres peó · c7 negres peó · a6 black circle · b6 negres peó · c6 black circle · d4 blanques peó · e4 white circle · f4 blanques peó · c3 blanques peó · d3 white circle · e3 blanques peó · a2 blanques peó · b2 blanques peó · g2 blanques peó · h2 blanques peó · g1 blanques rei | b8 negres rei · a7 negres peó · c7 negres peó · a6 black circle · b6 negres peó · c6 black circle · d4 blanques peó · e4 white circle · f4 blanques peó · c3 blanques peó · d3 white circle · e3 blanques peó · a2 blanques peó · b2 blanques peó · g2 blanques peó · h2 blanques peó · g1 blanques rei | b8 negres rei · a7 negres peó · c7 negres peó · a6 black circle · b6 negres peó · c6 black circle · d4 blanques peó · e4 white circle · f4 blanques peó · c3 blanques peó · d3 white circle · e3 blanques peó · a2 blanques peó · b2 blanques peó · g2 blanques peó · h2 blanques peó · g1 blanques rei | b8 negres rei · a7 negres peó · c7 negres peó · a6 black circle · b6 negres peó · c6 black circle · d4 blanques peó · e4 white circle · f4 blanques peó · c3 blanques peó · d3 white circle · e3 blanques peó · a2 blanques peó · b2 blanques peó · g2 blanques peó · h2 blanques peó · g1 blanques rei | b8 negres rei · a7 negres peó · c7 negres peó · a6 black circle · b6 negres peó · c6 black circle · d4 blanques peó · e4 white circle · f4 blanques peó · c3 blanques peó · d3 white circle · e3 blanques peó · a2 blanques peó · b2 blanques peó · g2 blanques peó · h2 blanques peó · g1 blanques rei | b8 negres rei · a7 negres peó · c7 negres peó · a6 black circle · b6 negres peó · c6 black circle · d4 blanques peó · e4 white circle · f4 blanques peó · c3 blanques peó · d3 white circle · e3 blanques peó · a2 blanques peó · b2 blanques peó · g2 blanques peó · h2 blanques peó · g1 blanques rei | b8 negres rei · a7 negres peó · c7 negres peó · a6 black circle · b6 negres peó · c6 black circle · d4 blanques peó · e4 white circle · f4 blanques peó · c3 blanques peó · d3 white circle · e3 blanques peó · a2 blanques peó · b2 blanques peó · g2 blanques peó · h2 blanques peó · g1 blanques rei | 5 |
| 4 | b8 negres rei · a7 negres peó · c7 negres peó · a6 black circle · b6 negres peó · c6 black circle · d4 blanques peó · e4 white circle · f4 blanques peó · c3 blanques peó · d3 white circle · e3 blanques peó · a2 blanques peó · b2 blanques peó · g2 blanques peó · h2 blanques peó · g1 blanques rei | b8 negres rei · a7 negres peó · c7 negres peó · a6 black circle · b6 negres peó · c6 black circle · d4 blanques peó · e4 white circle · f4 blanques peó · c3 blanques peó · d3 white circle · e3 blanques peó · a2 blanques peó · b2 blanques peó · g2 blanques peó · h2 blanques peó · g1 blanques rei | b8 negres rei · a7 negres peó · c7 negres peó · a6 black circle · b6 negres peó · c6 black circle · d4 blanques peó · e4 white circle · f4 blanques peó · c3 blanques peó · d3 white circle · e3 blanques peó · a2 blanques peó · b2 blanques peó · g2 blanques peó · h2 blanques peó · g1 blanques rei | b8 negres rei · a7 negres peó · c7 negres peó · a6 black circle · b6 negres peó · c6 black circle · d4 blanques peó · e4 white circle · f4 blanques peó · c3 blanques peó · d3 white circle · e3 blanques peó · a2 blanques peó · b2 blanques peó · g2 blanques peó · h2 blanques peó · g1 blanques rei | b8 negres rei · a7 negres peó · c7 negres peó · a6 black circle · b6 negres peó · c6 black circle · d4 blanques peó · e4 white circle · f4 blanques peó · c3 blanques peó · d3 white circle · e3 blanques peó · a2 blanques peó · b2 blanques peó · g2 blanques peó · h2 blanques peó · g1 blanques rei | b8 negres rei · a7 negres peó · c7 negres peó · a6 black circle · b6 negres peó · c6 black circle · d4 blanques peó · e4 white circle · f4 blanques peó · c3 blanques peó · d3 white circle · e3 blanques peó · a2 blanques peó · b2 blanques peó · g2 blanques peó · h2 blanques peó · g1 blanques rei | b8 negres rei · a7 negres peó · c7 negres peó · a6 black circle · b6 negres peó · c6 black circle · d4 blanques peó · e4 white circle · f4 blanques peó · c3 blanques peó · d3 white circle · e3 blanques peó · a2 blanques peó · b2 blanques peó · g2 blanques peó · h2 blanques peó · g1 blanques rei | b8 negres rei · a7 negres peó · c7 negres peó · a6 black circle · b6 negres peó · c6 black circle · d4 blanques peó · e4 white circle · f4 blanques peó · c3 blanques peó · d3 white circle · e3 blanques peó · a2 blanques peó · b2 blanques peó · g2 blanques peó · h2 blanques peó · g1 blanques rei | 4 |
| 3 | b8 negres rei · a7 negres peó · c7 negres peó · a6 black circle · b6 negres peó · c6 black circle · d4 blanques peó · e4 white circle · f4 blanques peó · c3 blanques peó · d3 white circle · e3 blanques peó · a2 blanques peó · b2 blanques peó · g2 blanques peó · h2 blanques peó · g1 blanques rei | b8 negres rei · a7 negres peó · c7 negres peó · a6 black circle · b6 negres peó · c6 black circle · d4 blanques peó · e4 white circle · f4 blanques peó · c3 blanques peó · d3 white circle · e3 blanques peó · a2 blanques peó · b2 blanques peó · g2 blanques peó · h2 blanques peó · g1 blanques rei | b8 negres rei · a7 negres peó · c7 negres peó · a6 black circle · b6 negres peó · c6 black circle · d4 blanques peó · e4 white circle · f4 blanques peó · c3 blanques peó · d3 white circle · e3 blanques peó · a2 blanques peó · b2 blanques peó · g2 blanques peó · h2 blanques peó · g1 blanques rei | b8 negres rei · a7 negres peó · c7 negres peó · a6 black circle · b6 negres peó · c6 black circle · d4 blanques peó · e4 white circle · f4 blanques peó · c3 blanques peó · d3 white circle · e3 blanques peó · a2 blanques peó · b2 blanques peó · g2 blanques peó · h2 blanques peó · g1 blanques rei | b8 negres rei · a7 negres peó · c7 negres peó · a6 black circle · b6 negres peó · c6 black circle · d4 blanques peó · e4 white circle · f4 blanques peó · c3 blanques peó · d3 white circle · e3 blanques peó · a2 blanques peó · b2 blanques peó · g2 blanques peó · h2 blanques peó · g1 blanques rei | b8 negres rei · a7 negres peó · c7 negres peó · a6 black circle · b6 negres peó · c6 black circle · d4 blanques peó · e4 white circle · f4 blanques peó · c3 blanques peó · d3 white circle · e3 blanques peó · a2 blanques peó · b2 blanques peó · g2 blanques peó · h2 blanques peó · g1 blanques rei | b8 negres rei · a7 negres peó · c7 negres peó · a6 black circle · b6 negres peó · c6 black circle · d4 blanques peó · e4 white circle · f4 blanques peó · c3 blanques peó · d3 white circle · e3 blanques peó · a2 blanques peó · b2 blanques peó · g2 blanques peó · h2 blanques peó · g1 blanques rei | b8 negres rei · a7 negres peó · c7 negres peó · a6 black circle · b6 negres peó · c6 black circle · d4 blanques peó · e4 white circle · f4 blanques peó · c3 blanques peó · d3 white circle · e3 blanques peó · a2 blanques peó · b2 blanques peó · g2 blanques peó · h2 blanques peó · g1 blanques rei | 3 |
| 2 | b8 negres rei · a7 negres peó · c7 negres peó · a6 black circle · b6 negres peó · c6 black circle · d4 blanques peó · e4 white circle · f4 blanques peó · c3 blanques peó · d3 white circle · e3 blanques peó · a2 blanques peó · b2 blanques peó · g2 blanques peó · h2 blanques peó · g1 blanques rei | b8 negres rei · a7 negres peó · c7 negres peó · a6 black circle · b6 negres peó · c6 black circle · d4 blanques peó · e4 white circle · f4 blanques peó · c3 blanques peó · d3 white circle · e3 blanques peó · a2 blanques peó · b2 blanques peó · g2 blanques peó · h2 blanques peó · g1 blanques rei | b8 negres rei · a7 negres peó · c7 negres peó · a6 black circle · b6 negres peó · c6 black circle · d4 blanques peó · e4 white circle · f4 blanques peó · c3 blanques peó · d3 white circle · e3 blanques peó · a2 blanques peó · b2 blanques peó · g2 blanques peó · h2 blanques peó · g1 blanques rei | b8 negres rei · a7 negres peó · c7 negres peó · a6 black circle · b6 negres peó · c6 black circle · d4 blanques peó · e4 white circle · f4 blanques peó · c3 blanques peó · d3 white circle · e3 blanques peó · a2 blanques peó · b2 blanques peó · g2 blanques peó · h2 blanques peó · g1 blanques rei | b8 negres rei · a7 negres peó · c7 negres peó · a6 black circle · b6 negres peó · c6 black circle · d4 blanques peó · e4 white circle · f4 blanques peó · c3 blanques peó · d3 white circle · e3 blanques peó · a2 blanques peó · b2 blanques peó · g2 blanques peó · h2 blanques peó · g1 blanques rei | b8 negres rei · a7 negres peó · c7 negres peó · a6 black circle · b6 negres peó · c6 black circle · d4 blanques peó · e4 white circle · f4 blanques peó · c3 blanques peó · d3 white circle · e3 blanques peó · a2 blanques peó · b2 blanques peó · g2 blanques peó · h2 blanques peó · g1 blanques rei | b8 negres rei · a7 negres peó · c7 negres peó · a6 black circle · b6 negres peó · c6 black circle · d4 blanques peó · e4 white circle · f4 blanques peó · c3 blanques peó · d3 white circle · e3 blanques peó · a2 blanques peó · b2 blanques peó · g2 blanques peó · h2 blanques peó · g1 blanques rei | b8 negres rei · a7 negres peó · c7 negres peó · a6 black circle · b6 negres peó · c6 black circle · d4 blanques peó · e4 white circle · f4 blanques peó · c3 blanques peó · d3 white circle · e3 blanques peó · a2 blanques peó · b2 blanques peó · g2 blanques peó · h2 blanques peó · g1 blanques rei | 2 |
| 1 | b8 negres rei · a7 negres peó · c7 negres peó · a6 black circle · b6 negres peó · c6 black circle · d4 blanques peó · e4 white circle · f4 blanques peó · c3 blanques peó · d3 white circle · e3 blanques peó · a2 blanques peó · b2 blanques peó · g2 blanques peó · h2 blanques peó · g1 blanques rei | b8 negres rei · a7 negres peó · c7 negres peó · a6 black circle · b6 negres peó · c6 black circle · d4 blanques peó · e4 white circle · f4 blanques peó · c3 blanques peó · d3 white circle · e3 blanques peó · a2 blanques peó · b2 blanques peó · g2 blanques peó · h2 blanques peó · g1 blanques rei | b8 negres rei · a7 negres peó · c7 negres peó · a6 black circle · b6 negres peó · c6 black circle · d4 blanques peó · e4 white circle · f4 blanques peó · c3 blanques peó · d3 white circle · e3 blanques peó · a2 blanques peó · b2 blanques peó · g2 blanques peó · h2 blanques peó · g1 blanques rei | b8 negres rei · a7 negres peó · c7 negres peó · a6 black circle · b6 negres peó · c6 black circle · d4 blanques peó · e4 white circle · f4 blanques peó · c3 blanques peó · d3 white circle · e3 blanques peó · a2 blanques peó · b2 blanques peó · g2 blanques peó · h2 blanques peó · g1 blanques rei | b8 negres rei · a7 negres peó · c7 negres peó · a6 black circle · b6 negres peó · c6 black circle · d4 blanques peó · e4 white circle · f4 blanques peó · c3 blanques peó · d3 white circle · e3 blanques peó · a2 blanques peó · b2 blanques peó · g2 blanques peó · h2 blanques peó · g1 blanques rei | b8 negres rei · a7 negres peó · c7 negres peó · a6 black circle · b6 negres peó · c6 black circle · d4 blanques peó · e4 white circle · f4 blanques peó · c3 blanques peó · d3 white circle · e3 blanques peó · a2 blanques peó · b2 blanques peó · g2 blanques peó · h2 blanques peó · g1 blanques rei | b8 negres rei · a7 negres peó · c7 negres peó · a6 black circle · b6 negres peó · c6 black circle · d4 blanques peó · e4 white circle · f4 blanques peó · c3 blanques peó · d3 white circle · e3 blanques peó · a2 blanques peó · b2 blanques peó · g2 blanques peó · h2 blanques peó · g1 blanques rei | b8 negres rei · a7 negres peó · c7 negres peó · a6 black circle · b6 negres peó · c6 black circle · d4 blanques peó · e4 white circle · f4 blanques peó · c3 blanques peó · d3 white circle · e3 blanques peó · a2 blanques peó · b2 blanques peó · g2 blanques peó · h2 blanques peó · g1 blanques rei | 1 |
|   | a | b | c | d | e | f | g | h |   |

Mot en anglès que significa, literalment, "forat". És una casella tal que un jugador no pot, ni podrà en el futur, controlar amb un peó propi. La definició és una mica subjectiva: la casella ha de tenir alguna significació posicional pel rival per tal de ser considerada un hole; les caselles de la primera i segona fila no són mai holes. Una casella és un hole fins i tot si podria en el futur ser controlada per un peó que hagi fet una captura. N'és un exemple la casella e4 a l'atac Stonewall.

## I

### ICCF
Acrònim en anglès de Federació Internacional d'Escacs per Correspondència, fundada el 1951 per substituir la International Correspondence Chess Association (ICCA).

### IGM
Acrònim anglès (antic) per indicar el títol de Gran Mestre Internacional (GMI), en anglès International Grand Master. Actualment s'usa molt més "GM".

### Igualar
Crear o arribar a una posició en la qual ambdós jugadors tenen iguals possibilitats de victòria (cosa que s'anomena igualtat). Pot tractar-se tant d'igualtat estàtica, quan les taules són probables (per exemple, un final equilibrat) o inevitables (per exemple, per escac continu, o bé igualtat dinàmica, quan blanques i negres tenen iguals possibilitats de guanyar la partida. En teoria d'obertures, com que les blanques tenen l'avantatge del primer moviment, les línies que igualen són relativament bones per les negres i dolentes per les blanques.

### Igualtat
Vegeu igualar

### Igualtat de material
Vegeu material

### Igualtat morta
Vegeu taules mortes

### Illa de peons
Un grup de peons del mateix jugador, situats en columnes adjacents entre ells, sense altres peons del mateix jugador a les columnes del costat. Una illa de peons formada per un sol peó és un peó aïllat.

### IM
Acrònim anglès per indicar el títol de Mestre Internacional (MI), que en anglès seria International Master

### Inactiva
Vegeu passiva.

### Increment
L'increment es refereix a la suma de temps que s'afegeix al temps inicial de cada jugador després de cada moviment. Per exemple, els escacs ràpids s'haurien de jugar amb "25 minuts més 10 segons d'increment", cosa que vol dir que cada jugador comença amb 25 minuts al seu rellotge, els quals es veuen incrementats amb 10 segons addicionals després (o abans) de cada moviment. Vegeu Control de temps#Compensació.

### Iniciativa
L'avantatge que té un jugador que està creant amenaces sobre el jugador que ha de respondre aquestes amenaces. Hom diu que el jugador atacant "té la iniciativa". Aquest jugador sovint pot conduir el joc com més li interessi. La iniciativa sovint deriva d'un avantatge previ de temps o espai. La noció d'iniciativa ja fou usada per Steinitz (per exemple a The Sixth American Chess Congress) i per Capablanca al seu Chess Fundamentals (capítol 4).

### Intermèdia
Vegeu zwischenzug.

## J

### Joc posicional
Estil de joc dominat més per les maniobres que busquen l'avantatge a llarg termini que per atacs ràpids i amenaces a curt termini, i que requereix més criteri i comprensió del joc que no pas càlcul concret de variants, com passa en el joc tàctic.

### Joc tàctic
Estil de joc caracteritzat per atacs i amenaces a curt termini, que sovint requereixen un càlcul profund i precís; el joc tàctic es defineix sovint per oposició al joc posicional.

### Jugable
Es diu això d'una obertura o moviment que dona una posició que pot ser sostinguda. Per exemple, hom diu que la "defensa Petroff és jugable." o (després de 1.e4 e5 2.Ac4 Cf6 3.Cc3 Cxe4 4.Cxe4) "4...d5 és l'únic moviment jugable ara"

### Jugada
Un torn complet, que passa quan han fet el seu moviment corresponent tant les blanques com les negres. El torn d'un jugador concret és, estrictament, mitja jugada, o bé un moviment, o, en escacs per ordinador, un ply.

### Jugada candidata
Un moviment que sembla bo a partir de l'observació inicial de la posició, i que mereix major anàlisi.

### Jugada d'espera
Un moviment o una jugada passiva (o almenys, no activa), que es fa per esperar què farà el rival.

### Jugada de llibre
Un moviment d'obertura que es troba als llibres de referència de teoria d'obertures. Hom diu que una partida és "de llibre" quan ambdós jugadors estan fent moviments que es troben a les referències d'obertura. En sentit contrari, una partida o un jugador poden estar "fora del llibre" quan ha arribaat al final de les variants analitzades als llibres d'obertures o si un dels jugadors es desvia amb una novetat (o amb una greu errada). Vegeu també Victòria de llibre.

### Jugada forçada
Un moviment que és l'únic que no implica un seriós desavantatge pel jugador que el fa. "Forçat" és un terme que també pot usar-se per descriure una seqüència de jugades per les quals el jugador no té cap alternativa viable, per exemple, en expressions com "guanyar una peça de manera forçada" o "forçar el mat". En aquests casos el jugador no pot evitar la pèrdua d'una peça, o l'escac i mat, respectivament.

### Jugada humana
Un moviment que un humà faria, en oposició al tipus de moviment que només faria un motor d'escacs

### Jugada il·legal
Un moviment que no és permès per les regles dels escacs. En cas que durant una partida es descobreixi una jugada il·legal, cal que sigui rectificada.

### Jugada intermèdia
Vegeu zwischenzug.

### Jugada misteriosa de torre
Seguint una idea de Nimzowitsch, una jugada feta amb una torre que no sembla provocar cap amenaça ni tenir cap propòsit concret, però que desanima l'oponent de realitzar algun tipus d'acció, o inicia un molt profund pla futur. Vegeu també Profilaxi.

### Jugada secreta
Les partides sobre el tauler que s'allarguen molt poden ser ajornades. Per evitar que aquell a qui li toqui fer la següent jugada tingui massa avantatge, el darrer moviment no es fa sobre el tauler, sinó que s'escriu en secret en un sobre tancat. En la represa de la partida, l'àrbitre fa sobre el tauler la jugada secreta o segellada i el joc continua. Vegeu també Ajornament.

### Jugada tranquil·la
Una jugada que no ataca ni captura cap peça enemiga. El terme s'usa especialment quan es fa una jugada d'aquesta mena en mig d'una sèrie de jugades que sí ataquen o generen amenaces.

### Jugada òptima
Jugada òptima és quan els dos bàndols fan la millor jugada en cada un dels seus torns, o una de les igualment bones alternatives. Un bàndol intenta guanyar tan ràpid com sigui possible mentre l'altra bàndol intenta retardar-ho tan com sigui possible, i la jugada òptima pot resultar en taules.

### Jugador posicional
Un jugador que s'especialitza en el joc posicional, en contraposició a un tàctic.

### J'adoube
"Jo ajusto" o "composo". Un jugador pot dir, en veu alta, "J'adoube" com a signe internacional que pretén centrar o ajustar la posició d'una peça en una casella, sense quedar obligat a moure-la per la regla de la peça tocada.

## K

### K
Símbol usat per a les jugades de rei (king) quan s'anoten partides d'escacs en anglès.

### Kibitz
Vegeu Pipa

## L

### Lleis dels escacs
El reglament dels escacs.

### Línia principal
La principal i més important, o més sovint jugada variant d'una obertura o partida analitzada. Per exemple, 1.d4 Cf6 2.c4 g6 3.Cc3 Ag7 4.e4 d6 5.Cf3 0-0 6.Ae2 e5 7.0-0 Cc6 8.d5 Ce7 és coneguda per ser la línia principal de la defensa índia de rei.

### Línia taulífera
Una variant obertura que normalment acaba en taules, per exemple 1.e4 e5 2.Cf3 Cc6 3.Cc3 Cf6 4.Ab5 Cd4 5.Cxd4 exd4 6.e5 dxc3 7.exf6 Dxf6 8.dxc3 De5+ 9.De2 Dxe2+, una línia de la variant Rubinstein de l'obertura dels quatre cavalls. Vegeu una col·lecció de línies taulíferes a chessgames.com. Normalment una d'aquestes variants es juga perquè un o ambdós jugadors tenen la intenció premeditada d'acabar en taules la partida. Vegeu també arma de taules.

### Liquidació
Vegeu simplificació.

### Luft
Vegeu aire

## M

### Majoria
En un mateix flanc, un nombre de peons més gran que el del rival. Normalment, el jugador amb majoria de peons en un flanc, té minoria en l'altre.

### Matx
Competició entre dos jugadors o dos equips. El terme pot referir-se a tota la competició, o bé a una ronda en un torneig eliminatori o encontre per equips. Amb caràcter general, en escacs, un matx consisteix en almenys dues partides (i sovint, en moltes més).

### Matx de Candidats
Un matx eliminatori en un Torneig de Candidats.

### Mat
Abreviació d'escac i mat.

### Mat de la primera fila
També conegut com a 'Mat del passadís: Un mat fet per una torre o una dama que actuen a la primera fila del rival, quan el rei de l'oponent no es pot moure cap amunt en el tauler perquè és bloquejat pels seus propis peons o peces a la segona fila.

### Mat de les xarreteres
Un esquema de mat en què el rei és bloquejat a ambdós costats per les seves pròpies torres. També, en anglès, 'mat d'Epaulette.
|   | a | b | c | d | e | f | g | h |   |
| 8 | a8 negres torre · b8 negres cavall · c8 negres alfil · e8 negres rei · f8 negres alfil · g8 negres cavall · h8 negres torre · a7 negres peó · b7 negres peó · c7 negres peó · d7 negres peó · f7 negres peó · g7 negres peó · h7 negres peó · e5 negres peó · g4 blanques peó · h4 negres dama · f3 blanques peó · a2 blanques peó · b2 blanques peó · c2 blanques peó · d2 blanques peó · e2 blanques peó · h2 blanques peó · a1 blanques torre · b1 blanques cavall · c1 blanques alfil · d1 blanques dama · e1 blanques rei · f1 blanques alfil · g1 blanques cavall · h1 blanques torre | a8 negres torre · b8 negres cavall · c8 negres alfil · e8 negres rei · f8 negres alfil · g8 negres cavall · h8 negres torre · a7 negres peó · b7 negres peó · c7 negres peó · d7 negres peó · f7 negres peó · g7 negres peó · h7 negres peó · e5 negres peó · g4 blanques peó · h4 negres dama · f3 blanques peó · a2 blanques peó · b2 blanques peó · c2 blanques peó · d2 blanques peó · e2 blanques peó · h2 blanques peó · a1 blanques torre · b1 blanques cavall · c1 blanques alfil · d1 blanques dama · e1 blanques rei · f1 blanques alfil · g1 blanques cavall · h1 blanques torre | a8 negres torre · b8 negres cavall · c8 negres alfil · e8 negres rei · f8 negres alfil · g8 negres cavall · h8 negres torre · a7 negres peó · b7 negres peó · c7 negres peó · d7 negres peó · f7 negres peó · g7 negres peó · h7 negres peó · e5 negres peó · g4 blanques peó · h4 negres dama · f3 blanques peó · a2 blanques peó · b2 blanques peó · c2 blanques peó · d2 blanques peó · e2 blanques peó · h2 blanques peó · a1 blanques torre · b1 blanques cavall · c1 blanques alfil · d1 blanques dama · e1 blanques rei · f1 blanques alfil · g1 blanques cavall · h1 blanques torre | a8 negres torre · b8 negres cavall · c8 negres alfil · e8 negres rei · f8 negres alfil · g8 negres cavall · h8 negres torre · a7 negres peó · b7 negres peó · c7 negres peó · d7 negres peó · f7 negres peó · g7 negres peó · h7 negres peó · e5 negres peó · g4 blanques peó · h4 negres dama · f3 blanques peó · a2 blanques peó · b2 blanques peó · c2 blanques peó · d2 blanques peó · e2 blanques peó · h2 blanques peó · a1 blanques torre · b1 blanques cavall · c1 blanques alfil · d1 blanques dama · e1 blanques rei · f1 blanques alfil · g1 blanques cavall · h1 blanques torre | a8 negres torre · b8 negres cavall · c8 negres alfil · e8 negres rei · f8 negres alfil · g8 negres cavall · h8 negres torre · a7 negres peó · b7 negres peó · c7 negres peó · d7 negres peó · f7 negres peó · g7 negres peó · h7 negres peó · e5 negres peó · g4 blanques peó · h4 negres dama · f3 blanques peó · a2 blanques peó · b2 blanques peó · c2 blanques peó · d2 blanques peó · e2 blanques peó · h2 blanques peó · a1 blanques torre · b1 blanques cavall · c1 blanques alfil · d1 blanques dama · e1 blanques rei · f1 blanques alfil · g1 blanques cavall · h1 blanques torre | a8 negres torre · b8 negres cavall · c8 negres alfil · e8 negres rei · f8 negres alfil · g8 negres cavall · h8 negres torre · a7 negres peó · b7 negres peó · c7 negres peó · d7 negres peó · f7 negres peó · g7 negres peó · h7 negres peó · e5 negres peó · g4 blanques peó · h4 negres dama · f3 blanques peó · a2 blanques peó · b2 blanques peó · c2 blanques peó · d2 blanques peó · e2 blanques peó · h2 blanques peó · a1 blanques torre · b1 blanques cavall · c1 blanques alfil · d1 blanques dama · e1 blanques rei · f1 blanques alfil · g1 blanques cavall · h1 blanques torre | a8 negres torre · b8 negres cavall · c8 negres alfil · e8 negres rei · f8 negres alfil · g8 negres cavall · h8 negres torre · a7 negres peó · b7 negres peó · c7 negres peó · d7 negres peó · f7 negres peó · g7 negres peó · h7 negres peó · e5 negres peó · g4 blanques peó · h4 negres dama · f3 blanques peó · a2 blanques peó · b2 blanques peó · c2 blanques peó · d2 blanques peó · e2 blanques peó · h2 blanques peó · a1 blanques torre · b1 blanques cavall · c1 blanques alfil · d1 blanques dama · e1 blanques rei · f1 blanques alfil · g1 blanques cavall · h1 blanques torre | a8 negres torre · b8 negres cavall · c8 negres alfil · e8 negres rei · f8 negres alfil · g8 negres cavall · h8 negres torre · a7 negres peó · b7 negres peó · c7 negres peó · d7 negres peó · f7 negres peó · g7 negres peó · h7 negres peó · e5 negres peó · g4 blanques peó · h4 negres dama · f3 blanques peó · a2 blanques peó · b2 blanques peó · c2 blanques peó · d2 blanques peó · e2 blanques peó · h2 blanques peó · a1 blanques torre · b1 blanques cavall · c1 blanques alfil · d1 blanques dama · e1 blanques rei · f1 blanques alfil · g1 blanques cavall · h1 blanques torre | 8 |
| 7 | a8 negres torre · b8 negres cavall · c8 negres alfil · e8 negres rei · f8 negres alfil · g8 negres cavall · h8 negres torre · a7 negres peó · b7 negres peó · c7 negres peó · d7 negres peó · f7 negres peó · g7 negres peó · h7 negres peó · e5 negres peó · g4 blanques peó · h4 negres dama · f3 blanques peó · a2 blanques peó · b2 blanques peó · c2 blanques peó · d2 blanques peó · e2 blanques peó · h2 blanques peó · a1 blanques torre · b1 blanques cavall · c1 blanques alfil · d1 blanques dama · e1 blanques rei · f1 blanques alfil · g1 blanques cavall · h1 blanques torre | a8 negres torre · b8 negres cavall · c8 negres alfil · e8 negres rei · f8 negres alfil · g8 negres cavall · h8 negres torre · a7 negres peó · b7 negres peó · c7 negres peó · d7 negres peó · f7 negres peó · g7 negres peó · h7 negres peó · e5 negres peó · g4 blanques peó · h4 negres dama · f3 blanques peó · a2 blanques peó · b2 blanques peó · c2 blanques peó · d2 blanques peó · e2 blanques peó · h2 blanques peó · a1 blanques torre · b1 blanques cavall · c1 blanques alfil · d1 blanques dama · e1 blanques rei · f1 blanques alfil · g1 blanques cavall · h1 blanques torre | a8 negres torre · b8 negres cavall · c8 negres alfil · e8 negres rei · f8 negres alfil · g8 negres cavall · h8 negres torre · a7 negres peó · b7 negres peó · c7 negres peó · d7 negres peó · f7 negres peó · g7 negres peó · h7 negres peó · e5 negres peó · g4 blanques peó · h4 negres dama · f3 blanques peó · a2 blanques peó · b2 blanques peó · c2 blanques peó · d2 blanques peó · e2 blanques peó · h2 blanques peó · a1 blanques torre · b1 blanques cavall · c1 blanques alfil · d1 blanques dama · e1 blanques rei · f1 blanques alfil · g1 blanques cavall · h1 blanques torre | a8 negres torre · b8 negres cavall · c8 negres alfil · e8 negres rei · f8 negres alfil · g8 negres cavall · h8 negres torre · a7 negres peó · b7 negres peó · c7 negres peó · d7 negres peó · f7 negres peó · g7 negres peó · h7 negres peó · e5 negres peó · g4 blanques peó · h4 negres dama · f3 blanques peó · a2 blanques peó · b2 blanques peó · c2 blanques peó · d2 blanques peó · e2 blanques peó · h2 blanques peó · a1 blanques torre · b1 blanques cavall · c1 blanques alfil · d1 blanques dama · e1 blanques rei · f1 blanques alfil · g1 blanques cavall · h1 blanques torre | a8 negres torre · b8 negres cavall · c8 negres alfil · e8 negres rei · f8 negres alfil · g8 negres cavall · h8 negres torre · a7 negres peó · b7 negres peó · c7 negres peó · d7 negres peó · f7 negres peó · g7 negres peó · h7 negres peó · e5 negres peó · g4 blanques peó · h4 negres dama · f3 blanques peó · a2 blanques peó · b2 blanques peó · c2 blanques peó · d2 blanques peó · e2 blanques peó · h2 blanques peó · a1 blanques torre · b1 blanques cavall · c1 blanques alfil · d1 blanques dama · e1 blanques rei · f1 blanques alfil · g1 blanques cavall · h1 blanques torre | a8 negres torre · b8 negres cavall · c8 negres alfil · e8 negres rei · f8 negres alfil · g8 negres cavall · h8 negres torre · a7 negres peó · b7 negres peó · c7 negres peó · d7 negres peó · f7 negres peó · g7 negres peó · h7 negres peó · e5 negres peó · g4 blanques peó · h4 negres dama · f3 blanques peó · a2 blanques peó · b2 blanques peó · c2 blanques peó · d2 blanques peó · e2 blanques peó · h2 blanques peó · a1 blanques torre · b1 blanques cavall · c1 blanques alfil · d1 blanques dama · e1 blanques rei · f1 blanques alfil · g1 blanques cavall · h1 blanques torre | a8 negres torre · b8 negres cavall · c8 negres alfil · e8 negres rei · f8 negres alfil · g8 negres cavall · h8 negres torre · a7 negres peó · b7 negres peó · c7 negres peó · d7 negres peó · f7 negres peó · g7 negres peó · h7 negres peó · e5 negres peó · g4 blanques peó · h4 negres dama · f3 blanques peó · a2 blanques peó · b2 blanques peó · c2 blanques peó · d2 blanques peó · e2 blanques peó · h2 blanques peó · a1 blanques torre · b1 blanques cavall · c1 blanques alfil · d1 blanques dama · e1 blanques rei · f1 blanques alfil · g1 blanques cavall · h1 blanques torre | a8 negres torre · b8 negres cavall · c8 negres alfil · e8 negres rei · f8 negres alfil · g8 negres cavall · h8 negres torre · a7 negres peó · b7 negres peó · c7 negres peó · d7 negres peó · f7 negres peó · g7 negres peó · h7 negres peó · e5 negres peó · g4 blanques peó · h4 negres dama · f3 blanques peó · a2 blanques peó · b2 blanques peó · c2 blanques peó · d2 blanques peó · e2 blanques peó · h2 blanques peó · a1 blanques torre · b1 blanques cavall · c1 blanques alfil · d1 blanques dama · e1 blanques rei · f1 blanques alfil · g1 blanques cavall · h1 blanques torre | 7 |
| 6 | a8 negres torre · b8 negres cavall · c8 negres alfil · e8 negres rei · f8 negres alfil · g8 negres cavall · h8 negres torre · a7 negres peó · b7 negres peó · c7 negres peó · d7 negres peó · f7 negres peó · g7 negres peó · h7 negres peó · e5 negres peó · g4 blanques peó · h4 negres dama · f3 blanques peó · a2 blanques peó · b2 blanques peó · c2 blanques peó · d2 blanques peó · e2 blanques peó · h2 blanques peó · a1 blanques torre · b1 blanques cavall · c1 blanques alfil · d1 blanques dama · e1 blanques rei · f1 blanques alfil · g1 blanques cavall · h1 blanques torre | a8 negres torre · b8 negres cavall · c8 negres alfil · e8 negres rei · f8 negres alfil · g8 negres cavall · h8 negres torre · a7 negres peó · b7 negres peó · c7 negres peó · d7 negres peó · f7 negres peó · g7 negres peó · h7 negres peó · e5 negres peó · g4 blanques peó · h4 negres dama · f3 blanques peó · a2 blanques peó · b2 blanques peó · c2 blanques peó · d2 blanques peó · e2 blanques peó · h2 blanques peó · a1 blanques torre · b1 blanques cavall · c1 blanques alfil · d1 blanques dama · e1 blanques rei · f1 blanques alfil · g1 blanques cavall · h1 blanques torre | a8 negres torre · b8 negres cavall · c8 negres alfil · e8 negres rei · f8 negres alfil · g8 negres cavall · h8 negres torre · a7 negres peó · b7 negres peó · c7 negres peó · d7 negres peó · f7 negres peó · g7 negres peó · h7 negres peó · e5 negres peó · g4 blanques peó · h4 negres dama · f3 blanques peó · a2 blanques peó · b2 blanques peó · c2 blanques peó · d2 blanques peó · e2 blanques peó · h2 blanques peó · a1 blanques torre · b1 blanques cavall · c1 blanques alfil · d1 blanques dama · e1 blanques rei · f1 blanques alfil · g1 blanques cavall · h1 blanques torre | a8 negres torre · b8 negres cavall · c8 negres alfil · e8 negres rei · f8 negres alfil · g8 negres cavall · h8 negres torre · a7 negres peó · b7 negres peó · c7 negres peó · d7 negres peó · f7 negres peó · g7 negres peó · h7 negres peó · e5 negres peó · g4 blanques peó · h4 negres dama · f3 blanques peó · a2 blanques peó · b2 blanques peó · c2 blanques peó · d2 blanques peó · e2 blanques peó · h2 blanques peó · a1 blanques torre · b1 blanques cavall · c1 blanques alfil · d1 blanques dama · e1 blanques rei · f1 blanques alfil · g1 blanques cavall · h1 blanques torre | a8 negres torre · b8 negres cavall · c8 negres alfil · e8 negres rei · f8 negres alfil · g8 negres cavall · h8 negres torre · a7 negres peó · b7 negres peó · c7 negres peó · d7 negres peó · f7 negres peó · g7 negres peó · h7 negres peó · e5 negres peó · g4 blanques peó · h4 negres dama · f3 blanques peó · a2 blanques peó · b2 blanques peó · c2 blanques peó · d2 blanques peó · e2 blanques peó · h2 blanques peó · a1 blanques torre · b1 blanques cavall · c1 blanques alfil · d1 blanques dama · e1 blanques rei · f1 blanques alfil · g1 blanques cavall · h1 blanques torre | a8 negres torre · b8 negres cavall · c8 negres alfil · e8 negres rei · f8 negres alfil · g8 negres cavall · h8 negres torre · a7 negres peó · b7 negres peó · c7 negres peó · d7 negres peó · f7 negres peó · g7 negres peó · h7 negres peó · e5 negres peó · g4 blanques peó · h4 negres dama · f3 blanques peó · a2 blanques peó · b2 blanques peó · c2 blanques peó · d2 blanques peó · e2 blanques peó · h2 blanques peó · a1 blanques torre · b1 blanques cavall · c1 blanques alfil · d1 blanques dama · e1 blanques rei · f1 blanques alfil · g1 blanques cavall · h1 blanques torre | a8 negres torre · b8 negres cavall · c8 negres alfil · e8 negres rei · f8 negres alfil · g8 negres cavall · h8 negres torre · a7 negres peó · b7 negres peó · c7 negres peó · d7 negres peó · f7 negres peó · g7 negres peó · h7 negres peó · e5 negres peó · g4 blanques peó · h4 negres dama · f3 blanques peó · a2 blanques peó · b2 blanques peó · c2 blanques peó · d2 blanques peó · e2 blanques peó · h2 blanques peó · a1 blanques torre · b1 blanques cavall · c1 blanques alfil · d1 blanques dama · e1 blanques rei · f1 blanques alfil · g1 blanques cavall · h1 blanques torre | a8 negres torre · b8 negres cavall · c8 negres alfil · e8 negres rei · f8 negres alfil · g8 negres cavall · h8 negres torre · a7 negres peó · b7 negres peó · c7 negres peó · d7 negres peó · f7 negres peó · g7 negres peó · h7 negres peó · e5 negres peó · g4 blanques peó · h4 negres dama · f3 blanques peó · a2 blanques peó · b2 blanques peó · c2 blanques peó · d2 blanques peó · e2 blanques peó · h2 blanques peó · a1 blanques torre · b1 blanques cavall · c1 blanques alfil · d1 blanques dama · e1 blanques rei · f1 blanques alfil · g1 blanques cavall · h1 blanques torre | 6 |
| 5 | a8 negres torre · b8 negres cavall · c8 negres alfil · e8 negres rei · f8 negres alfil · g8 negres cavall · h8 negres torre · a7 negres peó · b7 negres peó · c7 negres peó · d7 negres peó · f7 negres peó · g7 negres peó · h7 negres peó · e5 negres peó · g4 blanques peó · h4 negres dama · f3 blanques peó · a2 blanques peó · b2 blanques peó · c2 blanques peó · d2 blanques peó · e2 blanques peó · h2 blanques peó · a1 blanques torre · b1 blanques cavall · c1 blanques alfil · d1 blanques dama · e1 blanques rei · f1 blanques alfil · g1 blanques cavall · h1 blanques torre | a8 negres torre · b8 negres cavall · c8 negres alfil · e8 negres rei · f8 negres alfil · g8 negres cavall · h8 negres torre · a7 negres peó · b7 negres peó · c7 negres peó · d7 negres peó · f7 negres peó · g7 negres peó · h7 negres peó · e5 negres peó · g4 blanques peó · h4 negres dama · f3 blanques peó · a2 blanques peó · b2 blanques peó · c2 blanques peó · d2 blanques peó · e2 blanques peó · h2 blanques peó · a1 blanques torre · b1 blanques cavall · c1 blanques alfil · d1 blanques dama · e1 blanques rei · f1 blanques alfil · g1 blanques cavall · h1 blanques torre | a8 negres torre · b8 negres cavall · c8 negres alfil · e8 negres rei · f8 negres alfil · g8 negres cavall · h8 negres torre · a7 negres peó · b7 negres peó · c7 negres peó · d7 negres peó · f7 negres peó · g7 negres peó · h7 negres peó · e5 negres peó · g4 blanques peó · h4 negres dama · f3 blanques peó · a2 blanques peó · b2 blanques peó · c2 blanques peó · d2 blanques peó · e2 blanques peó · h2 blanques peó · a1 blanques torre · b1 blanques cavall · c1 blanques alfil · d1 blanques dama · e1 blanques rei · f1 blanques alfil · g1 blanques cavall · h1 blanques torre | a8 negres torre · b8 negres cavall · c8 negres alfil · e8 negres rei · f8 negres alfil · g8 negres cavall · h8 negres torre · a7 negres peó · b7 negres peó · c7 negres peó · d7 negres peó · f7 negres peó · g7 negres peó · h7 negres peó · e5 negres peó · g4 blanques peó · h4 negres dama · f3 blanques peó · a2 blanques peó · b2 blanques peó · c2 blanques peó · d2 blanques peó · e2 blanques peó · h2 blanques peó · a1 blanques torre · b1 blanques cavall · c1 blanques alfil · d1 blanques dama · e1 blanques rei · f1 blanques alfil · g1 blanques cavall · h1 blanques torre | a8 negres torre · b8 negres cavall · c8 negres alfil · e8 negres rei · f8 negres alfil · g8 negres cavall · h8 negres torre · a7 negres peó · b7 negres peó · c7 negres peó · d7 negres peó · f7 negres peó · g7 negres peó · h7 negres peó · e5 negres peó · g4 blanques peó · h4 negres dama · f3 blanques peó · a2 blanques peó · b2 blanques peó · c2 blanques peó · d2 blanques peó · e2 blanques peó · h2 blanques peó · a1 blanques torre · b1 blanques cavall · c1 blanques alfil · d1 blanques dama · e1 blanques rei · f1 blanques alfil · g1 blanques cavall · h1 blanques torre | a8 negres torre · b8 negres cavall · c8 negres alfil · e8 negres rei · f8 negres alfil · g8 negres cavall · h8 negres torre · a7 negres peó · b7 negres peó · c7 negres peó · d7 negres peó · f7 negres peó · g7 negres peó · h7 negres peó · e5 negres peó · g4 blanques peó · h4 negres dama · f3 blanques peó · a2 blanques peó · b2 blanques peó · c2 blanques peó · d2 blanques peó · e2 blanques peó · h2 blanques peó · a1 blanques torre · b1 blanques cavall · c1 blanques alfil · d1 blanques dama · e1 blanques rei · f1 blanques alfil · g1 blanques cavall · h1 blanques torre | a8 negres torre · b8 negres cavall · c8 negres alfil · e8 negres rei · f8 negres alfil · g8 negres cavall · h8 negres torre · a7 negres peó · b7 negres peó · c7 negres peó · d7 negres peó · f7 negres peó · g7 negres peó · h7 negres peó · e5 negres peó · g4 blanques peó · h4 negres dama · f3 blanques peó · a2 blanques peó · b2 blanques peó · c2 blanques peó · d2 blanques peó · e2 blanques peó · h2 blanques peó · a1 blanques torre · b1 blanques cavall · c1 blanques alfil · d1 blanques dama · e1 blanques rei · f1 blanques alfil · g1 blanques cavall · h1 blanques torre | a8 negres torre · b8 negres cavall · c8 negres alfil · e8 negres rei · f8 negres alfil · g8 negres cavall · h8 negres torre · a7 negres peó · b7 negres peó · c7 negres peó · d7 negres peó · f7 negres peó · g7 negres peó · h7 negres peó · e5 negres peó · g4 blanques peó · h4 negres dama · f3 blanques peó · a2 blanques peó · b2 blanques peó · c2 blanques peó · d2 blanques peó · e2 blanques peó · h2 blanques peó · a1 blanques torre · b1 blanques cavall · c1 blanques alfil · d1 blanques dama · e1 blanques rei · f1 blanques alfil · g1 blanques cavall · h1 blanques torre | 5 |
| 4 | a8 negres torre · b8 negres cavall · c8 negres alfil · e8 negres rei · f8 negres alfil · g8 negres cavall · h8 negres torre · a7 negres peó · b7 negres peó · c7 negres peó · d7 negres peó · f7 negres peó · g7 negres peó · h7 negres peó · e5 negres peó · g4 blanques peó · h4 negres dama · f3 blanques peó · a2 blanques peó · b2 blanques peó · c2 blanques peó · d2 blanques peó · e2 blanques peó · h2 blanques peó · a1 blanques torre · b1 blanques cavall · c1 blanques alfil · d1 blanques dama · e1 blanques rei · f1 blanques alfil · g1 blanques cavall · h1 blanques torre | a8 negres torre · b8 negres cavall · c8 negres alfil · e8 negres rei · f8 negres alfil · g8 negres cavall · h8 negres torre · a7 negres peó · b7 negres peó · c7 negres peó · d7 negres peó · f7 negres peó · g7 negres peó · h7 negres peó · e5 negres peó · g4 blanques peó · h4 negres dama · f3 blanques peó · a2 blanques peó · b2 blanques peó · c2 blanques peó · d2 blanques peó · e2 blanques peó · h2 blanques peó · a1 blanques torre · b1 blanques cavall · c1 blanques alfil · d1 blanques dama · e1 blanques rei · f1 blanques alfil · g1 blanques cavall · h1 blanques torre | a8 negres torre · b8 negres cavall · c8 negres alfil · e8 negres rei · f8 negres alfil · g8 negres cavall · h8 negres torre · a7 negres peó · b7 negres peó · c7 negres peó · d7 negres peó · f7 negres peó · g7 negres peó · h7 negres peó · e5 negres peó · g4 blanques peó · h4 negres dama · f3 blanques peó · a2 blanques peó · b2 blanques peó · c2 blanques peó · d2 blanques peó · e2 blanques peó · h2 blanques peó · a1 blanques torre · b1 blanques cavall · c1 blanques alfil · d1 blanques dama · e1 blanques rei · f1 blanques alfil · g1 blanques cavall · h1 blanques torre | a8 negres torre · b8 negres cavall · c8 negres alfil · e8 negres rei · f8 negres alfil · g8 negres cavall · h8 negres torre · a7 negres peó · b7 negres peó · c7 negres peó · d7 negres peó · f7 negres peó · g7 negres peó · h7 negres peó · e5 negres peó · g4 blanques peó · h4 negres dama · f3 blanques peó · a2 blanques peó · b2 blanques peó · c2 blanques peó · d2 blanques peó · e2 blanques peó · h2 blanques peó · a1 blanques torre · b1 blanques cavall · c1 blanques alfil · d1 blanques dama · e1 blanques rei · f1 blanques alfil · g1 blanques cavall · h1 blanques torre | a8 negres torre · b8 negres cavall · c8 negres alfil · e8 negres rei · f8 negres alfil · g8 negres cavall · h8 negres torre · a7 negres peó · b7 negres peó · c7 negres peó · d7 negres peó · f7 negres peó · g7 negres peó · h7 negres peó · e5 negres peó · g4 blanques peó · h4 negres dama · f3 blanques peó · a2 blanques peó · b2 blanques peó · c2 blanques peó · d2 blanques peó · e2 blanques peó · h2 blanques peó · a1 blanques torre · b1 blanques cavall · c1 blanques alfil · d1 blanques dama · e1 blanques rei · f1 blanques alfil · g1 blanques cavall · h1 blanques torre | a8 negres torre · b8 negres cavall · c8 negres alfil · e8 negres rei · f8 negres alfil · g8 negres cavall · h8 negres torre · a7 negres peó · b7 negres peó · c7 negres peó · d7 negres peó · f7 negres peó · g7 negres peó · h7 negres peó · e5 negres peó · g4 blanques peó · h4 negres dama · f3 blanques peó · a2 blanques peó · b2 blanques peó · c2 blanques peó · d2 blanques peó · e2 blanques peó · h2 blanques peó · a1 blanques torre · b1 blanques cavall · c1 blanques alfil · d1 blanques dama · e1 blanques rei · f1 blanques alfil · g1 blanques cavall · h1 blanques torre | a8 negres torre · b8 negres cavall · c8 negres alfil · e8 negres rei · f8 negres alfil · g8 negres cavall · h8 negres torre · a7 negres peó · b7 negres peó · c7 negres peó · d7 negres peó · f7 negres peó · g7 negres peó · h7 negres peó · e5 negres peó · g4 blanques peó · h4 negres dama · f3 blanques peó · a2 blanques peó · b2 blanques peó · c2 blanques peó · d2 blanques peó · e2 blanques peó · h2 blanques peó · a1 blanques torre · b1 blanques cavall · c1 blanques alfil · d1 blanques dama · e1 blanques rei · f1 blanques alfil · g1 blanques cavall · h1 blanques torre | a8 negres torre · b8 negres cavall · c8 negres alfil · e8 negres rei · f8 negres alfil · g8 negres cavall · h8 negres torre · a7 negres peó · b7 negres peó · c7 negres peó · d7 negres peó · f7 negres peó · g7 negres peó · h7 negres peó · e5 negres peó · g4 blanques peó · h4 negres dama · f3 blanques peó · a2 blanques peó · b2 blanques peó · c2 blanques peó · d2 blanques peó · e2 blanques peó · h2 blanques peó · a1 blanques torre · b1 blanques cavall · c1 blanques alfil · d1 blanques dama · e1 blanques rei · f1 blanques alfil · g1 blanques cavall · h1 blanques torre | 4 |
| 3 | a8 negres torre · b8 negres cavall · c8 negres alfil · e8 negres rei · f8 negres alfil · g8 negres cavall · h8 negres torre · a7 negres peó · b7 negres peó · c7 negres peó · d7 negres peó · f7 negres peó · g7 negres peó · h7 negres peó · e5 negres peó · g4 blanques peó · h4 negres dama · f3 blanques peó · a2 blanques peó · b2 blanques peó · c2 blanques peó · d2 blanques peó · e2 blanques peó · h2 blanques peó · a1 blanques torre · b1 blanques cavall · c1 blanques alfil · d1 blanques dama · e1 blanques rei · f1 blanques alfil · g1 blanques cavall · h1 blanques torre | a8 negres torre · b8 negres cavall · c8 negres alfil · e8 negres rei · f8 negres alfil · g8 negres cavall · h8 negres torre · a7 negres peó · b7 negres peó · c7 negres peó · d7 negres peó · f7 negres peó · g7 negres peó · h7 negres peó · e5 negres peó · g4 blanques peó · h4 negres dama · f3 blanques peó · a2 blanques peó · b2 blanques peó · c2 blanques peó · d2 blanques peó · e2 blanques peó · h2 blanques peó · a1 blanques torre · b1 blanques cavall · c1 blanques alfil · d1 blanques dama · e1 blanques rei · f1 blanques alfil · g1 blanques cavall · h1 blanques torre | a8 negres torre · b8 negres cavall · c8 negres alfil · e8 negres rei · f8 negres alfil · g8 negres cavall · h8 negres torre · a7 negres peó · b7 negres peó · c7 negres peó · d7 negres peó · f7 negres peó · g7 negres peó · h7 negres peó · e5 negres peó · g4 blanques peó · h4 negres dama · f3 blanques peó · a2 blanques peó · b2 blanques peó · c2 blanques peó · d2 blanques peó · e2 blanques peó · h2 blanques peó · a1 blanques torre · b1 blanques cavall · c1 blanques alfil · d1 blanques dama · e1 blanques rei · f1 blanques alfil · g1 blanques cavall · h1 blanques torre | a8 negres torre · b8 negres cavall · c8 negres alfil · e8 negres rei · f8 negres alfil · g8 negres cavall · h8 negres torre · a7 negres peó · b7 negres peó · c7 negres peó · d7 negres peó · f7 negres peó · g7 negres peó · h7 negres peó · e5 negres peó · g4 blanques peó · h4 negres dama · f3 blanques peó · a2 blanques peó · b2 blanques peó · c2 blanques peó · d2 blanques peó · e2 blanques peó · h2 blanques peó · a1 blanques torre · b1 blanques cavall · c1 blanques alfil · d1 blanques dama · e1 blanques rei · f1 blanques alfil · g1 blanques cavall · h1 blanques torre | a8 negres torre · b8 negres cavall · c8 negres alfil · e8 negres rei · f8 negres alfil · g8 negres cavall · h8 negres torre · a7 negres peó · b7 negres peó · c7 negres peó · d7 negres peó · f7 negres peó · g7 negres peó · h7 negres peó · e5 negres peó · g4 blanques peó · h4 negres dama · f3 blanques peó · a2 blanques peó · b2 blanques peó · c2 blanques peó · d2 blanques peó · e2 blanques peó · h2 blanques peó · a1 blanques torre · b1 blanques cavall · c1 blanques alfil · d1 blanques dama · e1 blanques rei · f1 blanques alfil · g1 blanques cavall · h1 blanques torre | a8 negres torre · b8 negres cavall · c8 negres alfil · e8 negres rei · f8 negres alfil · g8 negres cavall · h8 negres torre · a7 negres peó · b7 negres peó · c7 negres peó · d7 negres peó · f7 negres peó · g7 negres peó · h7 negres peó · e5 negres peó · g4 blanques peó · h4 negres dama · f3 blanques peó · a2 blanques peó · b2 blanques peó · c2 blanques peó · d2 blanques peó · e2 blanques peó · h2 blanques peó · a1 blanques torre · b1 blanques cavall · c1 blanques alfil · d1 blanques dama · e1 blanques rei · f1 blanques alfil · g1 blanques cavall · h1 blanques torre | a8 negres torre · b8 negres cavall · c8 negres alfil · e8 negres rei · f8 negres alfil · g8 negres cavall · h8 negres torre · a7 negres peó · b7 negres peó · c7 negres peó · d7 negres peó · f7 negres peó · g7 negres peó · h7 negres peó · e5 negres peó · g4 blanques peó · h4 negres dama · f3 blanques peó · a2 blanques peó · b2 blanques peó · c2 blanques peó · d2 blanques peó · e2 blanques peó · h2 blanques peó · a1 blanques torre · b1 blanques cavall · c1 blanques alfil · d1 blanques dama · e1 blanques rei · f1 blanques alfil · g1 blanques cavall · h1 blanques torre | a8 negres torre · b8 negres cavall · c8 negres alfil · e8 negres rei · f8 negres alfil · g8 negres cavall · h8 negres torre · a7 negres peó · b7 negres peó · c7 negres peó · d7 negres peó · f7 negres peó · g7 negres peó · h7 negres peó · e5 negres peó · g4 blanques peó · h4 negres dama · f3 blanques peó · a2 blanques peó · b2 blanques peó · c2 blanques peó · d2 blanques peó · e2 blanques peó · h2 blanques peó · a1 blanques torre · b1 blanques cavall · c1 blanques alfil · d1 blanques dama · e1 blanques rei · f1 blanques alfil · g1 blanques cavall · h1 blanques torre | 3 |
| 2 | a8 negres torre · b8 negres cavall · c8 negres alfil · e8 negres rei · f8 negres alfil · g8 negres cavall · h8 negres torre · a7 negres peó · b7 negres peó · c7 negres peó · d7 negres peó · f7 negres peó · g7 negres peó · h7 negres peó · e5 negres peó · g4 blanques peó · h4 negres dama · f3 blanques peó · a2 blanques peó · b2 blanques peó · c2 blanques peó · d2 blanques peó · e2 blanques peó · h2 blanques peó · a1 blanques torre · b1 blanques cavall · c1 blanques alfil · d1 blanques dama · e1 blanques rei · f1 blanques alfil · g1 blanques cavall · h1 blanques torre | a8 negres torre · b8 negres cavall · c8 negres alfil · e8 negres rei · f8 negres alfil · g8 negres cavall · h8 negres torre · a7 negres peó · b7 negres peó · c7 negres peó · d7 negres peó · f7 negres peó · g7 negres peó · h7 negres peó · e5 negres peó · g4 blanques peó · h4 negres dama · f3 blanques peó · a2 blanques peó · b2 blanques peó · c2 blanques peó · d2 blanques peó · e2 blanques peó · h2 blanques peó · a1 blanques torre · b1 blanques cavall · c1 blanques alfil · d1 blanques dama · e1 blanques rei · f1 blanques alfil · g1 blanques cavall · h1 blanques torre | a8 negres torre · b8 negres cavall · c8 negres alfil · e8 negres rei · f8 negres alfil · g8 negres cavall · h8 negres torre · a7 negres peó · b7 negres peó · c7 negres peó · d7 negres peó · f7 negres peó · g7 negres peó · h7 negres peó · e5 negres peó · g4 blanques peó · h4 negres dama · f3 blanques peó · a2 blanques peó · b2 blanques peó · c2 blanques peó · d2 blanques peó · e2 blanques peó · h2 blanques peó · a1 blanques torre · b1 blanques cavall · c1 blanques alfil · d1 blanques dama · e1 blanques rei · f1 blanques alfil · g1 blanques cavall · h1 blanques torre | a8 negres torre · b8 negres cavall · c8 negres alfil · e8 negres rei · f8 negres alfil · g8 negres cavall · h8 negres torre · a7 negres peó · b7 negres peó · c7 negres peó · d7 negres peó · f7 negres peó · g7 negres peó · h7 negres peó · e5 negres peó · g4 blanques peó · h4 negres dama · f3 blanques peó · a2 blanques peó · b2 blanques peó · c2 blanques peó · d2 blanques peó · e2 blanques peó · h2 blanques peó · a1 blanques torre · b1 blanques cavall · c1 blanques alfil · d1 blanques dama · e1 blanques rei · f1 blanques alfil · g1 blanques cavall · h1 blanques torre | a8 negres torre · b8 negres cavall · c8 negres alfil · e8 negres rei · f8 negres alfil · g8 negres cavall · h8 negres torre · a7 negres peó · b7 negres peó · c7 negres peó · d7 negres peó · f7 negres peó · g7 negres peó · h7 negres peó · e5 negres peó · g4 blanques peó · h4 negres dama · f3 blanques peó · a2 blanques peó · b2 blanques peó · c2 blanques peó · d2 blanques peó · e2 blanques peó · h2 blanques peó · a1 blanques torre · b1 blanques cavall · c1 blanques alfil · d1 blanques dama · e1 blanques rei · f1 blanques alfil · g1 blanques cavall · h1 blanques torre | a8 negres torre · b8 negres cavall · c8 negres alfil · e8 negres rei · f8 negres alfil · g8 negres cavall · h8 negres torre · a7 negres peó · b7 negres peó · c7 negres peó · d7 negres peó · f7 negres peó · g7 negres peó · h7 negres peó · e5 negres peó · g4 blanques peó · h4 negres dama · f3 blanques peó · a2 blanques peó · b2 blanques peó · c2 blanques peó · d2 blanques peó · e2 blanques peó · h2 blanques peó · a1 blanques torre · b1 blanques cavall · c1 blanques alfil · d1 blanques dama · e1 blanques rei · f1 blanques alfil · g1 blanques cavall · h1 blanques torre | a8 negres torre · b8 negres cavall · c8 negres alfil · e8 negres rei · f8 negres alfil · g8 negres cavall · h8 negres torre · a7 negres peó · b7 negres peó · c7 negres peó · d7 negres peó · f7 negres peó · g7 negres peó · h7 negres peó · e5 negres peó · g4 blanques peó · h4 negres dama · f3 blanques peó · a2 blanques peó · b2 blanques peó · c2 blanques peó · d2 blanques peó · e2 blanques peó · h2 blanques peó · a1 blanques torre · b1 blanques cavall · c1 blanques alfil · d1 blanques dama · e1 blanques rei · f1 blanques alfil · g1 blanques cavall · h1 blanques torre | a8 negres torre · b8 negres cavall · c8 negres alfil · e8 negres rei · f8 negres alfil · g8 negres cavall · h8 negres torre · a7 negres peó · b7 negres peó · c7 negres peó · d7 negres peó · f7 negres peó · g7 negres peó · h7 negres peó · e5 negres peó · g4 blanques peó · h4 negres dama · f3 blanques peó · a2 blanques peó · b2 blanques peó · c2 blanques peó · d2 blanques peó · e2 blanques peó · h2 blanques peó · a1 blanques torre · b1 blanques cavall · c1 blanques alfil · d1 blanques dama · e1 blanques rei · f1 blanques alfil · g1 blanques cavall · h1 blanques torre | 2 |
| 1 | a8 negres torre · b8 negres cavall · c8 negres alfil · e8 negres rei · f8 negres alfil · g8 negres cavall · h8 negres torre · a7 negres peó · b7 negres peó · c7 negres peó · d7 negres peó · f7 negres peó · g7 negres peó · h7 negres peó · e5 negres peó · g4 blanques peó · h4 negres dama · f3 blanques peó · a2 blanques peó · b2 blanques peó · c2 blanques peó · d2 blanques peó · e2 blanques peó · h2 blanques peó · a1 blanques torre · b1 blanques cavall · c1 blanques alfil · d1 blanques dama · e1 blanques rei · f1 blanques alfil · g1 blanques cavall · h1 blanques torre | a8 negres torre · b8 negres cavall · c8 negres alfil · e8 negres rei · f8 negres alfil · g8 negres cavall · h8 negres torre · a7 negres peó · b7 negres peó · c7 negres peó · d7 negres peó · f7 negres peó · g7 negres peó · h7 negres peó · e5 negres peó · g4 blanques peó · h4 negres dama · f3 blanques peó · a2 blanques peó · b2 blanques peó · c2 blanques peó · d2 blanques peó · e2 blanques peó · h2 blanques peó · a1 blanques torre · b1 blanques cavall · c1 blanques alfil · d1 blanques dama · e1 blanques rei · f1 blanques alfil · g1 blanques cavall · h1 blanques torre | a8 negres torre · b8 negres cavall · c8 negres alfil · e8 negres rei · f8 negres alfil · g8 negres cavall · h8 negres torre · a7 negres peó · b7 negres peó · c7 negres peó · d7 negres peó · f7 negres peó · g7 negres peó · h7 negres peó · e5 negres peó · g4 blanques peó · h4 negres dama · f3 blanques peó · a2 blanques peó · b2 blanques peó · c2 blanques peó · d2 blanques peó · e2 blanques peó · h2 blanques peó · a1 blanques torre · b1 blanques cavall · c1 blanques alfil · d1 blanques dama · e1 blanques rei · f1 blanques alfil · g1 blanques cavall · h1 blanques torre | a8 negres torre · b8 negres cavall · c8 negres alfil · e8 negres rei · f8 negres alfil · g8 negres cavall · h8 negres torre · a7 negres peó · b7 negres peó · c7 negres peó · d7 negres peó · f7 negres peó · g7 negres peó · h7 negres peó · e5 negres peó · g4 blanques peó · h4 negres dama · f3 blanques peó · a2 blanques peó · b2 blanques peó · c2 blanques peó · d2 blanques peó · e2 blanques peó · h2 blanques peó · a1 blanques torre · b1 blanques cavall · c1 blanques alfil · d1 blanques dama · e1 blanques rei · f1 blanques alfil · g1 blanques cavall · h1 blanques torre | a8 negres torre · b8 negres cavall · c8 negres alfil · e8 negres rei · f8 negres alfil · g8 negres cavall · h8 negres torre · a7 negres peó · b7 negres peó · c7 negres peó · d7 negres peó · f7 negres peó · g7 negres peó · h7 negres peó · e5 negres peó · g4 blanques peó · h4 negres dama · f3 blanques peó · a2 blanques peó · b2 blanques peó · c2 blanques peó · d2 blanques peó · e2 blanques peó · h2 blanques peó · a1 blanques torre · b1 blanques cavall · c1 blanques alfil · d1 blanques dama · e1 blanques rei · f1 blanques alfil · g1 blanques cavall · h1 blanques torre | a8 negres torre · b8 negres cavall · c8 negres alfil · e8 negres rei · f8 negres alfil · g8 negres cavall · h8 negres torre · a7 negres peó · b7 negres peó · c7 negres peó · d7 negres peó · f7 negres peó · g7 negres peó · h7 negres peó · e5 negres peó · g4 blanques peó · h4 negres dama · f3 blanques peó · a2 blanques peó · b2 blanques peó · c2 blanques peó · d2 blanques peó · e2 blanques peó · h2 blanques peó · a1 blanques torre · b1 blanques cavall · c1 blanques alfil · d1 blanques dama · e1 blanques rei · f1 blanques alfil · g1 blanques cavall · h1 blanques torre | a8 negres torre · b8 negres cavall · c8 negres alfil · e8 negres rei · f8 negres alfil · g8 negres cavall · h8 negres torre · a7 negres peó · b7 negres peó · c7 negres peó · d7 negres peó · f7 negres peó · g7 negres peó · h7 negres peó · e5 negres peó · g4 blanques peó · h4 negres dama · f3 blanques peó · a2 blanques peó · b2 blanques peó · c2 blanques peó · d2 blanques peó · e2 blanques peó · h2 blanques peó · a1 blanques torre · b1 blanques cavall · c1 blanques alfil · d1 blanques dama · e1 blanques rei · f1 blanques alfil · g1 blanques cavall · h1 blanques torre | a8 negres torre · b8 negres cavall · c8 negres alfil · e8 negres rei · f8 negres alfil · g8 negres cavall · h8 negres torre · a7 negres peó · b7 negres peó · c7 negres peó · d7 negres peó · f7 negres peó · g7 negres peó · h7 negres peó · e5 negres peó · g4 blanques peó · h4 negres dama · f3 blanques peó · a2 blanques peó · b2 blanques peó · c2 blanques peó · d2 blanques peó · e2 blanques peó · h2 blanques peó · a1 blanques torre · b1 blanques cavall · c1 blanques alfil · d1 blanques dama · e1 blanques rei · f1 blanques alfil · g1 blanques cavall · h1 blanques torre | 1 |
|   | a | b | c | d | e | f | g | h |   |

### Mat del boig
La partida més curta possible que acaba en escac i mat és: 1. f3 e5 2. g4 Dh4# (o altres variacions menors).

### Material
Totes les peces i peons dels jugadors que són sobre el tauler, sense comptar les que ja han estat capturades i que per tant, són fora del tauler. El jugador que tingui més peces i/o peons (o que les seves peces i peons sumen més punts de valoració) té "avantatge material". Si ambdós bàndols estan igualats, hom parla d'"igualtat de material". Hom diu guanyar material o perdre material quan un jugador passa a tenir avantatge material i, per tant, l'altre, desavantatge material. (Vegeu valor relatiu de les peces d'escacs.)

### Material insuficient
En un final, quan tots els peons han estat capturats, i a un bàndol li queda només el rei, mentre l'altre té només el rei, el rei i un cavall, el rei i un alfil, o fins i tot el rei i qualsevol nombre d'alfils (si corren per caselles del mateix color), hi ha material insuficient per fer escac i mat, i la partida és taules. També és taules el final de rei i alfil contra rei i alfil, si els alfils corren per caselles del mateix color. Les situacions en què el mat és possible només si el bàndol inferior comet una greu errada són tractades a regla dels cinquanta moviments.

### MCO
Modern Chess Openings, un popular llibre de referència d'obertures. Normalment, se cita també l'edició; per exemple,MCO-14, és la 14a edició. Vegeu també BCO i ECO.

### Mestre de la FIDE
Un títol d'escacs, inferior a Mestre Internacional. S'empra sovint perreferir-s'hi l'acrònim 'MF', o, en versió anglesa, 'FM'.

### Mestre Internacional
Títol d'escacs de grau inferior a Gran Mestre però superior a Mestre de la FIDE.

### Mig joc
La part d'una partida d'escacs que segueix l'obertura i vé abans del final, i que comença en general quan totes les peces ja estan desenvolupades, cosa que es dona normalment entre les jugades 20 a 40.

### Minant
Aquesta és una tàctica d'escacs (també coneguda com l'eliminació de la guàrdia) en la qual es captura una peça defensiva, deixant una de les peces de l'oponent indefensa o amb poques defenses.

### Miniatura
Partida curta (normalment de no més de 20 o 25 jugades), per exemple 1.e3 e5 2.Df3 d5 3.Cc3 e4 4.Df4?? Ad6! i les blanques abandonaren, a NN-Künzel perquè la seva dama és atrapada. Alguns autors inclouen en el concepte partides de més de 30 jugades. John Nunn, 101 Brilliant Chess Miniatures, Gambit Publications, 1999, p. 6. ISBN 1-901983-16-1. Usualment només les partides decidides (no les taules) es consideren miniatures. Idealment, una miniatura no ha d'estar tacada per una greu errada del bàndol perdedor. La miniatura també es pot qualificar de dibuix. La partida de l'òpera n'és un exemple famós.

### Mobilitat
La capacitat efectiva d'una peca, o d'un conjunt de peces d'un jugador, per desplaçar-se al llarg del tauler (en escacs per ordinador, aquest factor es mesura de vegades pel nombre de jugades legals disponibles per a cada peça, o també pel nombre de caselles a les quals la peça pot arribar legalment). El concepte està molt relacionat amb el d'espai.

### Molinet
Una combinació en què dues peces treballen conjuntament de forma coordinada per fer una sèrie de xecs i escacs a la descoberta alternatius de tal manera que el rei rival és obligat a moure en cada jugada. És una tècnica d'atac molt potent, ja que en cada jugada l'escac a la descoberta pot permetre que la peça que no fa l'escac pugui capturar una peça o peó enemics sense perdre cap temps. La partida més famosa que il·lustra aquest tema és Torre–Lasker, Moscou 1925.

### Mort súbita
El més senzill i directe tipus de control de temps per una partida d'escacs: cada jugador té una quantitat fixa de temps per a tota la partida.

### Moure fusta
Vegeu tocar fusta
|   | a | b | c | d | e | f | g | h |   |
| 8 | a8 negres torre · c8 negres alfil · d8 negres dama · e8 negres rei · f8 negres alfil · g8 negres cavall · h8 negres torre · a7 negres peó · b7 negres peó · d7 negres peó · e7 negres peó · f7 negres peó · h7 negres peó · c6 negres cavall · g6 negres peó · c4 blanques peó · d4 blanques cavall · e4 blanques peó · a2 blanques peó · b2 blanques peó · f2 blanques peó · g2 blanques peó · h2 blanques peó · a1 blanques torre · b1 blanques cavall · c1 blanques alfil · d1 blanques dama · e1 blanques rei · f1 blanques alfil · h1 blanques torre | a8 negres torre · c8 negres alfil · d8 negres dama · e8 negres rei · f8 negres alfil · g8 negres cavall · h8 negres torre · a7 negres peó · b7 negres peó · d7 negres peó · e7 negres peó · f7 negres peó · h7 negres peó · c6 negres cavall · g6 negres peó · c4 blanques peó · d4 blanques cavall · e4 blanques peó · a2 blanques peó · b2 blanques peó · f2 blanques peó · g2 blanques peó · h2 blanques peó · a1 blanques torre · b1 blanques cavall · c1 blanques alfil · d1 blanques dama · e1 blanques rei · f1 blanques alfil · h1 blanques torre | a8 negres torre · c8 negres alfil · d8 negres dama · e8 negres rei · f8 negres alfil · g8 negres cavall · h8 negres torre · a7 negres peó · b7 negres peó · d7 negres peó · e7 negres peó · f7 negres peó · h7 negres peó · c6 negres cavall · g6 negres peó · c4 blanques peó · d4 blanques cavall · e4 blanques peó · a2 blanques peó · b2 blanques peó · f2 blanques peó · g2 blanques peó · h2 blanques peó · a1 blanques torre · b1 blanques cavall · c1 blanques alfil · d1 blanques dama · e1 blanques rei · f1 blanques alfil · h1 blanques torre | a8 negres torre · c8 negres alfil · d8 negres dama · e8 negres rei · f8 negres alfil · g8 negres cavall · h8 negres torre · a7 negres peó · b7 negres peó · d7 negres peó · e7 negres peó · f7 negres peó · h7 negres peó · c6 negres cavall · g6 negres peó · c4 blanques peó · d4 blanques cavall · e4 blanques peó · a2 blanques peó · b2 blanques peó · f2 blanques peó · g2 blanques peó · h2 blanques peó · a1 blanques torre · b1 blanques cavall · c1 blanques alfil · d1 blanques dama · e1 blanques rei · f1 blanques alfil · h1 blanques torre | a8 negres torre · c8 negres alfil · d8 negres dama · e8 negres rei · f8 negres alfil · g8 negres cavall · h8 negres torre · a7 negres peó · b7 negres peó · d7 negres peó · e7 negres peó · f7 negres peó · h7 negres peó · c6 negres cavall · g6 negres peó · c4 blanques peó · d4 blanques cavall · e4 blanques peó · a2 blanques peó · b2 blanques peó · f2 blanques peó · g2 blanques peó · h2 blanques peó · a1 blanques torre · b1 blanques cavall · c1 blanques alfil · d1 blanques dama · e1 blanques rei · f1 blanques alfil · h1 blanques torre | a8 negres torre · c8 negres alfil · d8 negres dama · e8 negres rei · f8 negres alfil · g8 negres cavall · h8 negres torre · a7 negres peó · b7 negres peó · d7 negres peó · e7 negres peó · f7 negres peó · h7 negres peó · c6 negres cavall · g6 negres peó · c4 blanques peó · d4 blanques cavall · e4 blanques peó · a2 blanques peó · b2 blanques peó · f2 blanques peó · g2 blanques peó · h2 blanques peó · a1 blanques torre · b1 blanques cavall · c1 blanques alfil · d1 blanques dama · e1 blanques rei · f1 blanques alfil · h1 blanques torre | a8 negres torre · c8 negres alfil · d8 negres dama · e8 negres rei · f8 negres alfil · g8 negres cavall · h8 negres torre · a7 negres peó · b7 negres peó · d7 negres peó · e7 negres peó · f7 negres peó · h7 negres peó · c6 negres cavall · g6 negres peó · c4 blanques peó · d4 blanques cavall · e4 blanques peó · a2 blanques peó · b2 blanques peó · f2 blanques peó · g2 blanques peó · h2 blanques peó · a1 blanques torre · b1 blanques cavall · c1 blanques alfil · d1 blanques dama · e1 blanques rei · f1 blanques alfil · h1 blanques torre | a8 negres torre · c8 negres alfil · d8 negres dama · e8 negres rei · f8 negres alfil · g8 negres cavall · h8 negres torre · a7 negres peó · b7 negres peó · d7 negres peó · e7 negres peó · f7 negres peó · h7 negres peó · c6 negres cavall · g6 negres peó · c4 blanques peó · d4 blanques cavall · e4 blanques peó · a2 blanques peó · b2 blanques peó · f2 blanques peó · g2 blanques peó · h2 blanques peó · a1 blanques torre · b1 blanques cavall · c1 blanques alfil · d1 blanques dama · e1 blanques rei · f1 blanques alfil · h1 blanques torre | 8 |
| 7 | a8 negres torre · c8 negres alfil · d8 negres dama · e8 negres rei · f8 negres alfil · g8 negres cavall · h8 negres torre · a7 negres peó · b7 negres peó · d7 negres peó · e7 negres peó · f7 negres peó · h7 negres peó · c6 negres cavall · g6 negres peó · c4 blanques peó · d4 blanques cavall · e4 blanques peó · a2 blanques peó · b2 blanques peó · f2 blanques peó · g2 blanques peó · h2 blanques peó · a1 blanques torre · b1 blanques cavall · c1 blanques alfil · d1 blanques dama · e1 blanques rei · f1 blanques alfil · h1 blanques torre | a8 negres torre · c8 negres alfil · d8 negres dama · e8 negres rei · f8 negres alfil · g8 negres cavall · h8 negres torre · a7 negres peó · b7 negres peó · d7 negres peó · e7 negres peó · f7 negres peó · h7 negres peó · c6 negres cavall · g6 negres peó · c4 blanques peó · d4 blanques cavall · e4 blanques peó · a2 blanques peó · b2 blanques peó · f2 blanques peó · g2 blanques peó · h2 blanques peó · a1 blanques torre · b1 blanques cavall · c1 blanques alfil · d1 blanques dama · e1 blanques rei · f1 blanques alfil · h1 blanques torre | a8 negres torre · c8 negres alfil · d8 negres dama · e8 negres rei · f8 negres alfil · g8 negres cavall · h8 negres torre · a7 negres peó · b7 negres peó · d7 negres peó · e7 negres peó · f7 negres peó · h7 negres peó · c6 negres cavall · g6 negres peó · c4 blanques peó · d4 blanques cavall · e4 blanques peó · a2 blanques peó · b2 blanques peó · f2 blanques peó · g2 blanques peó · h2 blanques peó · a1 blanques torre · b1 blanques cavall · c1 blanques alfil · d1 blanques dama · e1 blanques rei · f1 blanques alfil · h1 blanques torre | a8 negres torre · c8 negres alfil · d8 negres dama · e8 negres rei · f8 negres alfil · g8 negres cavall · h8 negres torre · a7 negres peó · b7 negres peó · d7 negres peó · e7 negres peó · f7 negres peó · h7 negres peó · c6 negres cavall · g6 negres peó · c4 blanques peó · d4 blanques cavall · e4 blanques peó · a2 blanques peó · b2 blanques peó · f2 blanques peó · g2 blanques peó · h2 blanques peó · a1 blanques torre · b1 blanques cavall · c1 blanques alfil · d1 blanques dama · e1 blanques rei · f1 blanques alfil · h1 blanques torre | a8 negres torre · c8 negres alfil · d8 negres dama · e8 negres rei · f8 negres alfil · g8 negres cavall · h8 negres torre · a7 negres peó · b7 negres peó · d7 negres peó · e7 negres peó · f7 negres peó · h7 negres peó · c6 negres cavall · g6 negres peó · c4 blanques peó · d4 blanques cavall · e4 blanques peó · a2 blanques peó · b2 blanques peó · f2 blanques peó · g2 blanques peó · h2 blanques peó · a1 blanques torre · b1 blanques cavall · c1 blanques alfil · d1 blanques dama · e1 blanques rei · f1 blanques alfil · h1 blanques torre | a8 negres torre · c8 negres alfil · d8 negres dama · e8 negres rei · f8 negres alfil · g8 negres cavall · h8 negres torre · a7 negres peó · b7 negres peó · d7 negres peó · e7 negres peó · f7 negres peó · h7 negres peó · c6 negres cavall · g6 negres peó · c4 blanques peó · d4 blanques cavall · e4 blanques peó · a2 blanques peó · b2 blanques peó · f2 blanques peó · g2 blanques peó · h2 blanques peó · a1 blanques torre · b1 blanques cavall · c1 blanques alfil · d1 blanques dama · e1 blanques rei · f1 blanques alfil · h1 blanques torre | a8 negres torre · c8 negres alfil · d8 negres dama · e8 negres rei · f8 negres alfil · g8 negres cavall · h8 negres torre · a7 negres peó · b7 negres peó · d7 negres peó · e7 negres peó · f7 negres peó · h7 negres peó · c6 negres cavall · g6 negres peó · c4 blanques peó · d4 blanques cavall · e4 blanques peó · a2 blanques peó · b2 blanques peó · f2 blanques peó · g2 blanques peó · h2 blanques peó · a1 blanques torre · b1 blanques cavall · c1 blanques alfil · d1 blanques dama · e1 blanques rei · f1 blanques alfil · h1 blanques torre | a8 negres torre · c8 negres alfil · d8 negres dama · e8 negres rei · f8 negres alfil · g8 negres cavall · h8 negres torre · a7 negres peó · b7 negres peó · d7 negres peó · e7 negres peó · f7 negres peó · h7 negres peó · c6 negres cavall · g6 negres peó · c4 blanques peó · d4 blanques cavall · e4 blanques peó · a2 blanques peó · b2 blanques peó · f2 blanques peó · g2 blanques peó · h2 blanques peó · a1 blanques torre · b1 blanques cavall · c1 blanques alfil · d1 blanques dama · e1 blanques rei · f1 blanques alfil · h1 blanques torre | 7 |
| 6 | a8 negres torre · c8 negres alfil · d8 negres dama · e8 negres rei · f8 negres alfil · g8 negres cavall · h8 negres torre · a7 negres peó · b7 negres peó · d7 negres peó · e7 negres peó · f7 negres peó · h7 negres peó · c6 negres cavall · g6 negres peó · c4 blanques peó · d4 blanques cavall · e4 blanques peó · a2 blanques peó · b2 blanques peó · f2 blanques peó · g2 blanques peó · h2 blanques peó · a1 blanques torre · b1 blanques cavall · c1 blanques alfil · d1 blanques dama · e1 blanques rei · f1 blanques alfil · h1 blanques torre | a8 negres torre · c8 negres alfil · d8 negres dama · e8 negres rei · f8 negres alfil · g8 negres cavall · h8 negres torre · a7 negres peó · b7 negres peó · d7 negres peó · e7 negres peó · f7 negres peó · h7 negres peó · c6 negres cavall · g6 negres peó · c4 blanques peó · d4 blanques cavall · e4 blanques peó · a2 blanques peó · b2 blanques peó · f2 blanques peó · g2 blanques peó · h2 blanques peó · a1 blanques torre · b1 blanques cavall · c1 blanques alfil · d1 blanques dama · e1 blanques rei · f1 blanques alfil · h1 blanques torre | a8 negres torre · c8 negres alfil · d8 negres dama · e8 negres rei · f8 negres alfil · g8 negres cavall · h8 negres torre · a7 negres peó · b7 negres peó · d7 negres peó · e7 negres peó · f7 negres peó · h7 negres peó · c6 negres cavall · g6 negres peó · c4 blanques peó · d4 blanques cavall · e4 blanques peó · a2 blanques peó · b2 blanques peó · f2 blanques peó · g2 blanques peó · h2 blanques peó · a1 blanques torre · b1 blanques cavall · c1 blanques alfil · d1 blanques dama · e1 blanques rei · f1 blanques alfil · h1 blanques torre | a8 negres torre · c8 negres alfil · d8 negres dama · e8 negres rei · f8 negres alfil · g8 negres cavall · h8 negres torre · a7 negres peó · b7 negres peó · d7 negres peó · e7 negres peó · f7 negres peó · h7 negres peó · c6 negres cavall · g6 negres peó · c4 blanques peó · d4 blanques cavall · e4 blanques peó · a2 blanques peó · b2 blanques peó · f2 blanques peó · g2 blanques peó · h2 blanques peó · a1 blanques torre · b1 blanques cavall · c1 blanques alfil · d1 blanques dama · e1 blanques rei · f1 blanques alfil · h1 blanques torre | a8 negres torre · c8 negres alfil · d8 negres dama · e8 negres rei · f8 negres alfil · g8 negres cavall · h8 negres torre · a7 negres peó · b7 negres peó · d7 negres peó · e7 negres peó · f7 negres peó · h7 negres peó · c6 negres cavall · g6 negres peó · c4 blanques peó · d4 blanques cavall · e4 blanques peó · a2 blanques peó · b2 blanques peó · f2 blanques peó · g2 blanques peó · h2 blanques peó · a1 blanques torre · b1 blanques cavall · c1 blanques alfil · d1 blanques dama · e1 blanques rei · f1 blanques alfil · h1 blanques torre | a8 negres torre · c8 negres alfil · d8 negres dama · e8 negres rei · f8 negres alfil · g8 negres cavall · h8 negres torre · a7 negres peó · b7 negres peó · d7 negres peó · e7 negres peó · f7 negres peó · h7 negres peó · c6 negres cavall · g6 negres peó · c4 blanques peó · d4 blanques cavall · e4 blanques peó · a2 blanques peó · b2 blanques peó · f2 blanques peó · g2 blanques peó · h2 blanques peó · a1 blanques torre · b1 blanques cavall · c1 blanques alfil · d1 blanques dama · e1 blanques rei · f1 blanques alfil · h1 blanques torre | a8 negres torre · c8 negres alfil · d8 negres dama · e8 negres rei · f8 negres alfil · g8 negres cavall · h8 negres torre · a7 negres peó · b7 negres peó · d7 negres peó · e7 negres peó · f7 negres peó · h7 negres peó · c6 negres cavall · g6 negres peó · c4 blanques peó · d4 blanques cavall · e4 blanques peó · a2 blanques peó · b2 blanques peó · f2 blanques peó · g2 blanques peó · h2 blanques peó · a1 blanques torre · b1 blanques cavall · c1 blanques alfil · d1 blanques dama · e1 blanques rei · f1 blanques alfil · h1 blanques torre | a8 negres torre · c8 negres alfil · d8 negres dama · e8 negres rei · f8 negres alfil · g8 negres cavall · h8 negres torre · a7 negres peó · b7 negres peó · d7 negres peó · e7 negres peó · f7 negres peó · h7 negres peó · c6 negres cavall · g6 negres peó · c4 blanques peó · d4 blanques cavall · e4 blanques peó · a2 blanques peó · b2 blanques peó · f2 blanques peó · g2 blanques peó · h2 blanques peó · a1 blanques torre · b1 blanques cavall · c1 blanques alfil · d1 blanques dama · e1 blanques rei · f1 blanques alfil · h1 blanques torre | 6 |
| 5 | a8 negres torre · c8 negres alfil · d8 negres dama · e8 negres rei · f8 negres alfil · g8 negres cavall · h8 negres torre · a7 negres peó · b7 negres peó · d7 negres peó · e7 negres peó · f7 negres peó · h7 negres peó · c6 negres cavall · g6 negres peó · c4 blanques peó · d4 blanques cavall · e4 blanques peó · a2 blanques peó · b2 blanques peó · f2 blanques peó · g2 blanques peó · h2 blanques peó · a1 blanques torre · b1 blanques cavall · c1 blanques alfil · d1 blanques dama · e1 blanques rei · f1 blanques alfil · h1 blanques torre | a8 negres torre · c8 negres alfil · d8 negres dama · e8 negres rei · f8 negres alfil · g8 negres cavall · h8 negres torre · a7 negres peó · b7 negres peó · d7 negres peó · e7 negres peó · f7 negres peó · h7 negres peó · c6 negres cavall · g6 negres peó · c4 blanques peó · d4 blanques cavall · e4 blanques peó · a2 blanques peó · b2 blanques peó · f2 blanques peó · g2 blanques peó · h2 blanques peó · a1 blanques torre · b1 blanques cavall · c1 blanques alfil · d1 blanques dama · e1 blanques rei · f1 blanques alfil · h1 blanques torre | a8 negres torre · c8 negres alfil · d8 negres dama · e8 negres rei · f8 negres alfil · g8 negres cavall · h8 negres torre · a7 negres peó · b7 negres peó · d7 negres peó · e7 negres peó · f7 negres peó · h7 negres peó · c6 negres cavall · g6 negres peó · c4 blanques peó · d4 blanques cavall · e4 blanques peó · a2 blanques peó · b2 blanques peó · f2 blanques peó · g2 blanques peó · h2 blanques peó · a1 blanques torre · b1 blanques cavall · c1 blanques alfil · d1 blanques dama · e1 blanques rei · f1 blanques alfil · h1 blanques torre | a8 negres torre · c8 negres alfil · d8 negres dama · e8 negres rei · f8 negres alfil · g8 negres cavall · h8 negres torre · a7 negres peó · b7 negres peó · d7 negres peó · e7 negres peó · f7 negres peó · h7 negres peó · c6 negres cavall · g6 negres peó · c4 blanques peó · d4 blanques cavall · e4 blanques peó · a2 blanques peó · b2 blanques peó · f2 blanques peó · g2 blanques peó · h2 blanques peó · a1 blanques torre · b1 blanques cavall · c1 blanques alfil · d1 blanques dama · e1 blanques rei · f1 blanques alfil · h1 blanques torre | a8 negres torre · c8 negres alfil · d8 negres dama · e8 negres rei · f8 negres alfil · g8 negres cavall · h8 negres torre · a7 negres peó · b7 negres peó · d7 negres peó · e7 negres peó · f7 negres peó · h7 negres peó · c6 negres cavall · g6 negres peó · c4 blanques peó · d4 blanques cavall · e4 blanques peó · a2 blanques peó · b2 blanques peó · f2 blanques peó · g2 blanques peó · h2 blanques peó · a1 blanques torre · b1 blanques cavall · c1 blanques alfil · d1 blanques dama · e1 blanques rei · f1 blanques alfil · h1 blanques torre | a8 negres torre · c8 negres alfil · d8 negres dama · e8 negres rei · f8 negres alfil · g8 negres cavall · h8 negres torre · a7 negres peó · b7 negres peó · d7 negres peó · e7 negres peó · f7 negres peó · h7 negres peó · c6 negres cavall · g6 negres peó · c4 blanques peó · d4 blanques cavall · e4 blanques peó · a2 blanques peó · b2 blanques peó · f2 blanques peó · g2 blanques peó · h2 blanques peó · a1 blanques torre · b1 blanques cavall · c1 blanques alfil · d1 blanques dama · e1 blanques rei · f1 blanques alfil · h1 blanques torre | a8 negres torre · c8 negres alfil · d8 negres dama · e8 negres rei · f8 negres alfil · g8 negres cavall · h8 negres torre · a7 negres peó · b7 negres peó · d7 negres peó · e7 negres peó · f7 negres peó · h7 negres peó · c6 negres cavall · g6 negres peó · c4 blanques peó · d4 blanques cavall · e4 blanques peó · a2 blanques peó · b2 blanques peó · f2 blanques peó · g2 blanques peó · h2 blanques peó · a1 blanques torre · b1 blanques cavall · c1 blanques alfil · d1 blanques dama · e1 blanques rei · f1 blanques alfil · h1 blanques torre | a8 negres torre · c8 negres alfil · d8 negres dama · e8 negres rei · f8 negres alfil · g8 negres cavall · h8 negres torre · a7 negres peó · b7 negres peó · d7 negres peó · e7 negres peó · f7 negres peó · h7 negres peó · c6 negres cavall · g6 negres peó · c4 blanques peó · d4 blanques cavall · e4 blanques peó · a2 blanques peó · b2 blanques peó · f2 blanques peó · g2 blanques peó · h2 blanques peó · a1 blanques torre · b1 blanques cavall · c1 blanques alfil · d1 blanques dama · e1 blanques rei · f1 blanques alfil · h1 blanques torre | 5 |
| 4 | a8 negres torre · c8 negres alfil · d8 negres dama · e8 negres rei · f8 negres alfil · g8 negres cavall · h8 negres torre · a7 negres peó · b7 negres peó · d7 negres peó · e7 negres peó · f7 negres peó · h7 negres peó · c6 negres cavall · g6 negres peó · c4 blanques peó · d4 blanques cavall · e4 blanques peó · a2 blanques peó · b2 blanques peó · f2 blanques peó · g2 blanques peó · h2 blanques peó · a1 blanques torre · b1 blanques cavall · c1 blanques alfil · d1 blanques dama · e1 blanques rei · f1 blanques alfil · h1 blanques torre | a8 negres torre · c8 negres alfil · d8 negres dama · e8 negres rei · f8 negres alfil · g8 negres cavall · h8 negres torre · a7 negres peó · b7 negres peó · d7 negres peó · e7 negres peó · f7 negres peó · h7 negres peó · c6 negres cavall · g6 negres peó · c4 blanques peó · d4 blanques cavall · e4 blanques peó · a2 blanques peó · b2 blanques peó · f2 blanques peó · g2 blanques peó · h2 blanques peó · a1 blanques torre · b1 blanques cavall · c1 blanques alfil · d1 blanques dama · e1 blanques rei · f1 blanques alfil · h1 blanques torre | a8 negres torre · c8 negres alfil · d8 negres dama · e8 negres rei · f8 negres alfil · g8 negres cavall · h8 negres torre · a7 negres peó · b7 negres peó · d7 negres peó · e7 negres peó · f7 negres peó · h7 negres peó · c6 negres cavall · g6 negres peó · c4 blanques peó · d4 blanques cavall · e4 blanques peó · a2 blanques peó · b2 blanques peó · f2 blanques peó · g2 blanques peó · h2 blanques peó · a1 blanques torre · b1 blanques cavall · c1 blanques alfil · d1 blanques dama · e1 blanques rei · f1 blanques alfil · h1 blanques torre | a8 negres torre · c8 negres alfil · d8 negres dama · e8 negres rei · f8 negres alfil · g8 negres cavall · h8 negres torre · a7 negres peó · b7 negres peó · d7 negres peó · e7 negres peó · f7 negres peó · h7 negres peó · c6 negres cavall · g6 negres peó · c4 blanques peó · d4 blanques cavall · e4 blanques peó · a2 blanques peó · b2 blanques peó · f2 blanques peó · g2 blanques peó · h2 blanques peó · a1 blanques torre · b1 blanques cavall · c1 blanques alfil · d1 blanques dama · e1 blanques rei · f1 blanques alfil · h1 blanques torre | a8 negres torre · c8 negres alfil · d8 negres dama · e8 negres rei · f8 negres alfil · g8 negres cavall · h8 negres torre · a7 negres peó · b7 negres peó · d7 negres peó · e7 negres peó · f7 negres peó · h7 negres peó · c6 negres cavall · g6 negres peó · c4 blanques peó · d4 blanques cavall · e4 blanques peó · a2 blanques peó · b2 blanques peó · f2 blanques peó · g2 blanques peó · h2 blanques peó · a1 blanques torre · b1 blanques cavall · c1 blanques alfil · d1 blanques dama · e1 blanques rei · f1 blanques alfil · h1 blanques torre | a8 negres torre · c8 negres alfil · d8 negres dama · e8 negres rei · f8 negres alfil · g8 negres cavall · h8 negres torre · a7 negres peó · b7 negres peó · d7 negres peó · e7 negres peó · f7 negres peó · h7 negres peó · c6 negres cavall · g6 negres peó · c4 blanques peó · d4 blanques cavall · e4 blanques peó · a2 blanques peó · b2 blanques peó · f2 blanques peó · g2 blanques peó · h2 blanques peó · a1 blanques torre · b1 blanques cavall · c1 blanques alfil · d1 blanques dama · e1 blanques rei · f1 blanques alfil · h1 blanques torre | a8 negres torre · c8 negres alfil · d8 negres dama · e8 negres rei · f8 negres alfil · g8 negres cavall · h8 negres torre · a7 negres peó · b7 negres peó · d7 negres peó · e7 negres peó · f7 negres peó · h7 negres peó · c6 negres cavall · g6 negres peó · c4 blanques peó · d4 blanques cavall · e4 blanques peó · a2 blanques peó · b2 blanques peó · f2 blanques peó · g2 blanques peó · h2 blanques peó · a1 blanques torre · b1 blanques cavall · c1 blanques alfil · d1 blanques dama · e1 blanques rei · f1 blanques alfil · h1 blanques torre | a8 negres torre · c8 negres alfil · d8 negres dama · e8 negres rei · f8 negres alfil · g8 negres cavall · h8 negres torre · a7 negres peó · b7 negres peó · d7 negres peó · e7 negres peó · f7 negres peó · h7 negres peó · c6 negres cavall · g6 negres peó · c4 blanques peó · d4 blanques cavall · e4 blanques peó · a2 blanques peó · b2 blanques peó · f2 blanques peó · g2 blanques peó · h2 blanques peó · a1 blanques torre · b1 blanques cavall · c1 blanques alfil · d1 blanques dama · e1 blanques rei · f1 blanques alfil · h1 blanques torre | 4 |
| 3 | a8 negres torre · c8 negres alfil · d8 negres dama · e8 negres rei · f8 negres alfil · g8 negres cavall · h8 negres torre · a7 negres peó · b7 negres peó · d7 negres peó · e7 negres peó · f7 negres peó · h7 negres peó · c6 negres cavall · g6 negres peó · c4 blanques peó · d4 blanques cavall · e4 blanques peó · a2 blanques peó · b2 blanques peó · f2 blanques peó · g2 blanques peó · h2 blanques peó · a1 blanques torre · b1 blanques cavall · c1 blanques alfil · d1 blanques dama · e1 blanques rei · f1 blanques alfil · h1 blanques torre | a8 negres torre · c8 negres alfil · d8 negres dama · e8 negres rei · f8 negres alfil · g8 negres cavall · h8 negres torre · a7 negres peó · b7 negres peó · d7 negres peó · e7 negres peó · f7 negres peó · h7 negres peó · c6 negres cavall · g6 negres peó · c4 blanques peó · d4 blanques cavall · e4 blanques peó · a2 blanques peó · b2 blanques peó · f2 blanques peó · g2 blanques peó · h2 blanques peó · a1 blanques torre · b1 blanques cavall · c1 blanques alfil · d1 blanques dama · e1 blanques rei · f1 blanques alfil · h1 blanques torre | a8 negres torre · c8 negres alfil · d8 negres dama · e8 negres rei · f8 negres alfil · g8 negres cavall · h8 negres torre · a7 negres peó · b7 negres peó · d7 negres peó · e7 negres peó · f7 negres peó · h7 negres peó · c6 negres cavall · g6 negres peó · c4 blanques peó · d4 blanques cavall · e4 blanques peó · a2 blanques peó · b2 blanques peó · f2 blanques peó · g2 blanques peó · h2 blanques peó · a1 blanques torre · b1 blanques cavall · c1 blanques alfil · d1 blanques dama · e1 blanques rei · f1 blanques alfil · h1 blanques torre | a8 negres torre · c8 negres alfil · d8 negres dama · e8 negres rei · f8 negres alfil · g8 negres cavall · h8 negres torre · a7 negres peó · b7 negres peó · d7 negres peó · e7 negres peó · f7 negres peó · h7 negres peó · c6 negres cavall · g6 negres peó · c4 blanques peó · d4 blanques cavall · e4 blanques peó · a2 blanques peó · b2 blanques peó · f2 blanques peó · g2 blanques peó · h2 blanques peó · a1 blanques torre · b1 blanques cavall · c1 blanques alfil · d1 blanques dama · e1 blanques rei · f1 blanques alfil · h1 blanques torre | a8 negres torre · c8 negres alfil · d8 negres dama · e8 negres rei · f8 negres alfil · g8 negres cavall · h8 negres torre · a7 negres peó · b7 negres peó · d7 negres peó · e7 negres peó · f7 negres peó · h7 negres peó · c6 negres cavall · g6 negres peó · c4 blanques peó · d4 blanques cavall · e4 blanques peó · a2 blanques peó · b2 blanques peó · f2 blanques peó · g2 blanques peó · h2 blanques peó · a1 blanques torre · b1 blanques cavall · c1 blanques alfil · d1 blanques dama · e1 blanques rei · f1 blanques alfil · h1 blanques torre | a8 negres torre · c8 negres alfil · d8 negres dama · e8 negres rei · f8 negres alfil · g8 negres cavall · h8 negres torre · a7 negres peó · b7 negres peó · d7 negres peó · e7 negres peó · f7 negres peó · h7 negres peó · c6 negres cavall · g6 negres peó · c4 blanques peó · d4 blanques cavall · e4 blanques peó · a2 blanques peó · b2 blanques peó · f2 blanques peó · g2 blanques peó · h2 blanques peó · a1 blanques torre · b1 blanques cavall · c1 blanques alfil · d1 blanques dama · e1 blanques rei · f1 blanques alfil · h1 blanques torre | a8 negres torre · c8 negres alfil · d8 negres dama · e8 negres rei · f8 negres alfil · g8 negres cavall · h8 negres torre · a7 negres peó · b7 negres peó · d7 negres peó · e7 negres peó · f7 negres peó · h7 negres peó · c6 negres cavall · g6 negres peó · c4 blanques peó · d4 blanques cavall · e4 blanques peó · a2 blanques peó · b2 blanques peó · f2 blanques peó · g2 blanques peó · h2 blanques peó · a1 blanques torre · b1 blanques cavall · c1 blanques alfil · d1 blanques dama · e1 blanques rei · f1 blanques alfil · h1 blanques torre | a8 negres torre · c8 negres alfil · d8 negres dama · e8 negres rei · f8 negres alfil · g8 negres cavall · h8 negres torre · a7 negres peó · b7 negres peó · d7 negres peó · e7 negres peó · f7 negres peó · h7 negres peó · c6 negres cavall · g6 negres peó · c4 blanques peó · d4 blanques cavall · e4 blanques peó · a2 blanques peó · b2 blanques peó · f2 blanques peó · g2 blanques peó · h2 blanques peó · a1 blanques torre · b1 blanques cavall · c1 blanques alfil · d1 blanques dama · e1 blanques rei · f1 blanques alfil · h1 blanques torre | 3 |
| 2 | a8 negres torre · c8 negres alfil · d8 negres dama · e8 negres rei · f8 negres alfil · g8 negres cavall · h8 negres torre · a7 negres peó · b7 negres peó · d7 negres peó · e7 negres peó · f7 negres peó · h7 negres peó · c6 negres cavall · g6 negres peó · c4 blanques peó · d4 blanques cavall · e4 blanques peó · a2 blanques peó · b2 blanques peó · f2 blanques peó · g2 blanques peó · h2 blanques peó · a1 blanques torre · b1 blanques cavall · c1 blanques alfil · d1 blanques dama · e1 blanques rei · f1 blanques alfil · h1 blanques torre | a8 negres torre · c8 negres alfil · d8 negres dama · e8 negres rei · f8 negres alfil · g8 negres cavall · h8 negres torre · a7 negres peó · b7 negres peó · d7 negres peó · e7 negres peó · f7 negres peó · h7 negres peó · c6 negres cavall · g6 negres peó · c4 blanques peó · d4 blanques cavall · e4 blanques peó · a2 blanques peó · b2 blanques peó · f2 blanques peó · g2 blanques peó · h2 blanques peó · a1 blanques torre · b1 blanques cavall · c1 blanques alfil · d1 blanques dama · e1 blanques rei · f1 blanques alfil · h1 blanques torre | a8 negres torre · c8 negres alfil · d8 negres dama · e8 negres rei · f8 negres alfil · g8 negres cavall · h8 negres torre · a7 negres peó · b7 negres peó · d7 negres peó · e7 negres peó · f7 negres peó · h7 negres peó · c6 negres cavall · g6 negres peó · c4 blanques peó · d4 blanques cavall · e4 blanques peó · a2 blanques peó · b2 blanques peó · f2 blanques peó · g2 blanques peó · h2 blanques peó · a1 blanques torre · b1 blanques cavall · c1 blanques alfil · d1 blanques dama · e1 blanques rei · f1 blanques alfil · h1 blanques torre | a8 negres torre · c8 negres alfil · d8 negres dama · e8 negres rei · f8 negres alfil · g8 negres cavall · h8 negres torre · a7 negres peó · b7 negres peó · d7 negres peó · e7 negres peó · f7 negres peó · h7 negres peó · c6 negres cavall · g6 negres peó · c4 blanques peó · d4 blanques cavall · e4 blanques peó · a2 blanques peó · b2 blanques peó · f2 blanques peó · g2 blanques peó · h2 blanques peó · a1 blanques torre · b1 blanques cavall · c1 blanques alfil · d1 blanques dama · e1 blanques rei · f1 blanques alfil · h1 blanques torre | a8 negres torre · c8 negres alfil · d8 negres dama · e8 negres rei · f8 negres alfil · g8 negres cavall · h8 negres torre · a7 negres peó · b7 negres peó · d7 negres peó · e7 negres peó · f7 negres peó · h7 negres peó · c6 negres cavall · g6 negres peó · c4 blanques peó · d4 blanques cavall · e4 blanques peó · a2 blanques peó · b2 blanques peó · f2 blanques peó · g2 blanques peó · h2 blanques peó · a1 blanques torre · b1 blanques cavall · c1 blanques alfil · d1 blanques dama · e1 blanques rei · f1 blanques alfil · h1 blanques torre | a8 negres torre · c8 negres alfil · d8 negres dama · e8 negres rei · f8 negres alfil · g8 negres cavall · h8 negres torre · a7 negres peó · b7 negres peó · d7 negres peó · e7 negres peó · f7 negres peó · h7 negres peó · c6 negres cavall · g6 negres peó · c4 blanques peó · d4 blanques cavall · e4 blanques peó · a2 blanques peó · b2 blanques peó · f2 blanques peó · g2 blanques peó · h2 blanques peó · a1 blanques torre · b1 blanques cavall · c1 blanques alfil · d1 blanques dama · e1 blanques rei · f1 blanques alfil · h1 blanques torre | a8 negres torre · c8 negres alfil · d8 negres dama · e8 negres rei · f8 negres alfil · g8 negres cavall · h8 negres torre · a7 negres peó · b7 negres peó · d7 negres peó · e7 negres peó · f7 negres peó · h7 negres peó · c6 negres cavall · g6 negres peó · c4 blanques peó · d4 blanques cavall · e4 blanques peó · a2 blanques peó · b2 blanques peó · f2 blanques peó · g2 blanques peó · h2 blanques peó · a1 blanques torre · b1 blanques cavall · c1 blanques alfil · d1 blanques dama · e1 blanques rei · f1 blanques alfil · h1 blanques torre | a8 negres torre · c8 negres alfil · d8 negres dama · e8 negres rei · f8 negres alfil · g8 negres cavall · h8 negres torre · a7 negres peó · b7 negres peó · d7 negres peó · e7 negres peó · f7 negres peó · h7 negres peó · c6 negres cavall · g6 negres peó · c4 blanques peó · d4 blanques cavall · e4 blanques peó · a2 blanques peó · b2 blanques peó · f2 blanques peó · g2 blanques peó · h2 blanques peó · a1 blanques torre · b1 blanques cavall · c1 blanques alfil · d1 blanques dama · e1 blanques rei · f1 blanques alfil · h1 blanques torre | 2 |
| 1 | a8 negres torre · c8 negres alfil · d8 negres dama · e8 negres rei · f8 negres alfil · g8 negres cavall · h8 negres torre · a7 negres peó · b7 negres peó · d7 negres peó · e7 negres peó · f7 negres peó · h7 negres peó · c6 negres cavall · g6 negres peó · c4 blanques peó · d4 blanques cavall · e4 blanques peó · a2 blanques peó · b2 blanques peó · f2 blanques peó · g2 blanques peó · h2 blanques peó · a1 blanques torre · b1 blanques cavall · c1 blanques alfil · d1 blanques dama · e1 blanques rei · f1 blanques alfil · h1 blanques torre | a8 negres torre · c8 negres alfil · d8 negres dama · e8 negres rei · f8 negres alfil · g8 negres cavall · h8 negres torre · a7 negres peó · b7 negres peó · d7 negres peó · e7 negres peó · f7 negres peó · h7 negres peó · c6 negres cavall · g6 negres peó · c4 blanques peó · d4 blanques cavall · e4 blanques peó · a2 blanques peó · b2 blanques peó · f2 blanques peó · g2 blanques peó · h2 blanques peó · a1 blanques torre · b1 blanques cavall · c1 blanques alfil · d1 blanques dama · e1 blanques rei · f1 blanques alfil · h1 blanques torre | a8 negres torre · c8 negres alfil · d8 negres dama · e8 negres rei · f8 negres alfil · g8 negres cavall · h8 negres torre · a7 negres peó · b7 negres peó · d7 negres peó · e7 negres peó · f7 negres peó · h7 negres peó · c6 negres cavall · g6 negres peó · c4 blanques peó · d4 blanques cavall · e4 blanques peó · a2 blanques peó · b2 blanques peó · f2 blanques peó · g2 blanques peó · h2 blanques peó · a1 blanques torre · b1 blanques cavall · c1 blanques alfil · d1 blanques dama · e1 blanques rei · f1 blanques alfil · h1 blanques torre | a8 negres torre · c8 negres alfil · d8 negres dama · e8 negres rei · f8 negres alfil · g8 negres cavall · h8 negres torre · a7 negres peó · b7 negres peó · d7 negres peó · e7 negres peó · f7 negres peó · h7 negres peó · c6 negres cavall · g6 negres peó · c4 blanques peó · d4 blanques cavall · e4 blanques peó · a2 blanques peó · b2 blanques peó · f2 blanques peó · g2 blanques peó · h2 blanques peó · a1 blanques torre · b1 blanques cavall · c1 blanques alfil · d1 blanques dama · e1 blanques rei · f1 blanques alfil · h1 blanques torre | a8 negres torre · c8 negres alfil · d8 negres dama · e8 negres rei · f8 negres alfil · g8 negres cavall · h8 negres torre · a7 negres peó · b7 negres peó · d7 negres peó · e7 negres peó · f7 negres peó · h7 negres peó · c6 negres cavall · g6 negres peó · c4 blanques peó · d4 blanques cavall · e4 blanques peó · a2 blanques peó · b2 blanques peó · f2 blanques peó · g2 blanques peó · h2 blanques peó · a1 blanques torre · b1 blanques cavall · c1 blanques alfil · d1 blanques dama · e1 blanques rei · f1 blanques alfil · h1 blanques torre | a8 negres torre · c8 negres alfil · d8 negres dama · e8 negres rei · f8 negres alfil · g8 negres cavall · h8 negres torre · a7 negres peó · b7 negres peó · d7 negres peó · e7 negres peó · f7 negres peó · h7 negres peó · c6 negres cavall · g6 negres peó · c4 blanques peó · d4 blanques cavall · e4 blanques peó · a2 blanques peó · b2 blanques peó · f2 blanques peó · g2 blanques peó · h2 blanques peó · a1 blanques torre · b1 blanques cavall · c1 blanques alfil · d1 blanques dama · e1 blanques rei · f1 blanques alfil · h1 blanques torre | a8 negres torre · c8 negres alfil · d8 negres dama · e8 negres rei · f8 negres alfil · g8 negres cavall · h8 negres torre · a7 negres peó · b7 negres peó · d7 negres peó · e7 negres peó · f7 negres peó · h7 negres peó · c6 negres cavall · g6 negres peó · c4 blanques peó · d4 blanques cavall · e4 blanques peó · a2 blanques peó · b2 blanques peó · f2 blanques peó · g2 blanques peó · h2 blanques peó · a1 blanques torre · b1 blanques cavall · c1 blanques alfil · d1 blanques dama · e1 blanques rei · f1 blanques alfil · h1 blanques torre | a8 negres torre · c8 negres alfil · d8 negres dama · e8 negres rei · f8 negres alfil · g8 negres cavall · h8 negres torre · a7 negres peó · b7 negres peó · d7 negres peó · e7 negres peó · f7 negres peó · h7 negres peó · c6 negres cavall · g6 negres peó · c4 blanques peó · d4 blanques cavall · e4 blanques peó · a2 blanques peó · b2 blanques peó · f2 blanques peó · g2 blanques peó · h2 blanques peó · a1 blanques torre · b1 blanques cavall · c1 blanques alfil · d1 blanques dama · e1 blanques rei · f1 blanques alfil · h1 blanques torre | 1 |
|   | a | b | c | d | e | f | g | h |   |

### Moviment
Mitja jugada. Cada jugador fa un moviment quan és el seu torn. La suma del moviment del blanc i del moviment del negre en cada torn, és una jugada. Vegeu també ply.

### Moviment forçat
Vegeu jugada forçada

### Mur de Maróczy
Un bind, mur o anell en les caselles blanques del centre, particularment sobre d5, que les blanques aconsegueixen tot situant peons a c4 i e4. És anomenat així per Géza Maróczy, i originalment es referia a posicions de la defensa sicialiana, tot i que el nom s'aplica avui en dia també a construccions similars a l'obertura anglesa i la defensa índia de dama.

## N

### N
Símbol usat per indicar una jugada de cavall (knight) en partides anotades en anglès. En canvi, la "N" al costat d'una jugada significa novetat (en aquest cas, se sol representar gràficament així: [N].

### NCO
Abreviació usada de vegades per indicar referència a la famosa obra d'obertures Nunn's Chess Openings. D'altres abreviatures relacionaes són ECO i MCO.

### Negre
La denominació del jugador que mou en segon lloc, fins i tot encara que les seves peces, sempre anomenades "les peces negres" siguin de vegades d'un altre color (normalment, fosc). De manera similar, les caselles fosques de l'escaquer són anomenades "les caselles negres", a despit del fet que normalment no són pas literalment negres, però sí fosques. Vegeu també blanc, i avantatge de la primera jugada en escacs.

### NN (o bé N.N.)
Abreviatures usades, en anotació de partides d'escacs, en lloc del nom d'un jugador el nom del qual és desconegut. L'origen d'aquest ús és incert; podria ser l'abreviació del llatí nomina (noms), o un escurçament de la frase llatina nomen nescio, "noms desconeguts" (literalment "No sé el nom"). Vegeu també amateur.

### Norma
Una performance en un torneig d'escacs que indica que un jugador està llest per a rebre un títol. Normalment, un cert nombre de normes, més algun altre requisit, és necessari per guanyar-se un títol. Vegeu Gran Mestre i Mestre Internacional.

### Novetat
Una novetat, o novetat teòrica, (simbolitzada en notació escaquística amb una "N", és una jugada nova en l'obertura. En anglès la representen de vegades amb "TN." ("theoretical novelty")

### Notació algebraica
El sistema estàndard d'anotar una partida d'escacs, fent servir un codi alfanumèric per indicar les caselles de l'escaquer.

### Notació descriptiva
Un antic sistema d'anotar una partida d'escacs, usat principalment en territoris anglòfons i de parla castellana, i molt popular fins als anys 1970 i 1980s. Ha estat completament reemplaçat per l'estàndard sistema de notació algebraic.

## O

### O-O
Símbol per designar l'enroc curt, o enroc al flanc de rei en notació d'escacs.

### O-O-O
Símbol per designar l'enroc llarg, o enroc al flanc de dama.

### Obert
Vegeu torneig obert

### Obertura
Les jugades inicials d'una partida, aproximadament els primers 10-20 movimentss. A l'obertura, els jugadors fixen la seva estructura de peons, desenvolupen llurs peces, i acostumen a enrocar. L'obertura és la fase del joc que precedeix el mig joc. Vegeu també sistema d'obertura, preparació d'obertures, i repertori d'obertures

### Obertura de flanc
Una obertura jugada per les blanques que es caracteritzi pel joc en un o ambdós flancs.

### Obertura irregular
Les obertures irregulars són obertures amb una primera jugada o sèrie de primeres jugades inusuals per part de les blanques. Aquestes obertures són categoritzads sota el codi ECO "A00".

### Ofegat
Posició en la qual el jugador a qui li toca moure no té cap jugada legal possible, i el seu rei no està rebent xec. En cas d'ofegat, la partida finalitza en taules automàticament.

### Olimpíada
Torneig internacional per equips nacionals, organitzat bianualment per la FIDE. Cada equip representa un país membre de la FIDE.

### Oposició
Situació en la qual dos reis s'estan a la mateixa columna, fila, o diagonal, amb només una casella buida entre ells, de manera que el jugador que té el torn és forçat a moure el seu rei a una casella més desavantatjosa. L'oposició és un concepte particularment important en el final.

### Ordre de jugades
La seqüència concreta i exacta de moviments que un jugador tria, especialment en l'obertura, per executar un pla. Diferents ordres de jugades sovint condueixen a diferents tipus d'avantatges o desavantatges. Per exemple, 1.d4 Cf6 2.Cf3 evita el gambit Budapest (2.c4 e5!?), però impossibilita per les blanques jugar la variant Sämisch (2.c4 g6 3.Cc3 Ag7 4.e4 d6 5.f3) o l'"atac dels quatre peons" (5.f4) contra la defensa índia de rei, i també impedeix de transposar a certes línies de la defensa nimzoíndia i del gambit de dama refusat, en què el cavall se situa a e2 en lloc de f3. (Vegeu transposició.)

## P

### Parany
També Trampa, en castellà: celada; Jugada que tempta el rival per fer un moviment perdedor. Vegeu Llista de paranys en escacs.

### Pardalet
En argot català, un jugador molt fluix, al qual és molt fàcil guanyar. També pot rebre altres denominacions, en argot, com ara un "amic". En anglès en diuen patzer, terme que prové de l'alemany patzen (ficar la pota, equivocar-se).

### Parella d'alfils
En posicions obertes, tenir dos alfils (cadascun dels quals corri per caselles de diferent color) és considerat com un avantatge substancial sobre tenir dos cavalls o un cavall i un alfil, mentre que en posicions tancades, els cavalls són més valuosos). Hom diu que el jugador que té dos alfils, té la parella d'alfils, o, simplement, té la parella. A Catalunya, en argot, de vegades es diu tenir la Guàrdia Civil (els dos alfils són la Guàrdia Civil perquè van en parelles). Alguns sistemes d'avaluació compten la parella d'alfils com aproximadament mig peó més; vegeu Valor relatiu de les peces d'escacs#Valors alternatius.

### Partida model
Partida d'escacs que fou la primera en mostrar una determinada variant d'obertura. De vegades, el jugador o la seu de la partida model és usada a posteriori per referir-se a aquella variant.

### Partida oberta
- Una partida en què els canvis han obert columnes i diagonals, en oposició a una partida tancada.
- Una obertura d'escacs que comença amb els moviments 1.e4 e5 (també anomenada Partida del peó de rei). Vegeu també partida tancada i partida semioberta.

### Partida semioberta
Una obertura d'escacs que comença amb les blanques fent 1.e4 i les negres replicant amb alguna jugada diferent de 1...e5. Vegeu també partida tancada i partida oberta.

### Partida semitancada
Una obertura d'escacs que comença amb les blanques fent 1.d4 i les negres replicant amb alguna jugada diferent de 1...d5. Vegeu també partida tancada i partida oberta.

### Partida tancada
- Una posició amb poques línies obertes (columnes o diagonals), generalment caracteritzada per cadenes de peons mútuamens bloquejades, posicions restringides amb poques possibilitats de canvis, i joc de maniobres rere les línies. Una posició així podria derivar posteriorment en una partida oberta. Vegeu també joc posicional.
- Una obertura d'escacs que comença amb els moviments 1.d4 d5. Vegeu també Partida oberta i Partida semioberta.

### Passar la torre
En anglès: rook lift; Maniobra que situa una torre per davant els seus propis peons, sovint a la tercera o quarta fila. Això permet que la torre creï amenaces en una columna semioberta de la mateixa manera que si estigués en una columna oberta.

### Passiva
Una peça que té la possibilitat de moure's (o de controlar) relativament poques caselles. També és anomenada "Peça inactiva". Vegeu activa.

### Patzer
Terme amb què es coneix en anglès un pardalet

### PCA
La Professional Chess Association (PCA) fou una organització rival de la FIDE, la Federació Internacional d'Escacs. La PCA fou fundada el 1993 per en Garri Kaspàrov i en Nigel Short per la promoció, esponsorització, i organització del Campionat del món que havien de disputar. El 1996 la PCA va perdre el seu principal patrocinador, Intel, i va desaparèixer poc després.

### Peces Staunton

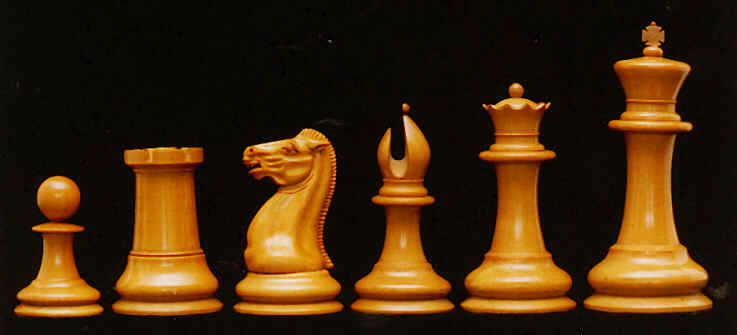
Peces d'escacs Staunton

Disseny de peces d'escacs, que és l'estàndard usat en competició.

### Peça
El terme té diversos significats en funció del context. Pot referir-se a la totalitat de les figures del joc, peons inclosos (com en el cas de la regla de la peça tocada). No obstant, normalment s'aplica el terme en sentit estricte exclusivament a les peces menors, de manera que quan hom parla "d'una peça" es refereix només a un alfil o un cavall (com a l'expressió deixar-se una peça). Finalment, en algun context concret pot referir-se a conjuntament a les peces majors i a les peces menors, com per exemple a la frase "les blanques necessiten portar més peces al flanc de rei".

### Peça activa
Vegeu activa.

### Peça centralitzada
Una peça situada al centre o prop del centre. La centralització un factor estratègic important per l'avaluació d'una posició, ja que des del centre exerceixen la seva màxima influència (controlen un nombre més gran de caselles que des de les bandes).

### Peça major
Una dama o una torre, també conegudes com a peces pesants.

### Peça menor
Un alfil o un cavall.

### Peça passiva
Vegeu passiva.

### Peça penjant
Peça desprotegida i exposada a ser capturada. S'usa com a sinònim de peça en prise. En argot, "deixar-se una peça penjada" és cometre un error, normalment decisiu, oblidant de protegir o retirar una peça amenaçada. El concepte no està relacionat amb el de peons penjants

### Peça pesant
Vegeu peça major

### Peó
vegeu peó

### Peó aïllat
Un peó que no té cap altre peó del mateix bàndol en cap columna adjacent.

### Peó avançat
Un peó que ha arribat a la meitat del tauler del rival (la cinquena fila o més). Un peó avançat pot ser feble si hi ha sobreexpansió, quan necessita suport i és difícil de defensar, o bé fort si molesta el rival limitant la seva mobilitat. Un peó avançat i passat que amenaça de promocionar pot ser especialment fort. Vegeu també bind.

### Peó central
Un peó situat a la columna de rei o a la columna de dama (respectivament, les columnes e o d'). Vegeu també centre de peons

### Peó d'alfil
Cadascun dels dos peons situats a la columna d'un alfil, la columna c o la columna f'.

### Peó de cavall
Cadascun dels dos peons situats a la columna d'un cavall, la columna b o la columna g'.

### Peó de dama
Un peó a la columna de dama, és a dir, a la columna-d. De vegades abreujat PD.

### Peó de rei
Un peó a la columna de rei, és a dir, a la columna e. En anglès, sovint el citen abreujadament com a KP (de King's Pawn). També s'usen els conceptes peó d'alfil de rei, peó de cavall de rei, o peó de torre de rei pels peons a les columnes f, g, o h respectivament.

### Peó de torre
Cadascun dels dos peons situats a la columna d'una torre, la columna a o la columna h.

### Peó de torre dolent
En un final amb un alfil, un peó de torre pot ser dolent (o també equivocat), en funció de si l'alfil controla o no la seva casella de coronació.

### Peó doblat
Vegeu peons doblats

### Peó endarrerit
Un peó que ha quedat més endarrerit que la resta de peons, del mateix color de les columnes adjacents i que no pot avançar sense el suport d'un altre peó.
|   | a | b | c | d | e | f | g | h |   |
| 8 | a8 negres torre · b8 negres cavall · c8 negres alfil · e8 negres rei · f8 negres alfil · h8 negres torre · b7 negres peó · f7 negres peó · g7 negres peó · h7 negres peó · a6 negres peó · d6 negres peó · e6 negres peó · f6 negres cavall · g5 blanques alfil · d4 blanques cavall · e4 blanques peó · f4 blanques peó · c3 blanques cavall · a2 blanques peó · b2 negres dama · c2 blanques peó · d2 blanques dama · g2 blanques peó · h2 blanques peó · a1 blanques torre · e1 blanques rei · f1 blanques alfil · h1 blanques torre | a8 negres torre · b8 negres cavall · c8 negres alfil · e8 negres rei · f8 negres alfil · h8 negres torre · b7 negres peó · f7 negres peó · g7 negres peó · h7 negres peó · a6 negres peó · d6 negres peó · e6 negres peó · f6 negres cavall · g5 blanques alfil · d4 blanques cavall · e4 blanques peó · f4 blanques peó · c3 blanques cavall · a2 blanques peó · b2 negres dama · c2 blanques peó · d2 blanques dama · g2 blanques peó · h2 blanques peó · a1 blanques torre · e1 blanques rei · f1 blanques alfil · h1 blanques torre | a8 negres torre · b8 negres cavall · c8 negres alfil · e8 negres rei · f8 negres alfil · h8 negres torre · b7 negres peó · f7 negres peó · g7 negres peó · h7 negres peó · a6 negres peó · d6 negres peó · e6 negres peó · f6 negres cavall · g5 blanques alfil · d4 blanques cavall · e4 blanques peó · f4 blanques peó · c3 blanques cavall · a2 blanques peó · b2 negres dama · c2 blanques peó · d2 blanques dama · g2 blanques peó · h2 blanques peó · a1 blanques torre · e1 blanques rei · f1 blanques alfil · h1 blanques torre | a8 negres torre · b8 negres cavall · c8 negres alfil · e8 negres rei · f8 negres alfil · h8 negres torre · b7 negres peó · f7 negres peó · g7 negres peó · h7 negres peó · a6 negres peó · d6 negres peó · e6 negres peó · f6 negres cavall · g5 blanques alfil · d4 blanques cavall · e4 blanques peó · f4 blanques peó · c3 blanques cavall · a2 blanques peó · b2 negres dama · c2 blanques peó · d2 blanques dama · g2 blanques peó · h2 blanques peó · a1 blanques torre · e1 blanques rei · f1 blanques alfil · h1 blanques torre | a8 negres torre · b8 negres cavall · c8 negres alfil · e8 negres rei · f8 negres alfil · h8 negres torre · b7 negres peó · f7 negres peó · g7 negres peó · h7 negres peó · a6 negres peó · d6 negres peó · e6 negres peó · f6 negres cavall · g5 blanques alfil · d4 blanques cavall · e4 blanques peó · f4 blanques peó · c3 blanques cavall · a2 blanques peó · b2 negres dama · c2 blanques peó · d2 blanques dama · g2 blanques peó · h2 blanques peó · a1 blanques torre · e1 blanques rei · f1 blanques alfil · h1 blanques torre | a8 negres torre · b8 negres cavall · c8 negres alfil · e8 negres rei · f8 negres alfil · h8 negres torre · b7 negres peó · f7 negres peó · g7 negres peó · h7 negres peó · a6 negres peó · d6 negres peó · e6 negres peó · f6 negres cavall · g5 blanques alfil · d4 blanques cavall · e4 blanques peó · f4 blanques peó · c3 blanques cavall · a2 blanques peó · b2 negres dama · c2 blanques peó · d2 blanques dama · g2 blanques peó · h2 blanques peó · a1 blanques torre · e1 blanques rei · f1 blanques alfil · h1 blanques torre | a8 negres torre · b8 negres cavall · c8 negres alfil · e8 negres rei · f8 negres alfil · h8 negres torre · b7 negres peó · f7 negres peó · g7 negres peó · h7 negres peó · a6 negres peó · d6 negres peó · e6 negres peó · f6 negres cavall · g5 blanques alfil · d4 blanques cavall · e4 blanques peó · f4 blanques peó · c3 blanques cavall · a2 blanques peó · b2 negres dama · c2 blanques peó · d2 blanques dama · g2 blanques peó · h2 blanques peó · a1 blanques torre · e1 blanques rei · f1 blanques alfil · h1 blanques torre | a8 negres torre · b8 negres cavall · c8 negres alfil · e8 negres rei · f8 negres alfil · h8 negres torre · b7 negres peó · f7 negres peó · g7 negres peó · h7 negres peó · a6 negres peó · d6 negres peó · e6 negres peó · f6 negres cavall · g5 blanques alfil · d4 blanques cavall · e4 blanques peó · f4 blanques peó · c3 blanques cavall · a2 blanques peó · b2 negres dama · c2 blanques peó · d2 blanques dama · g2 blanques peó · h2 blanques peó · a1 blanques torre · e1 blanques rei · f1 blanques alfil · h1 blanques torre | 8 |
| 7 | a8 negres torre · b8 negres cavall · c8 negres alfil · e8 negres rei · f8 negres alfil · h8 negres torre · b7 negres peó · f7 negres peó · g7 negres peó · h7 negres peó · a6 negres peó · d6 negres peó · e6 negres peó · f6 negres cavall · g5 blanques alfil · d4 blanques cavall · e4 blanques peó · f4 blanques peó · c3 blanques cavall · a2 blanques peó · b2 negres dama · c2 blanques peó · d2 blanques dama · g2 blanques peó · h2 blanques peó · a1 blanques torre · e1 blanques rei · f1 blanques alfil · h1 blanques torre | a8 negres torre · b8 negres cavall · c8 negres alfil · e8 negres rei · f8 negres alfil · h8 negres torre · b7 negres peó · f7 negres peó · g7 negres peó · h7 negres peó · a6 negres peó · d6 negres peó · e6 negres peó · f6 negres cavall · g5 blanques alfil · d4 blanques cavall · e4 blanques peó · f4 blanques peó · c3 blanques cavall · a2 blanques peó · b2 negres dama · c2 blanques peó · d2 blanques dama · g2 blanques peó · h2 blanques peó · a1 blanques torre · e1 blanques rei · f1 blanques alfil · h1 blanques torre | a8 negres torre · b8 negres cavall · c8 negres alfil · e8 negres rei · f8 negres alfil · h8 negres torre · b7 negres peó · f7 negres peó · g7 negres peó · h7 negres peó · a6 negres peó · d6 negres peó · e6 negres peó · f6 negres cavall · g5 blanques alfil · d4 blanques cavall · e4 blanques peó · f4 blanques peó · c3 blanques cavall · a2 blanques peó · b2 negres dama · c2 blanques peó · d2 blanques dama · g2 blanques peó · h2 blanques peó · a1 blanques torre · e1 blanques rei · f1 blanques alfil · h1 blanques torre | a8 negres torre · b8 negres cavall · c8 negres alfil · e8 negres rei · f8 negres alfil · h8 negres torre · b7 negres peó · f7 negres peó · g7 negres peó · h7 negres peó · a6 negres peó · d6 negres peó · e6 negres peó · f6 negres cavall · g5 blanques alfil · d4 blanques cavall · e4 blanques peó · f4 blanques peó · c3 blanques cavall · a2 blanques peó · b2 negres dama · c2 blanques peó · d2 blanques dama · g2 blanques peó · h2 blanques peó · a1 blanques torre · e1 blanques rei · f1 blanques alfil · h1 blanques torre | a8 negres torre · b8 negres cavall · c8 negres alfil · e8 negres rei · f8 negres alfil · h8 negres torre · b7 negres peó · f7 negres peó · g7 negres peó · h7 negres peó · a6 negres peó · d6 negres peó · e6 negres peó · f6 negres cavall · g5 blanques alfil · d4 blanques cavall · e4 blanques peó · f4 blanques peó · c3 blanques cavall · a2 blanques peó · b2 negres dama · c2 blanques peó · d2 blanques dama · g2 blanques peó · h2 blanques peó · a1 blanques torre · e1 blanques rei · f1 blanques alfil · h1 blanques torre | a8 negres torre · b8 negres cavall · c8 negres alfil · e8 negres rei · f8 negres alfil · h8 negres torre · b7 negres peó · f7 negres peó · g7 negres peó · h7 negres peó · a6 negres peó · d6 negres peó · e6 negres peó · f6 negres cavall · g5 blanques alfil · d4 blanques cavall · e4 blanques peó · f4 blanques peó · c3 blanques cavall · a2 blanques peó · b2 negres dama · c2 blanques peó · d2 blanques dama · g2 blanques peó · h2 blanques peó · a1 blanques torre · e1 blanques rei · f1 blanques alfil · h1 blanques torre | a8 negres torre · b8 negres cavall · c8 negres alfil · e8 negres rei · f8 negres alfil · h8 negres torre · b7 negres peó · f7 negres peó · g7 negres peó · h7 negres peó · a6 negres peó · d6 negres peó · e6 negres peó · f6 negres cavall · g5 blanques alfil · d4 blanques cavall · e4 blanques peó · f4 blanques peó · c3 blanques cavall · a2 blanques peó · b2 negres dama · c2 blanques peó · d2 blanques dama · g2 blanques peó · h2 blanques peó · a1 blanques torre · e1 blanques rei · f1 blanques alfil · h1 blanques torre | a8 negres torre · b8 negres cavall · c8 negres alfil · e8 negres rei · f8 negres alfil · h8 negres torre · b7 negres peó · f7 negres peó · g7 negres peó · h7 negres peó · a6 negres peó · d6 negres peó · e6 negres peó · f6 negres cavall · g5 blanques alfil · d4 blanques cavall · e4 blanques peó · f4 blanques peó · c3 blanques cavall · a2 blanques peó · b2 negres dama · c2 blanques peó · d2 blanques dama · g2 blanques peó · h2 blanques peó · a1 blanques torre · e1 blanques rei · f1 blanques alfil · h1 blanques torre | 7 |
| 6 | a8 negres torre · b8 negres cavall · c8 negres alfil · e8 negres rei · f8 negres alfil · h8 negres torre · b7 negres peó · f7 negres peó · g7 negres peó · h7 negres peó · a6 negres peó · d6 negres peó · e6 negres peó · f6 negres cavall · g5 blanques alfil · d4 blanques cavall · e4 blanques peó · f4 blanques peó · c3 blanques cavall · a2 blanques peó · b2 negres dama · c2 blanques peó · d2 blanques dama · g2 blanques peó · h2 blanques peó · a1 blanques torre · e1 blanques rei · f1 blanques alfil · h1 blanques torre | a8 negres torre · b8 negres cavall · c8 negres alfil · e8 negres rei · f8 negres alfil · h8 negres torre · b7 negres peó · f7 negres peó · g7 negres peó · h7 negres peó · a6 negres peó · d6 negres peó · e6 negres peó · f6 negres cavall · g5 blanques alfil · d4 blanques cavall · e4 blanques peó · f4 blanques peó · c3 blanques cavall · a2 blanques peó · b2 negres dama · c2 blanques peó · d2 blanques dama · g2 blanques peó · h2 blanques peó · a1 blanques torre · e1 blanques rei · f1 blanques alfil · h1 blanques torre | a8 negres torre · b8 negres cavall · c8 negres alfil · e8 negres rei · f8 negres alfil · h8 negres torre · b7 negres peó · f7 negres peó · g7 negres peó · h7 negres peó · a6 negres peó · d6 negres peó · e6 negres peó · f6 negres cavall · g5 blanques alfil · d4 blanques cavall · e4 blanques peó · f4 blanques peó · c3 blanques cavall · a2 blanques peó · b2 negres dama · c2 blanques peó · d2 blanques dama · g2 blanques peó · h2 blanques peó · a1 blanques torre · e1 blanques rei · f1 blanques alfil · h1 blanques torre | a8 negres torre · b8 negres cavall · c8 negres alfil · e8 negres rei · f8 negres alfil · h8 negres torre · b7 negres peó · f7 negres peó · g7 negres peó · h7 negres peó · a6 negres peó · d6 negres peó · e6 negres peó · f6 negres cavall · g5 blanques alfil · d4 blanques cavall · e4 blanques peó · f4 blanques peó · c3 blanques cavall · a2 blanques peó · b2 negres dama · c2 blanques peó · d2 blanques dama · g2 blanques peó · h2 blanques peó · a1 blanques torre · e1 blanques rei · f1 blanques alfil · h1 blanques torre | a8 negres torre · b8 negres cavall · c8 negres alfil · e8 negres rei · f8 negres alfil · h8 negres torre · b7 negres peó · f7 negres peó · g7 negres peó · h7 negres peó · a6 negres peó · d6 negres peó · e6 negres peó · f6 negres cavall · g5 blanques alfil · d4 blanques cavall · e4 blanques peó · f4 blanques peó · c3 blanques cavall · a2 blanques peó · b2 negres dama · c2 blanques peó · d2 blanques dama · g2 blanques peó · h2 blanques peó · a1 blanques torre · e1 blanques rei · f1 blanques alfil · h1 blanques torre | a8 negres torre · b8 negres cavall · c8 negres alfil · e8 negres rei · f8 negres alfil · h8 negres torre · b7 negres peó · f7 negres peó · g7 negres peó · h7 negres peó · a6 negres peó · d6 negres peó · e6 negres peó · f6 negres cavall · g5 blanques alfil · d4 blanques cavall · e4 blanques peó · f4 blanques peó · c3 blanques cavall · a2 blanques peó · b2 negres dama · c2 blanques peó · d2 blanques dama · g2 blanques peó · h2 blanques peó · a1 blanques torre · e1 blanques rei · f1 blanques alfil · h1 blanques torre | a8 negres torre · b8 negres cavall · c8 negres alfil · e8 negres rei · f8 negres alfil · h8 negres torre · b7 negres peó · f7 negres peó · g7 negres peó · h7 negres peó · a6 negres peó · d6 negres peó · e6 negres peó · f6 negres cavall · g5 blanques alfil · d4 blanques cavall · e4 blanques peó · f4 blanques peó · c3 blanques cavall · a2 blanques peó · b2 negres dama · c2 blanques peó · d2 blanques dama · g2 blanques peó · h2 blanques peó · a1 blanques torre · e1 blanques rei · f1 blanques alfil · h1 blanques torre | a8 negres torre · b8 negres cavall · c8 negres alfil · e8 negres rei · f8 negres alfil · h8 negres torre · b7 negres peó · f7 negres peó · g7 negres peó · h7 negres peó · a6 negres peó · d6 negres peó · e6 negres peó · f6 negres cavall · g5 blanques alfil · d4 blanques cavall · e4 blanques peó · f4 blanques peó · c3 blanques cavall · a2 blanques peó · b2 negres dama · c2 blanques peó · d2 blanques dama · g2 blanques peó · h2 blanques peó · a1 blanques torre · e1 blanques rei · f1 blanques alfil · h1 blanques torre | 6 |
| 5 | a8 negres torre · b8 negres cavall · c8 negres alfil · e8 negres rei · f8 negres alfil · h8 negres torre · b7 negres peó · f7 negres peó · g7 negres peó · h7 negres peó · a6 negres peó · d6 negres peó · e6 negres peó · f6 negres cavall · g5 blanques alfil · d4 blanques cavall · e4 blanques peó · f4 blanques peó · c3 blanques cavall · a2 blanques peó · b2 negres dama · c2 blanques peó · d2 blanques dama · g2 blanques peó · h2 blanques peó · a1 blanques torre · e1 blanques rei · f1 blanques alfil · h1 blanques torre | a8 negres torre · b8 negres cavall · c8 negres alfil · e8 negres rei · f8 negres alfil · h8 negres torre · b7 negres peó · f7 negres peó · g7 negres peó · h7 negres peó · a6 negres peó · d6 negres peó · e6 negres peó · f6 negres cavall · g5 blanques alfil · d4 blanques cavall · e4 blanques peó · f4 blanques peó · c3 blanques cavall · a2 blanques peó · b2 negres dama · c2 blanques peó · d2 blanques dama · g2 blanques peó · h2 blanques peó · a1 blanques torre · e1 blanques rei · f1 blanques alfil · h1 blanques torre | a8 negres torre · b8 negres cavall · c8 negres alfil · e8 negres rei · f8 negres alfil · h8 negres torre · b7 negres peó · f7 negres peó · g7 negres peó · h7 negres peó · a6 negres peó · d6 negres peó · e6 negres peó · f6 negres cavall · g5 blanques alfil · d4 blanques cavall · e4 blanques peó · f4 blanques peó · c3 blanques cavall · a2 blanques peó · b2 negres dama · c2 blanques peó · d2 blanques dama · g2 blanques peó · h2 blanques peó · a1 blanques torre · e1 blanques rei · f1 blanques alfil · h1 blanques torre | a8 negres torre · b8 negres cavall · c8 negres alfil · e8 negres rei · f8 negres alfil · h8 negres torre · b7 negres peó · f7 negres peó · g7 negres peó · h7 negres peó · a6 negres peó · d6 negres peó · e6 negres peó · f6 negres cavall · g5 blanques alfil · d4 blanques cavall · e4 blanques peó · f4 blanques peó · c3 blanques cavall · a2 blanques peó · b2 negres dama · c2 blanques peó · d2 blanques dama · g2 blanques peó · h2 blanques peó · a1 blanques torre · e1 blanques rei · f1 blanques alfil · h1 blanques torre | a8 negres torre · b8 negres cavall · c8 negres alfil · e8 negres rei · f8 negres alfil · h8 negres torre · b7 negres peó · f7 negres peó · g7 negres peó · h7 negres peó · a6 negres peó · d6 negres peó · e6 negres peó · f6 negres cavall · g5 blanques alfil · d4 blanques cavall · e4 blanques peó · f4 blanques peó · c3 blanques cavall · a2 blanques peó · b2 negres dama · c2 blanques peó · d2 blanques dama · g2 blanques peó · h2 blanques peó · a1 blanques torre · e1 blanques rei · f1 blanques alfil · h1 blanques torre | a8 negres torre · b8 negres cavall · c8 negres alfil · e8 negres rei · f8 negres alfil · h8 negres torre · b7 negres peó · f7 negres peó · g7 negres peó · h7 negres peó · a6 negres peó · d6 negres peó · e6 negres peó · f6 negres cavall · g5 blanques alfil · d4 blanques cavall · e4 blanques peó · f4 blanques peó · c3 blanques cavall · a2 blanques peó · b2 negres dama · c2 blanques peó · d2 blanques dama · g2 blanques peó · h2 blanques peó · a1 blanques torre · e1 blanques rei · f1 blanques alfil · h1 blanques torre | a8 negres torre · b8 negres cavall · c8 negres alfil · e8 negres rei · f8 negres alfil · h8 negres torre · b7 negres peó · f7 negres peó · g7 negres peó · h7 negres peó · a6 negres peó · d6 negres peó · e6 negres peó · f6 negres cavall · g5 blanques alfil · d4 blanques cavall · e4 blanques peó · f4 blanques peó · c3 blanques cavall · a2 blanques peó · b2 negres dama · c2 blanques peó · d2 blanques dama · g2 blanques peó · h2 blanques peó · a1 blanques torre · e1 blanques rei · f1 blanques alfil · h1 blanques torre | a8 negres torre · b8 negres cavall · c8 negres alfil · e8 negres rei · f8 negres alfil · h8 negres torre · b7 negres peó · f7 negres peó · g7 negres peó · h7 negres peó · a6 negres peó · d6 negres peó · e6 negres peó · f6 negres cavall · g5 blanques alfil · d4 blanques cavall · e4 blanques peó · f4 blanques peó · c3 blanques cavall · a2 blanques peó · b2 negres dama · c2 blanques peó · d2 blanques dama · g2 blanques peó · h2 blanques peó · a1 blanques torre · e1 blanques rei · f1 blanques alfil · h1 blanques torre | 5 |
| 4 | a8 negres torre · b8 negres cavall · c8 negres alfil · e8 negres rei · f8 negres alfil · h8 negres torre · b7 negres peó · f7 negres peó · g7 negres peó · h7 negres peó · a6 negres peó · d6 negres peó · e6 negres peó · f6 negres cavall · g5 blanques alfil · d4 blanques cavall · e4 blanques peó · f4 blanques peó · c3 blanques cavall · a2 blanques peó · b2 negres dama · c2 blanques peó · d2 blanques dama · g2 blanques peó · h2 blanques peó · a1 blanques torre · e1 blanques rei · f1 blanques alfil · h1 blanques torre | a8 negres torre · b8 negres cavall · c8 negres alfil · e8 negres rei · f8 negres alfil · h8 negres torre · b7 negres peó · f7 negres peó · g7 negres peó · h7 negres peó · a6 negres peó · d6 negres peó · e6 negres peó · f6 negres cavall · g5 blanques alfil · d4 blanques cavall · e4 blanques peó · f4 blanques peó · c3 blanques cavall · a2 blanques peó · b2 negres dama · c2 blanques peó · d2 blanques dama · g2 blanques peó · h2 blanques peó · a1 blanques torre · e1 blanques rei · f1 blanques alfil · h1 blanques torre | a8 negres torre · b8 negres cavall · c8 negres alfil · e8 negres rei · f8 negres alfil · h8 negres torre · b7 negres peó · f7 negres peó · g7 negres peó · h7 negres peó · a6 negres peó · d6 negres peó · e6 negres peó · f6 negres cavall · g5 blanques alfil · d4 blanques cavall · e4 blanques peó · f4 blanques peó · c3 blanques cavall · a2 blanques peó · b2 negres dama · c2 blanques peó · d2 blanques dama · g2 blanques peó · h2 blanques peó · a1 blanques torre · e1 blanques rei · f1 blanques alfil · h1 blanques torre | a8 negres torre · b8 negres cavall · c8 negres alfil · e8 negres rei · f8 negres alfil · h8 negres torre · b7 negres peó · f7 negres peó · g7 negres peó · h7 negres peó · a6 negres peó · d6 negres peó · e6 negres peó · f6 negres cavall · g5 blanques alfil · d4 blanques cavall · e4 blanques peó · f4 blanques peó · c3 blanques cavall · a2 blanques peó · b2 negres dama · c2 blanques peó · d2 blanques dama · g2 blanques peó · h2 blanques peó · a1 blanques torre · e1 blanques rei · f1 blanques alfil · h1 blanques torre | a8 negres torre · b8 negres cavall · c8 negres alfil · e8 negres rei · f8 negres alfil · h8 negres torre · b7 negres peó · f7 negres peó · g7 negres peó · h7 negres peó · a6 negres peó · d6 negres peó · e6 negres peó · f6 negres cavall · g5 blanques alfil · d4 blanques cavall · e4 blanques peó · f4 blanques peó · c3 blanques cavall · a2 blanques peó · b2 negres dama · c2 blanques peó · d2 blanques dama · g2 blanques peó · h2 blanques peó · a1 blanques torre · e1 blanques rei · f1 blanques alfil · h1 blanques torre | a8 negres torre · b8 negres cavall · c8 negres alfil · e8 negres rei · f8 negres alfil · h8 negres torre · b7 negres peó · f7 negres peó · g7 negres peó · h7 negres peó · a6 negres peó · d6 negres peó · e6 negres peó · f6 negres cavall · g5 blanques alfil · d4 blanques cavall · e4 blanques peó · f4 blanques peó · c3 blanques cavall · a2 blanques peó · b2 negres dama · c2 blanques peó · d2 blanques dama · g2 blanques peó · h2 blanques peó · a1 blanques torre · e1 blanques rei · f1 blanques alfil · h1 blanques torre | a8 negres torre · b8 negres cavall · c8 negres alfil · e8 negres rei · f8 negres alfil · h8 negres torre · b7 negres peó · f7 negres peó · g7 negres peó · h7 negres peó · a6 negres peó · d6 negres peó · e6 negres peó · f6 negres cavall · g5 blanques alfil · d4 blanques cavall · e4 blanques peó · f4 blanques peó · c3 blanques cavall · a2 blanques peó · b2 negres dama · c2 blanques peó · d2 blanques dama · g2 blanques peó · h2 blanques peó · a1 blanques torre · e1 blanques rei · f1 blanques alfil · h1 blanques torre | a8 negres torre · b8 negres cavall · c8 negres alfil · e8 negres rei · f8 negres alfil · h8 negres torre · b7 negres peó · f7 negres peó · g7 negres peó · h7 negres peó · a6 negres peó · d6 negres peó · e6 negres peó · f6 negres cavall · g5 blanques alfil · d4 blanques cavall · e4 blanques peó · f4 blanques peó · c3 blanques cavall · a2 blanques peó · b2 negres dama · c2 blanques peó · d2 blanques dama · g2 blanques peó · h2 blanques peó · a1 blanques torre · e1 blanques rei · f1 blanques alfil · h1 blanques torre | 4 |
| 3 | a8 negres torre · b8 negres cavall · c8 negres alfil · e8 negres rei · f8 negres alfil · h8 negres torre · b7 negres peó · f7 negres peó · g7 negres peó · h7 negres peó · a6 negres peó · d6 negres peó · e6 negres peó · f6 negres cavall · g5 blanques alfil · d4 blanques cavall · e4 blanques peó · f4 blanques peó · c3 blanques cavall · a2 blanques peó · b2 negres dama · c2 blanques peó · d2 blanques dama · g2 blanques peó · h2 blanques peó · a1 blanques torre · e1 blanques rei · f1 blanques alfil · h1 blanques torre | a8 negres torre · b8 negres cavall · c8 negres alfil · e8 negres rei · f8 negres alfil · h8 negres torre · b7 negres peó · f7 negres peó · g7 negres peó · h7 negres peó · a6 negres peó · d6 negres peó · e6 negres peó · f6 negres cavall · g5 blanques alfil · d4 blanques cavall · e4 blanques peó · f4 blanques peó · c3 blanques cavall · a2 blanques peó · b2 negres dama · c2 blanques peó · d2 blanques dama · g2 blanques peó · h2 blanques peó · a1 blanques torre · e1 blanques rei · f1 blanques alfil · h1 blanques torre | a8 negres torre · b8 negres cavall · c8 negres alfil · e8 negres rei · f8 negres alfil · h8 negres torre · b7 negres peó · f7 negres peó · g7 negres peó · h7 negres peó · a6 negres peó · d6 negres peó · e6 negres peó · f6 negres cavall · g5 blanques alfil · d4 blanques cavall · e4 blanques peó · f4 blanques peó · c3 blanques cavall · a2 blanques peó · b2 negres dama · c2 blanques peó · d2 blanques dama · g2 blanques peó · h2 blanques peó · a1 blanques torre · e1 blanques rei · f1 blanques alfil · h1 blanques torre | a8 negres torre · b8 negres cavall · c8 negres alfil · e8 negres rei · f8 negres alfil · h8 negres torre · b7 negres peó · f7 negres peó · g7 negres peó · h7 negres peó · a6 negres peó · d6 negres peó · e6 negres peó · f6 negres cavall · g5 blanques alfil · d4 blanques cavall · e4 blanques peó · f4 blanques peó · c3 blanques cavall · a2 blanques peó · b2 negres dama · c2 blanques peó · d2 blanques dama · g2 blanques peó · h2 blanques peó · a1 blanques torre · e1 blanques rei · f1 blanques alfil · h1 blanques torre | a8 negres torre · b8 negres cavall · c8 negres alfil · e8 negres rei · f8 negres alfil · h8 negres torre · b7 negres peó · f7 negres peó · g7 negres peó · h7 negres peó · a6 negres peó · d6 negres peó · e6 negres peó · f6 negres cavall · g5 blanques alfil · d4 blanques cavall · e4 blanques peó · f4 blanques peó · c3 blanques cavall · a2 blanques peó · b2 negres dama · c2 blanques peó · d2 blanques dama · g2 blanques peó · h2 blanques peó · a1 blanques torre · e1 blanques rei · f1 blanques alfil · h1 blanques torre | a8 negres torre · b8 negres cavall · c8 negres alfil · e8 negres rei · f8 negres alfil · h8 negres torre · b7 negres peó · f7 negres peó · g7 negres peó · h7 negres peó · a6 negres peó · d6 negres peó · e6 negres peó · f6 negres cavall · g5 blanques alfil · d4 blanques cavall · e4 blanques peó · f4 blanques peó · c3 blanques cavall · a2 blanques peó · b2 negres dama · c2 blanques peó · d2 blanques dama · g2 blanques peó · h2 blanques peó · a1 blanques torre · e1 blanques rei · f1 blanques alfil · h1 blanques torre | a8 negres torre · b8 negres cavall · c8 negres alfil · e8 negres rei · f8 negres alfil · h8 negres torre · b7 negres peó · f7 negres peó · g7 negres peó · h7 negres peó · a6 negres peó · d6 negres peó · e6 negres peó · f6 negres cavall · g5 blanques alfil · d4 blanques cavall · e4 blanques peó · f4 blanques peó · c3 blanques cavall · a2 blanques peó · b2 negres dama · c2 blanques peó · d2 blanques dama · g2 blanques peó · h2 blanques peó · a1 blanques torre · e1 blanques rei · f1 blanques alfil · h1 blanques torre | a8 negres torre · b8 negres cavall · c8 negres alfil · e8 negres rei · f8 negres alfil · h8 negres torre · b7 negres peó · f7 negres peó · g7 negres peó · h7 negres peó · a6 negres peó · d6 negres peó · e6 negres peó · f6 negres cavall · g5 blanques alfil · d4 blanques cavall · e4 blanques peó · f4 blanques peó · c3 blanques cavall · a2 blanques peó · b2 negres dama · c2 blanques peó · d2 blanques dama · g2 blanques peó · h2 blanques peó · a1 blanques torre · e1 blanques rei · f1 blanques alfil · h1 blanques torre | 3 |
| 2 | a8 negres torre · b8 negres cavall · c8 negres alfil · e8 negres rei · f8 negres alfil · h8 negres torre · b7 negres peó · f7 negres peó · g7 negres peó · h7 negres peó · a6 negres peó · d6 negres peó · e6 negres peó · f6 negres cavall · g5 blanques alfil · d4 blanques cavall · e4 blanques peó · f4 blanques peó · c3 blanques cavall · a2 blanques peó · b2 negres dama · c2 blanques peó · d2 blanques dama · g2 blanques peó · h2 blanques peó · a1 blanques torre · e1 blanques rei · f1 blanques alfil · h1 blanques torre | a8 negres torre · b8 negres cavall · c8 negres alfil · e8 negres rei · f8 negres alfil · h8 negres torre · b7 negres peó · f7 negres peó · g7 negres peó · h7 negres peó · a6 negres peó · d6 negres peó · e6 negres peó · f6 negres cavall · g5 blanques alfil · d4 blanques cavall · e4 blanques peó · f4 blanques peó · c3 blanques cavall · a2 blanques peó · b2 negres dama · c2 blanques peó · d2 blanques dama · g2 blanques peó · h2 blanques peó · a1 blanques torre · e1 blanques rei · f1 blanques alfil · h1 blanques torre | a8 negres torre · b8 negres cavall · c8 negres alfil · e8 negres rei · f8 negres alfil · h8 negres torre · b7 negres peó · f7 negres peó · g7 negres peó · h7 negres peó · a6 negres peó · d6 negres peó · e6 negres peó · f6 negres cavall · g5 blanques alfil · d4 blanques cavall · e4 blanques peó · f4 blanques peó · c3 blanques cavall · a2 blanques peó · b2 negres dama · c2 blanques peó · d2 blanques dama · g2 blanques peó · h2 blanques peó · a1 blanques torre · e1 blanques rei · f1 blanques alfil · h1 blanques torre | a8 negres torre · b8 negres cavall · c8 negres alfil · e8 negres rei · f8 negres alfil · h8 negres torre · b7 negres peó · f7 negres peó · g7 negres peó · h7 negres peó · a6 negres peó · d6 negres peó · e6 negres peó · f6 negres cavall · g5 blanques alfil · d4 blanques cavall · e4 blanques peó · f4 blanques peó · c3 blanques cavall · a2 blanques peó · b2 negres dama · c2 blanques peó · d2 blanques dama · g2 blanques peó · h2 blanques peó · a1 blanques torre · e1 blanques rei · f1 blanques alfil · h1 blanques torre | a8 negres torre · b8 negres cavall · c8 negres alfil · e8 negres rei · f8 negres alfil · h8 negres torre · b7 negres peó · f7 negres peó · g7 negres peó · h7 negres peó · a6 negres peó · d6 negres peó · e6 negres peó · f6 negres cavall · g5 blanques alfil · d4 blanques cavall · e4 blanques peó · f4 blanques peó · c3 blanques cavall · a2 blanques peó · b2 negres dama · c2 blanques peó · d2 blanques dama · g2 blanques peó · h2 blanques peó · a1 blanques torre · e1 blanques rei · f1 blanques alfil · h1 blanques torre | a8 negres torre · b8 negres cavall · c8 negres alfil · e8 negres rei · f8 negres alfil · h8 negres torre · b7 negres peó · f7 negres peó · g7 negres peó · h7 negres peó · a6 negres peó · d6 negres peó · e6 negres peó · f6 negres cavall · g5 blanques alfil · d4 blanques cavall · e4 blanques peó · f4 blanques peó · c3 blanques cavall · a2 blanques peó · b2 negres dama · c2 blanques peó · d2 blanques dama · g2 blanques peó · h2 blanques peó · a1 blanques torre · e1 blanques rei · f1 blanques alfil · h1 blanques torre | a8 negres torre · b8 negres cavall · c8 negres alfil · e8 negres rei · f8 negres alfil · h8 negres torre · b7 negres peó · f7 negres peó · g7 negres peó · h7 negres peó · a6 negres peó · d6 negres peó · e6 negres peó · f6 negres cavall · g5 blanques alfil · d4 blanques cavall · e4 blanques peó · f4 blanques peó · c3 blanques cavall · a2 blanques peó · b2 negres dama · c2 blanques peó · d2 blanques dama · g2 blanques peó · h2 blanques peó · a1 blanques torre · e1 blanques rei · f1 blanques alfil · h1 blanques torre | a8 negres torre · b8 negres cavall · c8 negres alfil · e8 negres rei · f8 negres alfil · h8 negres torre · b7 negres peó · f7 negres peó · g7 negres peó · h7 negres peó · a6 negres peó · d6 negres peó · e6 negres peó · f6 negres cavall · g5 blanques alfil · d4 blanques cavall · e4 blanques peó · f4 blanques peó · c3 blanques cavall · a2 blanques peó · b2 negres dama · c2 blanques peó · d2 blanques dama · g2 blanques peó · h2 blanques peó · a1 blanques torre · e1 blanques rei · f1 blanques alfil · h1 blanques torre | 2 |
| 1 | a8 negres torre · b8 negres cavall · c8 negres alfil · e8 negres rei · f8 negres alfil · h8 negres torre · b7 negres peó · f7 negres peó · g7 negres peó · h7 negres peó · a6 negres peó · d6 negres peó · e6 negres peó · f6 negres cavall · g5 blanques alfil · d4 blanques cavall · e4 blanques peó · f4 blanques peó · c3 blanques cavall · a2 blanques peó · b2 negres dama · c2 blanques peó · d2 blanques dama · g2 blanques peó · h2 blanques peó · a1 blanques torre · e1 blanques rei · f1 blanques alfil · h1 blanques torre | a8 negres torre · b8 negres cavall · c8 negres alfil · e8 negres rei · f8 negres alfil · h8 negres torre · b7 negres peó · f7 negres peó · g7 negres peó · h7 negres peó · a6 negres peó · d6 negres peó · e6 negres peó · f6 negres cavall · g5 blanques alfil · d4 blanques cavall · e4 blanques peó · f4 blanques peó · c3 blanques cavall · a2 blanques peó · b2 negres dama · c2 blanques peó · d2 blanques dama · g2 blanques peó · h2 blanques peó · a1 blanques torre · e1 blanques rei · f1 blanques alfil · h1 blanques torre | a8 negres torre · b8 negres cavall · c8 negres alfil · e8 negres rei · f8 negres alfil · h8 negres torre · b7 negres peó · f7 negres peó · g7 negres peó · h7 negres peó · a6 negres peó · d6 negres peó · e6 negres peó · f6 negres cavall · g5 blanques alfil · d4 blanques cavall · e4 blanques peó · f4 blanques peó · c3 blanques cavall · a2 blanques peó · b2 negres dama · c2 blanques peó · d2 blanques dama · g2 blanques peó · h2 blanques peó · a1 blanques torre · e1 blanques rei · f1 blanques alfil · h1 blanques torre | a8 negres torre · b8 negres cavall · c8 negres alfil · e8 negres rei · f8 negres alfil · h8 negres torre · b7 negres peó · f7 negres peó · g7 negres peó · h7 negres peó · a6 negres peó · d6 negres peó · e6 negres peó · f6 negres cavall · g5 blanques alfil · d4 blanques cavall · e4 blanques peó · f4 blanques peó · c3 blanques cavall · a2 blanques peó · b2 negres dama · c2 blanques peó · d2 blanques dama · g2 blanques peó · h2 blanques peó · a1 blanques torre · e1 blanques rei · f1 blanques alfil · h1 blanques torre | a8 negres torre · b8 negres cavall · c8 negres alfil · e8 negres rei · f8 negres alfil · h8 negres torre · b7 negres peó · f7 negres peó · g7 negres peó · h7 negres peó · a6 negres peó · d6 negres peó · e6 negres peó · f6 negres cavall · g5 blanques alfil · d4 blanques cavall · e4 blanques peó · f4 blanques peó · c3 blanques cavall · a2 blanques peó · b2 negres dama · c2 blanques peó · d2 blanques dama · g2 blanques peó · h2 blanques peó · a1 blanques torre · e1 blanques rei · f1 blanques alfil · h1 blanques torre | a8 negres torre · b8 negres cavall · c8 negres alfil · e8 negres rei · f8 negres alfil · h8 negres torre · b7 negres peó · f7 negres peó · g7 negres peó · h7 negres peó · a6 negres peó · d6 negres peó · e6 negres peó · f6 negres cavall · g5 blanques alfil · d4 blanques cavall · e4 blanques peó · f4 blanques peó · c3 blanques cavall · a2 blanques peó · b2 negres dama · c2 blanques peó · d2 blanques dama · g2 blanques peó · h2 blanques peó · a1 blanques torre · e1 blanques rei · f1 blanques alfil · h1 blanques torre | a8 negres torre · b8 negres cavall · c8 negres alfil · e8 negres rei · f8 negres alfil · h8 negres torre · b7 negres peó · f7 negres peó · g7 negres peó · h7 negres peó · a6 negres peó · d6 negres peó · e6 negres peó · f6 negres cavall · g5 blanques alfil · d4 blanques cavall · e4 blanques peó · f4 blanques peó · c3 blanques cavall · a2 blanques peó · b2 negres dama · c2 blanques peó · d2 blanques dama · g2 blanques peó · h2 blanques peó · a1 blanques torre · e1 blanques rei · f1 blanques alfil · h1 blanques torre | a8 negres torre · b8 negres cavall · c8 negres alfil · e8 negres rei · f8 negres alfil · h8 negres torre · b7 negres peó · f7 negres peó · g7 negres peó · h7 negres peó · a6 negres peó · d6 negres peó · e6 negres peó · f6 negres cavall · g5 blanques alfil · d4 blanques cavall · e4 blanques peó · f4 blanques peó · c3 blanques cavall · a2 blanques peó · b2 negres dama · c2 blanques peó · d2 blanques dama · g2 blanques peó · h2 blanques peó · a1 blanques torre · e1 blanques rei · f1 blanques alfil · h1 blanques torre | 1 |
|   | a | b | c | d | e | f | g | h |   |

### Peó enverinat
Peó desprotegit que, en cas de ser capturat, causa problemes posicionals o pèrdues materials al bàndol rival. El terme també es refereix a una variant concreta de la variant Najdorf de la defensa siciliana, en què hom diu que el peó blanc de b2 és un peó enverinat, ja que capturar-lo és possible però altament perillós per les negres, ja que la captura genera una gran compensació.

### Peó i jugada
Un tipus de partida amb avantatge, comuna als segles xviii i xix, en què el jugador superior portava les negres, i començava la partida sense un dels seus peons, normalment el peó d'alfil de rei. Vegeu hàndicap

### Peó passat
Un peó que no té un peó rival en la seva columna, ni a les columnes adjacents, de manera que té via lliure per coronar.

### Peó passat protegit
Un peó passat protegit per un altre peó.

### Peons doblats
Dos peons del mateix color situats a la mateixa columna.

### Peons lligats
Dos o més peons del mateix jugador que es troben en columnes adjacents, especialment quan a més es troben a la mateixa fila o a la immediatament inferior o superior, de manera que es coordinen i protegeixen l'un a l'altre quan avancen. Vegeu també peó aïllat.

### Peons passats exteriors
Un peó passat que és a prop dels marges del tauler i lluny dels altres peons. En els finals, aquests peons sovint constitueixen un fort avantatge per qui el posseeix.

### Peons passats i lligats
Peons passats en columnes adjacents. En general, són molt potents (sovint tant com una peça menor o com una torre, si són a la sisena fila i no estan adientment bloquejats) perquè poden avançar donant-se suport mútuament. Vegeu també peons lligats.

### Peons penjants
Dos peons del mateix bàndol lligats, i que no tenen peons del mateix bàndol a les columnes adjacents. Els peons penjants poden ser forts (normalment, quan poden avançar), o febles (per exemple si són fàcilment bloquejables i atacables).

### Percentatge de puntuació
Número calculat tot prenent el percentatge de partides guanyades per un jugador, més la meitat del percentatge de partides entaulades. Així, sobre 100 partides, si un jugador en guanya 40, n'entaula 32, i en perd 28, el seu percentatge de puntuació és de 40 més la meitat de 32, és a dir, el 56 per cent.

### Performance
La performance o "actuació" és un nombre que reflecteix de manera aproximada el nivell Elo al qual un jugador ha jugat en un torneig o matx. Sovint es calcula sumant les performances en cada partida individual, fent servir el rating del rival en cas de taules, afegint 400 punts al rating del rival en cas de victòria, o traient 400 punts en cas de derrota, i llavors dividint pel total de partides computades. Per exemple, un jugador que ha guanyat un rival de 2400, ha perdut amb un 2600, empatat amb un 2500, i ha guanyat un 2300, hauria fet una performance de 2550 (2800 + 2200 + 2500 + 2700, dividit per quatre).

### Perdre material
Vegeu material

### Petita qualitat
Concepte usat sobretot pels anglòfons (Minor exchange). És el guany en la diferència de valor en cas de canvi d'un alfil per un cavall.

### PGN
El més popular dels formats ASCII emprats pels ordinadors per gravar partides d'escacs (tant els moviments com les dades de la partida - jugadors, resultat, lloc, data, etc...).

### Pipa
En argot català, un espectador que mira una partida. Si fa comentaris que puguin ser sentits pels jugadors, mentre s'està disputant una partida de competició, es tracta d'una seriosa falta d'etiqueta.

### Pla
Estratègia usada per un jugador per tal de fer servir els seus avantatges de manera òptima en una posició específica, alhora que es minimitza l'impacte dels seus desavantatges posicionals.

### Planella

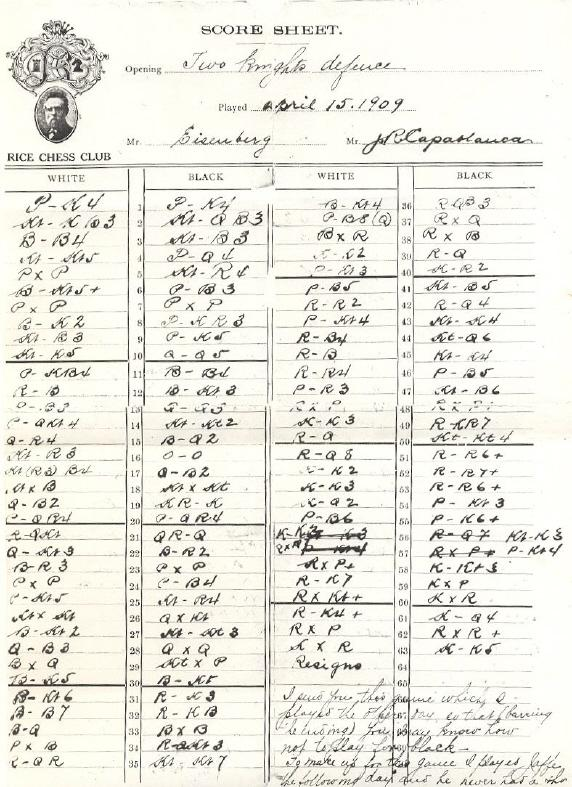
Una planella de notació

La planella és el paper que es fa servir per escriure els moviments d'una partida en joc.

### Ply
Terme usat principalment en escacs per ordinador per indicar un moviment d'un dels dos bàndols. Un ply seria equivalent a mitja jugada.

### Posició crítica
Posició que té una importància clau per tal de determinar la correcció d'una variant d'obertura. Si un bàndol pot demostrar tenir avantatge en una posició crítica, l'altre bàndol hauria de trobar una millora o bé abandonar la variant com a inferior.

### Posició de Lucena
Un tipus de posició de final de torre i peó contra torre en què el jugador amb el peó extra pot forçar la victòria

### Posició de Philidor
Es tracta d'un important final que il·lustra una tècnica de taules quan el defensor té rei i torre contra rei, torre i peó. És coneguda també com a defensa de la tercera fila, per causa de la importància de la torre defensora a la tercera fila tallant el pas del rei rival. Fou analitzada per Philidor el 1777. (Vegeu també final de torre i peó contra torre.)

### Posició guanyadora
Hom diu que té una posició guanyadora (o "guanyada") si amb un joc correcte, pot forçar l'escac i mat contra qualsevol defensa, o contra la defensa perfecta.

### Posició il·legal
En una partida, posició que és conseqüència d'una jugada il·legal o d'una posició de començament incorrecta.

### Post mortem
Anàlisi d'una partida un cop ha finalitzat, normalment conduït per un o ambdós jugadors, i sovint amb pipes al voltant.

### Premi de bellesa
Premi donat en alguns torneigs, a la partida més bonica o espectacular que s'hi hagi disputat. Vegeu també miniatura.

### Preparació d'obertures
Anàlisi i estudi (previ a una partida o torneig) d'obertures i defenses que hom espera plantejar, o que li plantegin els rivals, en el torneig o partides que disputi en el futur. A nivell d'elit, una part important de la preparació d'obertures és la recerca de novetats teòriques que millorin el joc de partides anteriors o d'anàlisis publicats al respecte.

### Primer tauler
En competicions d'escacs per equips, el jugador que s'enfronta als rival més fort de l'equip contrari. El segon tauler s'enfronta al següent rival més fort, etcètera. En general, l'assignació de jugadors a un tauler determinat es fa abans de començar la competició, i els jugadors no poden canviar de tauler, tot i que en algunes competicions hi ha jugadors suplents als quals els és permès actuar com a substituts.

### Primera fila
La primera fila (on hi ha situades les peces al començament de la partida); la primera fila de les blanques és la vuitena de les negres, i viceversa. Vegeu també debilitat de la primera fila i mat de la primera fila.

### Profilaxi
(forma adjectivada: profilàctic/a)
- jugada que frustra un pla o moviment tàctic de l'oponent;
- estratègia mitjançant la qual un jugador frustra un moviment tàctic iniciat per l'oponent, aconseguint que cometi un error.

Les tècniques de profilaxi inclouen, per exemple, el bloqueig, la sobreprotecció, o una jugada misteriosa de torre.

### Promoció
Avançar un peó fins a la vuitena fila, i convertir-lo en dama, torre, alfil, o cavall. També s'usa el terme sinònim "coronació", tot i que aquest és més específic per al cas de conversió del peó en dama. No és freqüent la promoció d'un peó en una peça diferent de la dama (promoció menor), i en general només passa quan és imprescindible fer un escac crucial (de cavall), o quan promocionar a torre o a alfil és necessari per evitar un ofegat. Vegeu també allumwandlung.

### Pseudosacrifici
Un oferiment de material que es fa sense cap risc, ja que l'acceptació de banda del rival implicaria el guany de més material, o fins i tot l'escac i mat. El terme es defineix en contrast al sacrifici, en què la compensació és menys tangible.

## Q

### Q
Símbol usat per reflectir una jugada de dama (Queen) en partides anotades en anglès.

### Qualitat
Qualitat  és un terme usat per referir-se a l'avantatge d'una torre sobre una peça menor (cavall o alfil). El jugador que captura una torre mentre perd una peça menor, es diu que ha "guanyat la qualitat", i l'oponent "perd la qualitat". Un "sacrifici de qualitat" consisteix en entregar una torre a canvi d'una peça menor del rival.

## R

### R
Símbol usat per a designar les jugades del rei en l'anotació de partides en català. La mateixa lletra designa, en canvi, la torre (rook) en anotació de partides en anglès.

### Raigs X
Acció d'una peça a través d'una altra. De vegades s'usa com a sinònim d'enfilada.

### Refutar
Demostrar que una estratègia, moviment, o obertura, no és tan bo o bona com hom pensava en un principi, o com s'havia publicat en anàlisis incorrectes. Una refutació, en el context dels problemes d'escacs o els estudis de final s'anomena de vegades amb el mot anglès "cook".

### Regal grec
També conegut com a sacrifici clàssic de l'alfil, és el típic sacrifici d'un alfil de banda de les blanques, jugant Axh7+ o bé de banda de les negres jugant Axh2+ contra un rei enrocat per iniciar un atac de mat.

### Regla de Tarrasch
Duu el nom en honor de Siegbert Tarrasch, i es refereix al principi general que les torres s'han de col·locar sempre rere els peons passats, ja siguin propis o del rival.

### Reglament dels escacs
Conjunt de normes que regulen el joc i obliguen els escaquistes durant una partida de competició.

### Rei

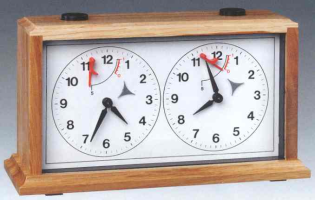
Un rellotge d'escacs

vegeu rei

### Rellotge d'escacs
Un aparell compost de dos rellotges i botons, que mostra el temps total emprat per cada contendent. Immediatament després de jugar, el jugador prem el seu botó, el que para el seu rellotge i posa en marxa el del seu oponent.

### Repertori d'obertures
El ventall d'obertures que un determinat jugador coneix i aplica en la pràctica. Aquest ventall pot ser molt ampli o molt estret, depenent del jugador. Per exemple, un jugador que sempre comenci amb 1.e4; contesti a 1.e4 amb la defensa siciliana, i la variant Najdorf quan sigui possible, i que sempre contesti a 1.d4, 1.c4, o 1.Cf3 amb 1...f5, intentant jugar la defensa holandesa, té un repertori molt estret. En Bent Larsen, que podia començar la partida indistintament amb 1.e4, 1.d4, 1.c4, 1.f4, 1.Cf3, 1.b3, i 1.g3, i que jugava amb negres un gran nombre de diferents defenses, tenia un extensíssim repertori.

### Repetició de jugades
Hom pot reclamar taules si es produeix tres cops la mateixa posició, essent el torn de joc del mateix jugador, i amb cada jugador tenint a la seva disposició el mateix ventall de jugades legals possibles cada cop (incloent el dret d'enrocar i el de capturar capturar al pas).

### Ruptura
Avanç de peó, que implica una captura o amenaça de captura, que obre una posició bloquejada.

## S

### Sacrifici
Quan un jugador entrega material a canvi d'altres formes d'avantatge, com ara espai, desenvolupament, o atac. Un sacrifici a l'obertura és anomenat gambit.

### Sacrifici grec
Vegeu regal grec

### Sacrifici passiu
Sacrifici d'una peça fet movent una altra peça diferent, és a dir, deixant una peça, que estava amenaçada, sense protegir-la, i permetent que el rival la capturi, normalment perquè hom considera que aconseguirà compensació suficient. Naturalment, per tal que la jugada sigui un sacrifici passiu, ha de ser voluntària. Si la peça es perd per error, llavors hom s'ha deixat una peça.

### Segon
Un assistent, sovint triat per ajudar un jugador en la seva preparació per un matx o un torneig important. El segon ajuda els jugadors en aspectes com ara la preparació d'obertures.  El segon també podia ajudar en les anàlisis d'un ajornament (abans que els ajornaments desapareguessin de la pràctica els anys 1990).

### Simplificació
Estratègia consistent en forçar el canvi de peces d'igual valor. Es pot usar, defensivament, per reduir la força d'un atac del rival, o també, quan hom té l'avantatge, per incrementar-lo, o bé per reduir el contrajoc de l'oponent. També pot ser una via per assolir les taules, o un intent de guanyar la partida de banda de jugadors que siguin especialment bons jugant finals en posició simplificada. També es coneix com a liquidació, o com a canvi massiu.

### Sistema algebraic
Vegeu notació algebraica

### Sistema Armageddon
Vegeu #Armageddon

### Sistema descriptiu
Vegeu notació descriptiva

### Sistema d'obertura
Una obertura, com ara el sistema Colle, el sistema Londres o la defensa hipopòtam, que és definit per les jugades unilaterals d'un dels jugadors, i que es pot plantejar amb independència de quines siguin les jugades concretes que faci el rival.

### Sobre el tauler
Hom diu que una partida es juga "sobre el tauler" si els oponents juguen cara a cara, al contrari que als escacs per internet, o als escacs per correspondència.

### Sobreexpansió
Posició en què un jugador ha mogut una peça o grup de peces (normalment peons) massa lluny de la resta de les seves peces, de manera que són difícils de defensar.

### Sobrecàrrega
En anglès: overload o overwork. Situació en què una peça té massa obligacions defensives. Una peça sobrecarregada pot ser de vegades desviada, o obligada a abandonar alguna de les seves tasques defensives.

### Sobreprotecció
Tècnica que consisteix a fer servir moltes peces (més de les que cal) per donar suport a un punt fort, normalment en un bloqueig.

### Sòlid
Un adjectiu usat per descriure una jugada, obertura, o estil de joc que es caracteritza per l'assumpció de mínims riscs tàctics, i pel fet de posar èmfasi en el més tranquil joc posicional més que en la tàctica.

### Sound
Vegeu Correcte

## T

### T
Símbol usat per a designar les jugades de torre en partides anotades en català

### Tàctic
Un jugador que s'especialitza en el joc tàctic, en contraposició al jugador posicional.

### Tàctica
Vegeu joc tàctic

### Tancat
Vegeu torneig tancat

### Tauler
Vegeu escaquer.

### Tauler mural
Un escaquer de grans dimensions emprat per analitzar una partida davant el públic, o mostrar una partida que s'estigui jugant. Fou Johann Löwenthal qui el va inventar, el 1857.

### Taules
Una partida que acaba en empat. Moltes partides acaben en taules per mutu acord. Les altres vies possibles per acabar en taules són l'ofegat, les tres repeticions, la regla dels cinquanta moviments, i material insuficient. Hom diu que una posició és taules (o "taules teòriques") si cap jugador pot, amb un joc correcte, forçar la partida per guanyar. Les taules normalment puntuen ½ punt al marcador, tot i que en alguns matxs només compten les victòries i les taules són ignorades.

### Taules de Gran Mestre
Una partida en la qual els jugadors acorden ràpidament taules sense fer cap esforç perceptible per guanyar. Això implica en general una partida molt avorrida de seguir, com ara 1.d4 d5 2.c4 c6 3.cxd5 cxd5 4.Cc3 Cf6 5.Cf3 Cc6 6.Af4 Af5 7.e3 e6 taules, o una partida superficialment animada amb una variant que els jugadors saben que condueix a taules, com ara 1.e4 e5 2.Cf3 Cc6 3.Ab5 a6 4.Axc6 dxc6 5.0-0 Ag4 6.h3 h5 7.c3 Dd3 8.hxg4 hxg4 9.Cxe5 Ad6 (un pseudo-sacrifici de la dama negra) 10.Cxd3 Ah2+ 11.Rh1 Ad6+ i les negres entaulen per escac continu. Tot i que originalment l'expressió s'emprava per referir-se només a partides entre Grans Mestres, el terme s'usa actualment i col·loquial per referir-se a partides entre qualssevol jugadors. Vegeu també línia taulífera

### Taules de llibre
Una posició de final que se sap que acabarà en taules amb un joc perfecte. El concepte indica que l'anàlisi de la posició ja existeix en la teoria de finals, tot i que en posicions simplificades (actualment, de sis peces o menys) ja s'empren per a l'anàlisi les taules de finals.

### Taules mortes
Una posició de taules en què cap jugador té possibilitats reals de guanyar. Unes taules mortes es poden referir a una posició en què sigui impossible guanyar per cap dels jugadors (com ara per material insuficient), o es pot referir també a una posició tan simple i sense complicacions que caldria una gravíssima errada per tal que algun dels dos bàndols tingués possibilitats de guanyar.

### Taulífer
Adjectiu relatiu a un jugador o a una posició (taulífera) que tendeix a acabar en taules. Vegeu també línia taulífera

### Temps
Oportunitats de fer moviments. Un moviment que no altera la posició de forma significativa pot ser una "pèrdua de temps", i forçar el rival a perdre temps és descrit com a "guanyar un temps".
També es pot referir a la iniciativa en el desenvolupament. Un jugador guanya un temps (usualment a l'obertura) fent que l'oponent mogui la mateixa peça dos cops, o havent-la de defensar. En el final, pot ser obligat perdre un temps (per exemple mitjançant una triangulació) per guanyar l'oposició.

### Tocar fusta
Sinònim de jugar als escacs, en argot. (Les peces són, tradicionalment, de fusta).

### Torneig
Una competició entre més de dos jugadors o equips, jugada en general a una volta en un període relativament curt de temps. El torneig es divideix en rondes, on cadascuna consisteix en partides individuals o en matxs, en el cas dels torneigs eliminatoris i per equips. L'assignació d'oponents s'anomena emparellament, i els sistemes de joc més populars són el round-robin i el suís. Els torneigs se citen normalment indicant la ciutat i l'any on s'hagin disputat, com ara Londres 1851, tot i que hi ha excepcions ben conegudes, com ara "AVRO 1938".

### Torneig de Candidats
Un torneig organitzat per la FIDE, el tercer i últim cicle de classificació pel Campionat del món d'escacs. Els participants són els millors jugadors del torneig interzonal més, eventualment, d'altres jugadors seleccionats basant-se en la qualificació o el rendiment en l'anterior torneig de candidats. El jugador millor classificat qualifica per al campionat del món.

### Torneig eliminatori
Un torneig que consta de sèries de matxs en les quals el guanyadors de cada matx avança a la següent ronda i el perdedor és eliminat. El sistema és freqüent actualment en torneigs d'escacs, per exemple, així es jugà la Copa del món de 2005. Vegeu també Torneig round-robin i torneig suís.

### Torneig obert
Un torneig d'escacs on hi pot participar qualsevol jugador. Hom l'anomena normalment i simple, obert.

### Torneig round-robin
Torneig en què cada participant juga contra qualsevol altre participant un mateix nombre de vegades. En un round-robin a doble volta els participants s'enfronten exactament dos cops, un amb blanques i l'altre amb negres. Aquest format de torneig s'usa si el nombre de participants és relativament petit Vegeu també torneig suís.

### Torneig suís
Torneig que usa el sistema suís per determinar els emparellaments entre els jugadors. La idea bàsica és que cada ronda cada jugador s'ha d'emparellar amb un rival amb els mateixos (o similars) punts. Les olimpíades d'escacs es juguen normalment per sistema suís. Vegeu també torneig round-robin.

### Torneig tancat
Un torneig d'escacs on hi poden participar només jugadors que hi són convidats, o que s'hi ha classificat; és el contrari a torneig obert. Hom l'anomena normalment i simple, tancat.

### Torneig temàtic
Un torneig en què totes les partides han de començar en una determinada posició o amb una obertura concreta especificada pels organitzadors.

### Torneig Zonal
Cadascun dels torneigs organitzats per la FIDE i que són la primera etapa del cicle classificatori per disputar el Campionat del món. Cada torneig zonal reuneix els millors jugadors d'una determinada zona geogràfica. Els guanyadors es classifiquen pel torneig Interzonal.

### Torre
vegeu torre

### Torres connectades
Dues torres del mateix color a la mateixa fila o columna quan no hi ha peons ni peces entre elles. En principi, tenir les torres connectades és sempre desitjable. Els jugadors tendeixen a connectar les torres a la seva primera fila, o bé al llarg d'una columna oberta.

### Torres doblades
Dues torres del mateix jugador situades en la mateixa columna o fila.

### Trampa
També Parany, en castellà: celada; Jugada que tempta el rival per fer un moviment perdedor.

### Transposició
Arribar a una posició determinada fent servir diferents ordres de jugades.

### Triangulació
Tècnica usada en finals de rei i peó (menys emprada si hi ha d'altres peces) per perdre un temps i guanyar l'oposició.

### Triple repetició
Vegeu Repetició de jugades

### Triplicar
Situar les dues torres i la dama en la mateixa columna, de manera que sumin la seva força en l'acció sobre la columna. Vegeu també canó d'Alekhin

## U

### Ulleres
Vegeu forquilla

## V

### Variació
Joc similar als escacs però amb escaquer, peces, o regles diferents als estàndard.

### Variant
Una seqüència de moviments, o una línia de joc alternativa, sovint aplicada a l'obertura. No cal que la línia hagi realment estat jugada en una partida, pot ser una possibilitat que sorgeixi només en l'anàlisi. La paraula variant s'usa també per denominar seqüències específiques de jugades en una obertura. Per exemple, la variant del drac és una línia, part, o variant, de la defensa siciliana.

### Variant del canvi
Es tracta d'un tipus d'obertura en la qual es produeix en les primeres jugades un canvi voluntari de peons o peces.

### Variant preparada
Una novetat d'obertura ben analitzada i que no ha estat encara publicada, que es fa servir contra un rival en una partida de competició.

### Victòria
Guany de la partida per un dels dos jugadors, que pot ocórrer mercès a un escac i mat, abandonament de l'altre jugador, haver excedit l'altre jugador el control de temps, o que l'altre jugador hagi estat eliminat per la direcció del torneig. Com que els escacs són un joc de suma zero, una victòria implica una derrota per l'altre jugador.

### Victòria de llibre
Una posició de final coneguda com a guanyadora amb un joc perfecte. El nom es refereix al fet que tradicionalment les anàlisis es troben a la literatura de finals d'escacs, però en posicions simplificades (actualment, de sis peces o menys), hom pot fer servir anàlisis d'ordinador i taules de finals.

## W

### WFM
Acrònim en anglès pel títol de Mestre de la FIDE Femení (Woman FIDE Master).

### WGM
Acrònim en anglès pel títol de Gran Mestre Femení (Woman Grandmaster).

### WIM
Acrònim en anglès pel títol de Mestre Internacional Femení (Woman International Master).

## X

### Xarxa de mat
Una posició o sèrie de moviments que condueixen inevitablement a un mat forçat

### Xec
Vegeu escac

## Z

### Zeitnot
(de l'alemany) Vegeu Destrets de temps.

### Zonal
Vegeu Torneig Zonal

### Zugzwang
Terme en alemany que es refereix a la situació en la qual un jugador cau en desavantatge degut a l'obligació d'haver de fer una jugada, en una posició en la qual preferiria "passar", perquè qualsevol jugada legal disponible afeblirà la seva posició. El zugzwang ocorre normalment en el final, i molt rarament en el mig joc.

### Zwischenschach
Terme en alemany que es refereix a un zwischenzug que a més a més, és escac.

### Zwischenzug
Terme en alemany que designa una jugada inesperada que es produeix en mig de la seqüència de jugades previstes, i que normalment altera totalment la valoració de la posició, fent canviar l'avantatge de bàndol. El terme és usat en la literatura especialitzada en anglès; en argot català hom diu "jugada intermèdia" o, simplement, "intermèdia".